# 现代主义建筑
现代主义建筑（英語：Modernist Architecture）或稱現代建築，是指一种建築運動或建筑风格，其基礎是以創新的建築技術，特別是玻璃、鋼材和鋼筋混凝土的使用，形式應遵循功能的思想（功能主義）上。以極簡主義、沒有装饰的建築物，曾經成为主导20世纪的一種建筑风格。
現代建築首度出現於20世紀上半葉，第二次世界大战後一直佔據主導地位，直到1980年代風格開始出現變化，並逐漸發展至后现代主义建筑。

## 起源
自19世紀開始，人類開始使用以鑄鐵、石膏板、平板玻璃和鋼筋混凝土的材料，來建造更加堅固、更輕、更高的建築物。其中最具突破性的技術為1848年的鑄造平板玻璃工藝，該技術能夠製造非常大的窗戶。最知名的引用則是由约瑟夫·帕克斯顿在1851年萬國工業博覽會建造的水晶宮。1864年，世界出現了第一座玻璃和金屬幕牆為結構的建築。這些技術上發展也共同促成了第一座鋼結構摩天大樓，位於芝加哥的家庭保險大樓誕生。 此外在同期，以鐵框架為結構的艾菲爾鐵塔也在此時建成，作為當時世界上最高的建築，艾菲爾鐵塔也成1889年世界博覽會的主要設施，吸引數百萬遊客到訪巴黎。
在設施方面，法國實業家弗朗索瓦·柯涅是第世界一個使用鋼筋混凝土（即用鐵筋加固的混凝土）作為建造技術的人士。1853年，科讓特在巴黎郊區建造第一座鋼筋混凝土結構的四層樓房。另一個技術里程碑則是伊莱沙·格雷夫斯·奥的斯發明的安全電梯，該電梯於1854年餘紐約水晶宮博覽會上首次展示，另一項重要技術則為電燈，並降低了19世紀建築因煤氣發生火災的風險。
新材料和新技術的出現，也激發建築師們開始擺脫19世紀末主導西方建築的新古典主義和折衷主義模式，包括維多利亞時代建築、愛德華時代建築以及布雜藝術風格的建築風格。建築理論家和歷史學家歐仁·維奧萊-勒-杜克曾表示對於現代主義建築的支持，特別敦促人們能夠與過去決裂。在1872年的著作《Entretiens sur L'Architecture》中，他曾寫道：「使用我們這個時代賦予我們的手段和知識，無需干預今天不再可行的傳統，這樣我們就可以開創一種新的建築。每種功能都有其材料；每種材料都有其形式和它的裝飾品。」。這本書影響了一代建築師，包括路易斯·蘇利文、维克多·奥塔、艾克特·吉瑪和安东尼·高迪等知名建築師。

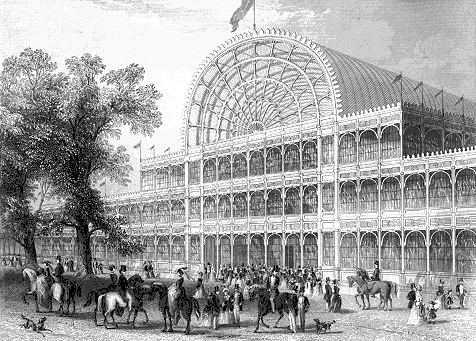
水晶宮（1851年）是第一批由铸铁框架支撐的鑄板玻璃窗建築之一
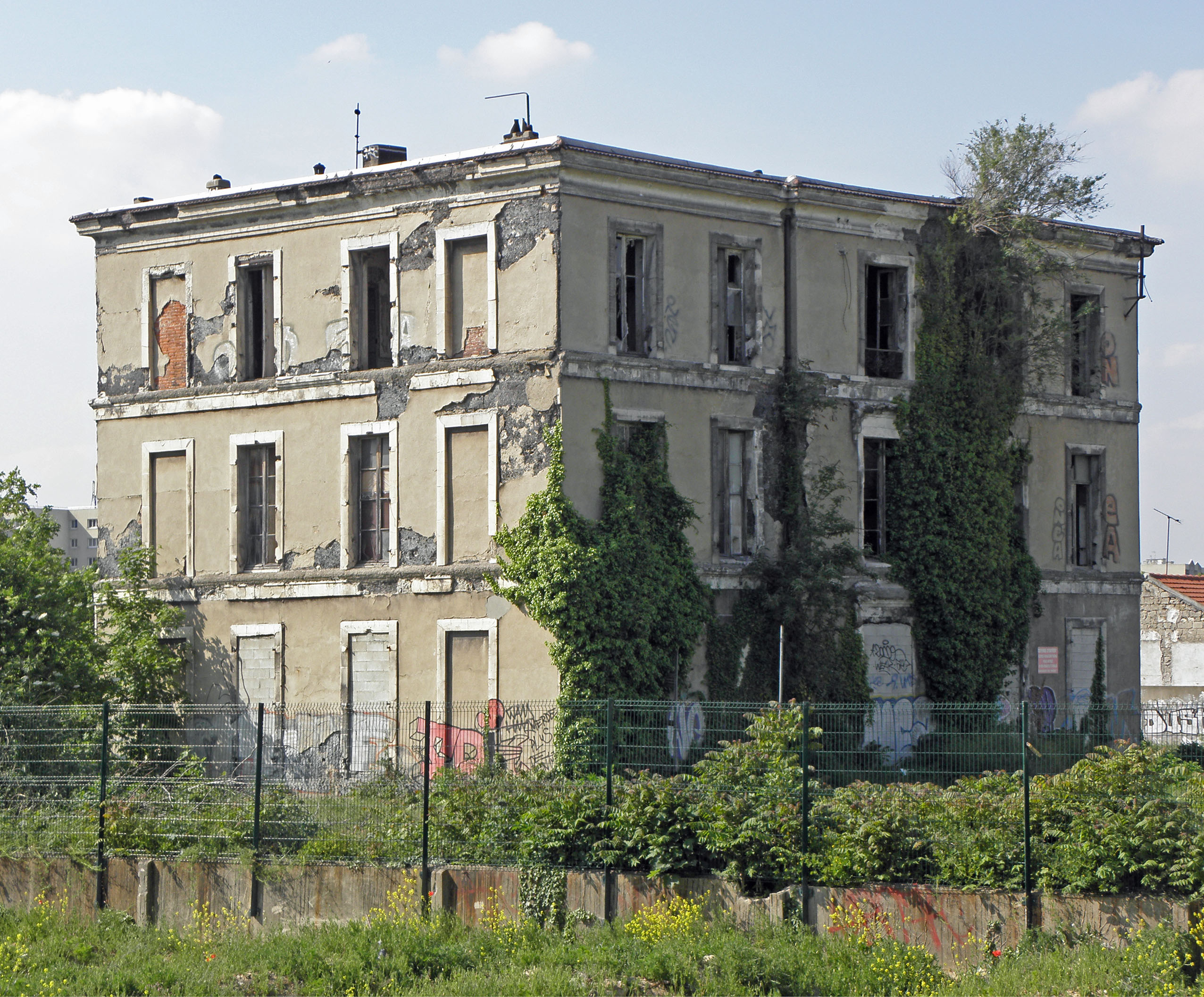
世界上第一棟由鋼筋混凝土建造的房子（1853年），由弗朗索瓦·柯涅（英语：François Coignet）(1853) 在巴黎附近的聖但尼設計
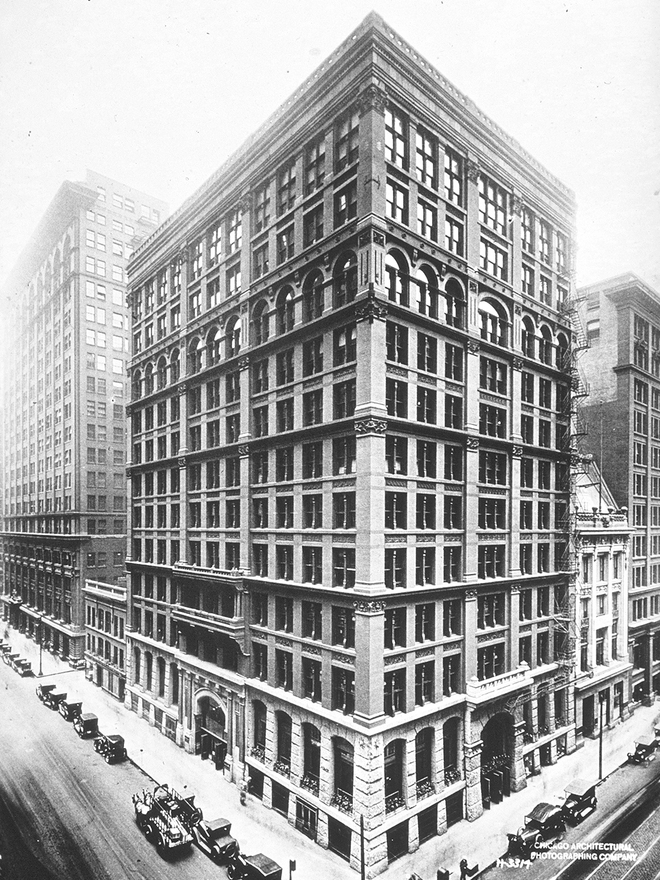
芝加哥的家庭保險大樓（1884年），威廉·勒巴隆·詹尼設計（1884年）
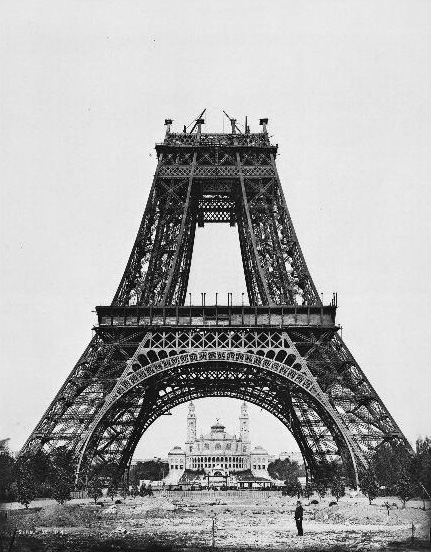
正在建造的艾菲爾鐵塔（1887-89年8月）

## 歐洲的早期現代主義（1900–1914年）

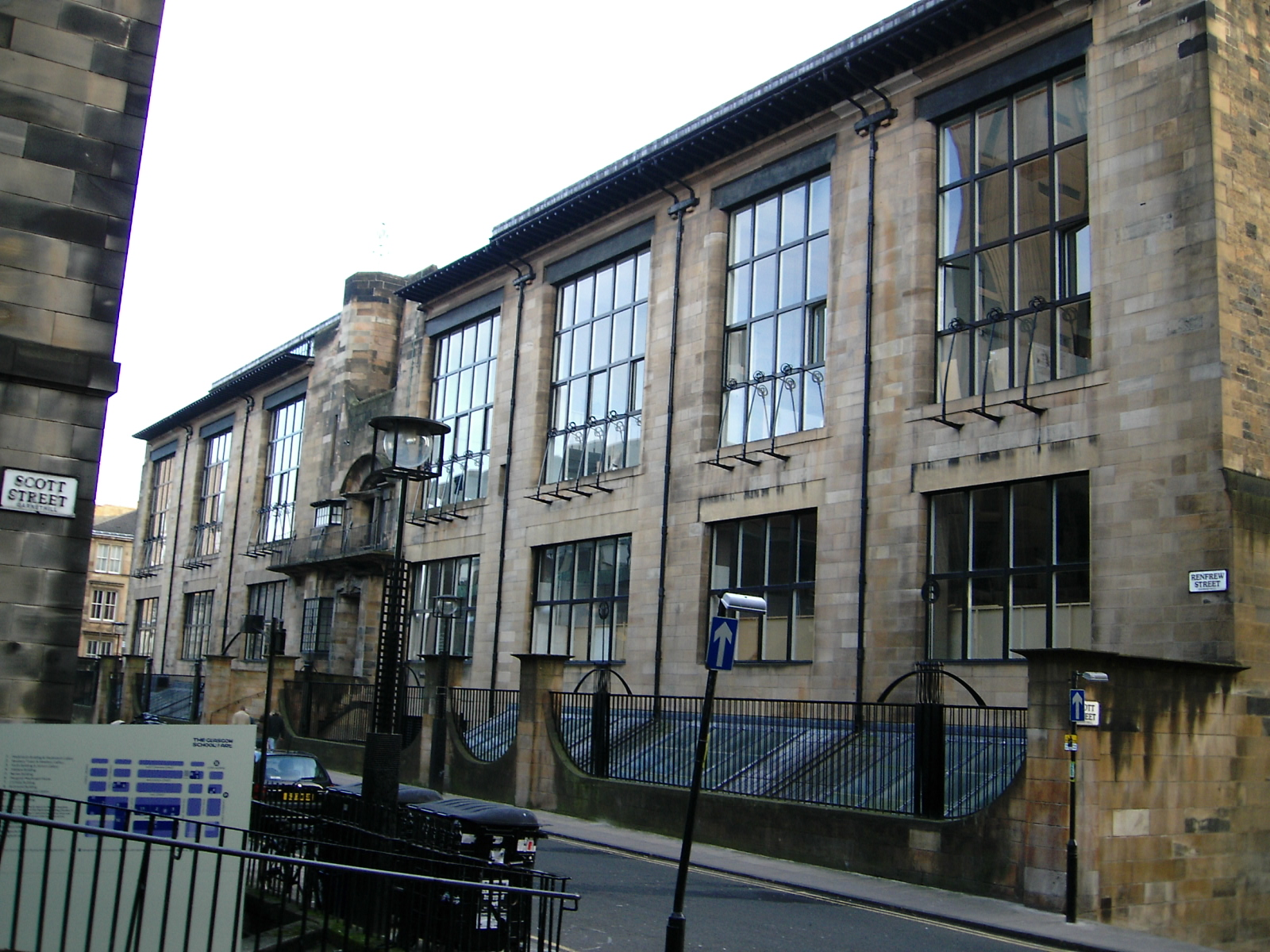
查爾斯·雷尼·麥金托什 設計的格拉斯哥藝術學院（1896–99年)
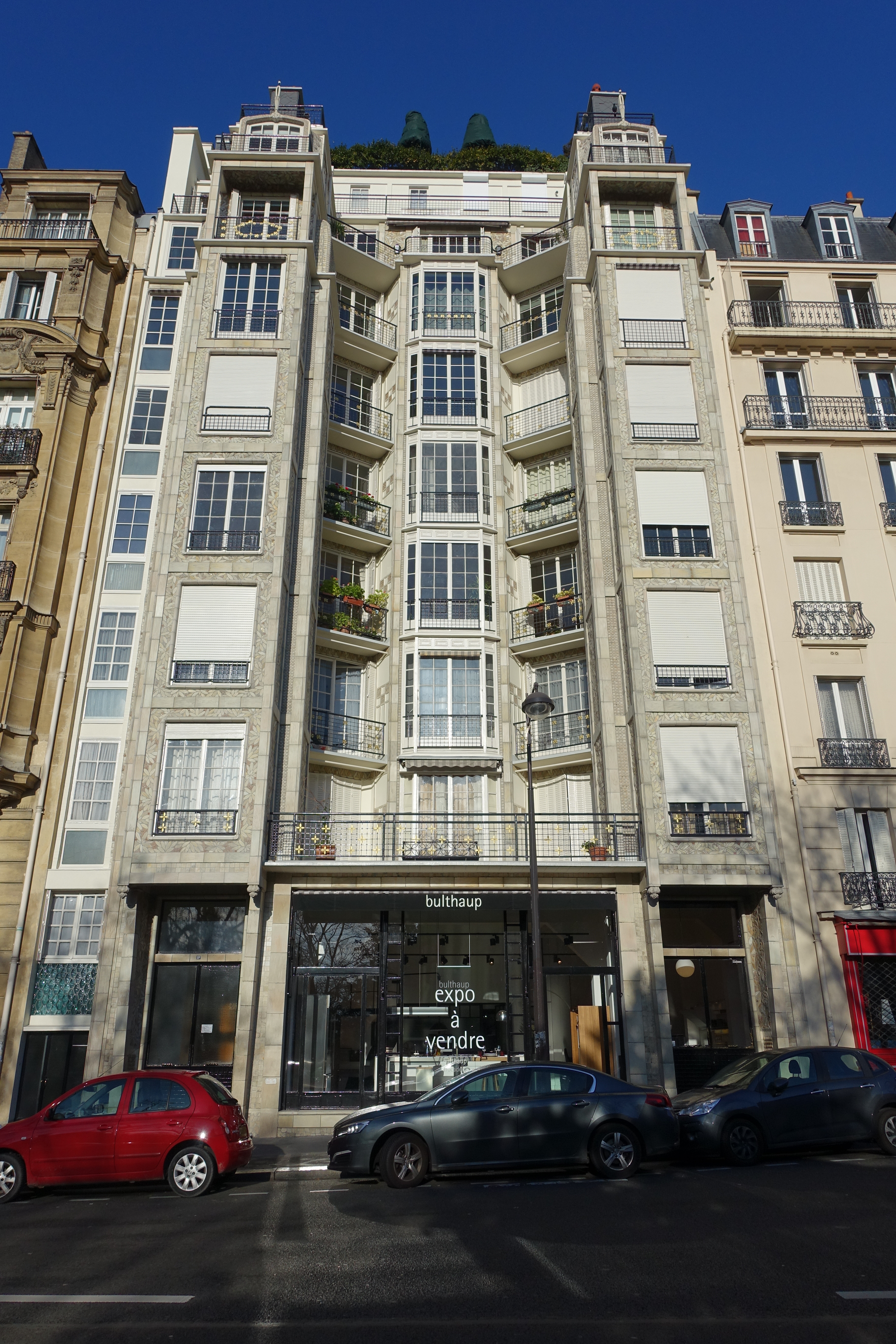
奥古斯特·佩雷的鋼筋混凝土公寓樓，巴黎（1903年）
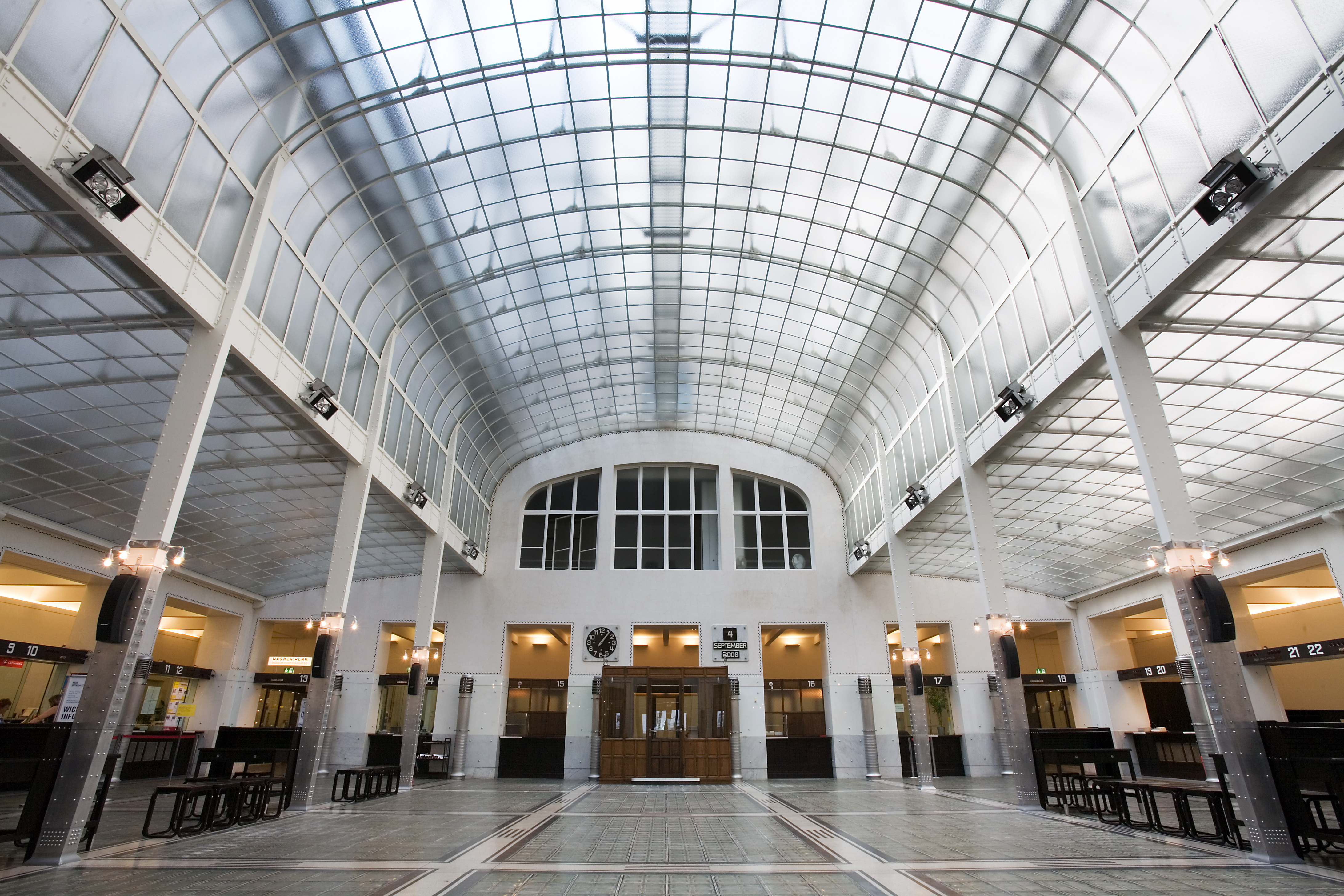
奥托·瓦格纳設計的奧地利郵政儲蓄銀行（英语：Austrian_Postal_Savings_Bank）（1904–1906年）
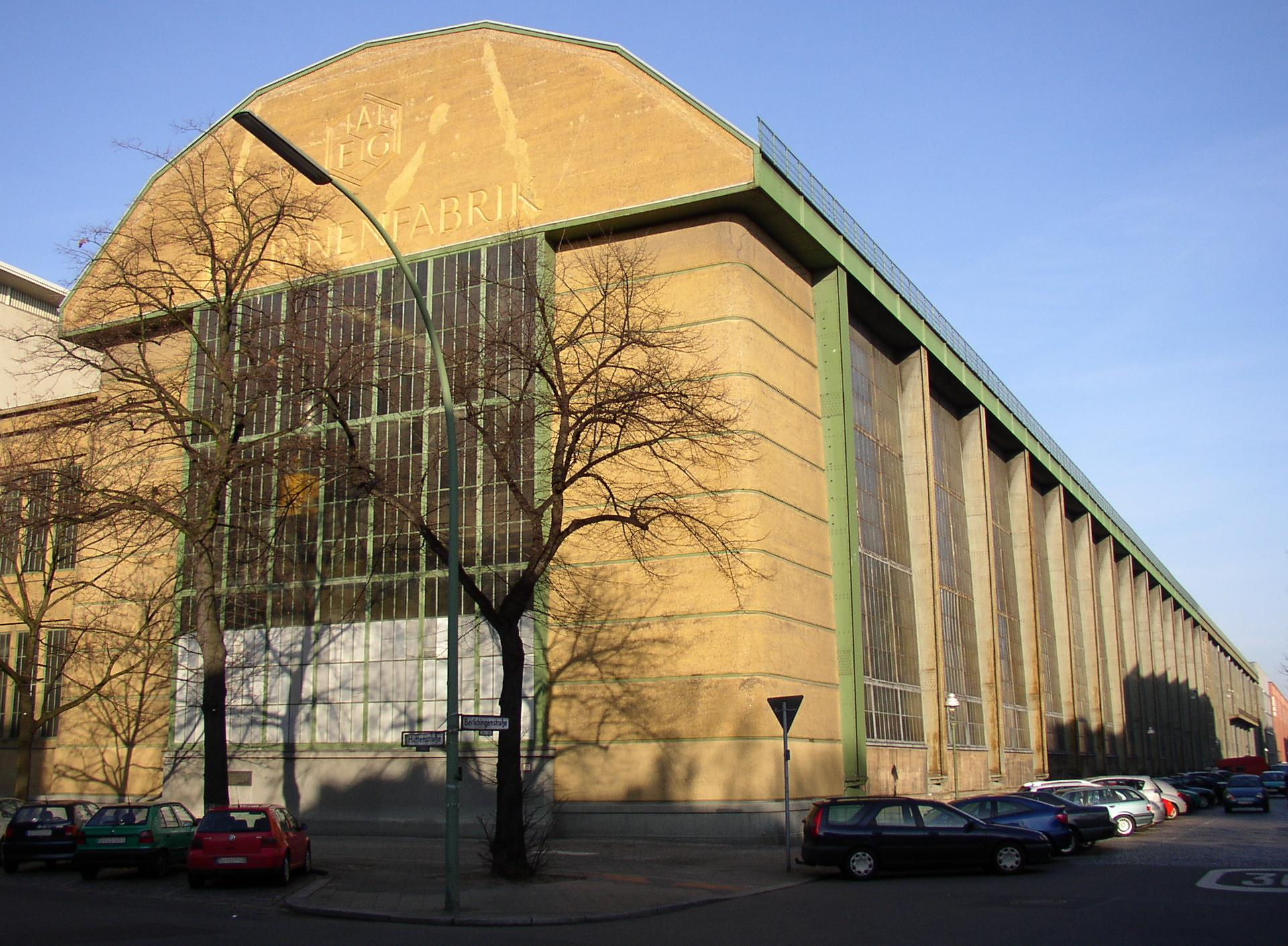
彼得·貝倫斯的AEG渦輪機工廠(1909)
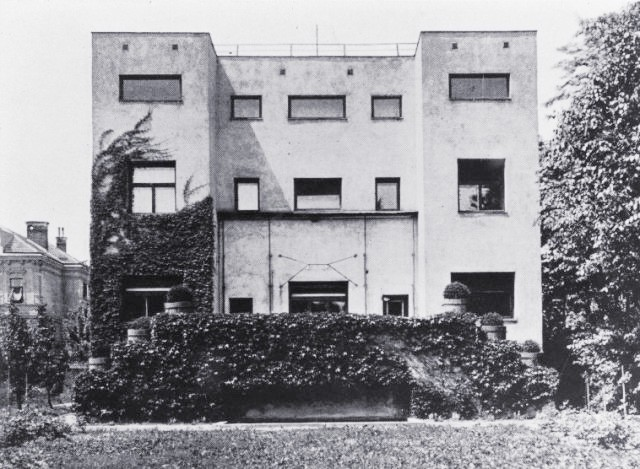
阿道夫·路斯設計的施泰納之家（英语：Steiner_House），維也納（1910年）
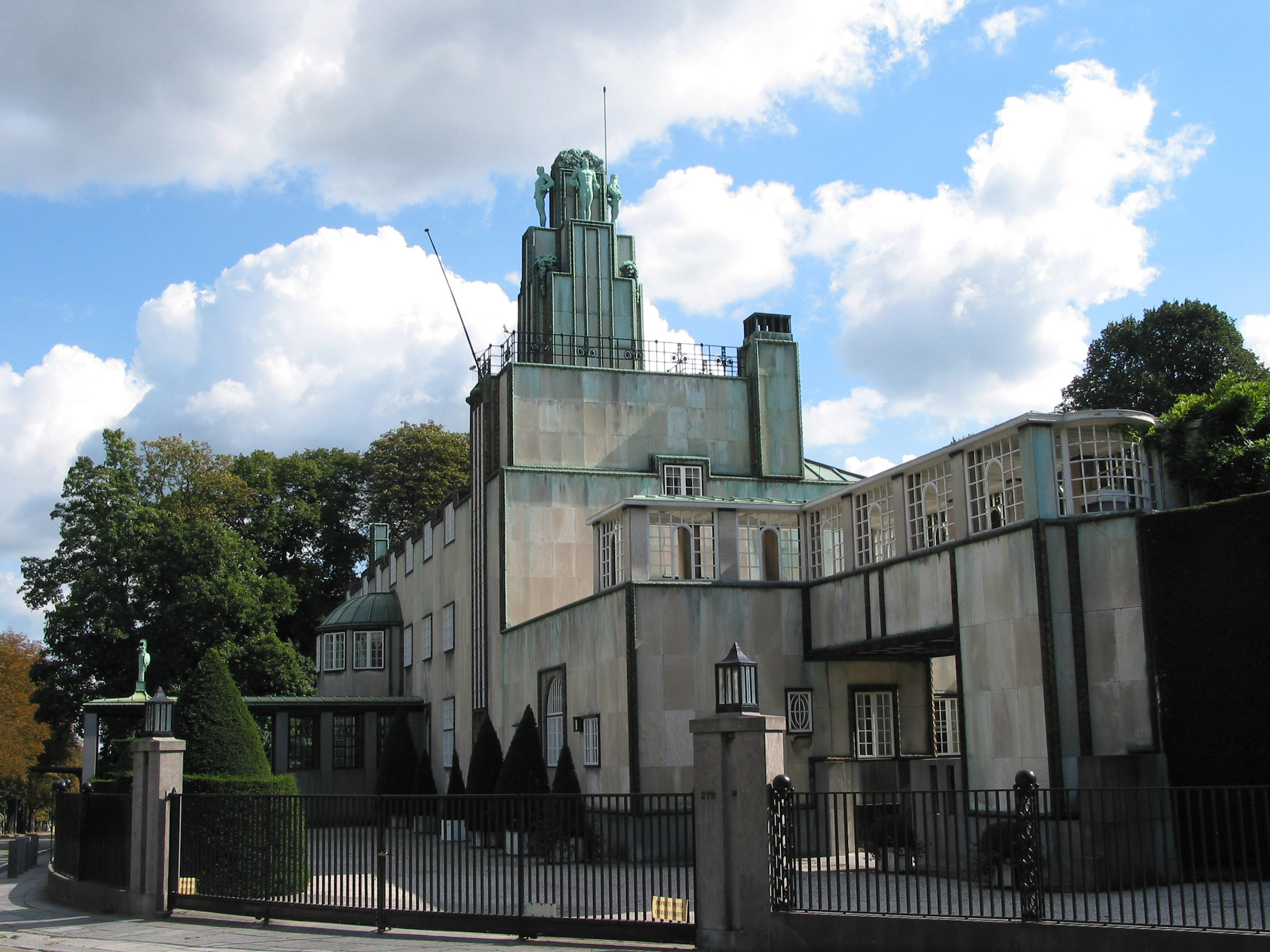
約瑟夫·霍夫曼的斯托克莱宫，布魯塞爾（1906–1911年）
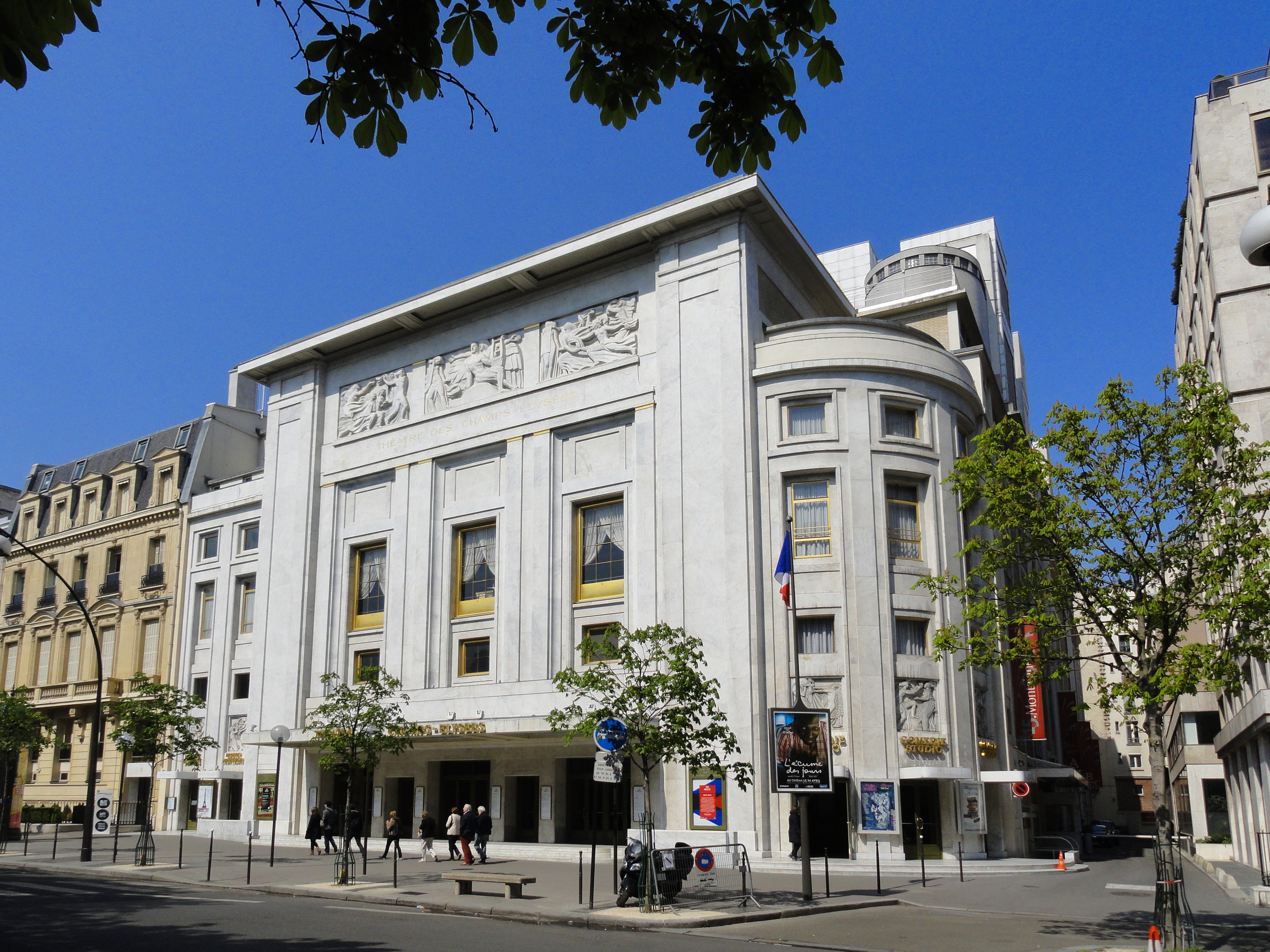
奥古斯特·佩雷的香榭丽舍剧院，巴黎（1910-1913年）
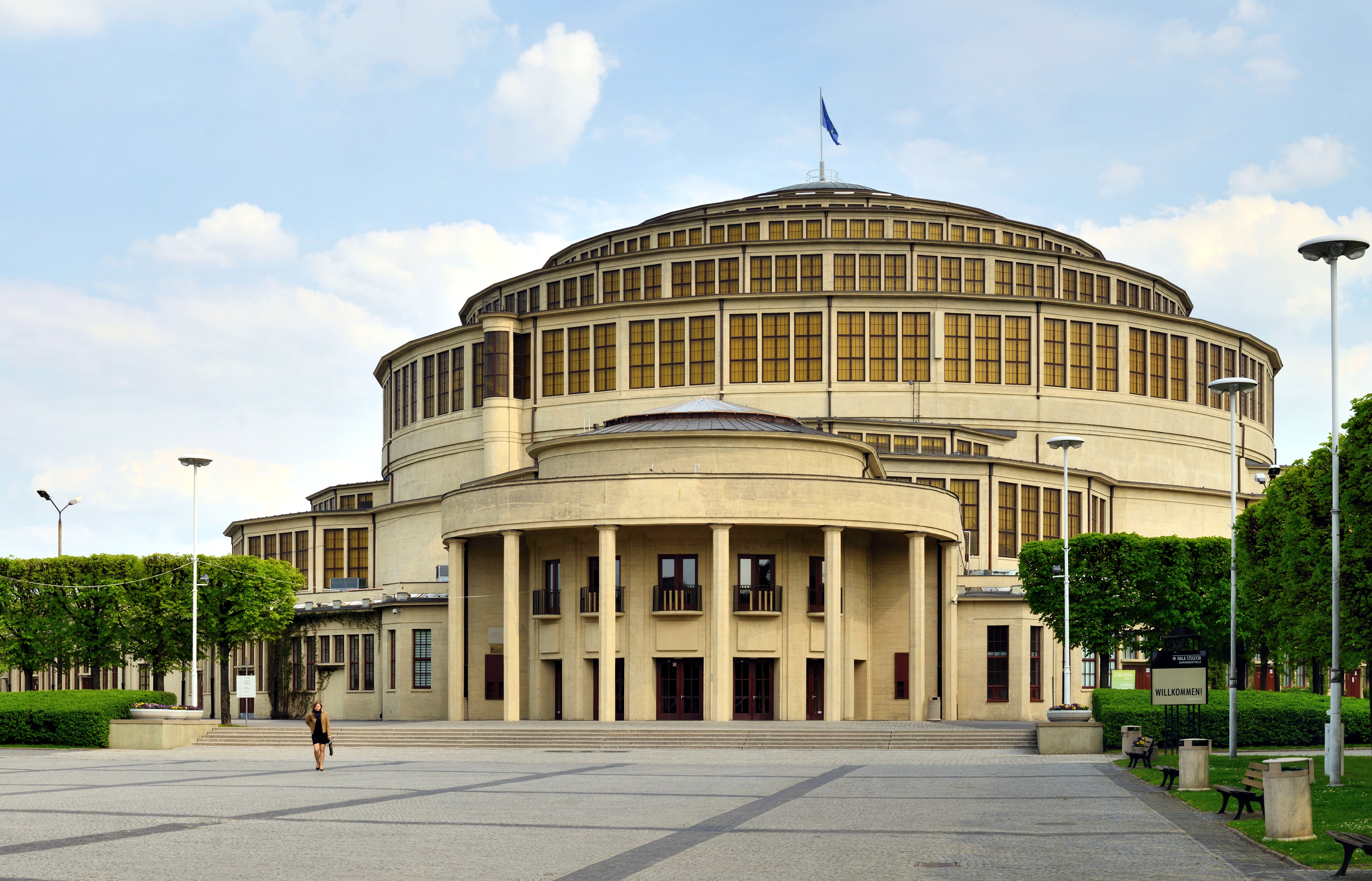
馬克斯·伯格的百年廳，弗罗茨瓦夫 (1911–1913年)
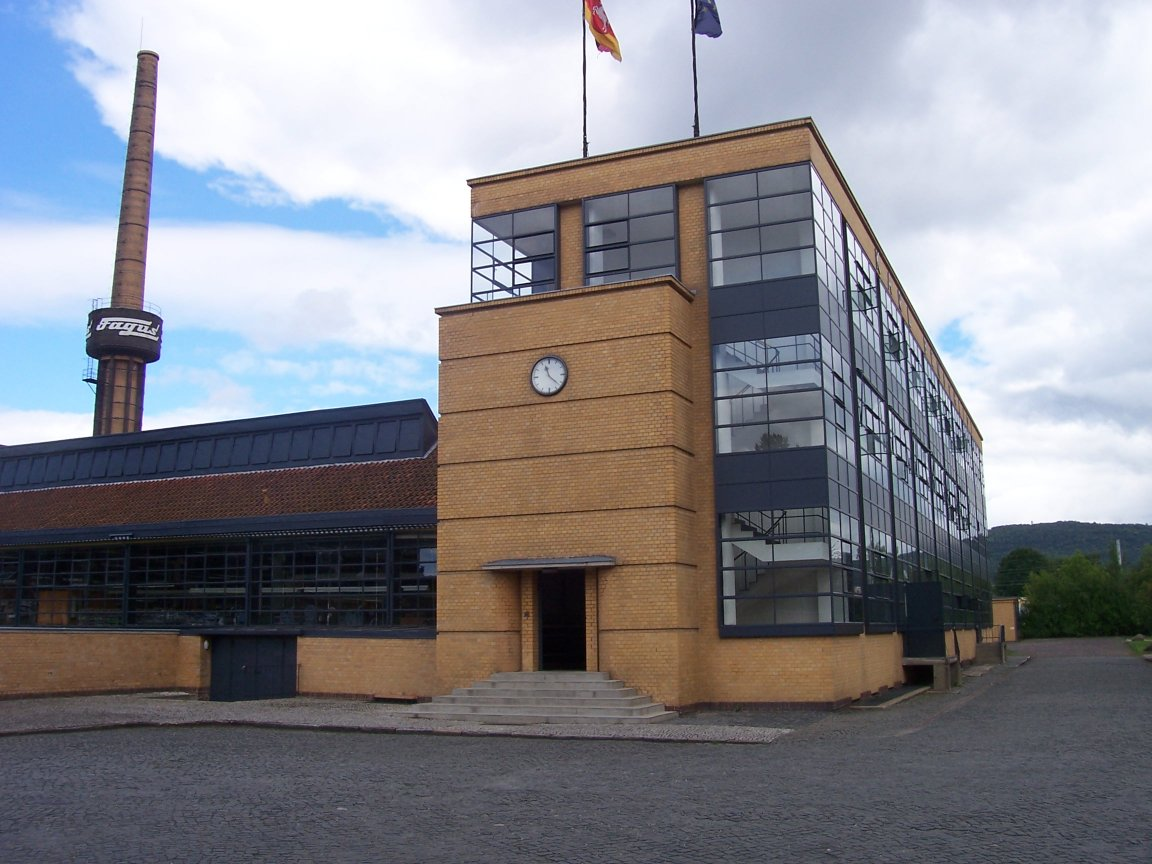
阿道夫·邁耶和瓦爾特·格羅佩斯設計的阿尔费尔德法古斯工廠（1911-1913年）
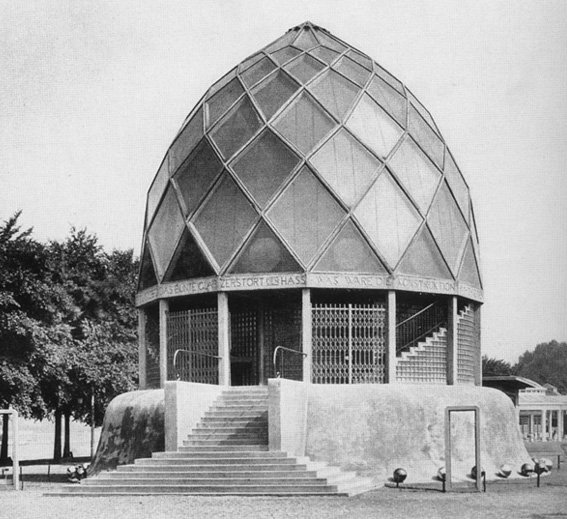
布魯諾·陶特的科隆玻璃館（英语：Glass_Pavilion）(1914)

在19世紀末，一些建築師挑戰了主導西方建築的傳統布雜藝術和新古典主義風格。由查爾斯·雷尼·麥金托什設計的格拉斯哥藝術學院（1896-99年），其立面以大型垂直窗台作為特色。此外，新藝術運動則於1890年代由比利時的維克多·奧塔和法國的艾克特·吉瑪發起，引入了基於植物和花卉形式的新裝飾風格。在巴塞羅那，安东尼·高迪則試圖將建築視為一種雕塑形式。他的代表作品巴特略之家（1904-1907）沒有直線，並鑲嵌著五顏六色的石頭和馬賽克瓷磚。
當時的建築師們也開始嘗試使用新的材料和技術來創造新的形式。1903年至1904年，在巴黎活動的奥古斯特·佩雷和亨利·索維奇開始使用過去只用於工業結構的鋼筋混凝土建造公寓樓。由於混凝土可以塑造成任何形狀，可以在不需要支柱的情況下創造出巨大的空間，因此很快便取代了石頭和磚塊，成為現代主義建築師使用主要材料。不過佩雷和索維奇的第一座混凝土公寓樓上則頂有瓷磚結構。
1905年，佩雷在巴黎的喬治五世大道51街建造了第一個混凝土停車場。索維奇則在巴黎瓦萬路的一棟公寓樓中增加另一項建築創新（1912-1914）；這座鋼筋混凝土建築為階梯狀，每一層都從下面的樓層向後傾斜形成一系列的梯田設計。1910年至1913年間，佩雷還設計了香榭丽舍剧院，該建築物被視為鋼筋混凝土建築的傑作，外立面上裝飾著藝術風格的雕塑浅浮雕，由安托万·布德尔設計。因為為混凝土結構，劇場並沒有柱子擋住觀眾的視線。
奥托·瓦格纳是維也納新藝術風格的另一位先驅。在《Moderne Architektur》（1895年）這本書中，他曾呼籲建立一種基於「現代生活」的更理性主義的建築風格。他在維也納的卡爾廣場設計了一個風格化的裝飾性地鐵站（1888-89年）和一個裝飾性的新藝術風格住宅馬約利卡屋（Majolika House，1898年）之後，轉向更具幾何和簡化、沒有裝飾的建築風格發展，在設計奧地利郵政儲蓄銀行的案例中（1904-190年6）。瓦格納宣布他打算在建築物外部表達其功能。該建築物的外牆由鋼筋混凝土覆蓋，並附有大理石飾板和拋光鋁螺栓。內部則為功能性和备用性设计，由钢、玻璃和混凝土组成的大型开放空间构成，建筑物唯一的装饰就是结构本身。
同樣在維也納活動的建築師阿道夫·路斯也開始從他的建築中移除所有裝飾品。他在維也納建造的施泰納之家（1910年）是他所謂理性主義建築的典範；該建築物有一個簡單的灰泥長方形立面，帶有方形窗戶，此外並未有任何裝飾。隨著被稱為维也纳分离派的新運動的名聲除傳到了奧地利以外。瓦格納的學生約瑟夫·霍夫曼在布魯塞爾建造了早期現代主義的地標性建築——斯托克莱宫（1906年至1911年）。這座住宅由磚砌而成，上面覆蓋著挪威的大理石。它由幾何體塊、翼樓和塔樓組成。房子前面的大水池反映了建築物立方體形式的外觀。內部裝飾著古斯塔夫·克林姆和其他藝術家的畫作，建築師甚至為這家人設計了與建築風格相匹配的服裝。因此，這座建築不僅僅是建築師、藝術家和工匠的整合，也是新藝術運動中總體藝術作品的典型代表之一。
在德國，現代主義工業運動的德意志工藝聯盟（德國工作聯合會）於1907年由著名建築評論家赫爾曼·穆特修斯在慕尼黑創立。它的目標是聚集設計師和實業家，生產出設計精良、質感上乘的產品，並在此過程中發明一種新型建築。該組織最初的成員包括十二位建築師和十二家商業公司，但隨著聯盟的擴大。建築師包括彼得·貝倫斯、特奧多·費舍爾、約瑟夫·霍夫曼和理查德·里馬施德也加入了該組織。
1909年，貝倫斯設計了最早和最具影響力的現代主義風格工業建築之一——AEG渦輪機工廠，這是一座由鋼筋和混凝土建造的實用建築物。1911年至1913年，曾為貝倫斯工作的阿道夫·邁耶和瓦爾特·格羅佩斯建造了另一座革命性的工業工廠，即位於萊恩河畔阿爾費爾德的法古斯工廠。
1914年8月，第一次世界大戰爆發前幾週，德意志工藝聯盟在科隆組織了一次大型現代主義設計展覽。布魯諾·陶特則為展覽建造了一座革命性的玻璃展館。

## 美國的早期現代主義（1890–1914年）
弗蘭克·勞埃德·賴特

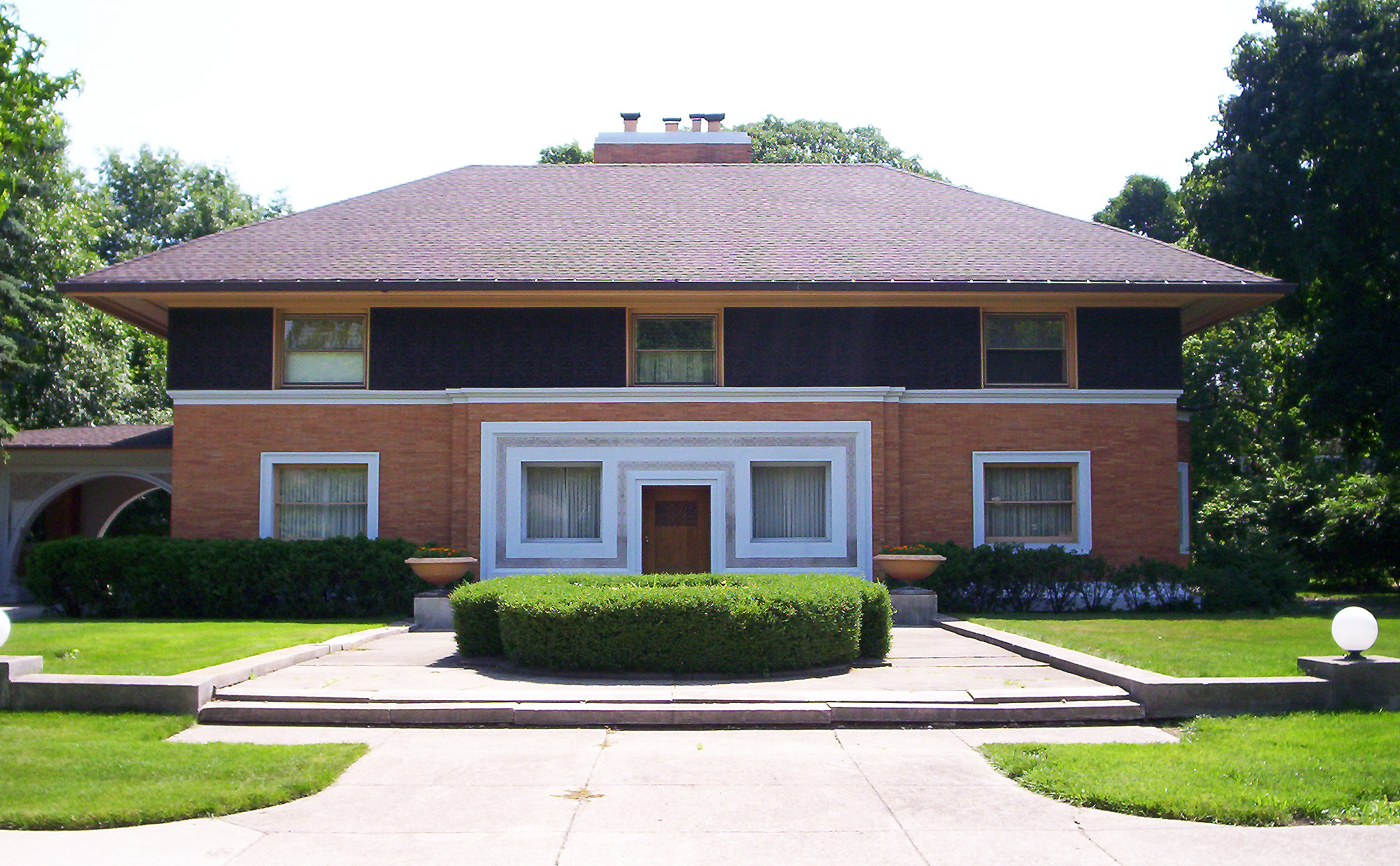
溫斯洛之家（英语：Winslow_House_(River_Forest,_Illinois)） (1893–94年)
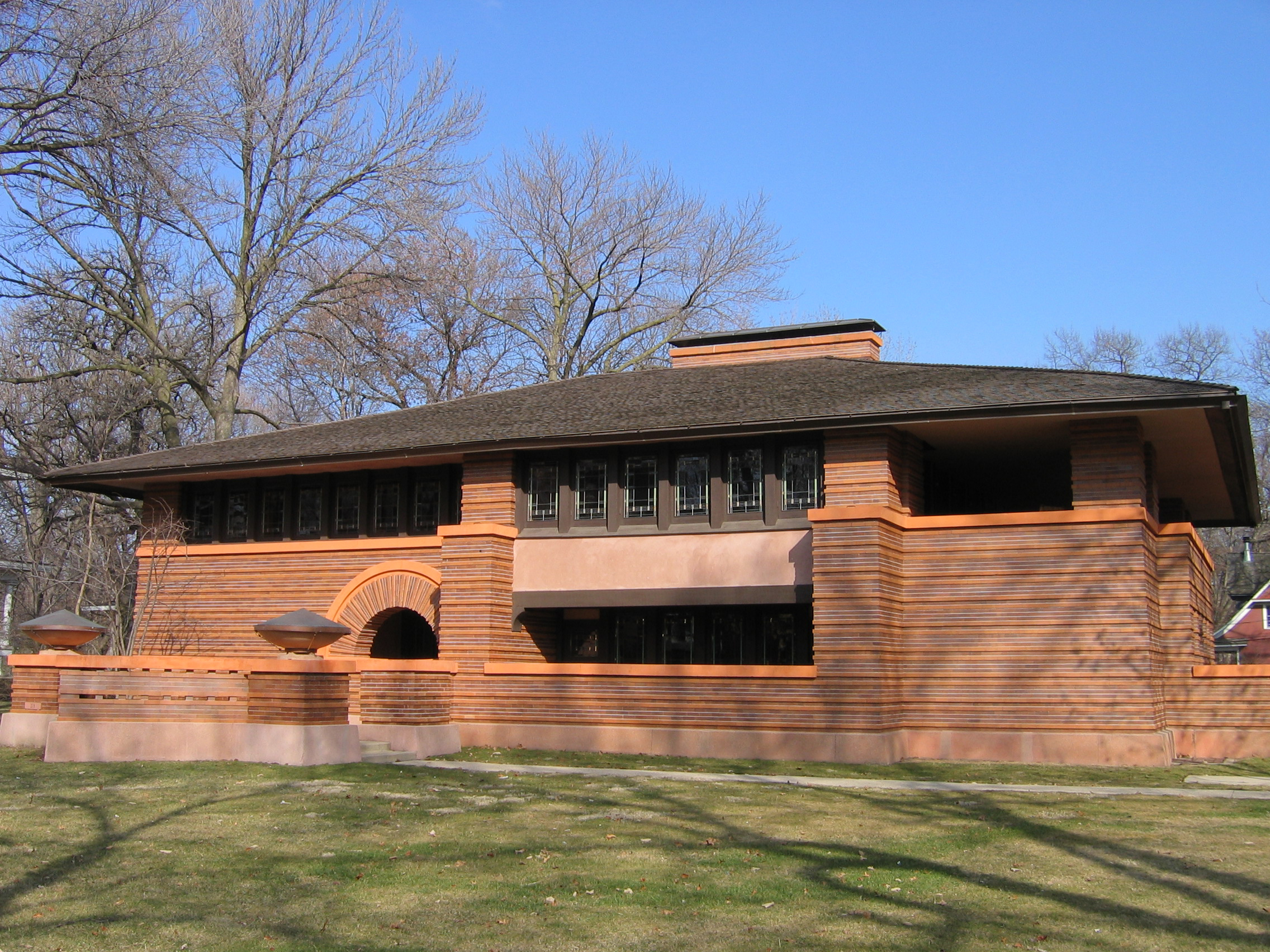
亞瑟·赫特利故居（英语：Arthur_Heurtley_House）（1902年）
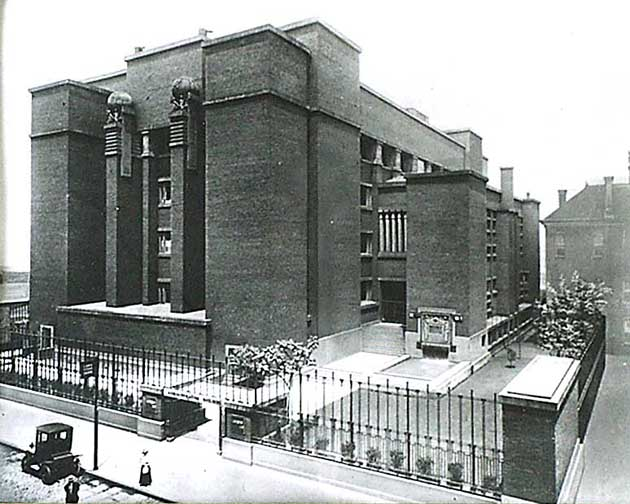
水牛城拉金大廈（英语：Larkin_Administration_Building）（1904-1906年）
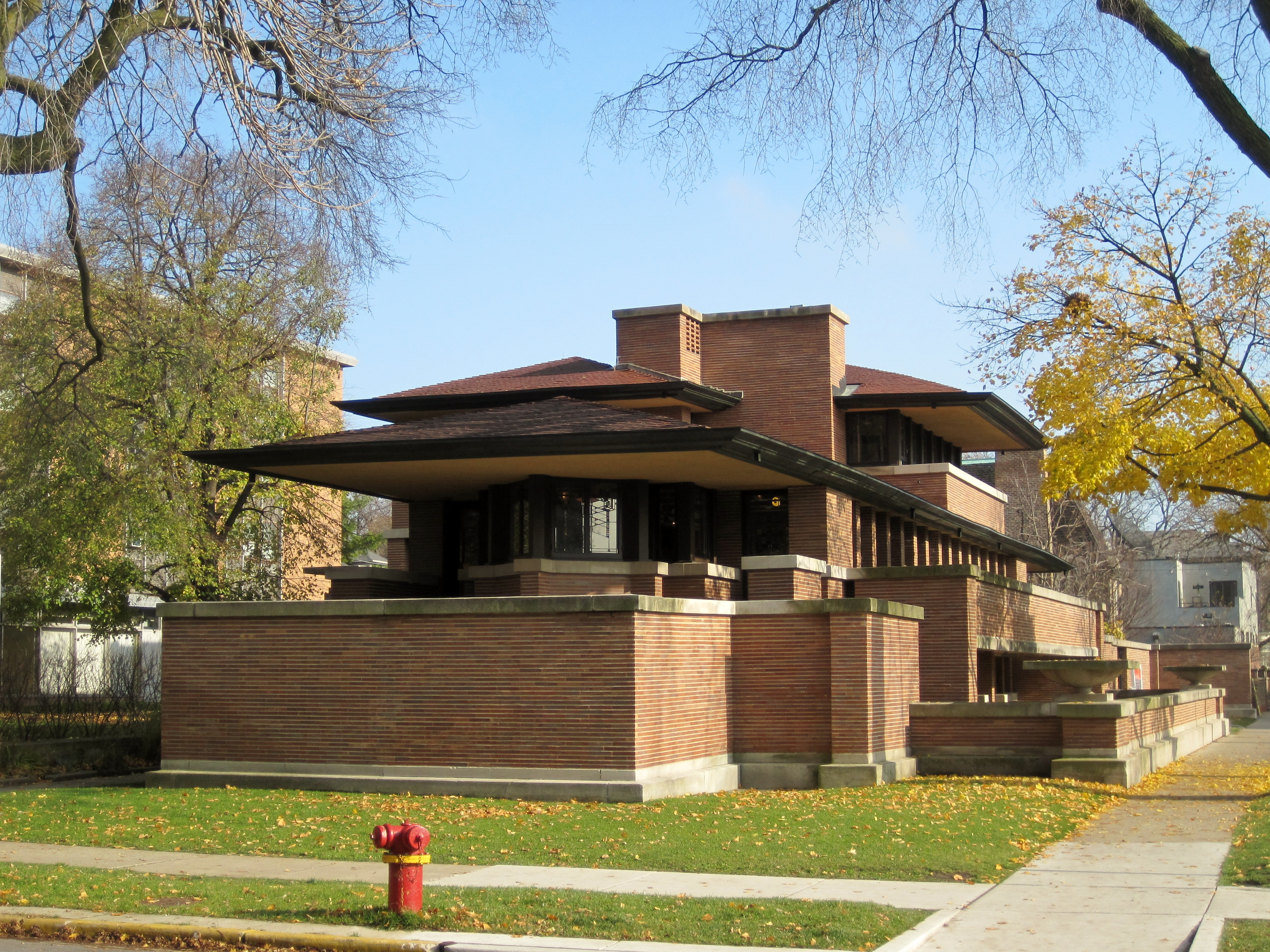
羅比之家（1909年）
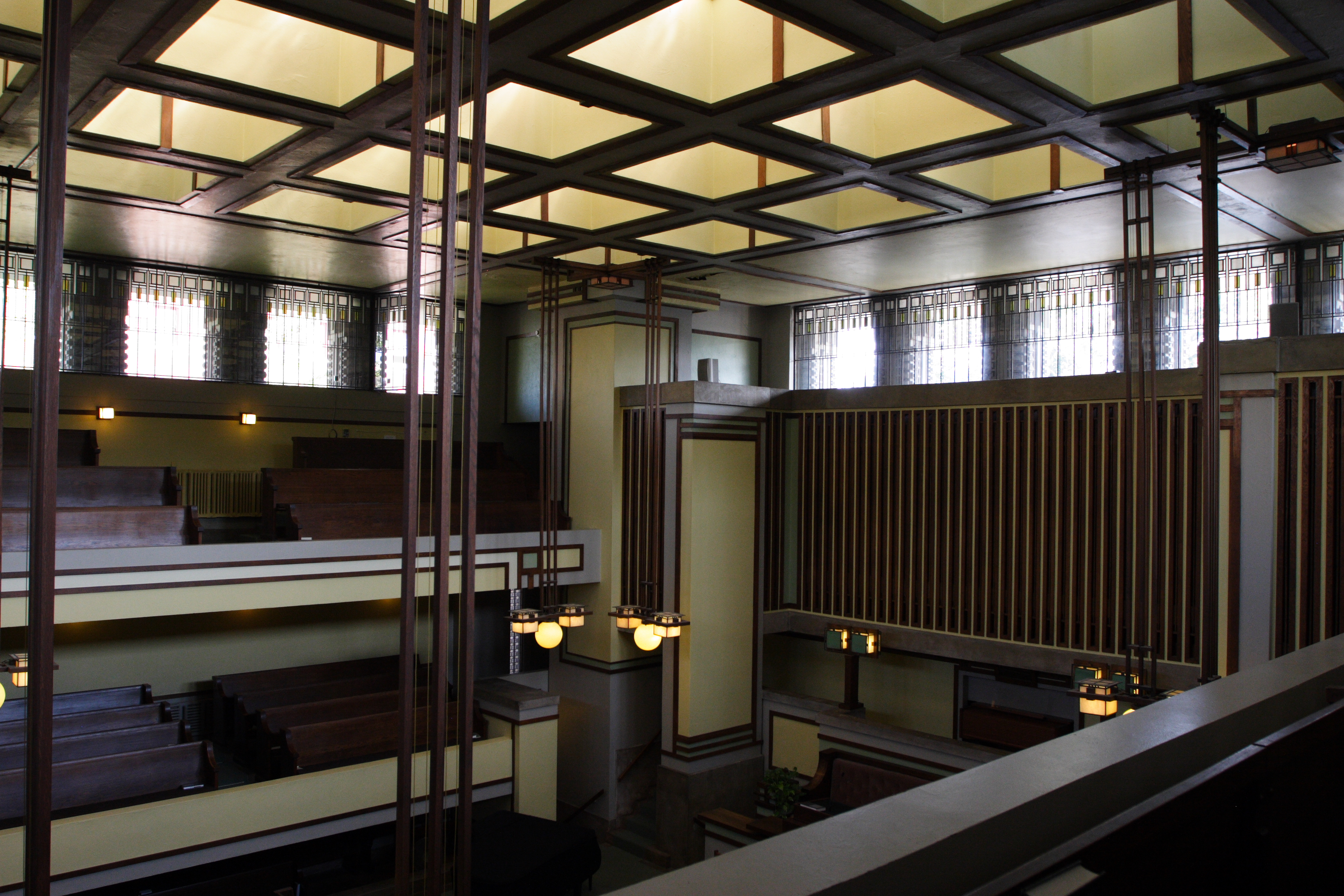
團結寺（英语：Unity Temple）內部（1905年）

弗蘭克·勞埃德·賴特是一位極具原創和獨立性的美國建築師，他拒絕歸類於任何一種建築運動。與勒·柯布西耶和路德維希·密斯·凡德羅一樣，他沒有接受過正式的建築培訓，1887–93年，他在路易斯·沙利文的芝加哥辦公室工作，在深受沙利文所提出之「形式追随功能」的說法。萊特著手打破所有傳統規則。他的作品中以田园学派最為聞名，包括位於伊利諾伊州森林河的溫斯洛之家（1893-94年）；亞瑟·赫特利故居（1902年）和羅比之家（1909 年）；這些住宅以毫無裝飾的幾何形式風格為特色，強烈的水平線條似乎從泥土中長出來，與美國大草原寬闊平坦的空間相呼應。他在紐約州水牛城的拉金大廈（1904-1906年） 、伊利諾伊州奥克帕克的團結寺（1905年）也具有還原原始的形式。

### 早期的摩天大樓

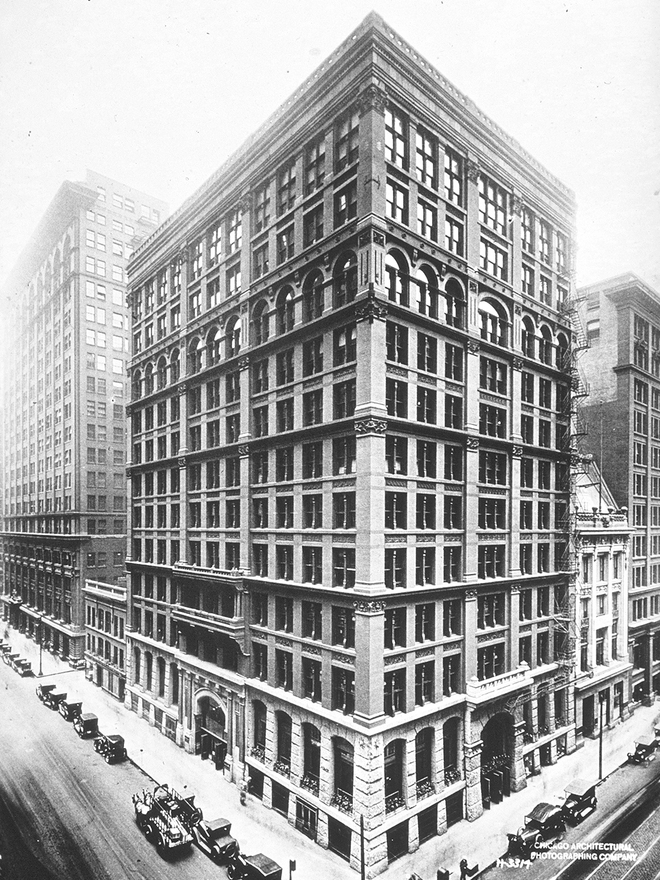
威廉·勒巴隆·詹尼在芝加哥設計的家庭保險大樓（1883年）
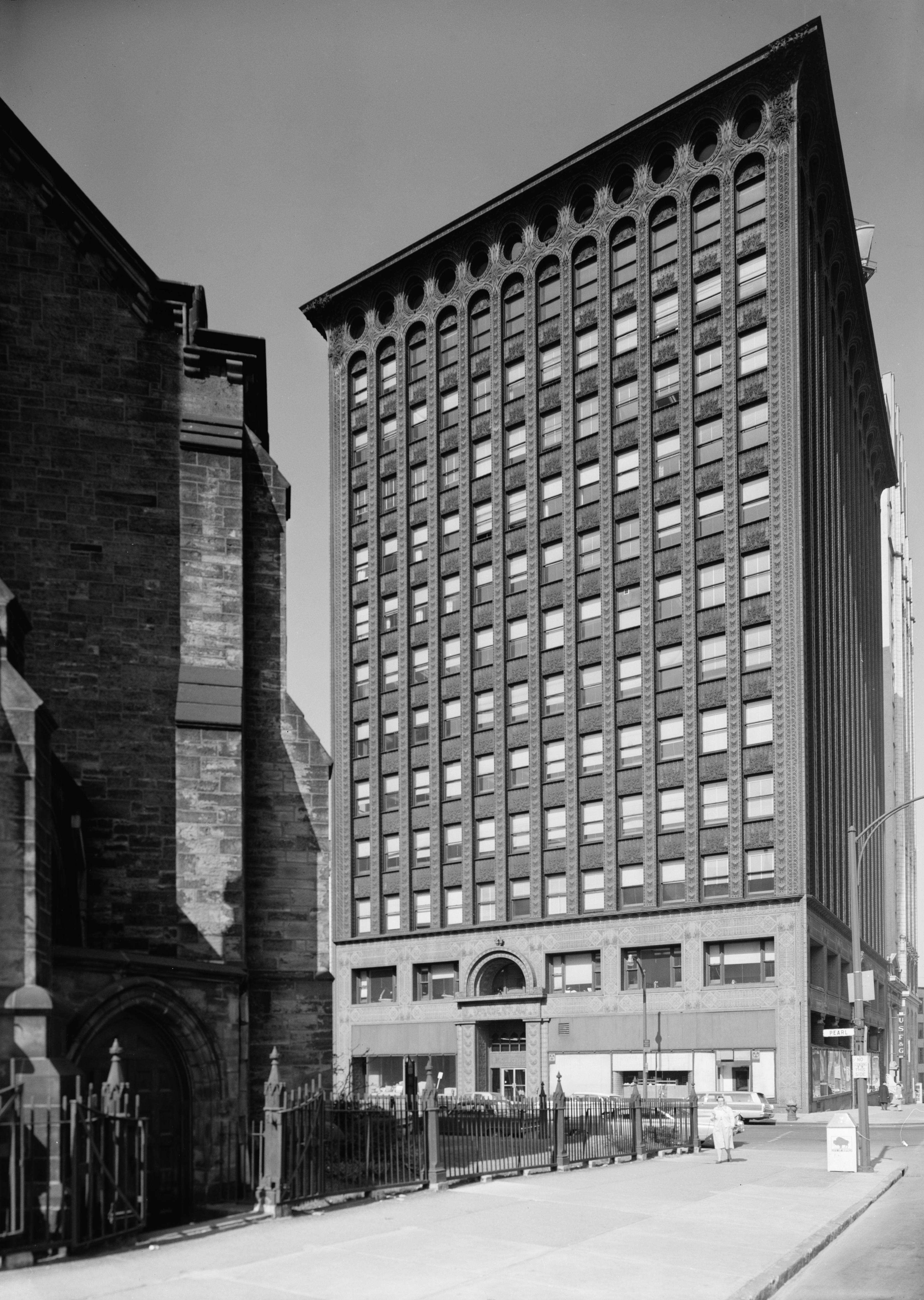
路易斯·沙利文在紐約州水牛城建造的擔保大廈（英语：Prudential_(Guaranty)_Building）（1896年）
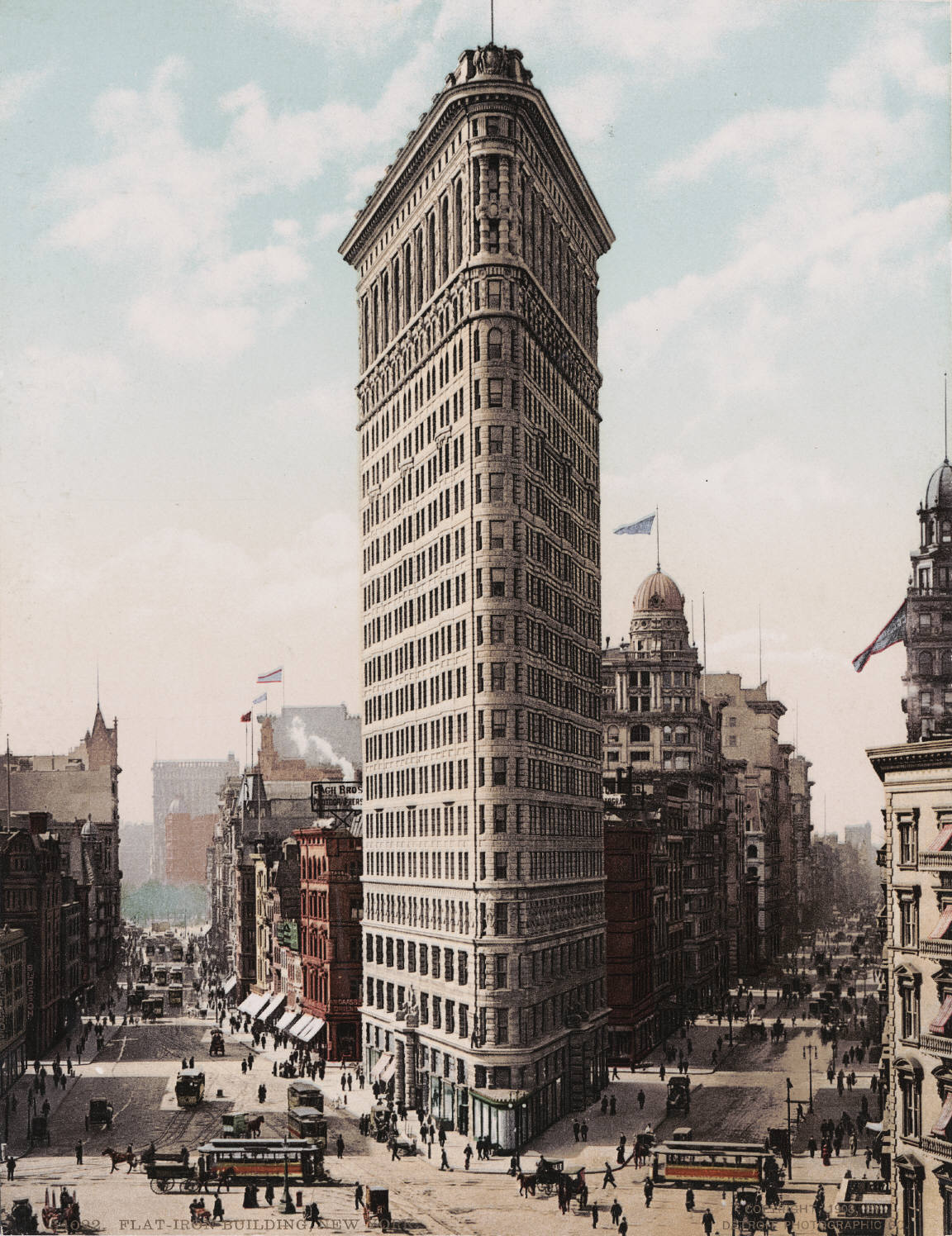
紐約市熨斗大廈（1903年）
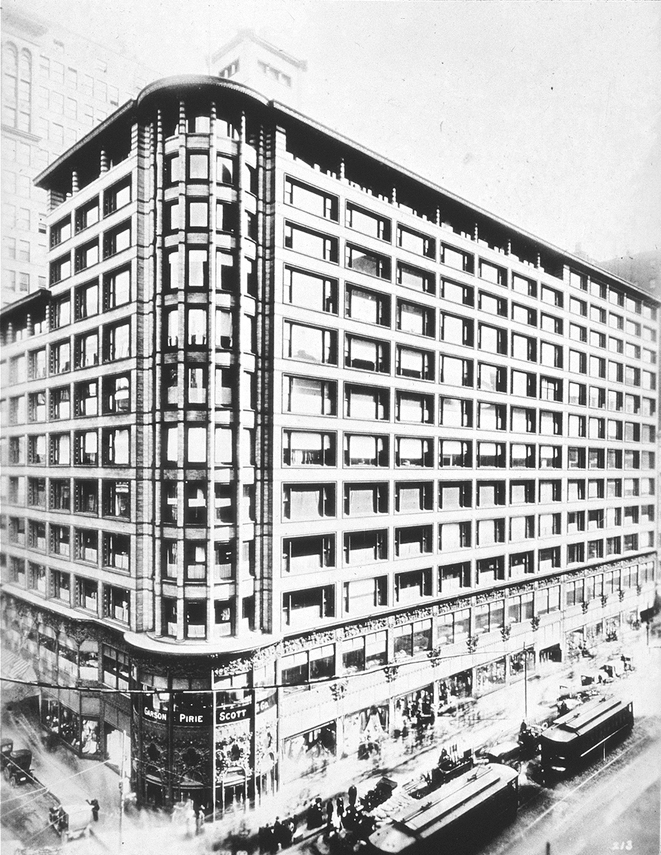
路易斯·沙利文在芝加哥設計的卡森、皮里、斯科特公司大樓（英语：Sullivan_Center）（1904-1906年）
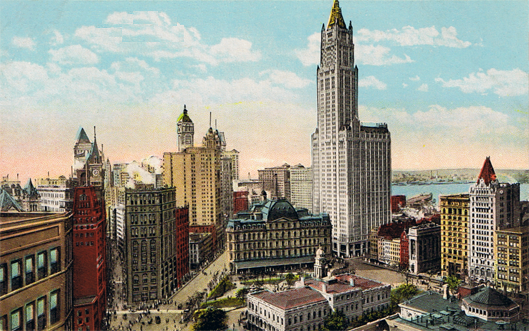
1913年的伍爾沃斯大樓和紐約天際線。
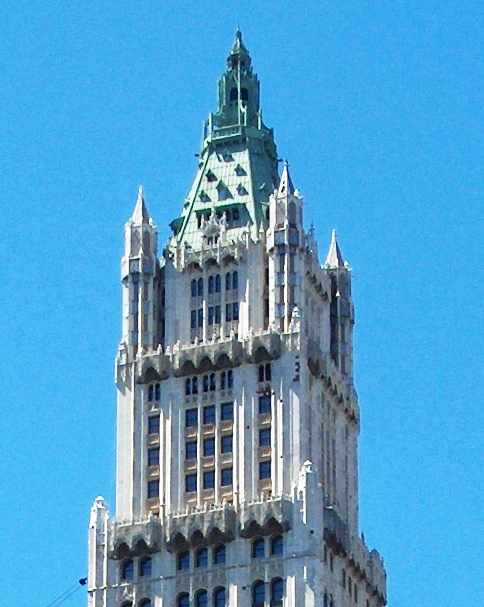
伍爾沃斯大樓的新哥特式尖塔

19世紀末，由於快速發展的城市中心、土地短缺、房地產成本以及新技術的崛起的美國開始出現第一批摩天大樓。該建築主要是由防火鋼框架和伊萊沙·格雷夫斯·奧的斯於1852年發明的安全電梯的改良化而建造。被公認為世界第一幢的摩天建築為位於芝加哥的家庭保險大樓，有十層樓高。它由威廉·勒巴隆·詹尼於1883年設計，路易斯·沙利文建造了另一個具有紀念意義的新建築，即卡森、皮里、斯科特公司大樓（1904-06年）雖然這些建築在鋼架和高度方面具有革命性的，但它們的裝飾卻藉鑑了新文藝復興建築、哥德復興式建築和布雜藝術風格的建築。由卡斯·吉爾伯特設計的伍爾沃斯大樓於1912年竣工，直到1929年克萊斯勒大廈竣工之前一直是世界上最高的建築。建築結構純粹為現代風格，但其外觀採用哥德復興式裝飾，具有帶有裝飾性的扶壁、拱門和尖頂等設計，這使它獲得了「商業大教堂」的綽號。

## 現代主義在歐洲和俄羅斯的興起
在第一次世界大戰後，喜愛傳統的新古典主義和布雜藝術建築風格的建築師，與以勒·柯布西耶、羅伯特·馬萊·史蒂文斯瓦爾特·格羅佩斯、路德維希·密斯·凡德羅和康斯坦丁·斯潘傑諾維奇·梅利尼科夫為首的現代主義者之間展開了長期鬥爭，路易斯·沙利文推廣了形式追随功能，以強調現代建築中功利主義簡單的重要性。
此外，國際功能主義建築運動作為現代主義浪潮的一部分興起。這些理念的啟發在很大程度上來自為人民建設一個更美好的新世界的需要，正如歐洲在經歷毀滅性的戰爭後，社會和政治運動所廣泛和強烈地表達的那樣。因此僅根據其用途和功能進行設計的原則的功能主義建築也在此時發展，該建築常與社會主義和現代人文主義思想聯繫在一起。

### 國際風格（1920年代至70年代）

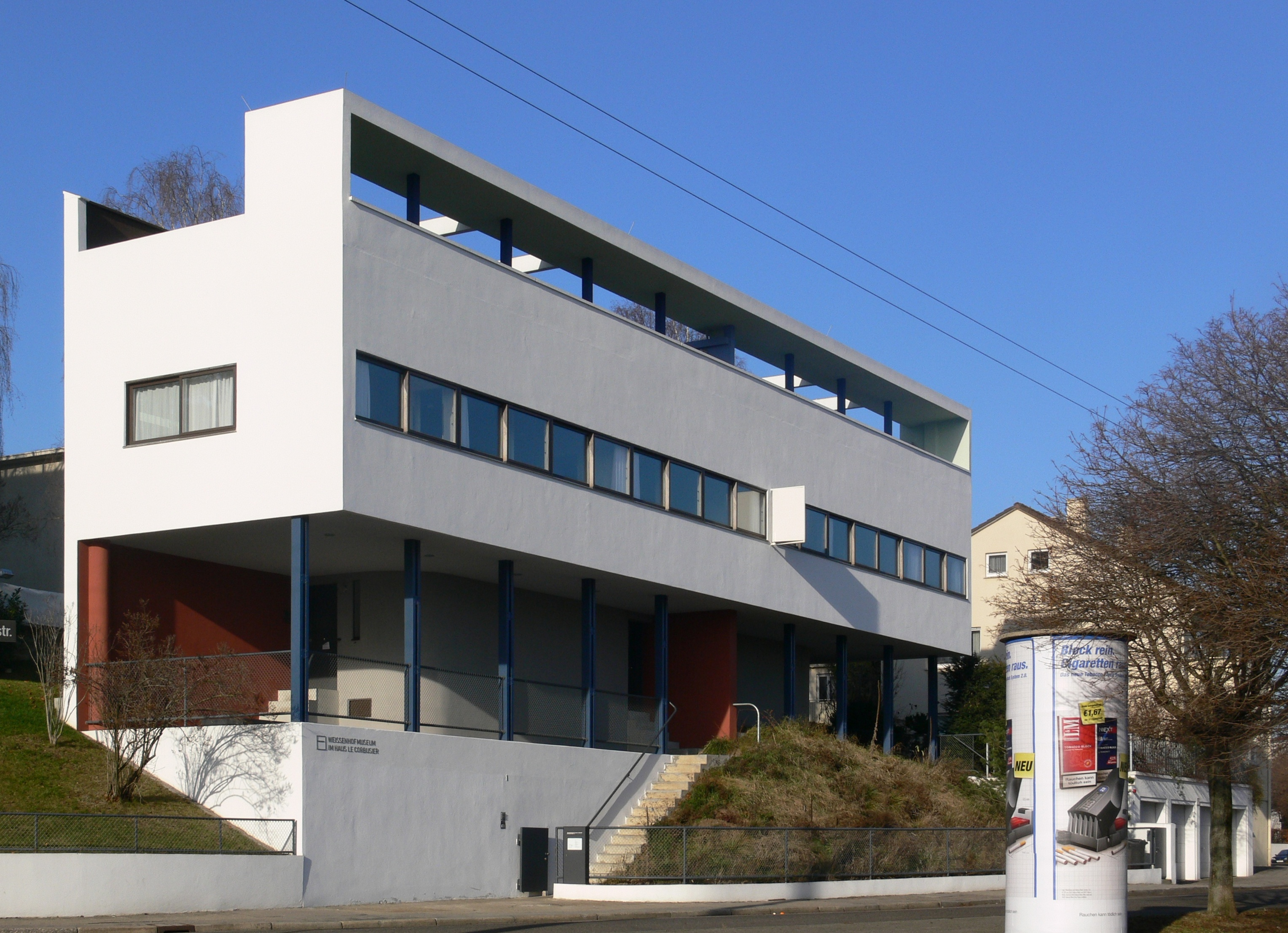
魏森霍夫住宅展（1927年）
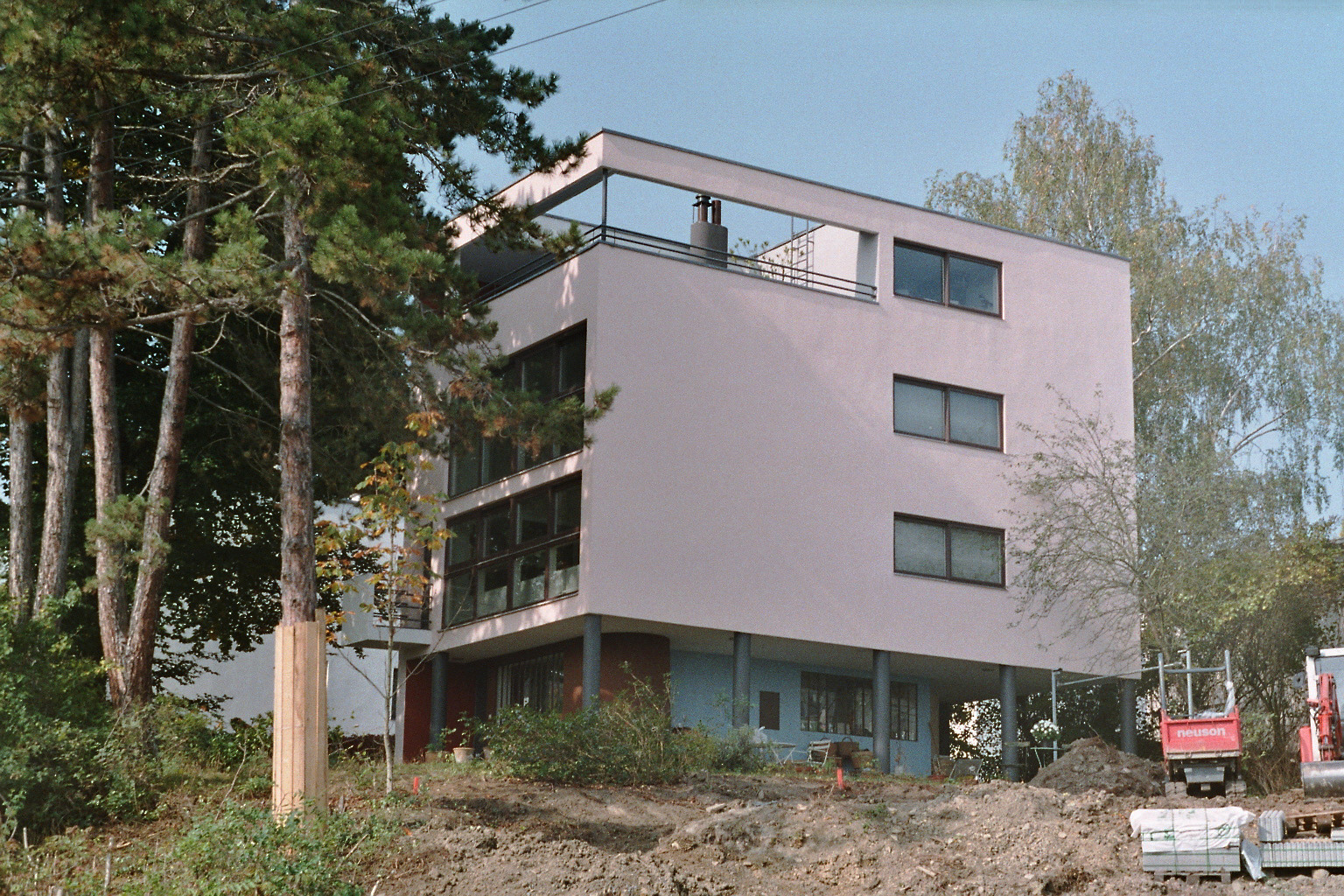
勒·柯布西耶在魏森霍夫住宅展設計的雪鐵龍·豪斯別墅（1927年）
薩伏依別墅（1928-31年）
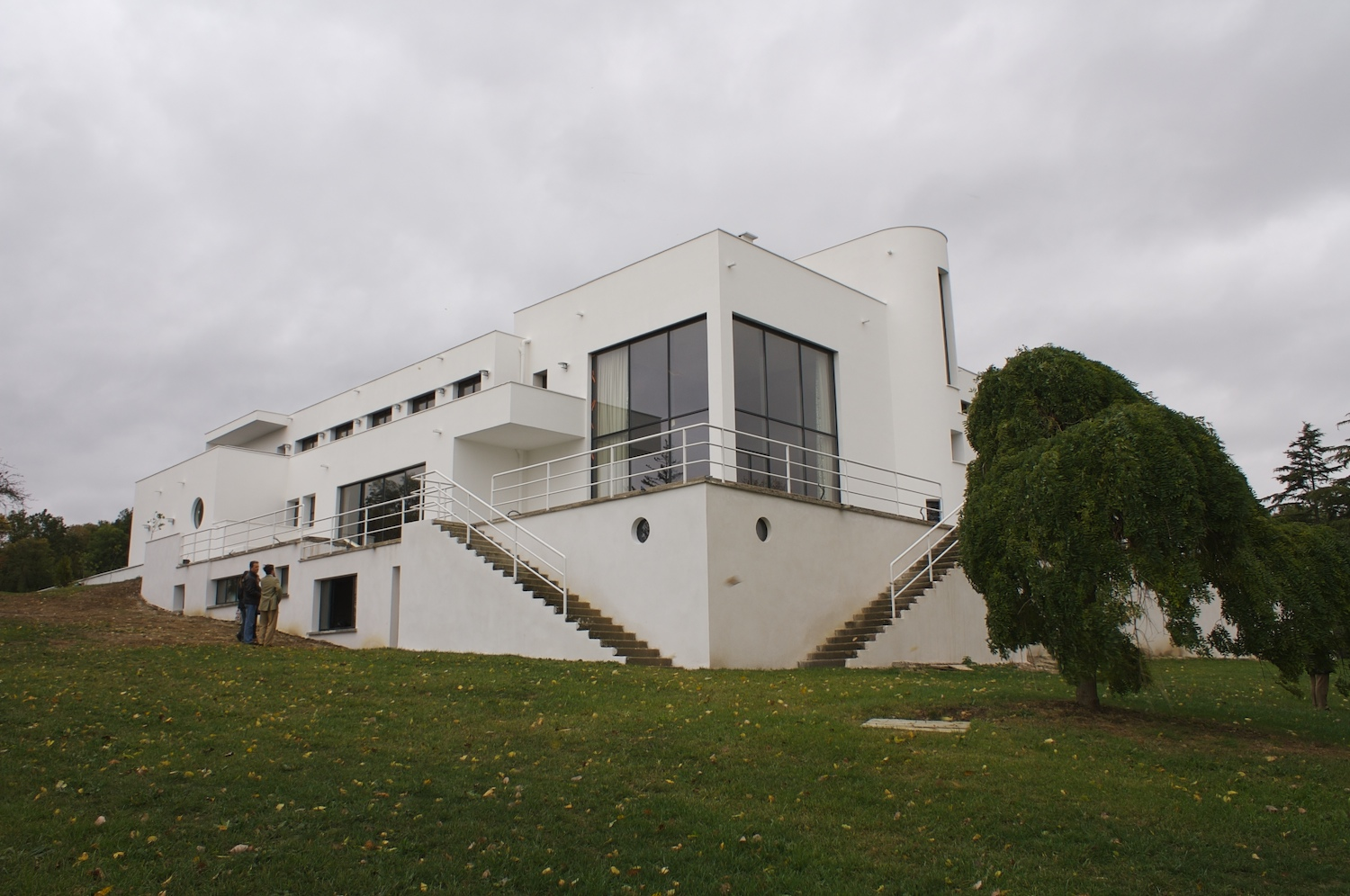
羅伯特·馬萊·史蒂文斯（英语：Robert_Mallet-Stevens）的保羅·波瑞特別墅（英语：Villa Paul Poiret）（1921-25年）
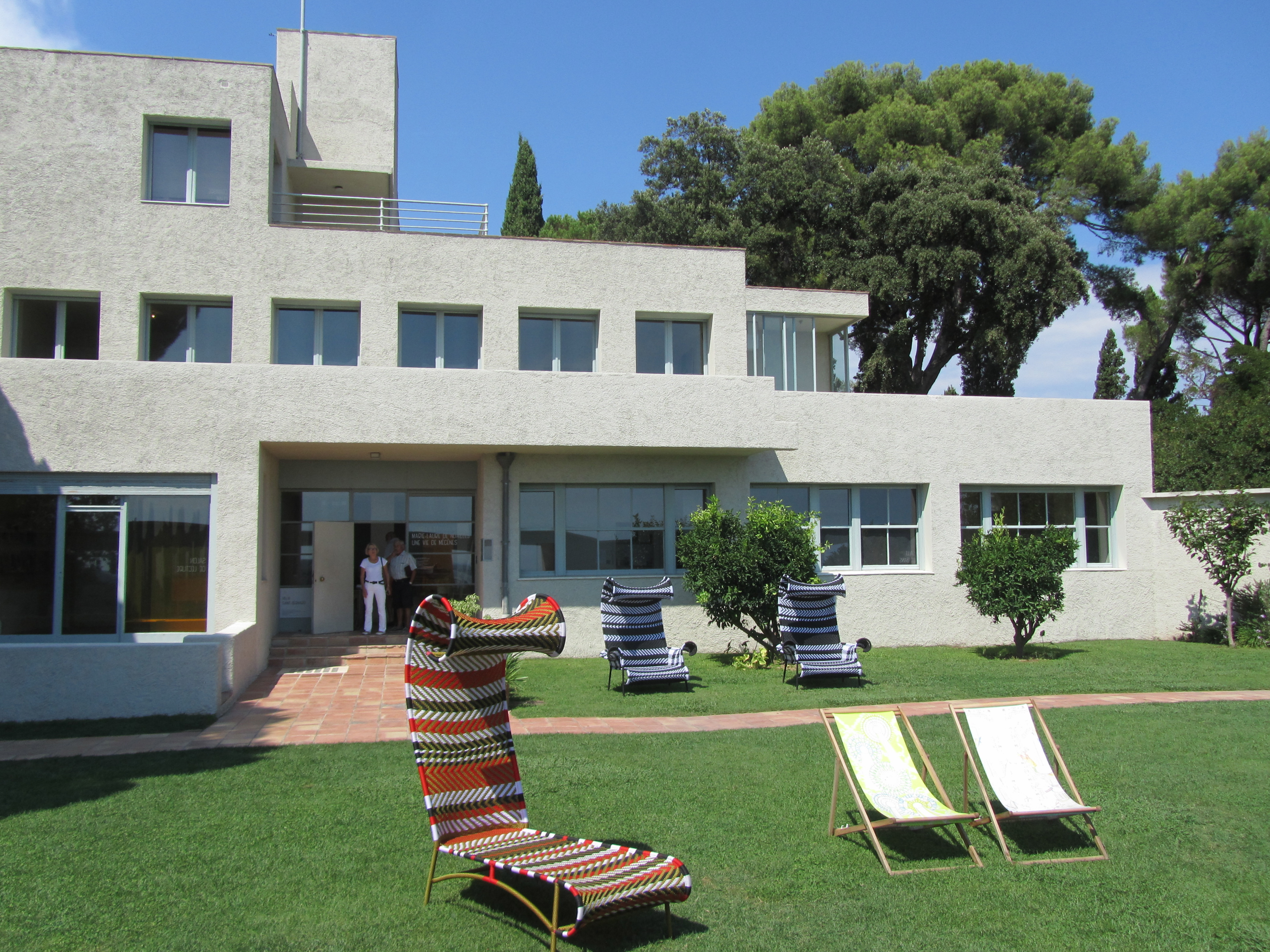
羅伯特·馬萊-史蒂文斯的耶爾諾阿耶別墅（1923年）
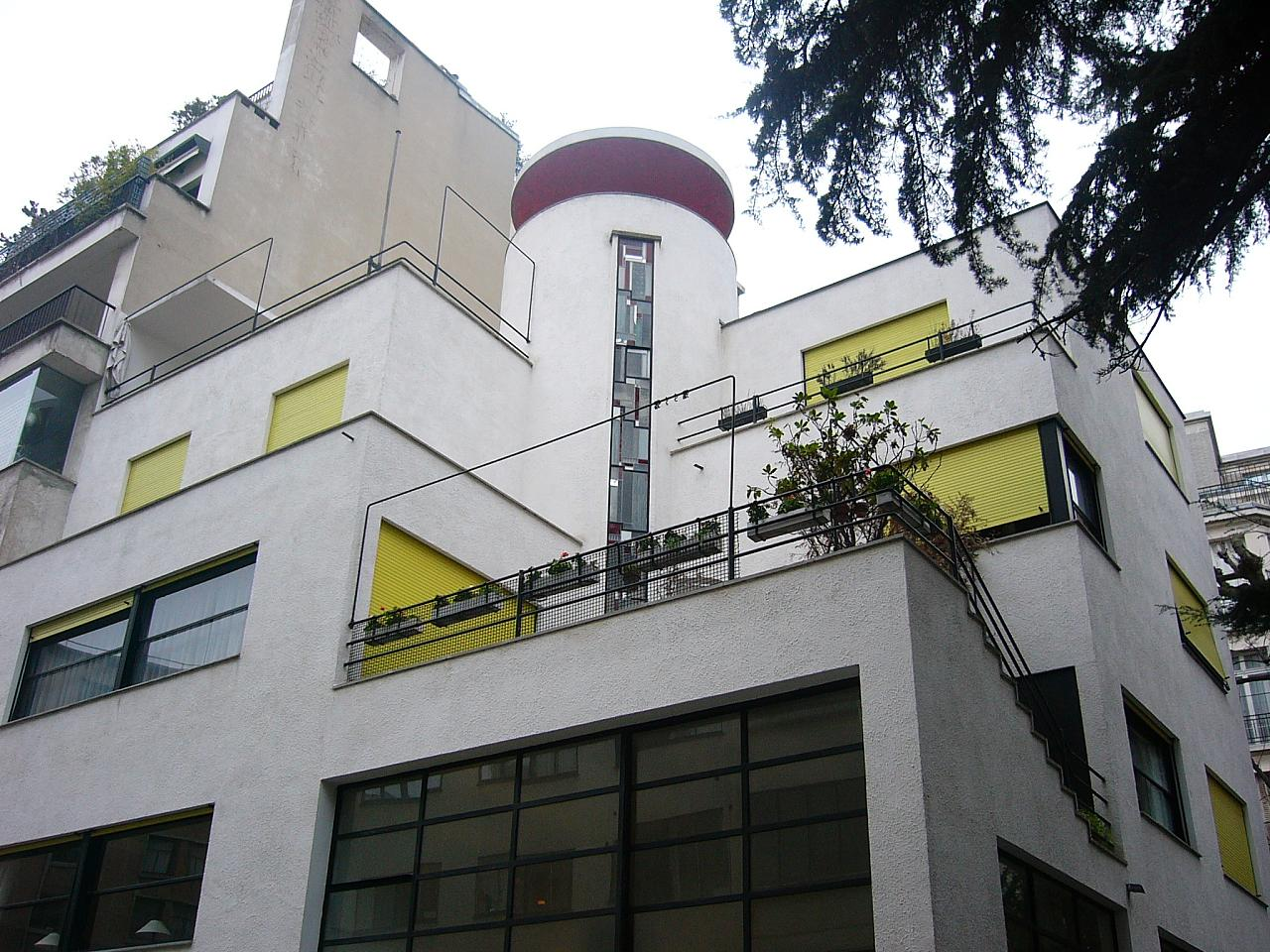
羅伯特·馬萊-史蒂文斯的Martel rue Mallet-Stevens飯店（1927年）
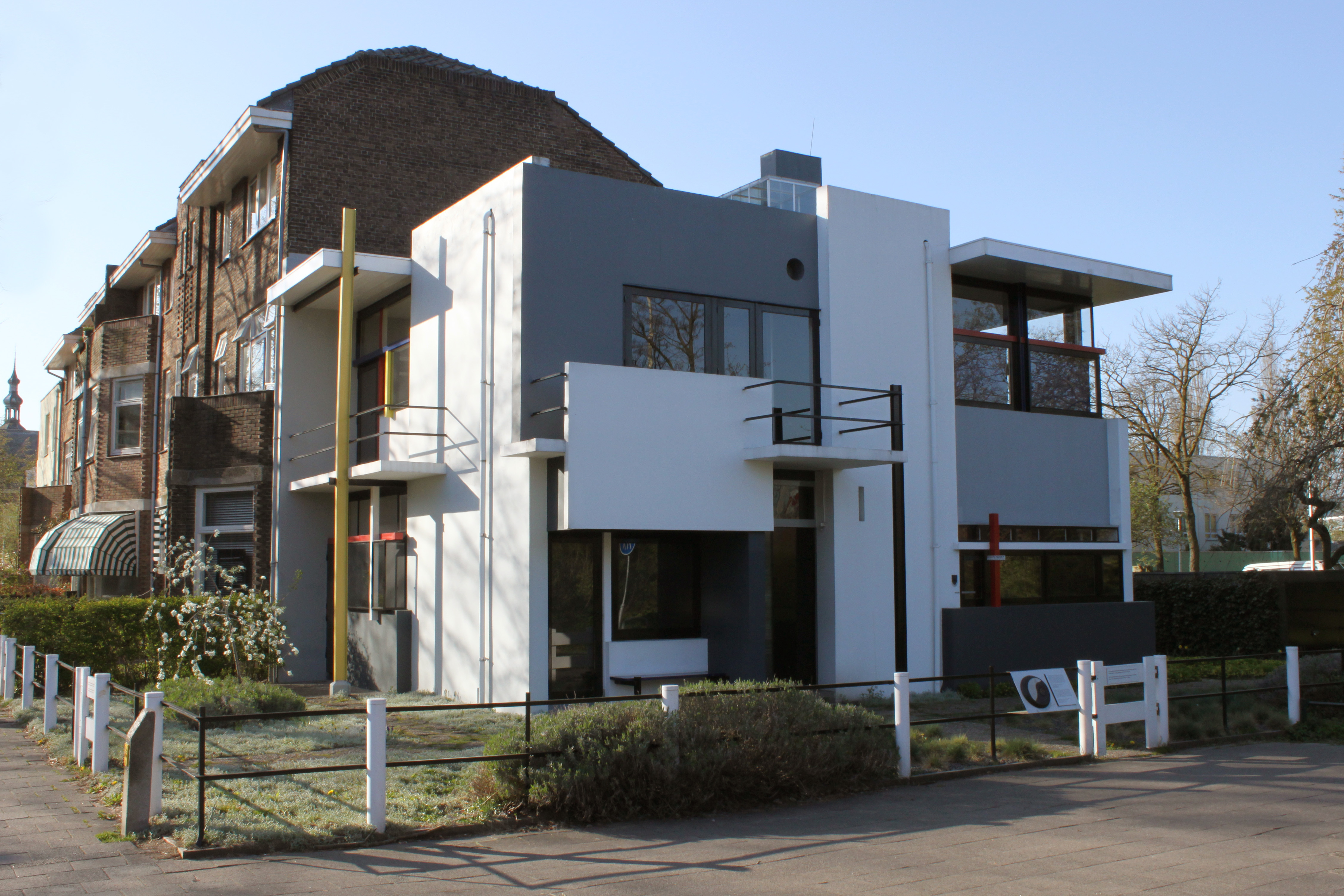
里特费尔德的施罗德住宅（1924年）

現代主義在法國興起的主要人物為勒·柯布西耶，1920年，他與他人共同創辦了一份名為《L'Espirit Nouveau》的雜誌，提倡實用、純粹、沒有任何裝飾或歷史聯想的建築。他也是以城市規劃為基礎的新都市主義的倡導者。1922年，他曾構思了一座可容納300萬人口的城市，居民居住在一模一樣的60層摩天大樓中，周圍環繞著開闊的公園。他設計了模塊化房屋，這些房屋將按同一計劃批量生產，並組裝成公寓樓、社區和城市。1923年，柯比意出版了《走向新建築》一書，提出了「新建築五點」，代表了現代建築理念的基礎。並通過口號、文章、書籍、會議和博覽會來宣傳自己的想法。
為了證明他所提倡的概念，1920年代早期，他在巴黎及其周邊地區根據一個共同系統建造了一系列房屋和別墅。該系統以使用钢筋混凝土作為外部和內部支撐結構，設計在立面上的玻璃幕牆和開放式平面的設計，建築內外都沒有裝飾。這些房屋中最著名的代表是薩伏依別墅，該建築物對現代主義建築具有深遠的影響。

### 包豪斯和德國製造聯盟 (1919–1933)

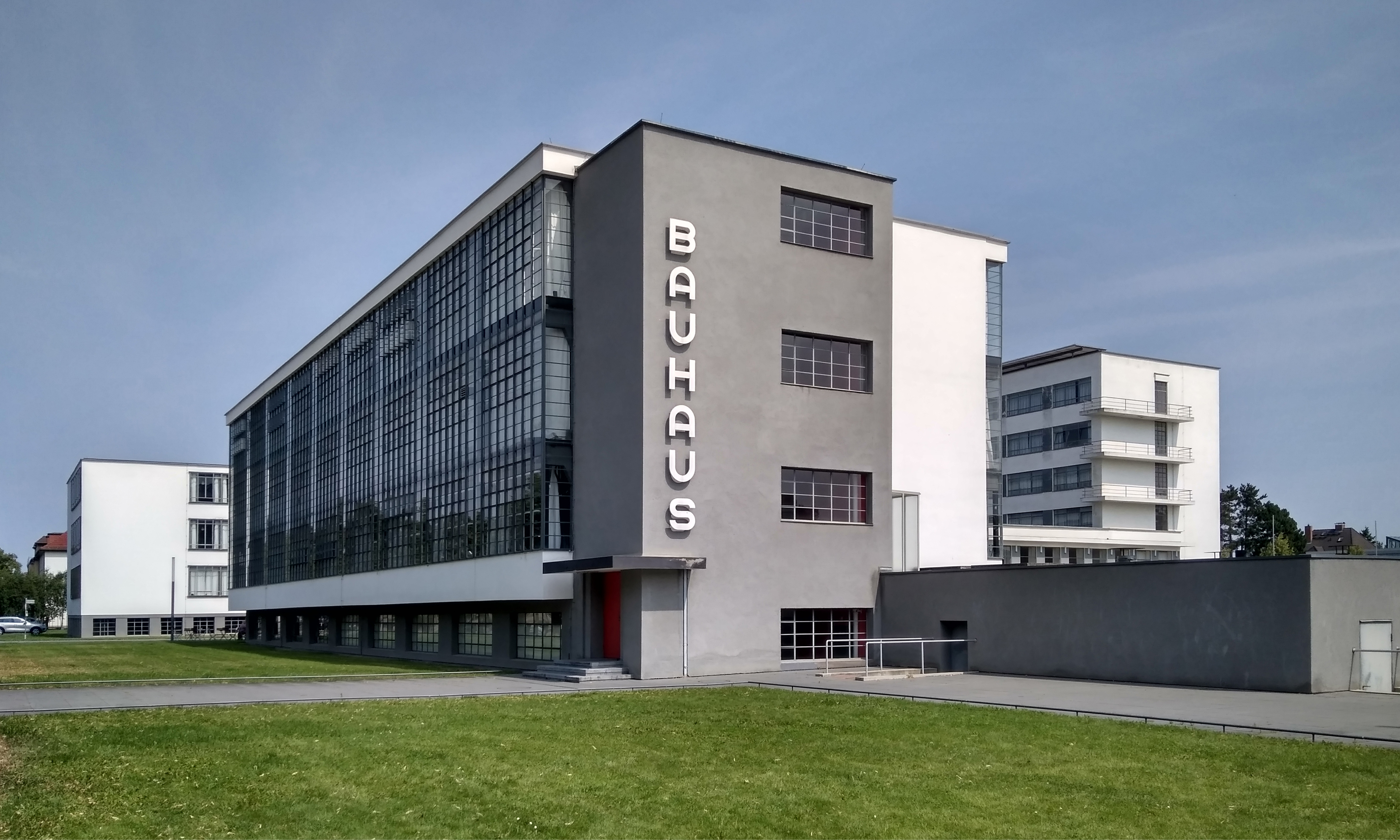
瓦爾特·格羅佩斯設計的魏玛、德绍和贝尔瑙的包豪斯建筑及其遗址（1926年）
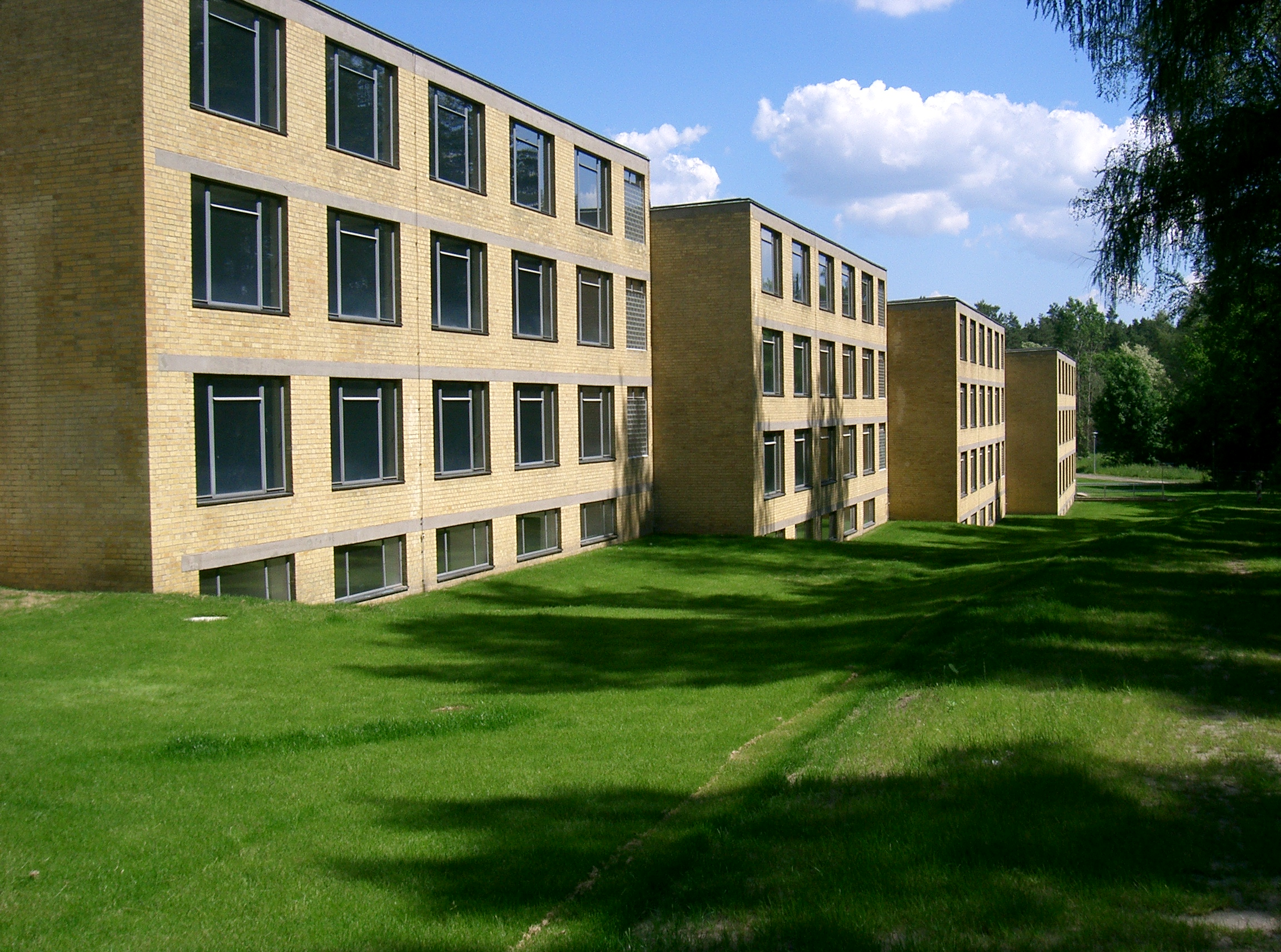
漢斯·邁耶和他的搭檔漢斯·維特韋爾設計的德国贸易联盟联合学校（1928年至1930年）
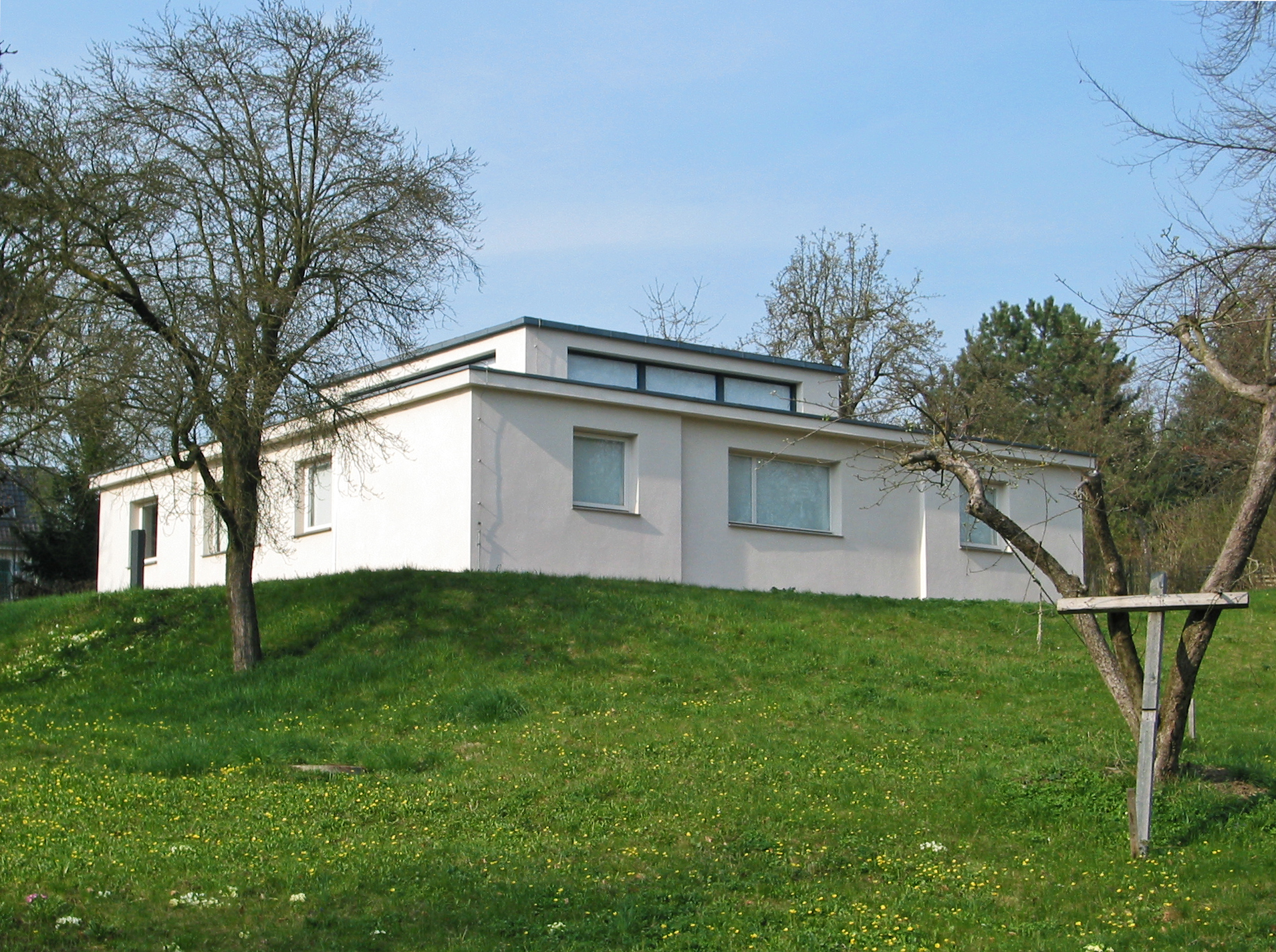
格奥尔格·穆赫（英语：Georg Muche）設計的号角屋（1923年）
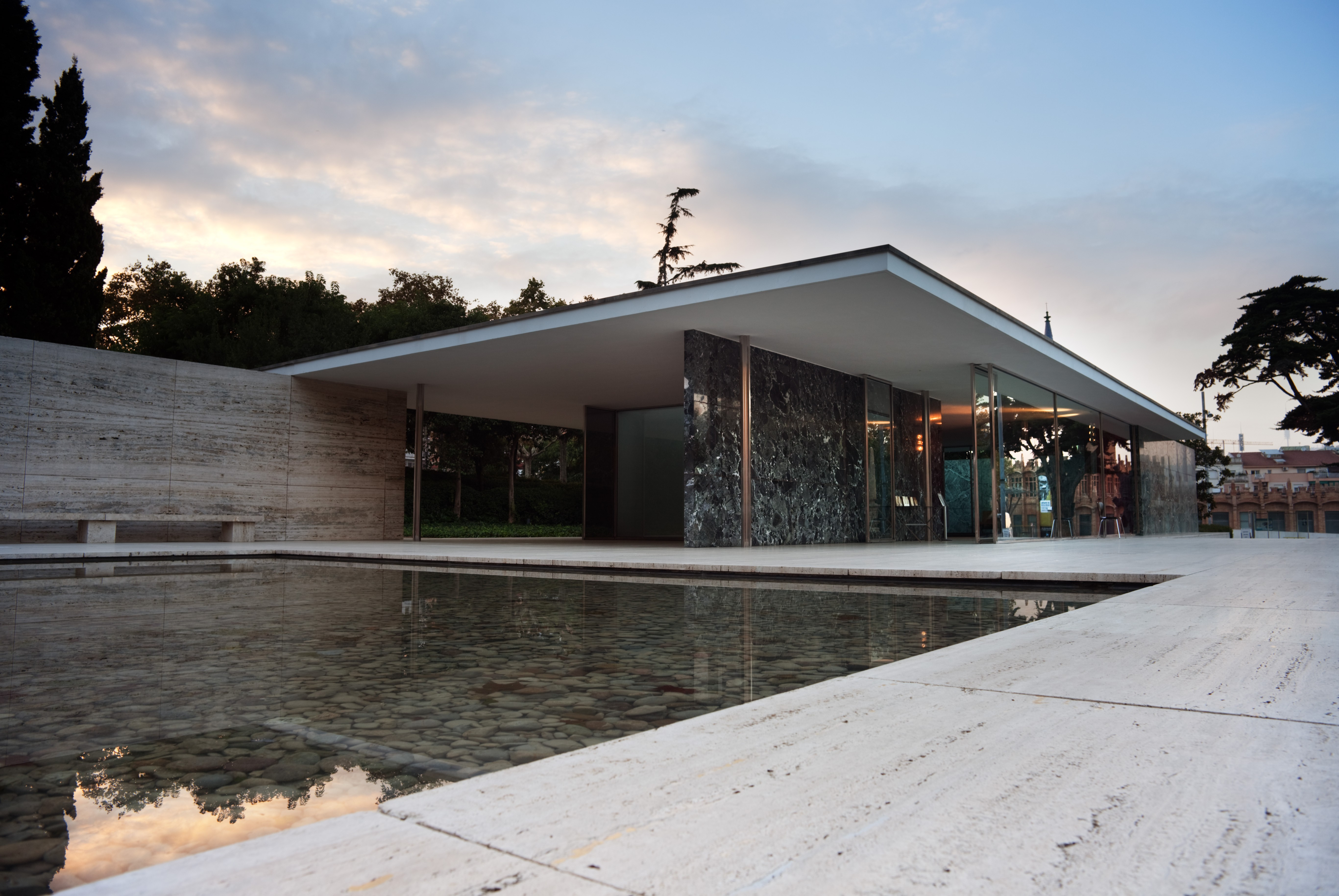
路德維希·密斯·凡德羅設計的巴塞罗那德国馆（現代重建版本）（1929年）
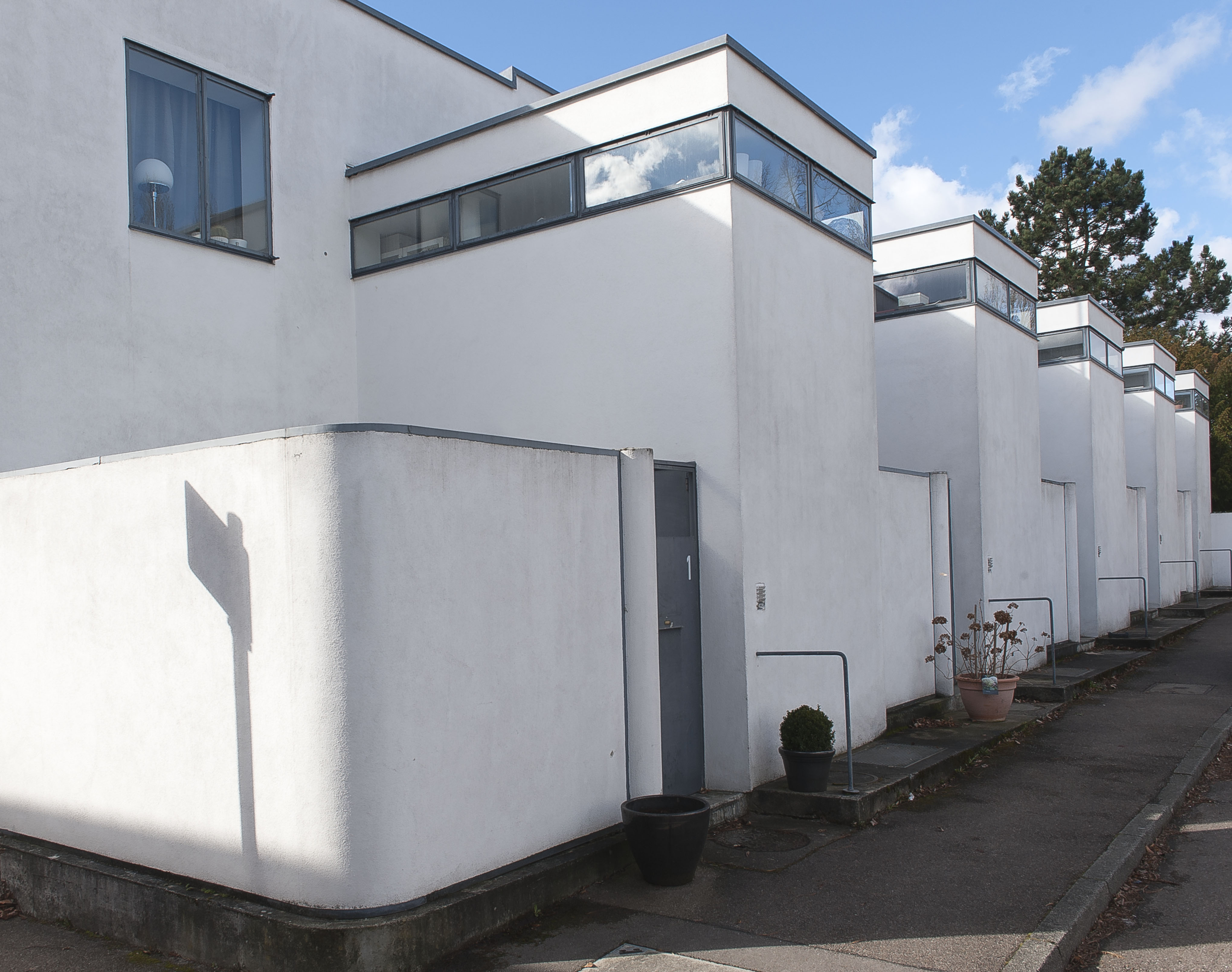
斯圖加特的魏森霍夫住宅展（1927年）

战间期的德國出現了兩個重要的現代主義運動，包豪斯是在瓦爾特·格羅佩斯的指導下於1919年在魏瑪創立的一所學校。包豪斯是戰前藝術學院和技術學院的融合。1926年，該學校它從魏瑪轉移到德绍；格羅佩斯鼓勵以新、純粹實用的現代主義風格設計了新學校和學生宿舍。因此該學校匯集了各個領域的現代主義者；教師包括現代主義畫家瓦西里·康丁斯基，约瑟夫·亚伯斯和保羅·克利，以及設計師马塞尔·布劳耶。此时的建筑强调功能性和理性。因此又称为功能主義建築或理性主义建筑。
格羅佩斯成為現代主義的重要理論家，他於1923年撰寫了《理念與建設》提倡建築的標準化，並為工廠員工規模建造設計合理的公寓樓。1928年，他接受西門子公司的委託在柏林郊區建造工人公寓，1929年他又提出建造一幢幢細長，約八至十層高的工人公寓樓群。
當格羅佩斯活躍於包豪斯時，凡德羅則領導柏林的現代主義建築運動。受荷蘭風格派運動的啟發，他建造了以混凝土為結構避暑別墅群，並提出了一個玻璃辦公大樓的項目。他成為德意志工藝聯盟的副主席，並於1930年至1933年成為包豪斯的負責人。提出各種各樣城市重建現代主義計劃。他最著名的現代主義作品是1929年巴塞羅那國際博覽會的德國館。這是一件純粹的現代主義作品，曾與伏伊別墅一起成為現代主義建築最著名的地標之一。一個重建的版本現在矗立在巴塞羅那的原址上。
當納粹德國上台時，他們將包豪斯視為共產主義者的設施，並於1933年關閉了包豪斯。格羅佩斯離開因而離開歐洲前往美國，他和馬瑟·布勞耶加入了哈佛大學設計研究學院，成為美國戰後一代建築師的老師。在1937年，密斯凡德羅也移居美國；並成為戰後美國最著名的摩天大樓設計師之一。

### 表現主義建築 (1918–1931)

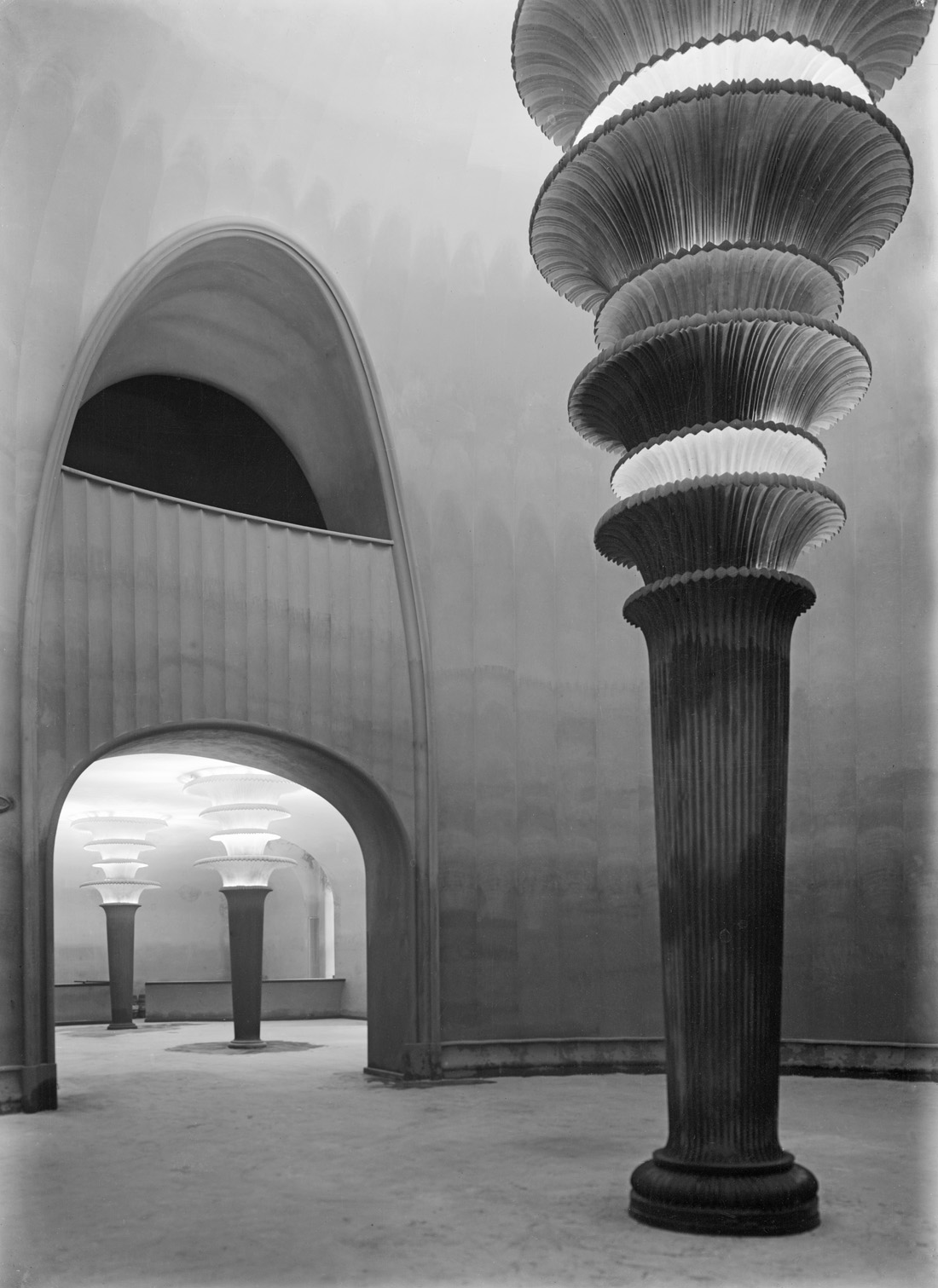
柏林大劇院（英语：Großes_Schauspielhaus）門廳，漢斯·普爾希（1919年）
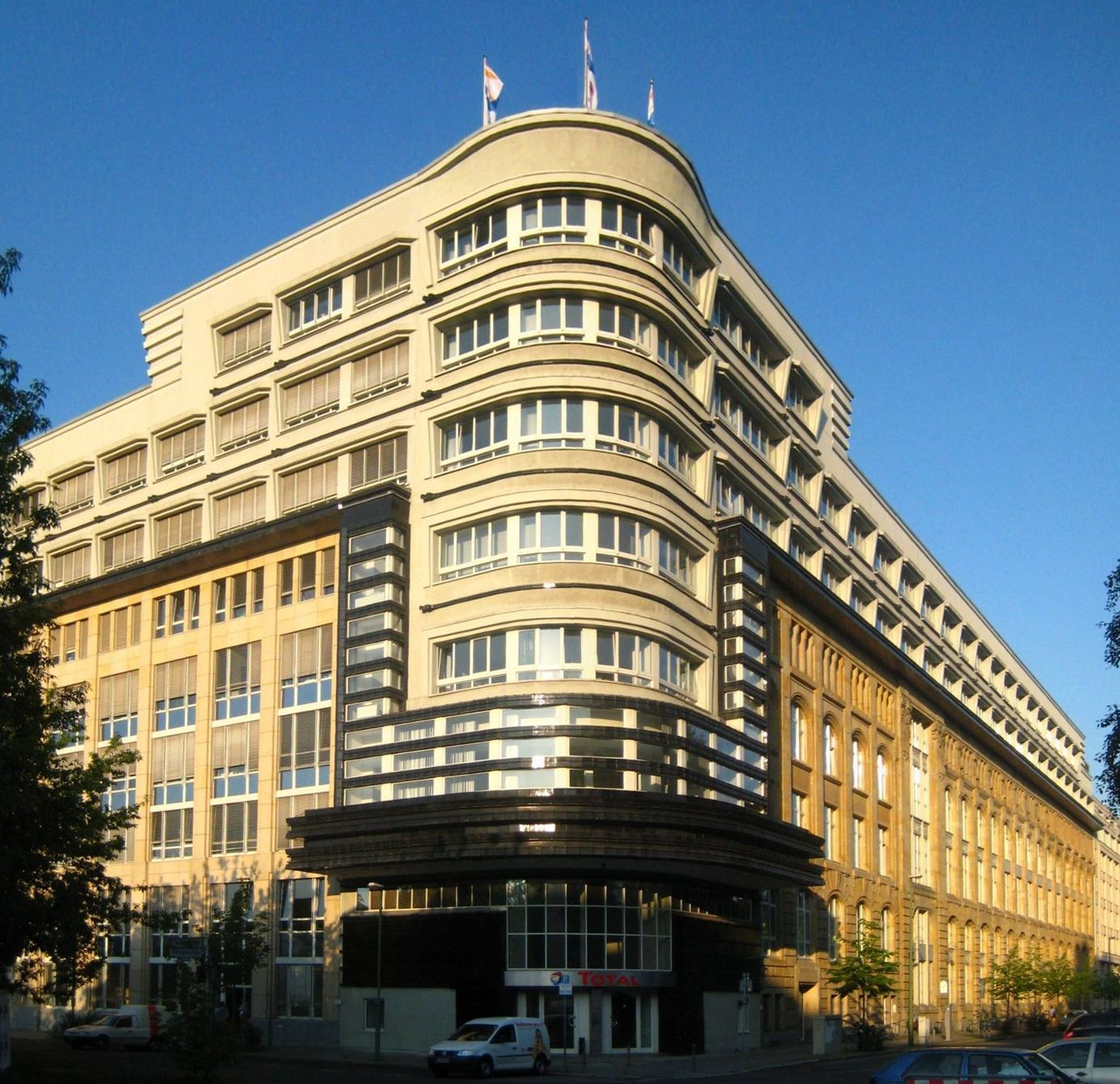
柏林摩斯豪斯大樓，埃里希·門德爾松，該建築被歸類於現代流線型建築的早期範例(1921–23年)
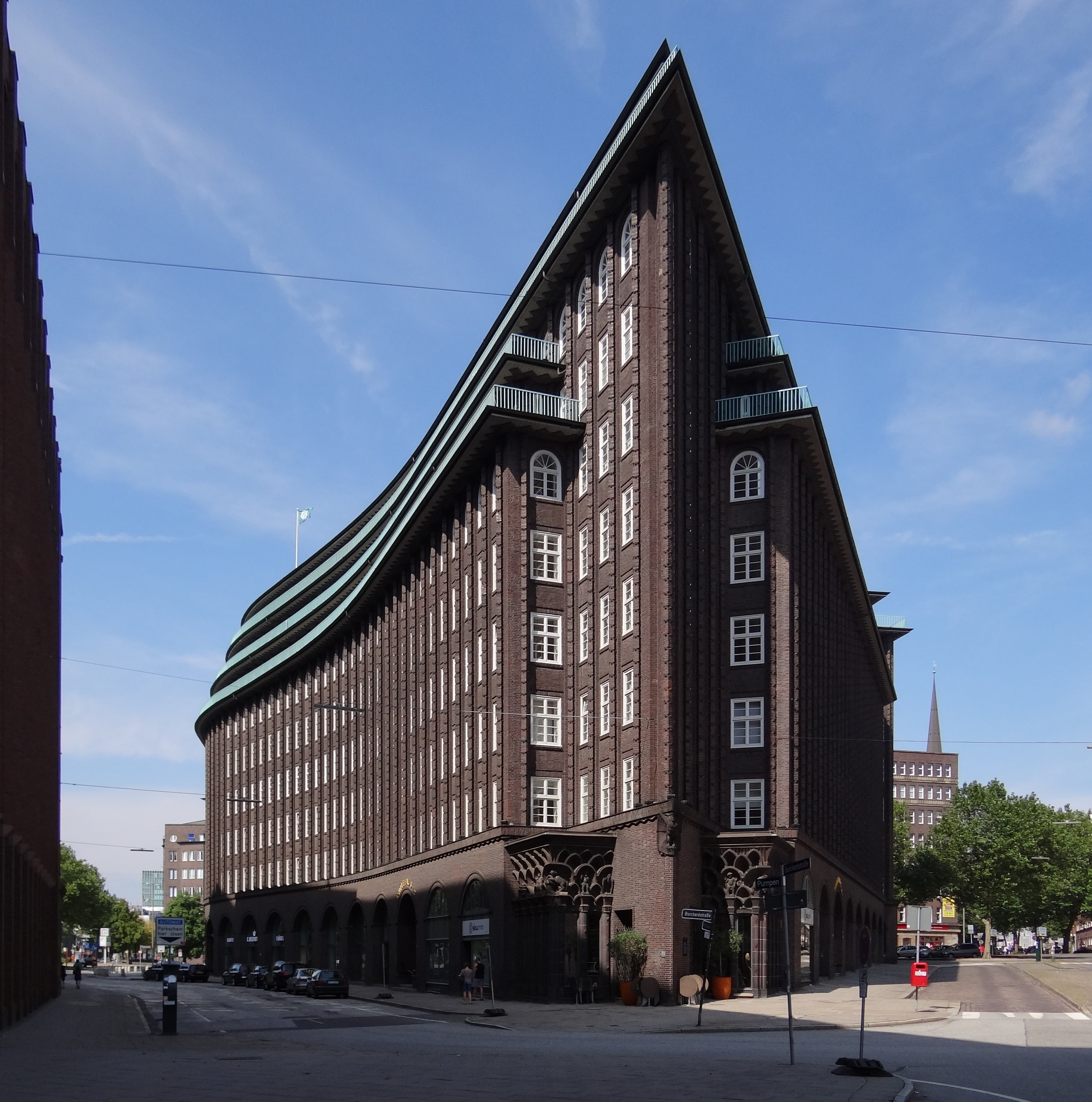
智利大樓，約翰·霍格（英语：Fritz Hoger），該建築物仿照輪船建造，結構油黑磚建造，並使用外部橋墩來表達其結構。其裝飾藉鑑哥特式大教堂的風格。(1921–24年)
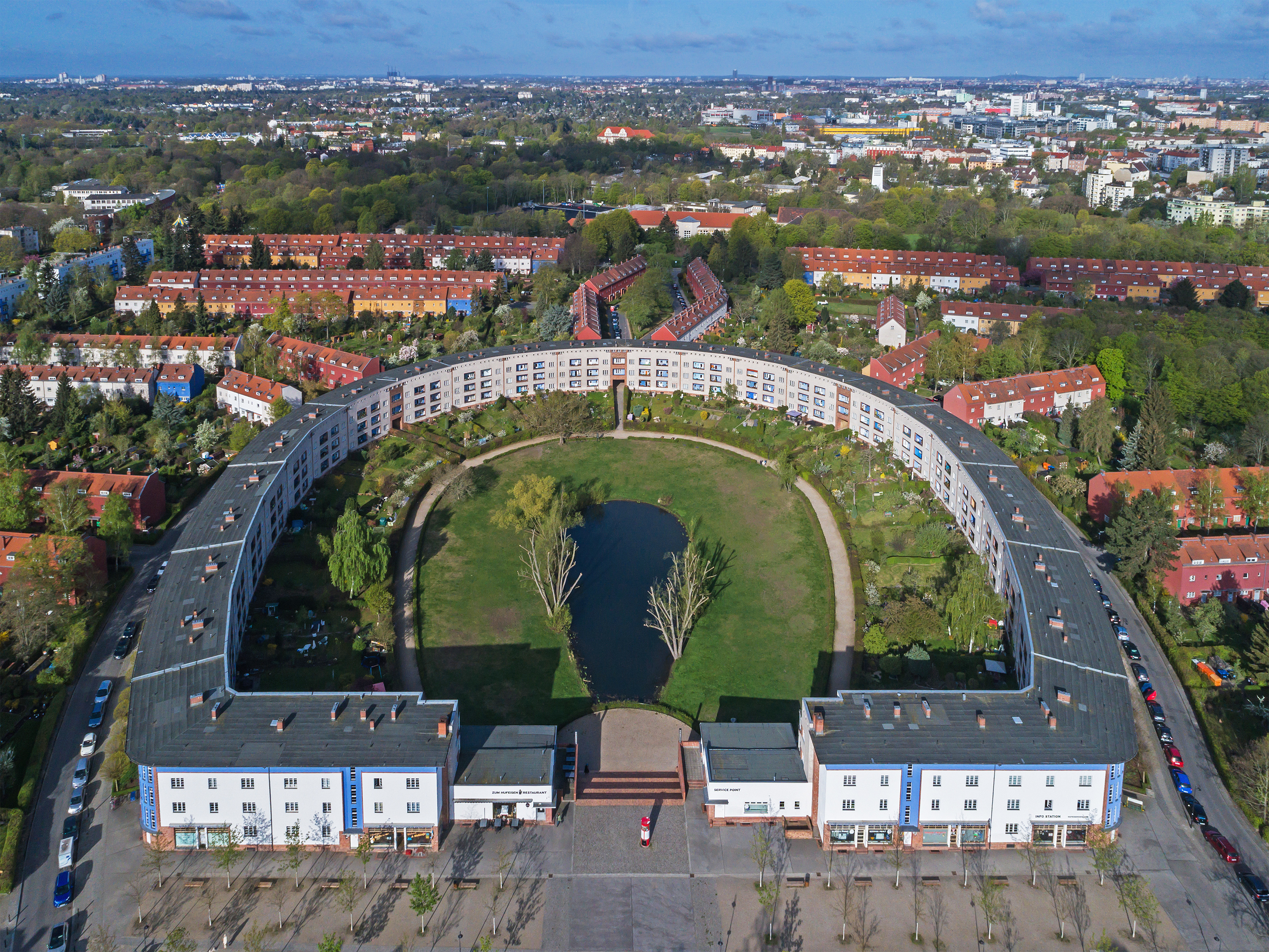
馬蹄莊園（英语：Horseshoe Estate），布魯諾·陶特 (1925年)
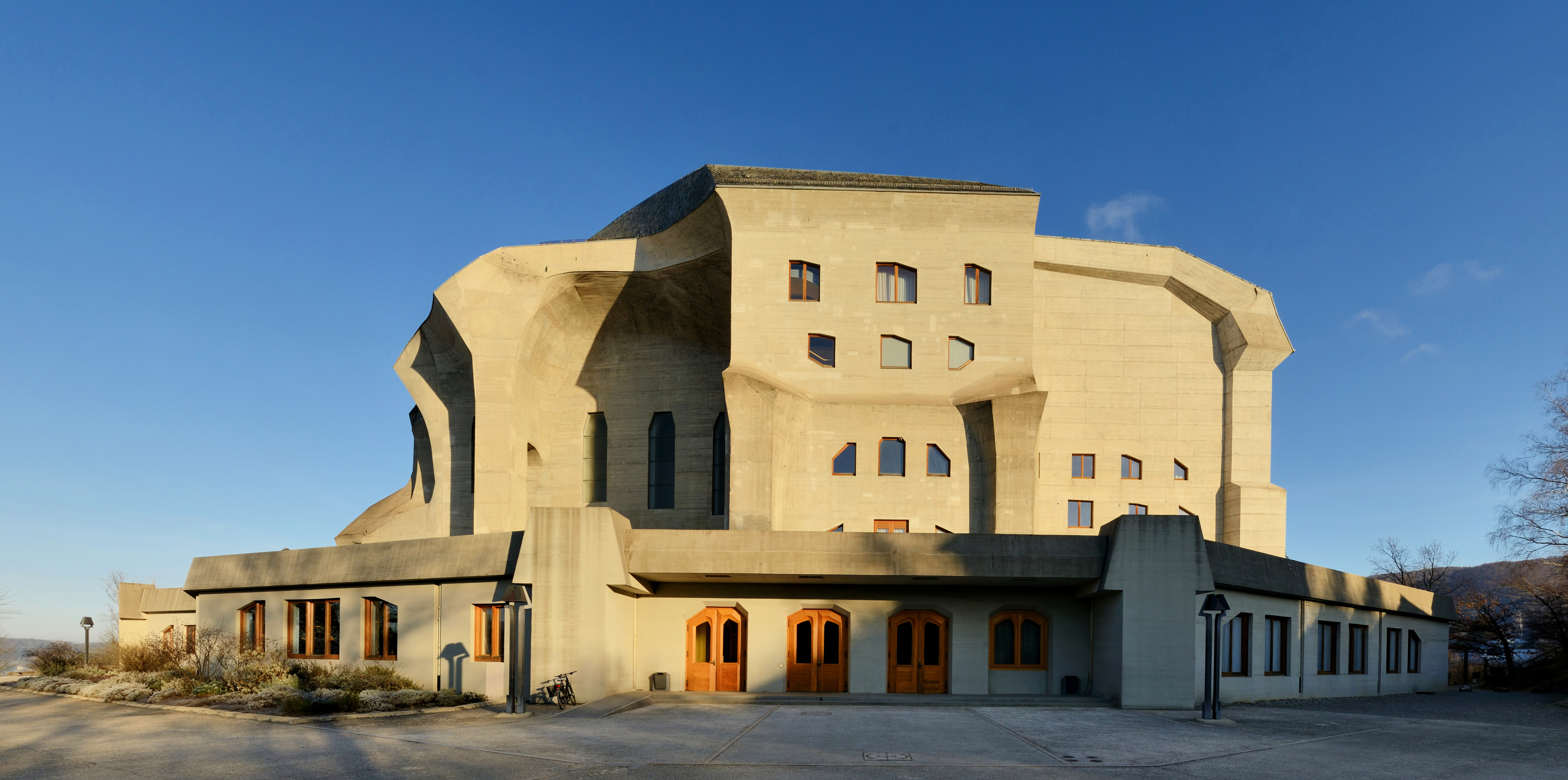
奧地利建築師鲁道夫·施泰纳設計的歌德紀念館（1924-28年）
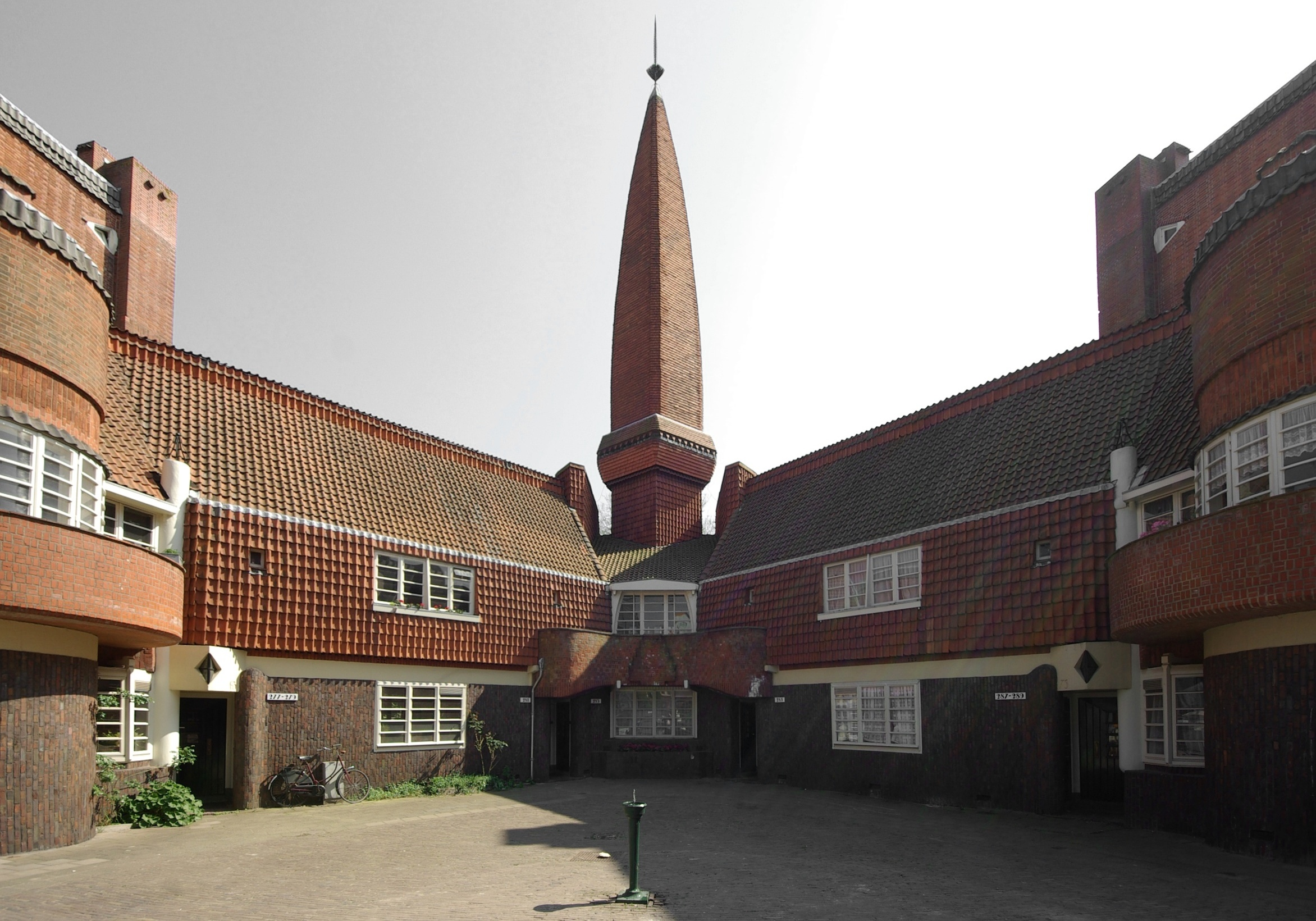
船公寓，米歇爾·德克勒克（英语：Michel de Klerk） (1917–1920年）
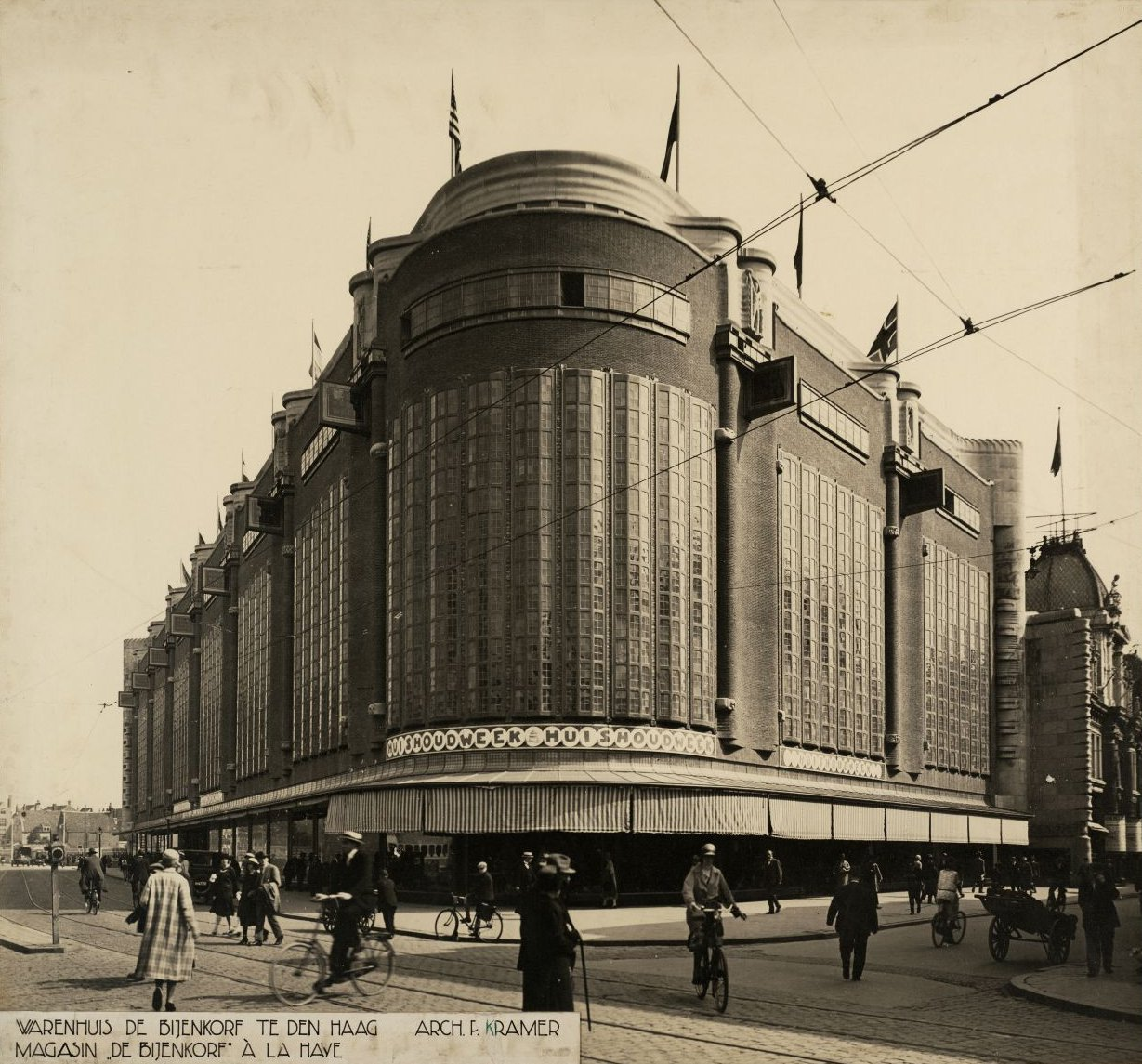
女王店，皮特克·萊默（英语：Piet Kramer） (1924–1926)

表现主义是一種在1910年到1925年間在德國出現的建築運動，它是對於反對包浩斯和德意志工藝聯盟提倡的功能性建築的一種反運動。這種運動的目的是創造一種充滿詩意、充滿表現力的建築，並與包浩斯和德意志工藝聯盟的功能性建築形成對比。表現主義知名的倡導者包括布魯諾·陶特、 漢斯·普爾希、約翰·霍格和埃里希·门德尔松等人，他們受到了第一次世界大戰和德国十一月革命後政治動盪的影響，因此形成了一种乌托邦式和浪漫社會主義觀點。由於經濟壓力和資金不足等因素，許多表現主義建築師的創新作品未能順利興建。然而，表現主義建築對於戲劇和電影的場景設計仍然有很大的影響，提供了一种特殊的類型，其中使用磚塊創建建築的磚表現主義也也在此時發展。

### 建構主義建築 (1910–1931)

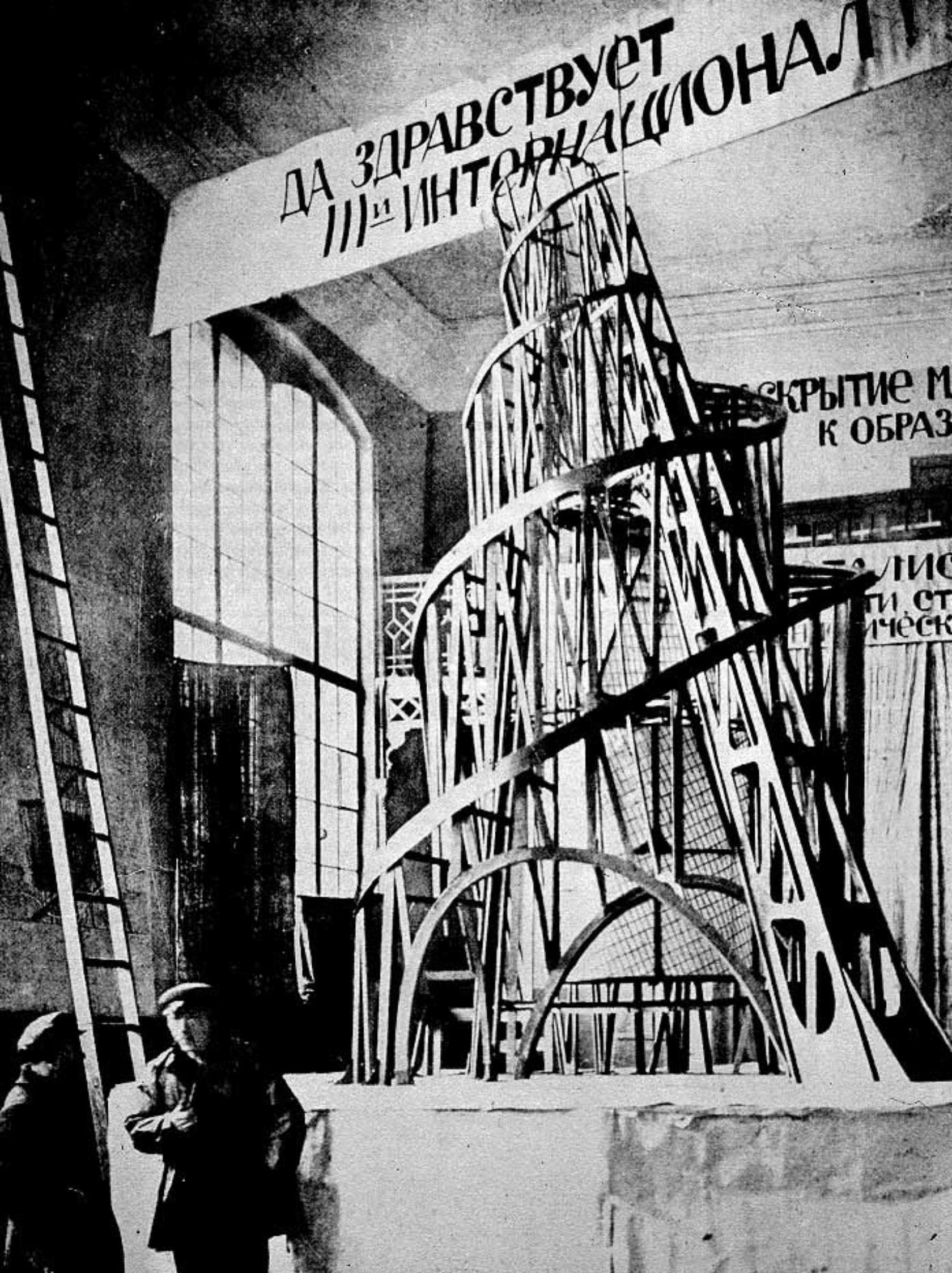
《塔特林塔》模型，弗拉基米爾·塔特林(1919年)
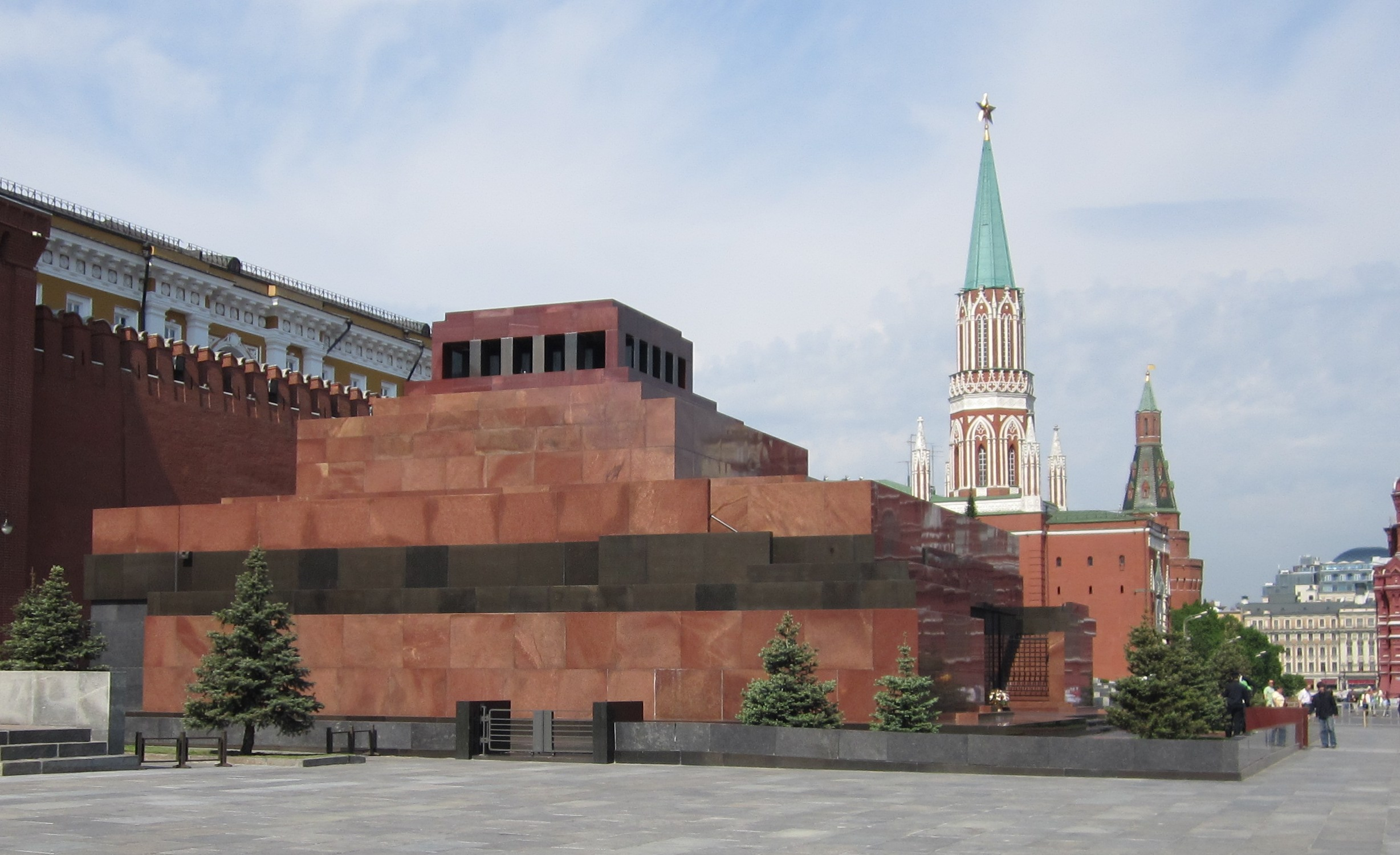
阿列克谢·维克多罗维奇·休谢夫的列宁墓（1924年）
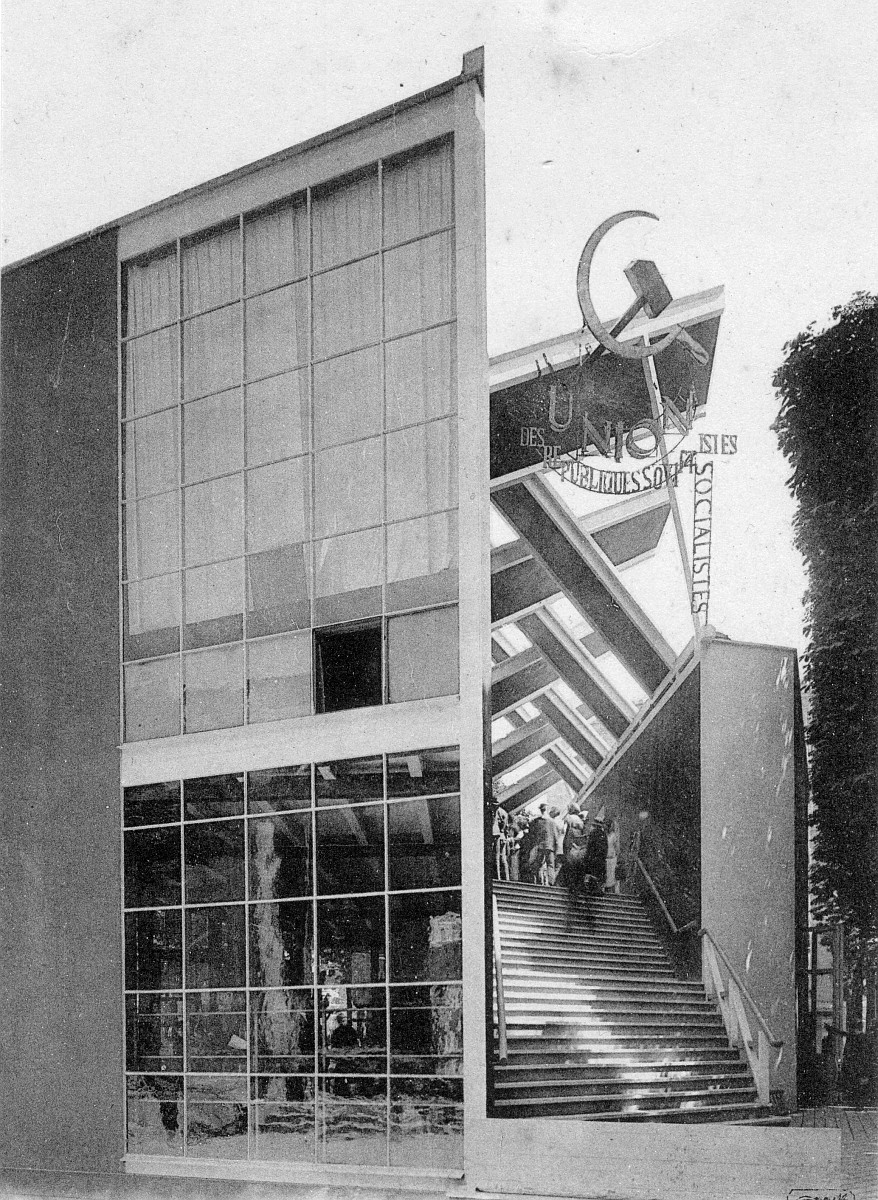
1925年巴黎裝飾藝術博覽會蘇聯館康斯坦丁·梅爾尼科夫（英语：Konstantin Melnikov）(1925年)
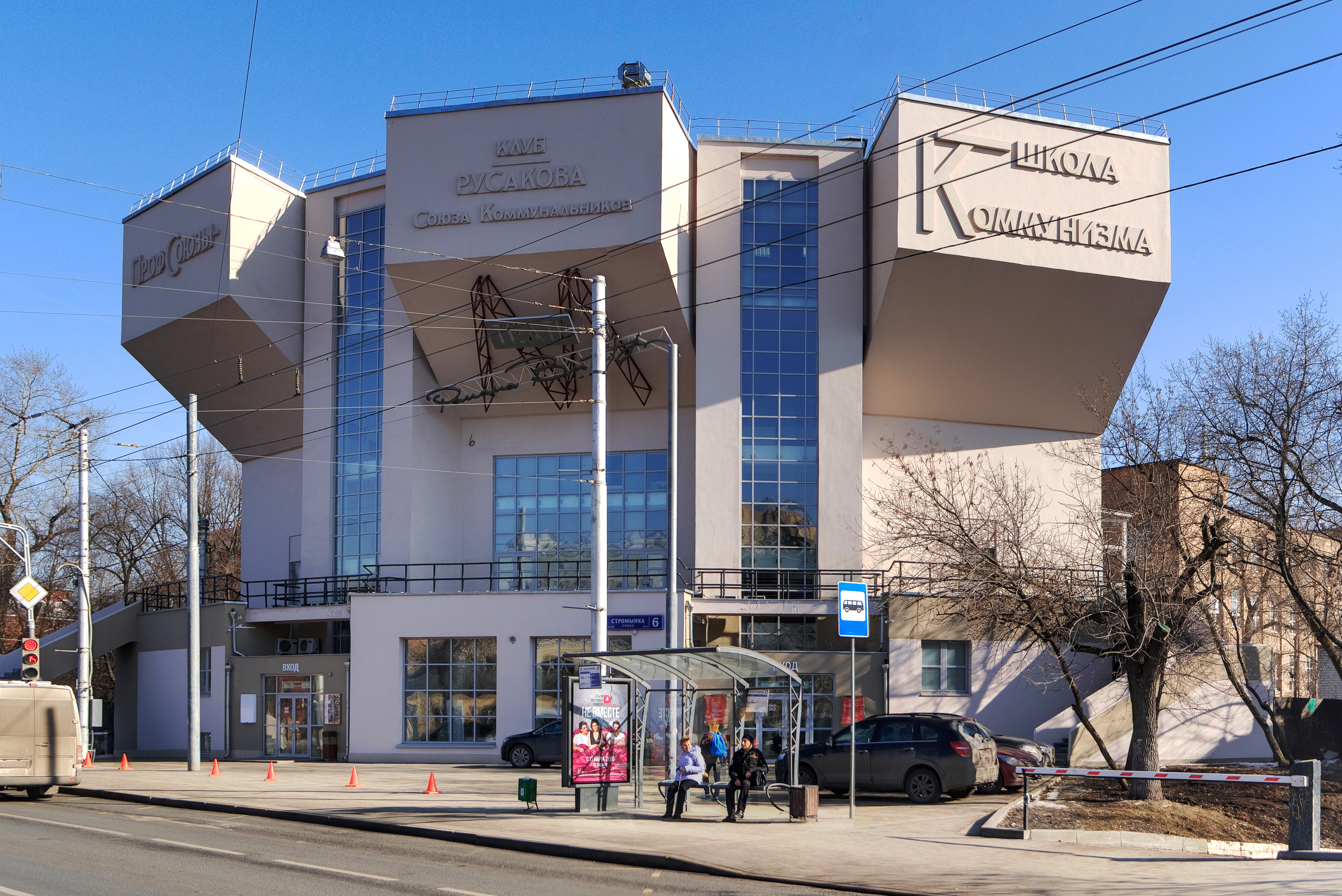
魯薩科夫工人俱樂部（英语：Rusakov Workers' Club），康斯坦丁·梅爾尼科夫(1928年)
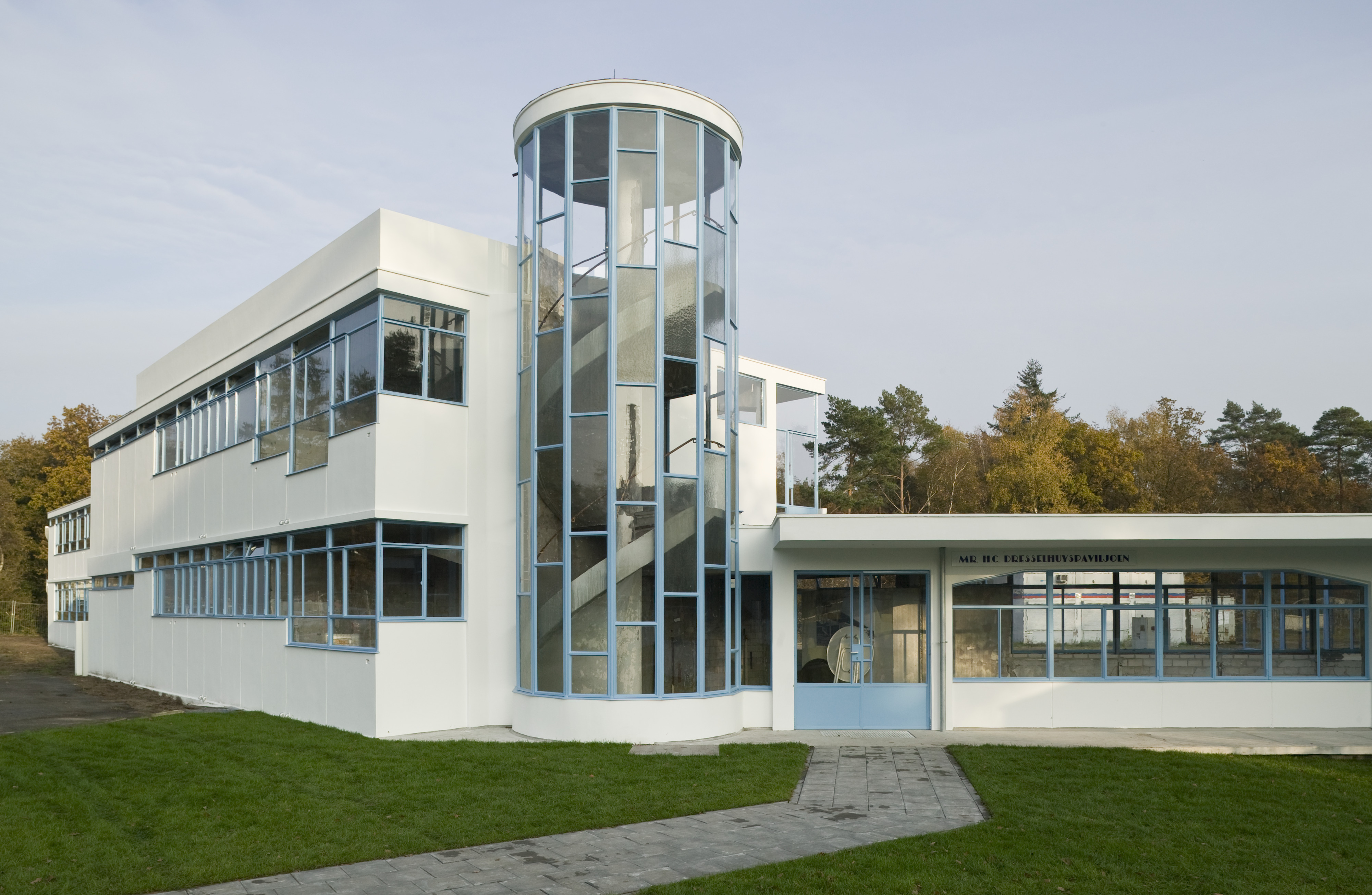
中央大街療養院（英语：Zonnestraal_(estate)），由揚·杜克（英语：Jan Duiker）和貝爾納·比沃特（英语：Bernard Bijvoet）設計 (1926–28年)
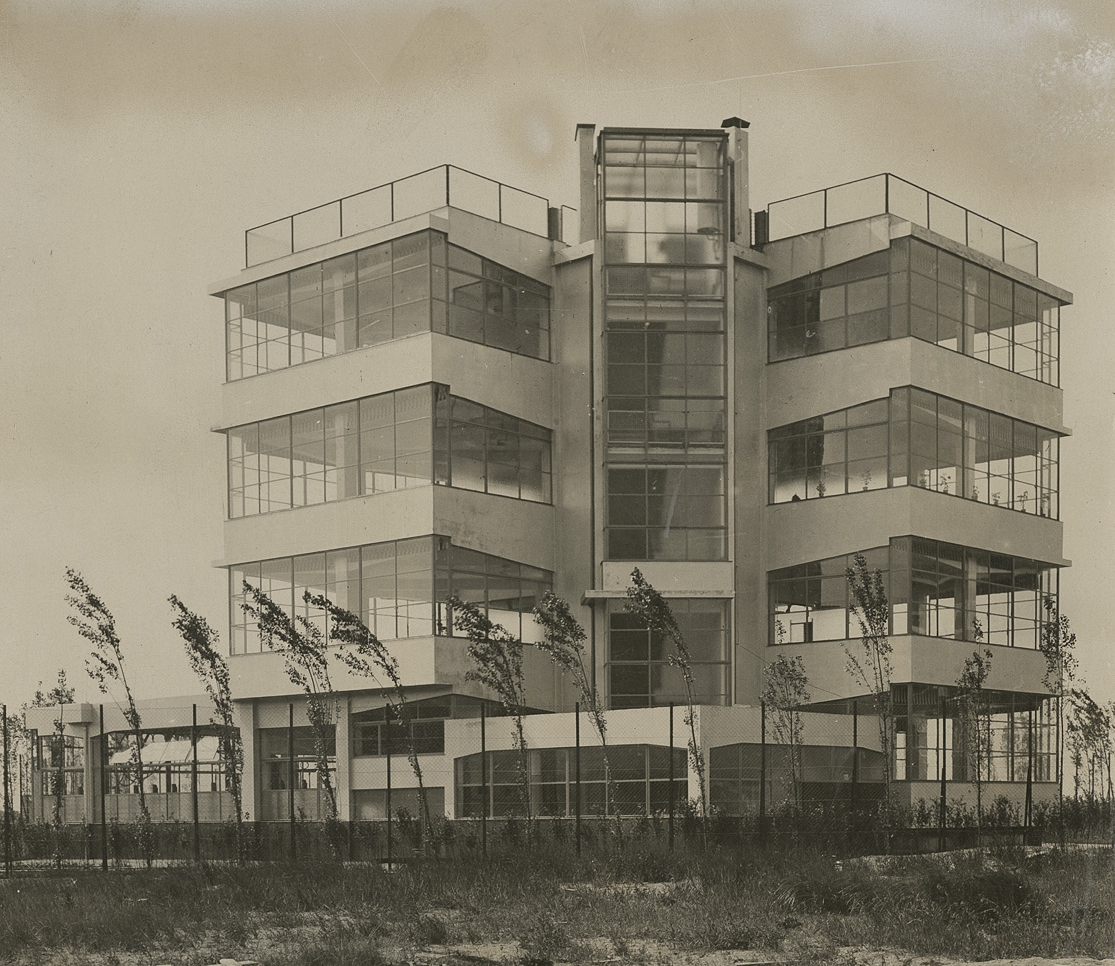
露天學校，揚·杜克（英语：Jan Duiker）(1929–1930年)
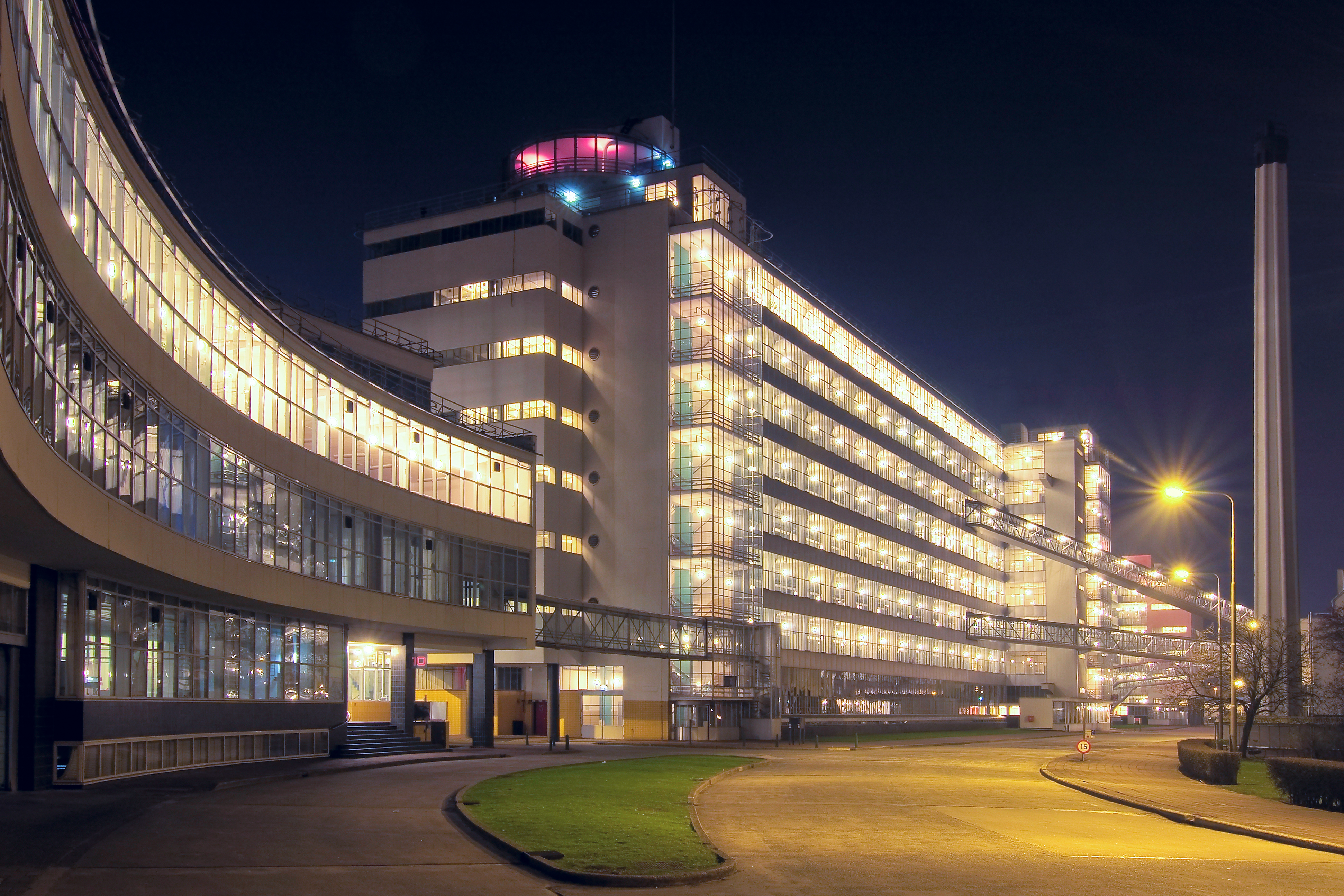
范內勒工廠，倫德特·范德·弗魯特（英语：Leendert van der Vlugt）與瑪特·斯坦（英语：Mart Stam）設計 (1927–1931)

1917年俄国革命後，俄羅斯的前衛藝術家和建築師開始尋找可以取代傳統新古典主義的新蘇聯風格。因此建構主義建築流派的發展與當時文學藝術運動、包括詩人弗拉基米尔·马雅可夫斯基的未來主義、畫家卡濟米爾·謝韋里諾維奇·馬列維奇的至上主义，以及畫家卡西米爾·馬列維奇的人造絲主義密切相關。建構主義最驚人的設計是畫家和雕塑家弗拉基米爾·塔特林為第三次共產國際莫斯科會議提出的《塔特林塔》。
俄羅斯建構主義建築運動是一個始於1921年的藝術運動，由亞歷山大·羅欽可領導的一群藝術家倡導。這群建築師的宣言宣稱他們的目標是找到「物質結構的共產主義表達」。因此，他們開始建造工人俱樂部、公共公寓和公共廚房，以支持整個社區。這些建築不僅是功能性建築，而且充滿了藝術性和美學意義。它們不僅服務於社區，而且象徵了共產主義精神。這些建築還給當時的社會帶來了創新性和現代感，並反映了藝術家和建築師對社會和政治變革的關注和觀察。其中，莫斯科出現的第一批建構主義建築是由康斯坦丁·梅爾尼科夫設計的魯薩科夫工人俱樂部（1928年) 和他自己的起居室梅爾尼科夫之屋 (1929)，梅爾尼科夫曾為1925年在巴黎舉行的國際現代裝飾和工業藝術展覽會建造了蘇聯館；該建築也是一個高度幾何化的垂直結建築。
由韋斯寧兄弟和莫伊西·金茨堡領導的建構主義建築師領導小組也在此時出版《當代建築期刊》。這個小組在第一個五年計劃後創建了主要的建構主義項目：包括第聂伯河水电站（1932年）與納康芬大樓。前蘇聯時期的一些建築師也採用了建構主義風格。最著名的例子是阿列克谢·维克多罗维奇·休谢夫的列宁墓（1924年）。
建構主義建築的發展中心主要集中於莫斯科和列寧格勒，在工業化過程中，多數俄羅斯的省會城市，包括葉卡捷琳堡、哈爾科夫或伊万诺沃等地區建造了許多建構主義建築。然而隨著民族主義風格的興起，建構主義建築最後於1930年代逐漸退出風潮。

### 現代主義成為一場運動：CIAM (1928)
1920年代後期，現代主義已成為歐洲的重要運動。建築界開始變得國際化。來自世界各地的建築師也開始前往各國旅行、見面並分享想法。1927年，包括勒柯布西耶在內的幾位現代主義者參加了國際聯盟總部的競賽。同年，德意志工藝聯盟在斯圖加特白院聚落舉辦建築博覽會。邀請17位歐洲領先的現代主義建築師設計了21座房屋；包括柯布西耶及密斯·凡德羅的作品。
1927年，柯布西耶、皮埃爾·夏露和其他人提議成立國際會議，為共同風格奠定基礎。国际现代建筑协会（CIAM）最終於1928年6月在瑞士的沙拉茲城堡成立。是20世紀眾多提倡將建築作為社會藝術事業的宣言之一。CIAM對現代建築的發展產生了深遠的影響。它不僅致力於將現代主義的建築原則正式化，還將建築視為一種經濟和政治工具，通過建築設計和都市計畫來改善世界。
1933年舉辦的第四次CIAM會議本應在莫斯科舉行。然而，勒·柯布西耶參加蘇維埃宮設計競賽的申請被拒絕。這個關鍵時刻表明蘇聯已經放棄了CIAM的原則而改變了計劃。在該場會議中，CIAM成員們討論了「功能城市」的原則，該原則將CIAM的範圍從建築設計擴展到都市計畫。基於對33個城市的分析，CIAM提出：城市面臨的社會問題可以通過嚴格的功能分區和將人口以大尺度的間隔分布在高大的公寓樓中來解決。儘管該組織於1959年解散，然而CIAM的推動也定義了二戰後歐洲和美國現代建築的發展。

## 裝飾風藝術

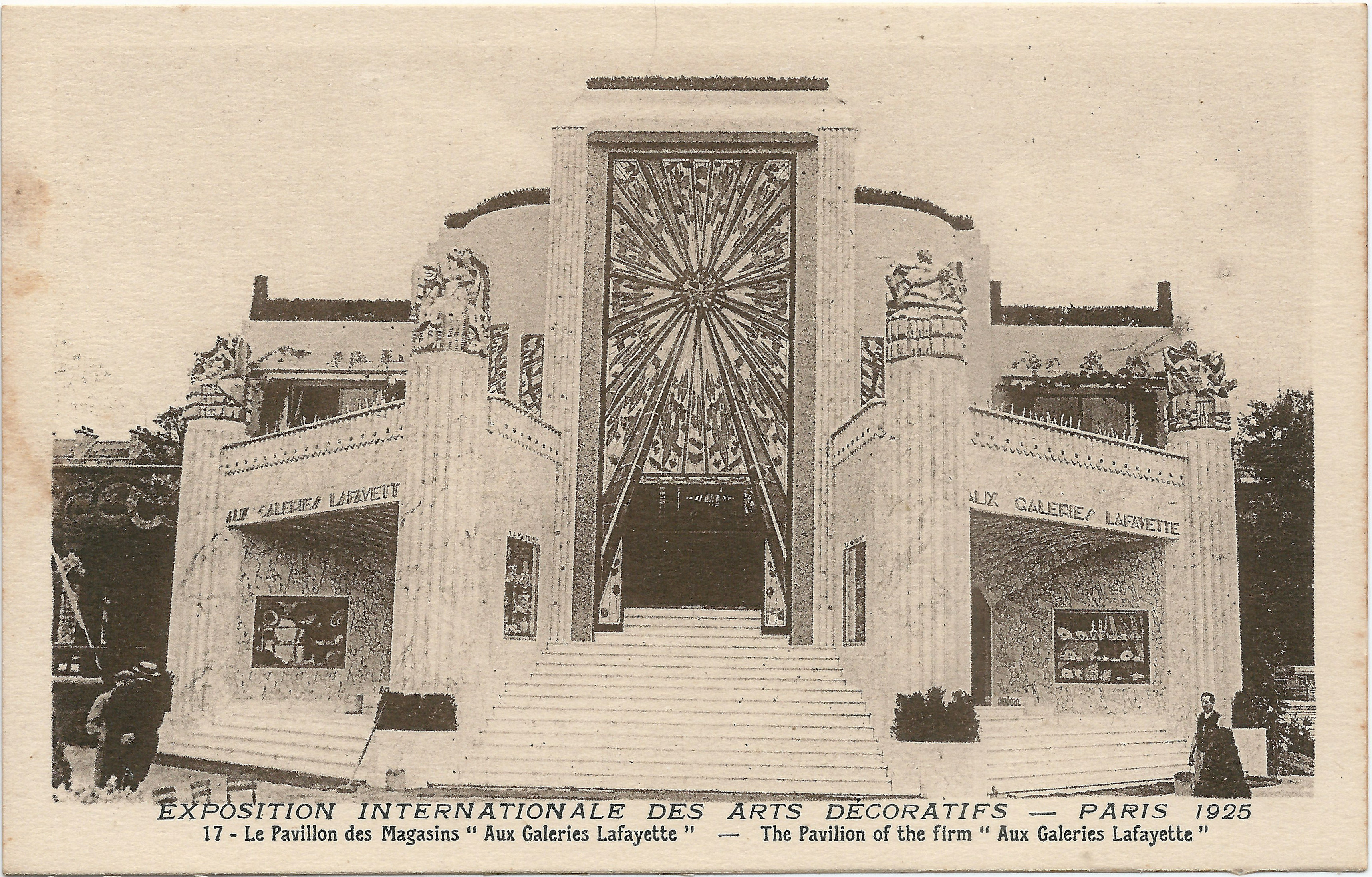
巴黎國際裝飾藝術博覽會：老佛爺百貨公司展館（1925年）
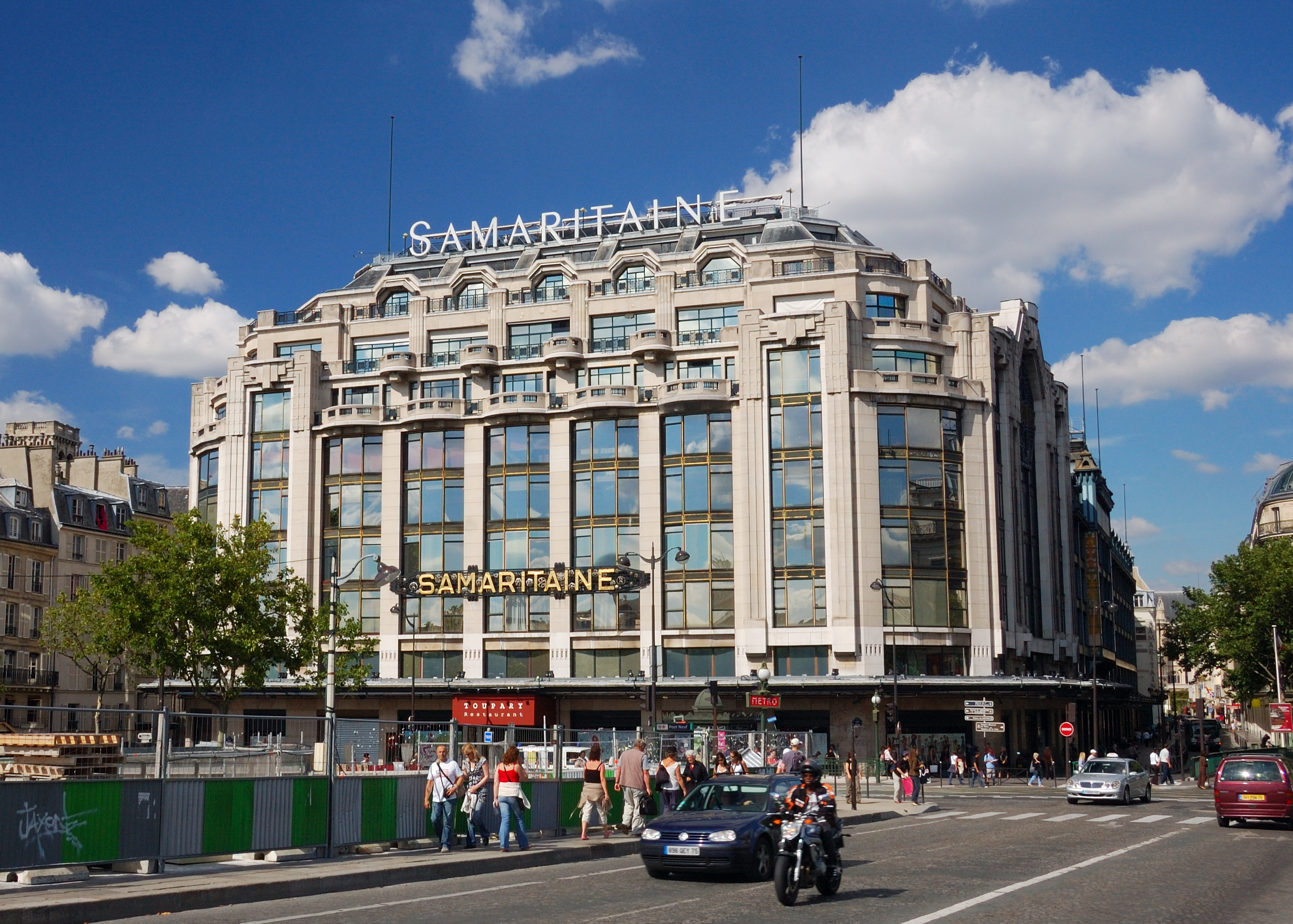
莎玛丽丹百货公司， 亨利·索瓦日（英语：Henri Sauvage） (1925–28年)

裝飾風藝術是第一次世界大戰前，首次出現在法國的視覺藝術、建築和設計風格。其淵源來自多個時期、文化與國度。它和兩次世界大戰之間蓬勃發展的現代運動同時發展。雖然存在本質上的差異，但兩者之間仍然相互存在著影響。
現代主義設計是在一個社會變革的時代中形成的。這種設計理念源於精英主義、理想主義和烏托邦的立場，強調服務於大眾，特別是中下階層的工人，設計不強調裝飾本身，甚至有一種厭惡的態度。相反，裝飾藝術設計非常注重裝飾和色彩，它延續了長期以來為贊助人服務的傳統，設計的對像是富裕的上層階級，使用的材料是精細、稀有和貴重，特別強調獨特優雅的裝飾，這也與上層階級的品味相符合。
在1920年代至30年代，裝飾風藝術成為美國、南美、印度、中國、澳洲和日本非常流行的風格。尤其歐洲裝飾藝術風格在百貨公司和電影院特別受歡迎。這種風格在現代裝飾和工業藝術國際展覽會時在歐洲達到頂峰。然而，裝飾藝術風格主導地位隨著二戰的開始，隨著講究嚴格功能性現代建築、以及隨後的國際建築風格急速興起而告終。

### 美國裝飾藝術；摩天大樓風格 (1919–1939)

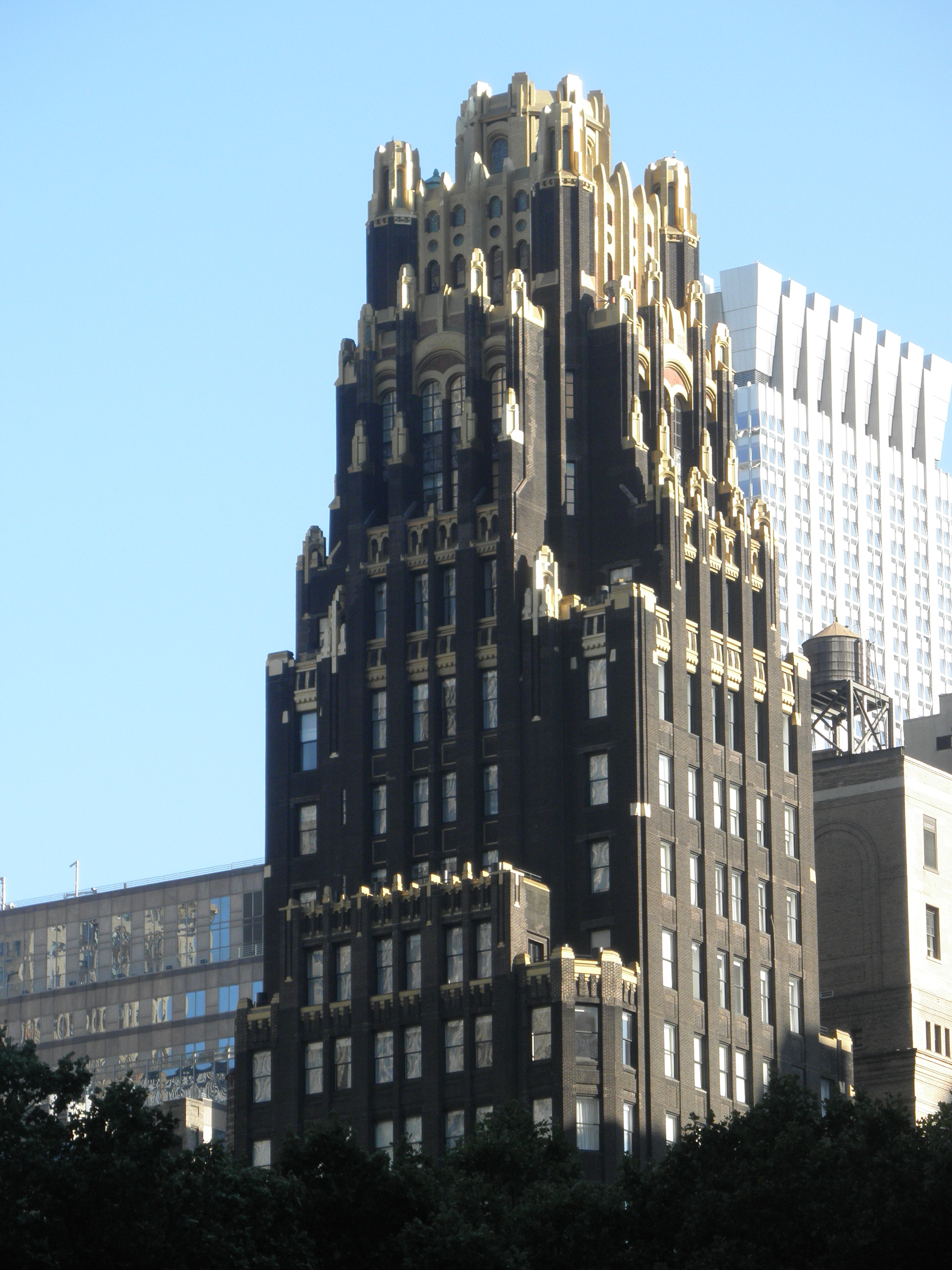
美國散熱器大樓（英语：American Radiator Building），雷蒙德·胡德（英语：Raymond Hood）設計 (1924年)
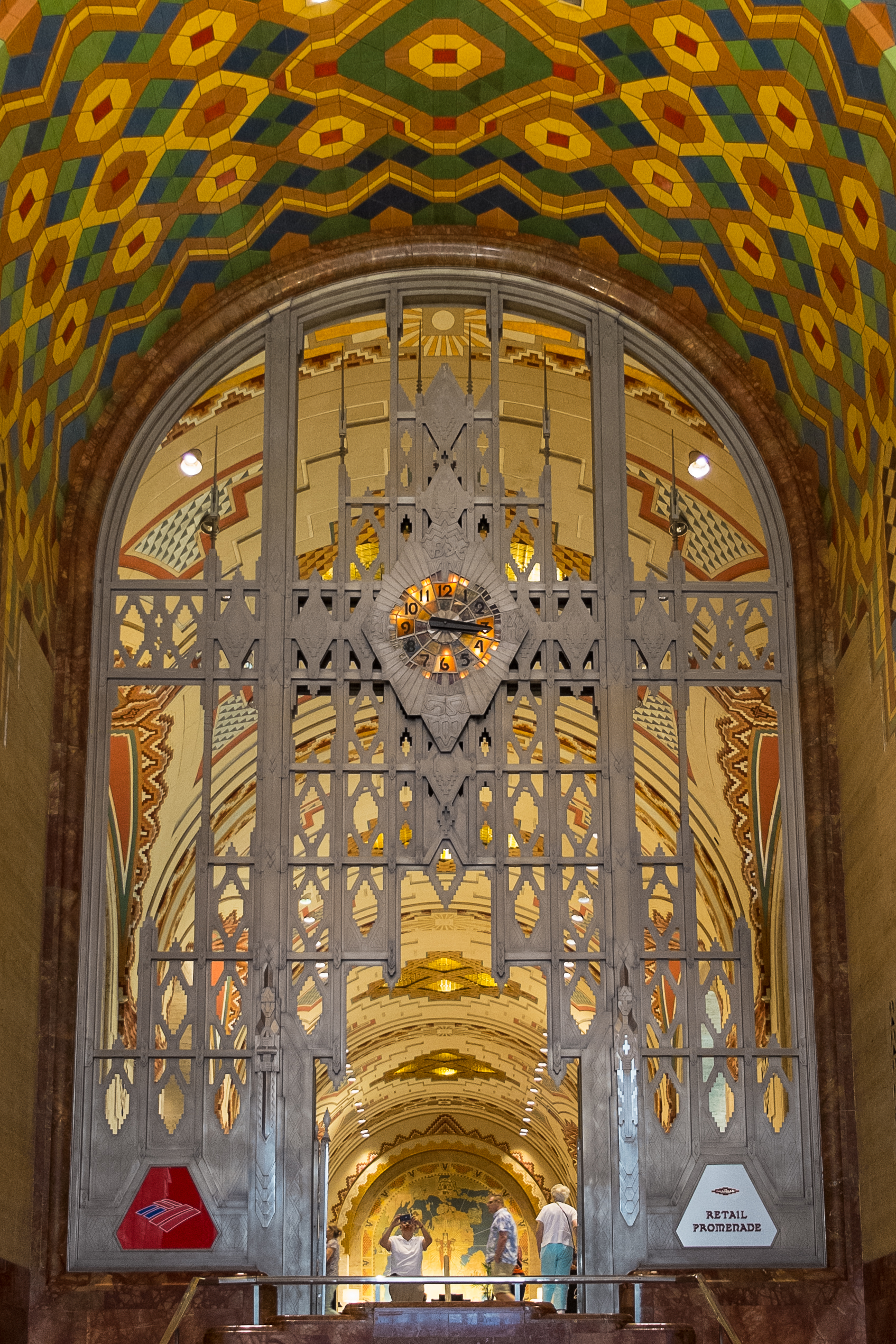
嘉德大厦，維爾特·C·羅蘭（英语：Wirt C. Rowland）（1927-29年）
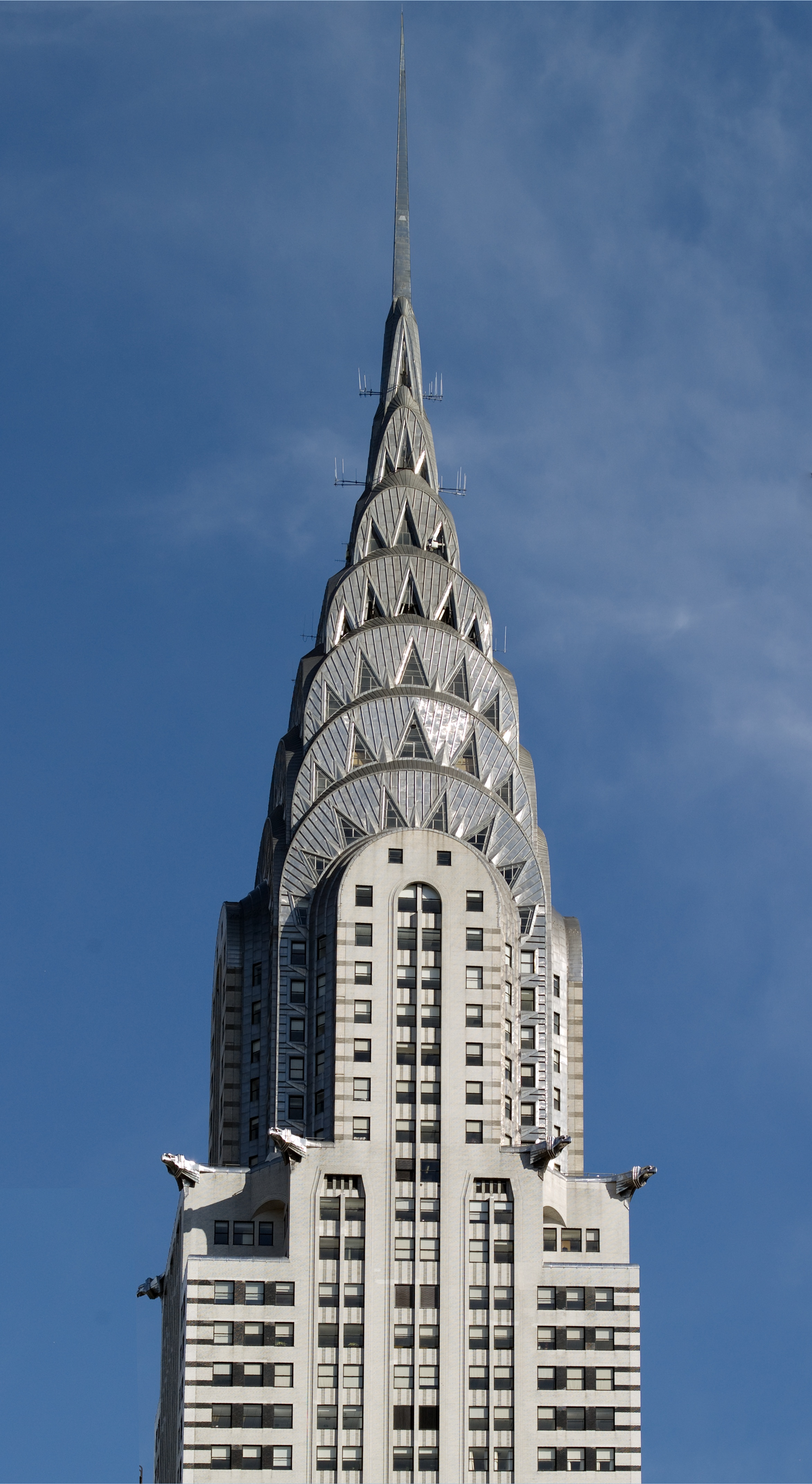
克萊斯勒大廈， 威廉·范·艾倫（英语：William Van Alen） (1928–30年)
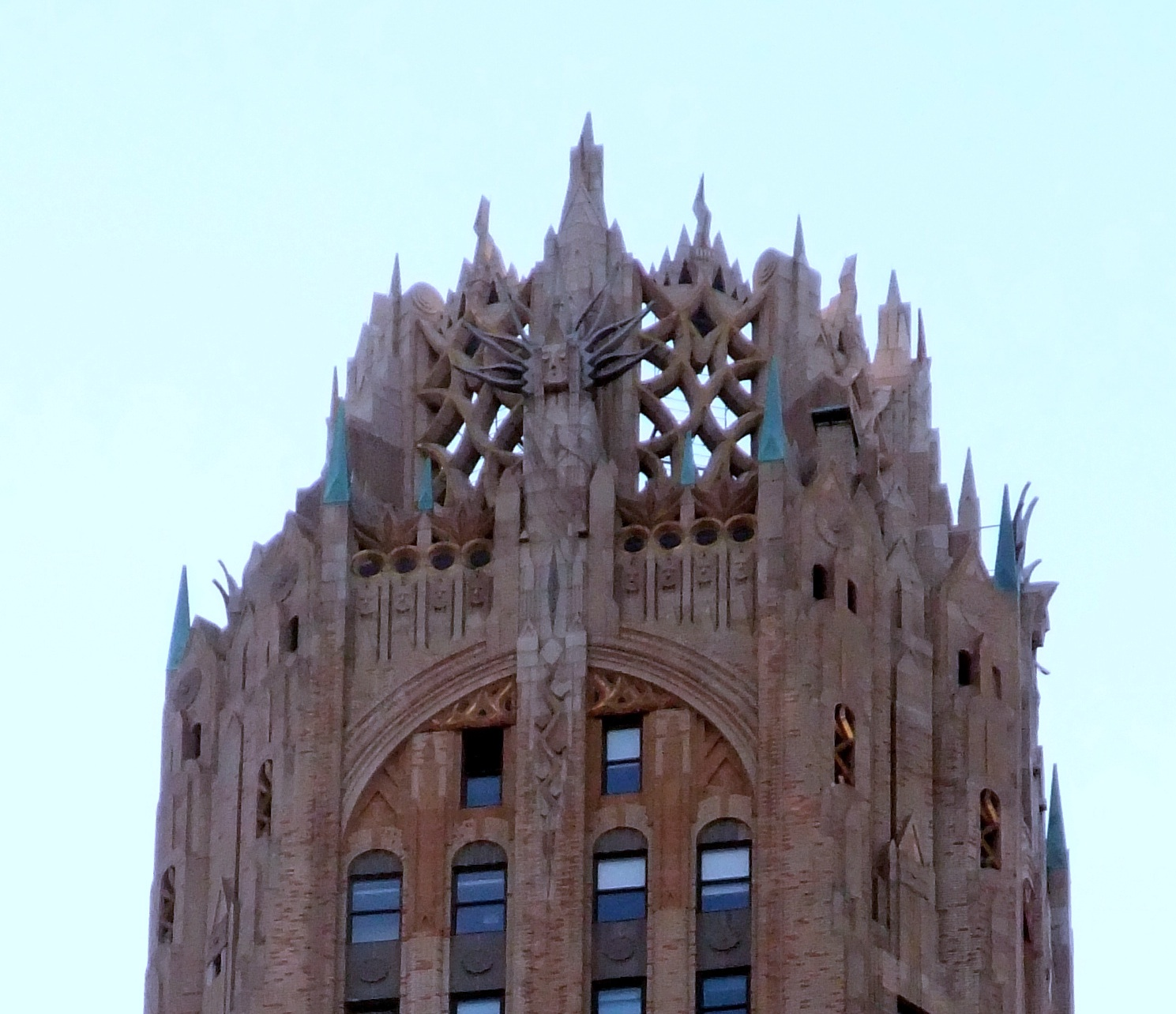
通用電氣大樓，ross & Cross（英语：ross & Cross） (1933年)
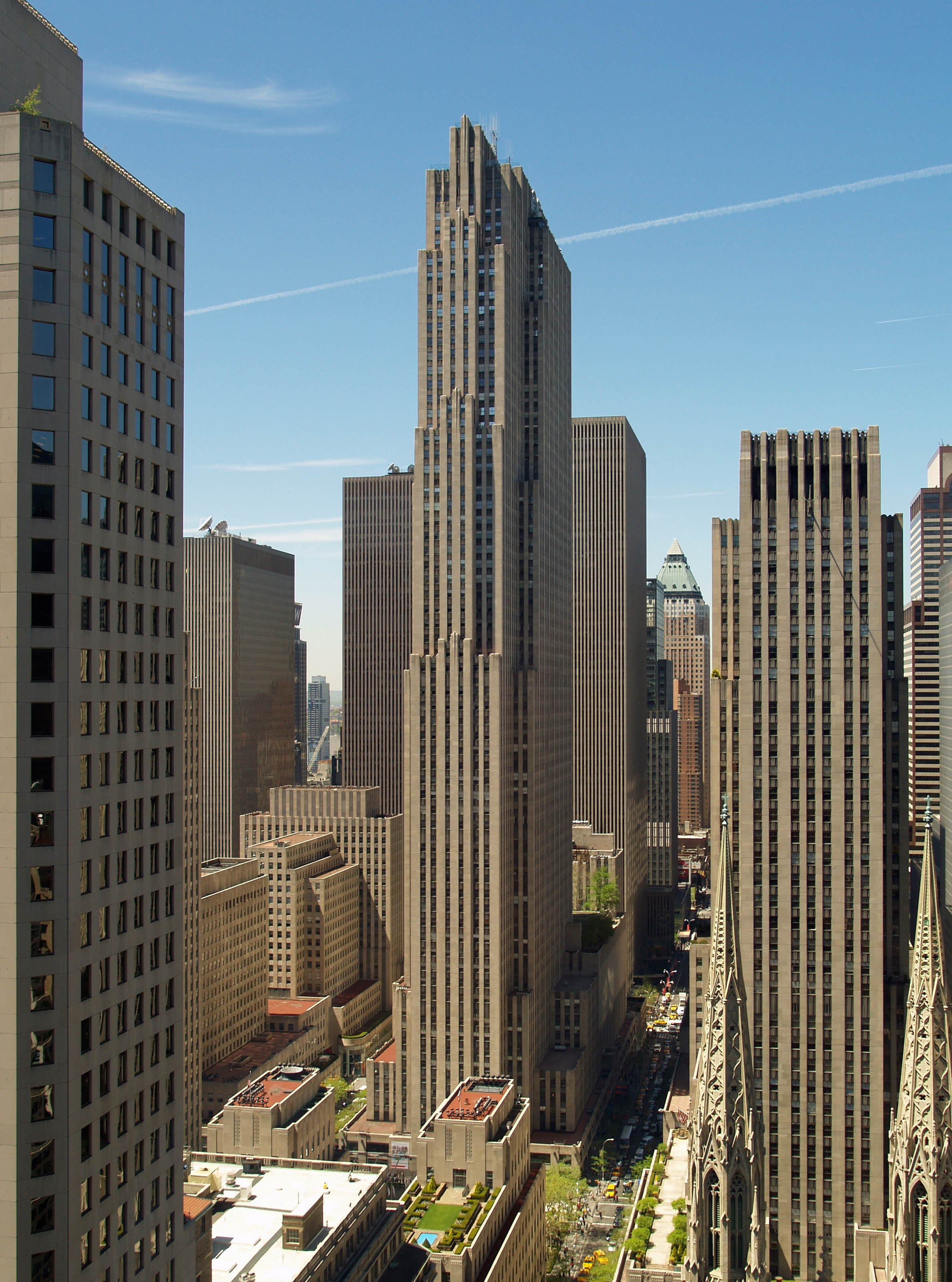
洛克菲勒中心30號，雷蒙德·胡德(1933年)

1920年代至30年代代初，纽约、芝加哥、底特律的第二批摩天大樓開始採用著裝飾藝術風格設計，他們將現代材料和技術（不銹鋼、混凝土、鋁、鍍鉻鋼）與裝飾藝術幾何學相結合；並增加包括閃電、噴泉、日出等元素的象徵，以及受到古文明裝飾華麗，色彩鮮明，幾何圖案的啟發，將裝飾應用於高層建築的設計之中。法蘭克·洛伊·萊特本人曾對於瑪雅復興進行了試驗，並在1924年引用於恩尼斯住宅中。

### 摩登流線型和公共工程 (1933–1939)

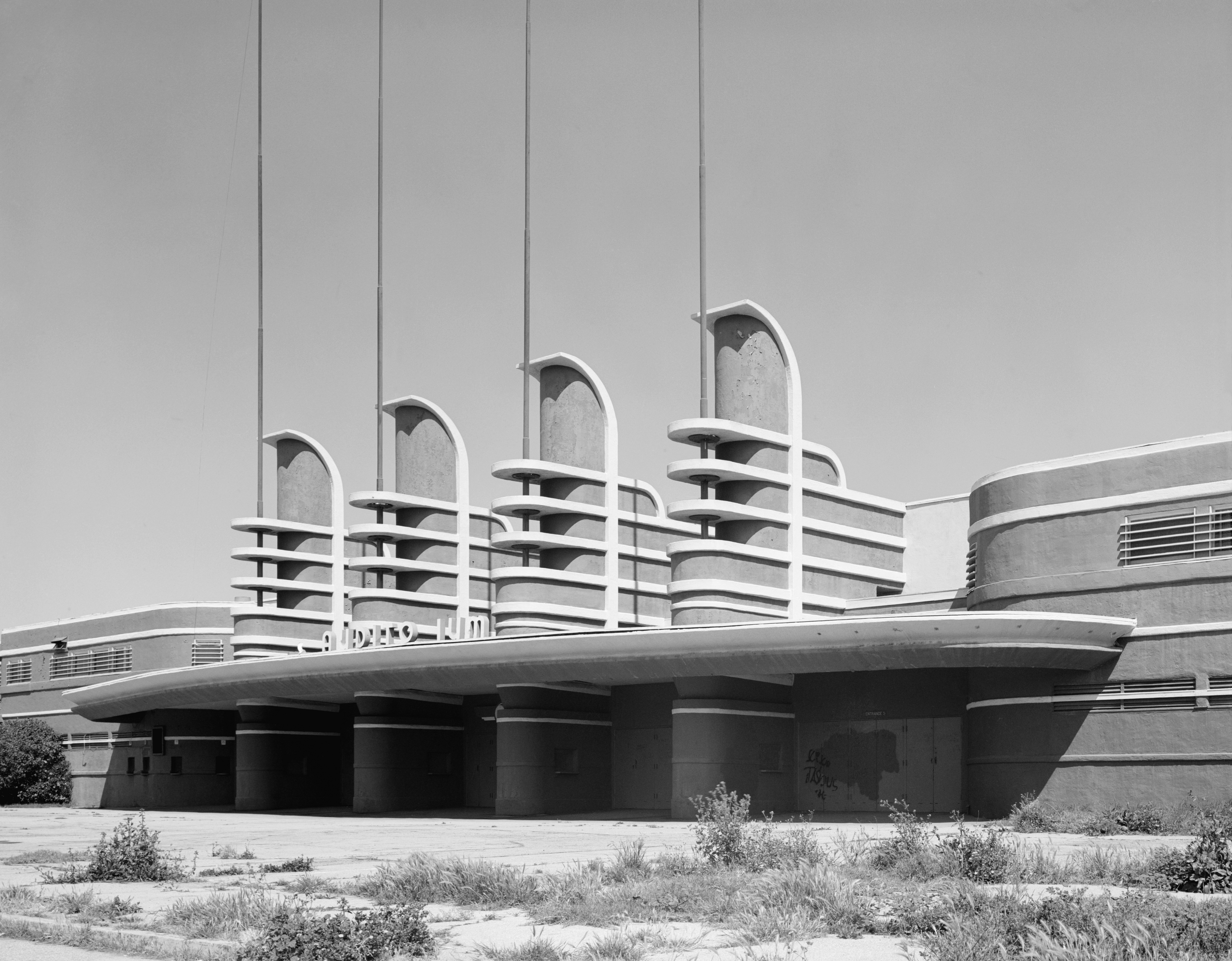
泛太平洋禮堂（英语：Pan-Pacific Auditorium） (1936年)
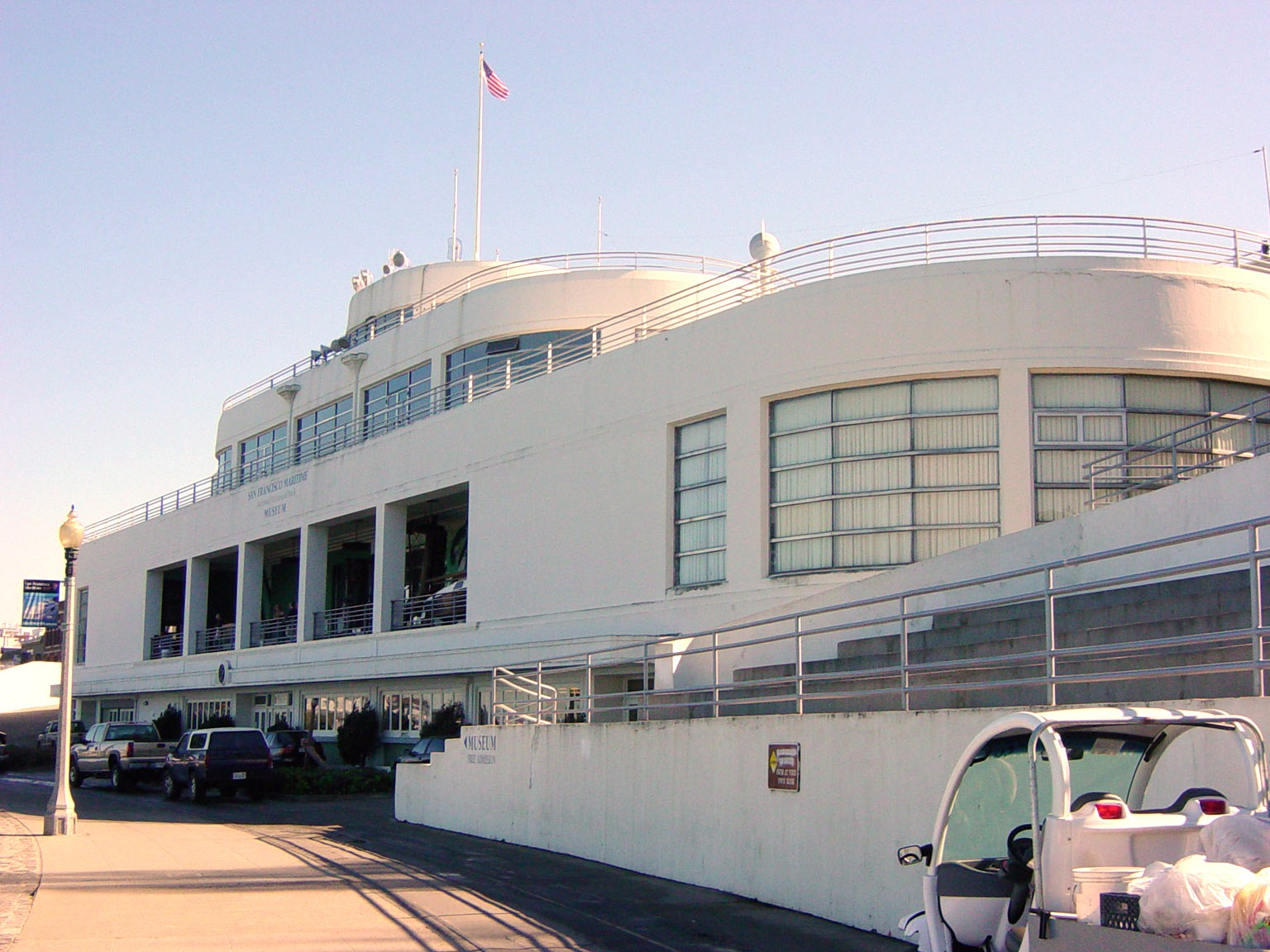
旧金山国立海事历史公园 (1936年)
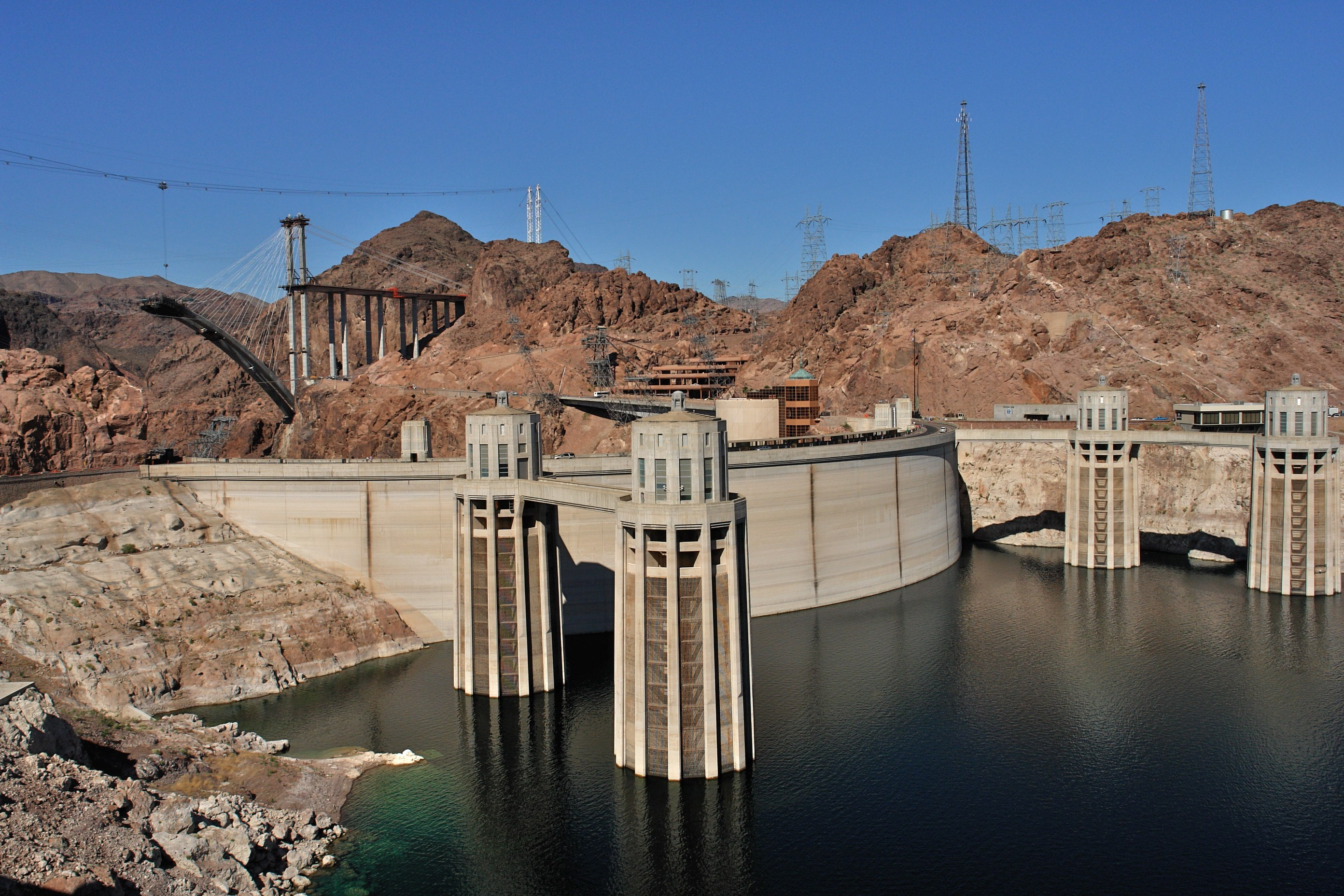
胡佛水壩進水塔 (1931–36年)
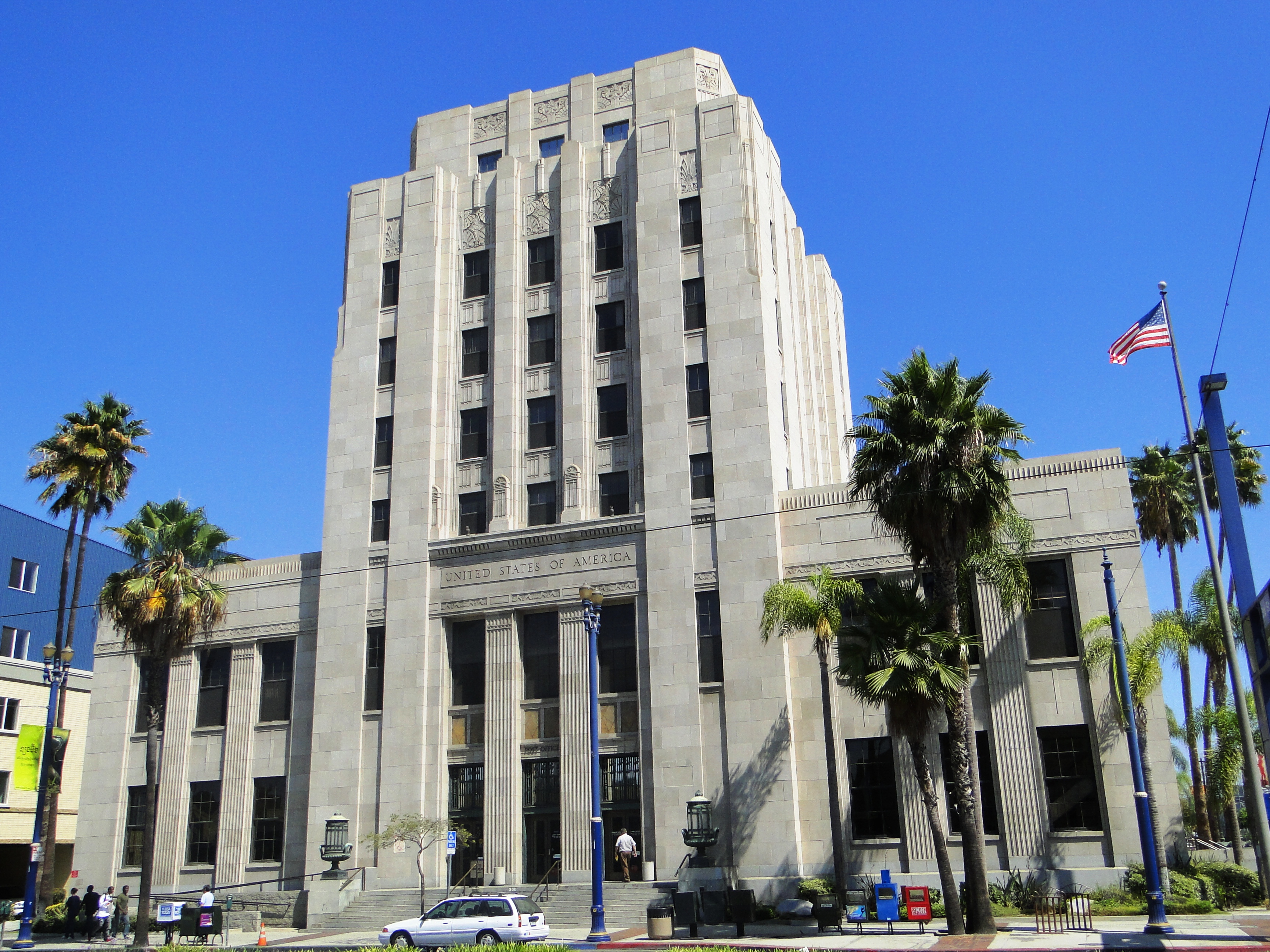
長灘郵政總局（英语：Long Beach Main Post Office） (1933–34年)

1929年大萧条的開始，裝飾藝術風格變得更加沉穩。包括鍍鉻、不鏽鋼和塑料的新材料開始出現。這種新風格名為摩登流線型建築，其外觀則借鑒了工業設計，其最具代表性的特色則在於是彎曲的形式、光滑、拋光的表面。

## 1930年代

### 美國現代主義 (1919–1939)

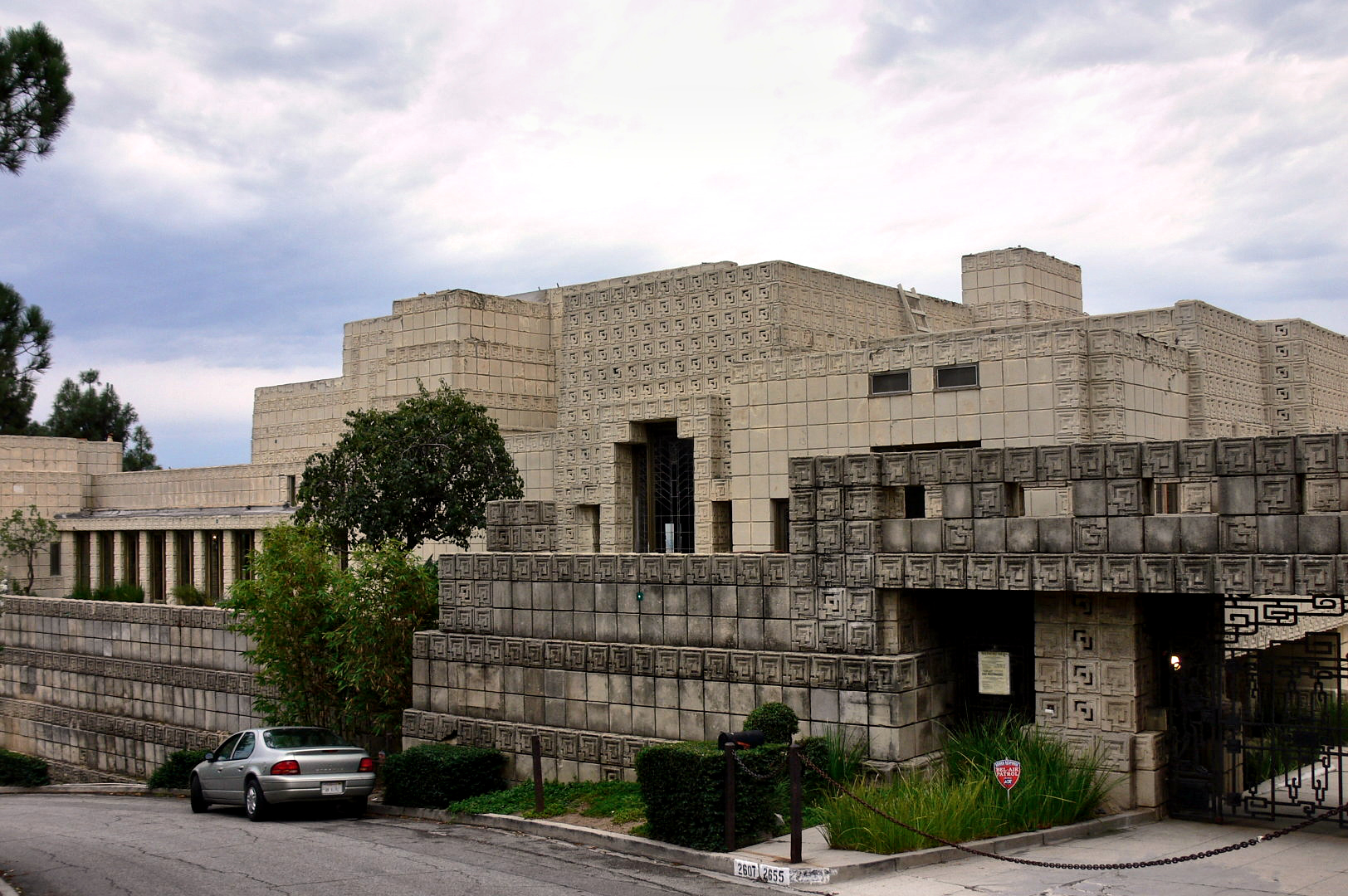
恩尼斯住宅，弗蘭克·勞埃德·賴特 (1924)
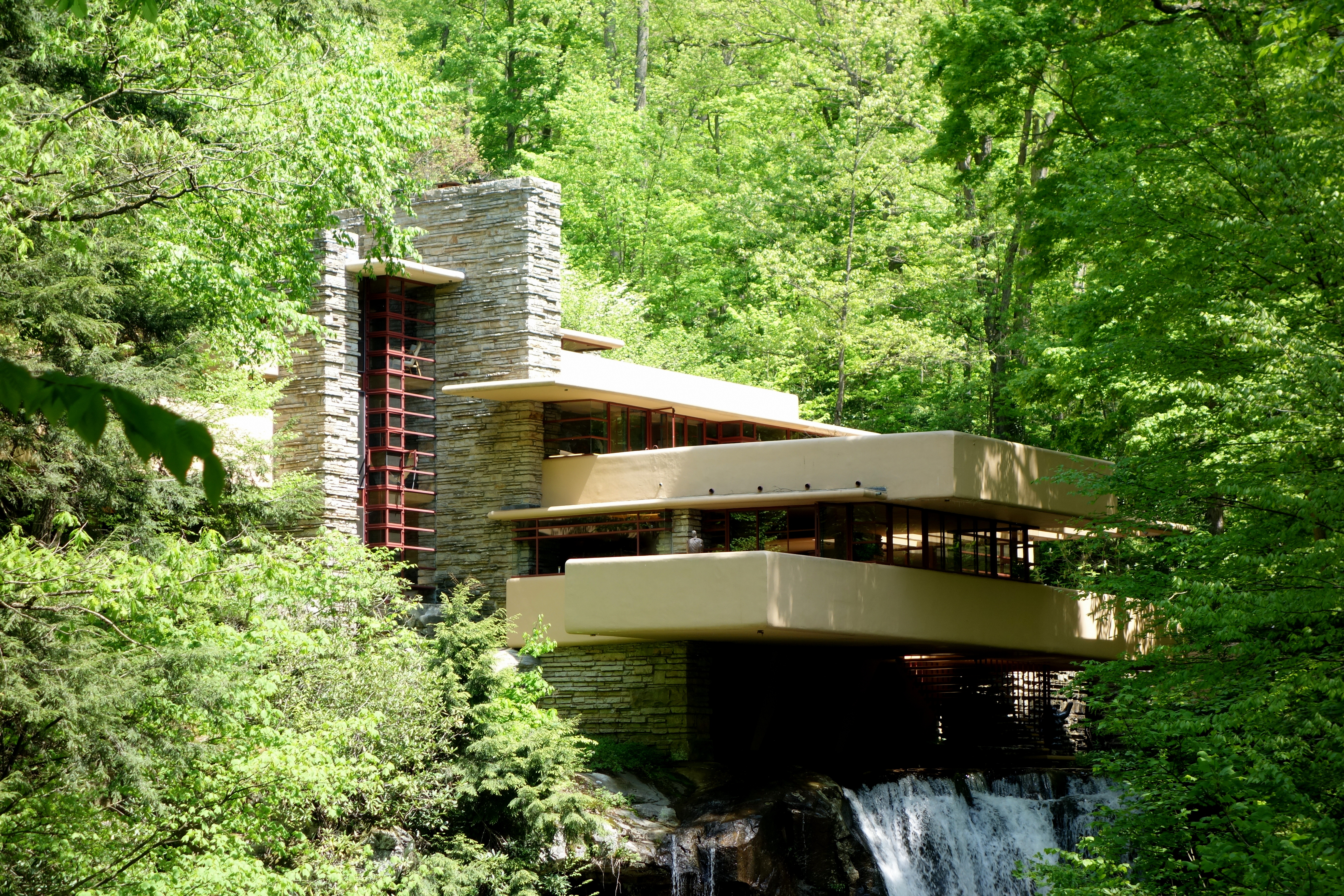
落水山莊，弗蘭克·勞埃德·賴特 (1928–34)
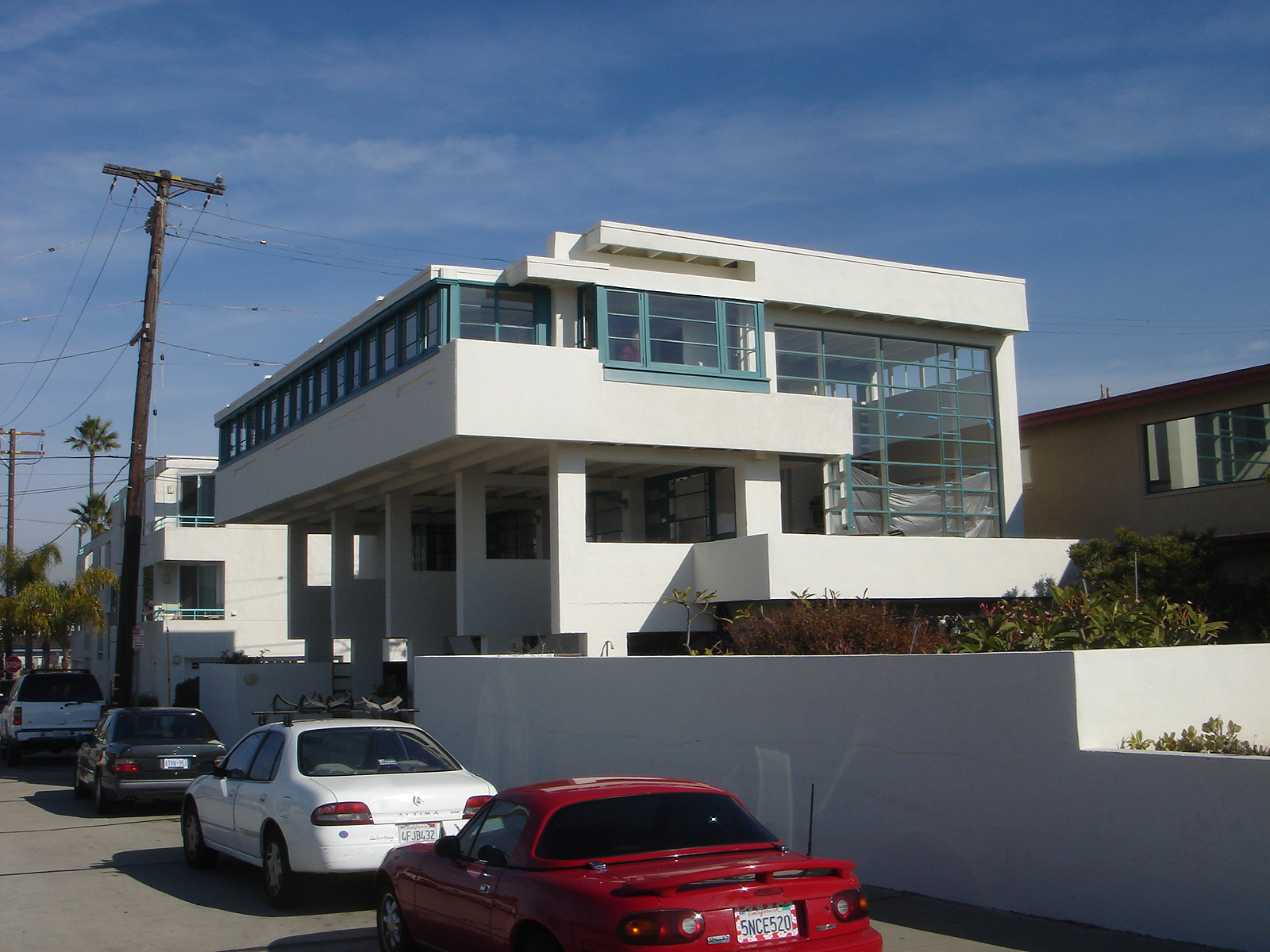
紐波特海灘洛弗爾海濱別墅，師鲁道夫·辛德勒 (1926年)
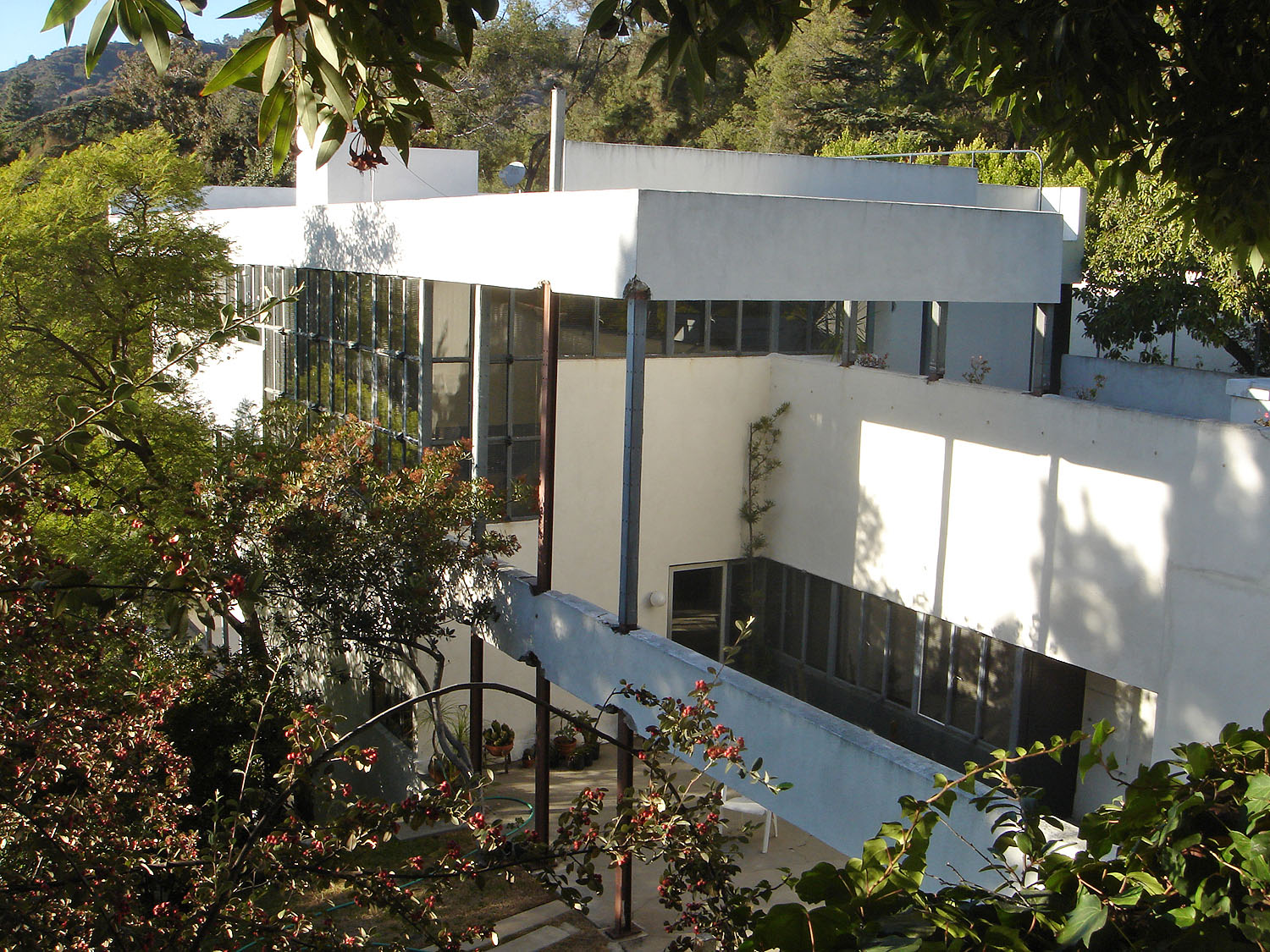
罗维尔别墅，理查德·诺伊特拉 (1927–29年)

當在20世紀20年代和30年代時，弗蘭克·勞埃德·萊特堅決拒絕將自己和任何建築運動聯繫在一起。他認為他的建築完全獨一無二，後在在1916年至1922年之間，他擺脫了早期風格，轉而建造使用有紋理的水泥塊裝飾的房屋；受古代瑪雅文明的金字塔影響，他稱呼他的新流派為「瑪雅風格」。他曾嘗試過模塊化批量生產的房屋。並將自己的建築定義為烏索尼亞風格，亦為烏托邦和社會秩序的結合。然而，由於受到大蕭條的嚴重影響；他所接到的客戶量越來越少。1928年至1935年間，賴特在亞利桑那州錢德勒設計了落水山莊 ，這是由埃德加·J·考夫曼 (Edgar J. Kaufman) 委託設計的別墅，該建築物是一座混凝土板結構，屋身懸掛在瀑布上方，將建築與自然完美的結合。
奧地利建築師鲁道夫·辛德勒於1922年設計堪稱現代主義建築的第一座住宅——辛德勒之家。辛德勒還通過在紐波特海灘設計的洛弗爾海濱別墅做為代表作，奧地利建築師理查德·诺伊特拉則於1923年移居美國與賴特短暫共事，他最著名的建築作品是1946年的考夫曼沙漠之家。

### 巴黎、紐約國際博覽會與納粹建築

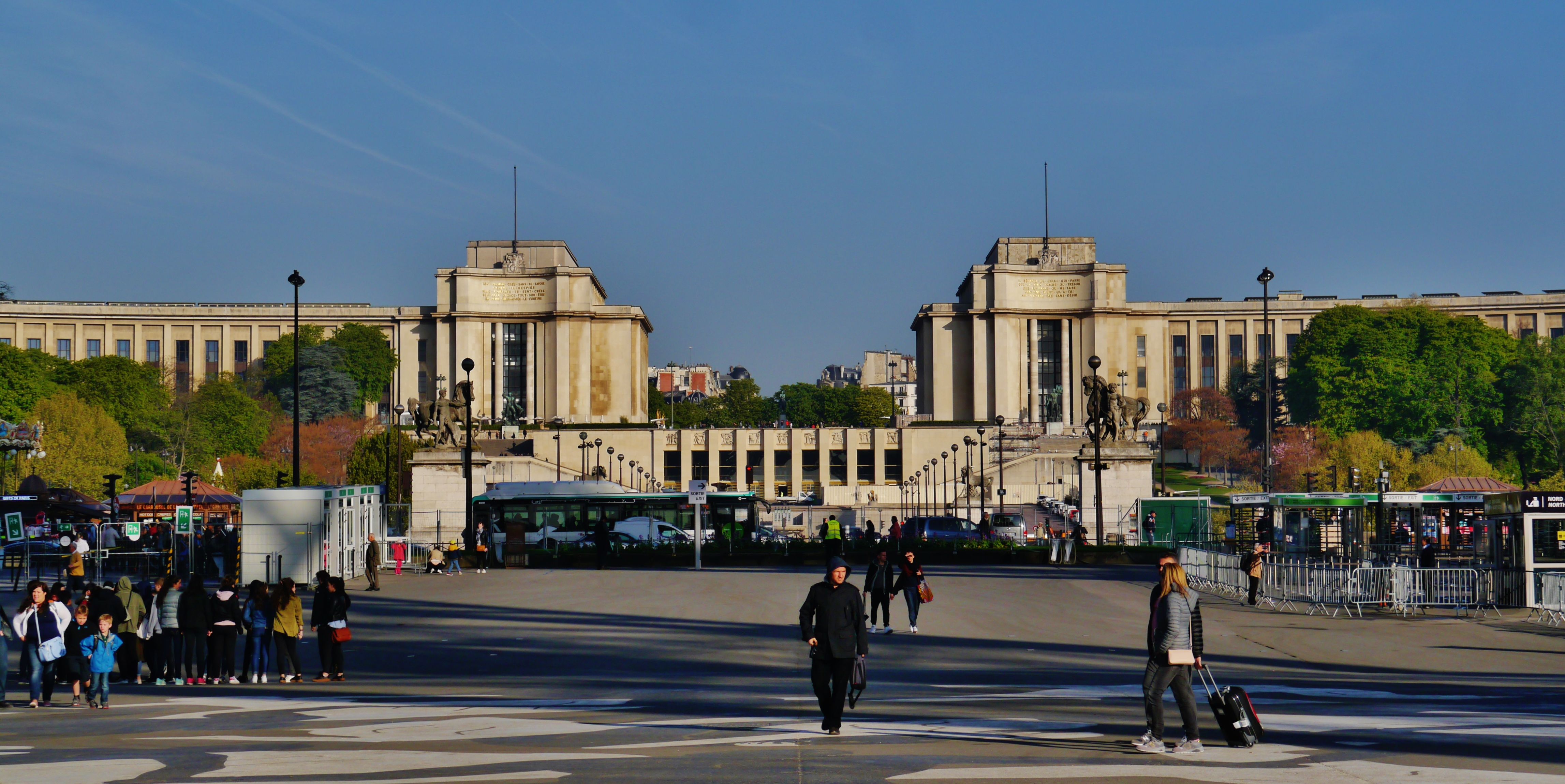
夏樂宮（1937年）
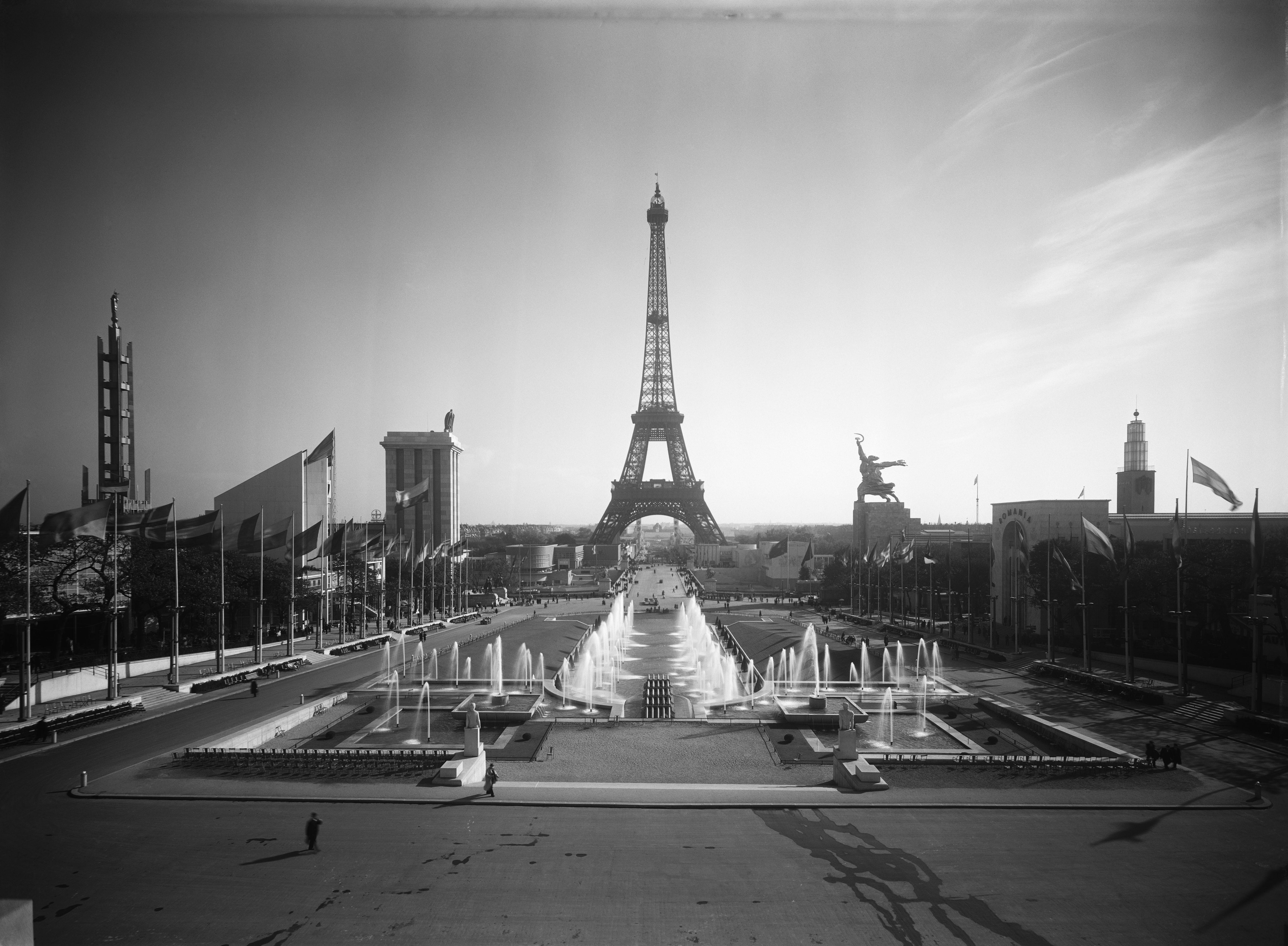
1937年巴黎世博會，納粹德國館（左）與史達林蘇聯館（右）相對。
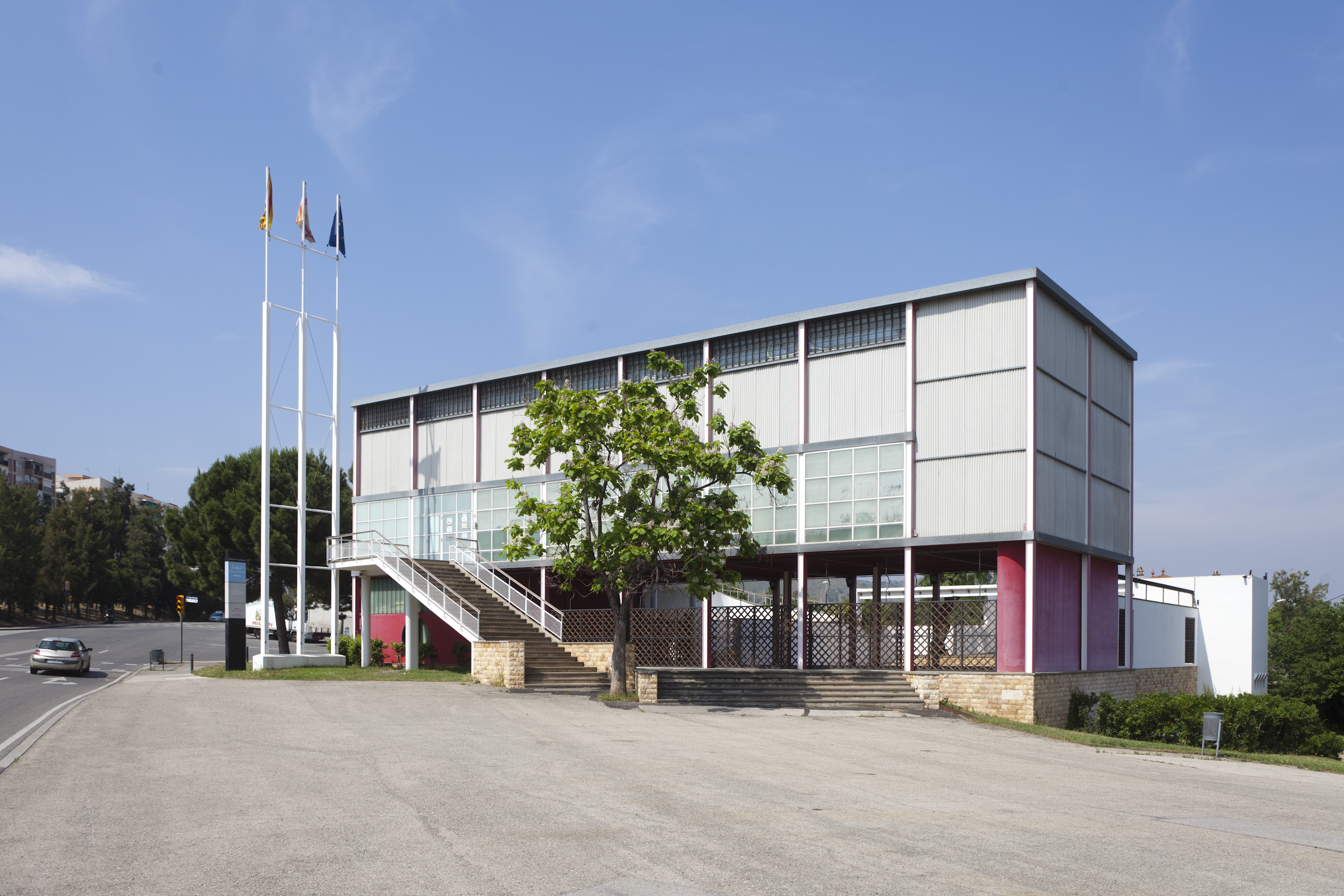
西班牙第二共和國展館，何塞普·路易斯·塞特（英语：Josep_Lluís_Sert）（重建，1937年）
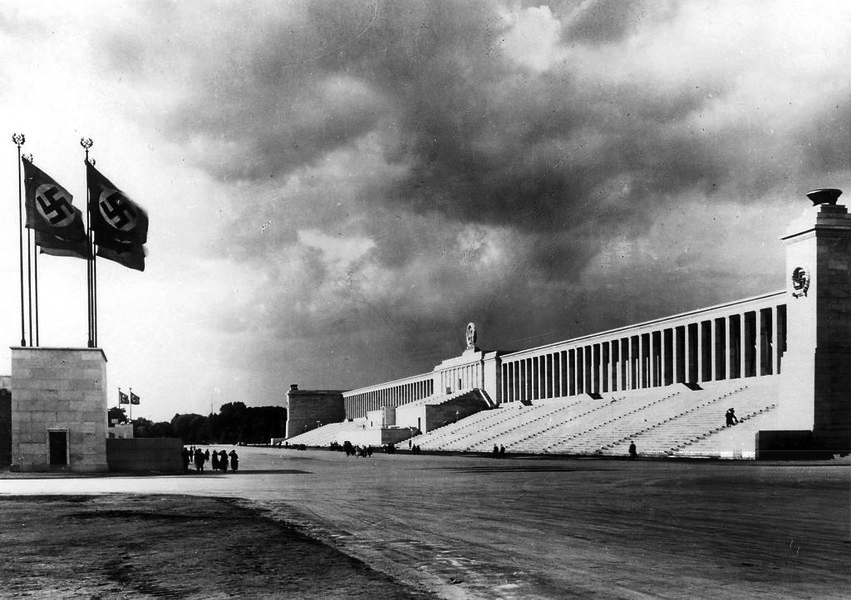
全國黨代會集會場，阿尔伯特·斯佩尔（1934年）
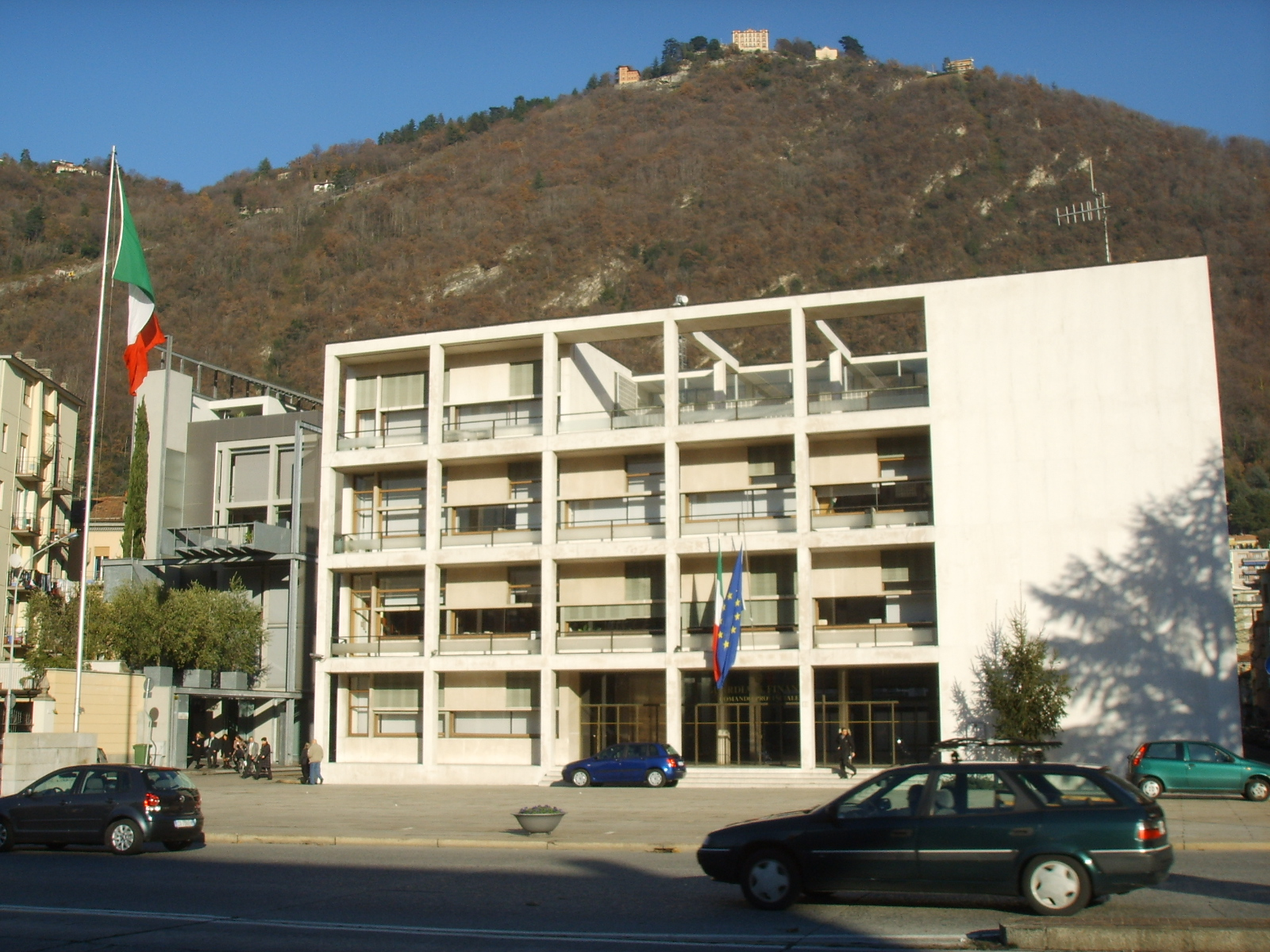
意大利科莫法西斯之家，特拉尼（1932-1936年）
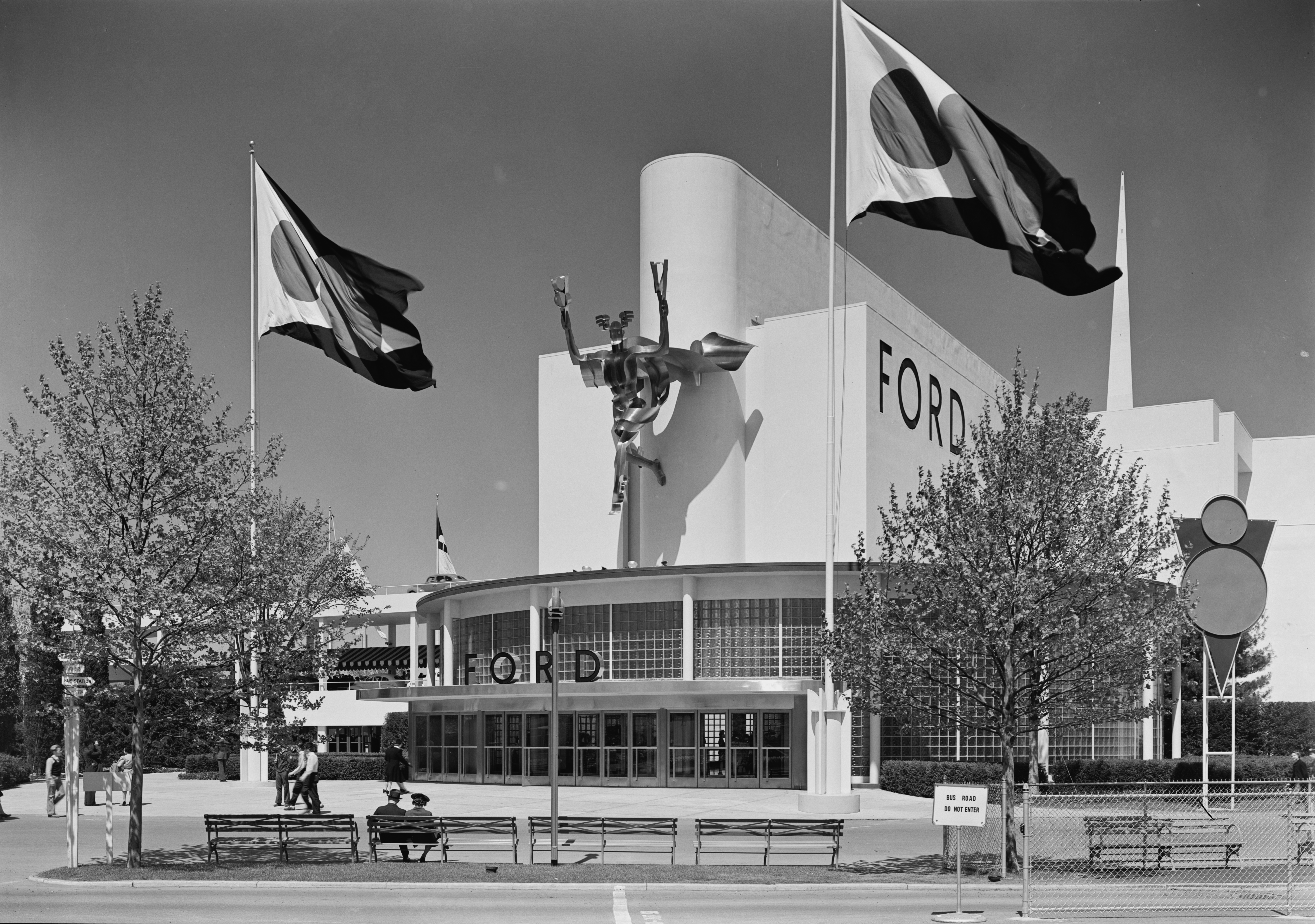
福特汽車公司的展館，流線型現代風格
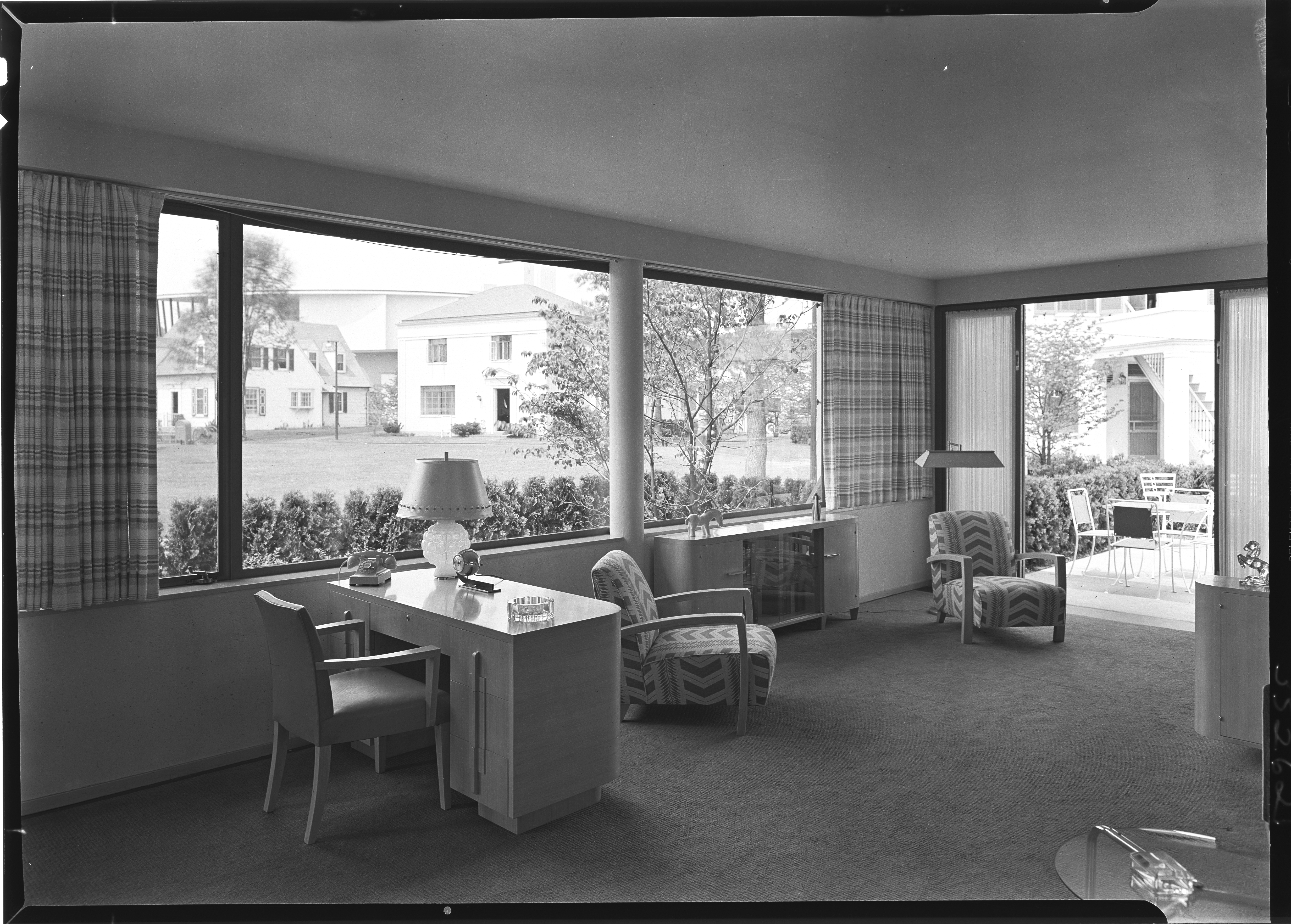
玻璃屋的起居室，展示未來住宅的樣子

1937年在巴黎舉行的現代生活國際藝術與技術博覽會，標誌著裝飾藝術和戰前建築風格的終結。該博覽會的大多數展館採用新古典主義裝飾風格，納粹德國的展館則是由阿尔伯特·斯佩尔設計，採用德國新古典主義風格，正對著蘇聯展館。西班牙建築師何塞普·路易斯·塞特為西班牙第二共和國的展館設計為純粹的現代建築。裡面陳列著世博會最具現代主義的作品，巴勃羅·畢卡索的畫作《格爾尼卡》。原建築在世博會後被毀，但於1992年在巴塞羅那重建。
1930年代民族主義的興起，也反映在意大利的法西斯建築和德國的納粹建築中，納粹意識形態也對建築採取了多元化的態度，利用建築風格來傳遞和執行他們的意識形態。該兩者流派以古典風格為基礎，以表達力量和宏偉。納粹建築大部分則是由阿尔伯特·斯佩尔設計，旨在以其巨大的規模讓觀眾驚嘆不已。阿道夫·希特勒原打算將柏林超越於羅馬或巴黎，成為歐洲的首都，因此關閉了包豪斯。
意大利，貝尼托·墨索里尼希望將自己視為古羅馬帝國的繼承人。因此並不像納粹那樣敵視現代主義。反倒使1920年代意大利理性主義，在建築師特拉尼的作品下得以延續。與特拉尼對立的是馬切洛·皮亞森蒂尼，他是法西斯建築的提倡者，並設計了1937年巴黎博覽會的意大利館。
1939年的紐約世界博覽會也標誌著美國在裝飾藝術與現代建築之間的建築轉折點。本屆博覽會以「明日世界」為主題，標誌為純幾何泰綸和周邊雕塑以及有許多裝飾藝術的紀念碑，例如流線型現代風格的福特館，但也包括以國際風格為主導風格的作品。包括阿尔瓦尔·阿尔托的芬蘭館、斯文·馬克利烏斯的瑞典館以及奧斯卡·尼邁耶和盧西奧·科斯塔的巴西館。

## 二戰創新、戰後重建、晚期現代主義的崛起 (1939–1980)

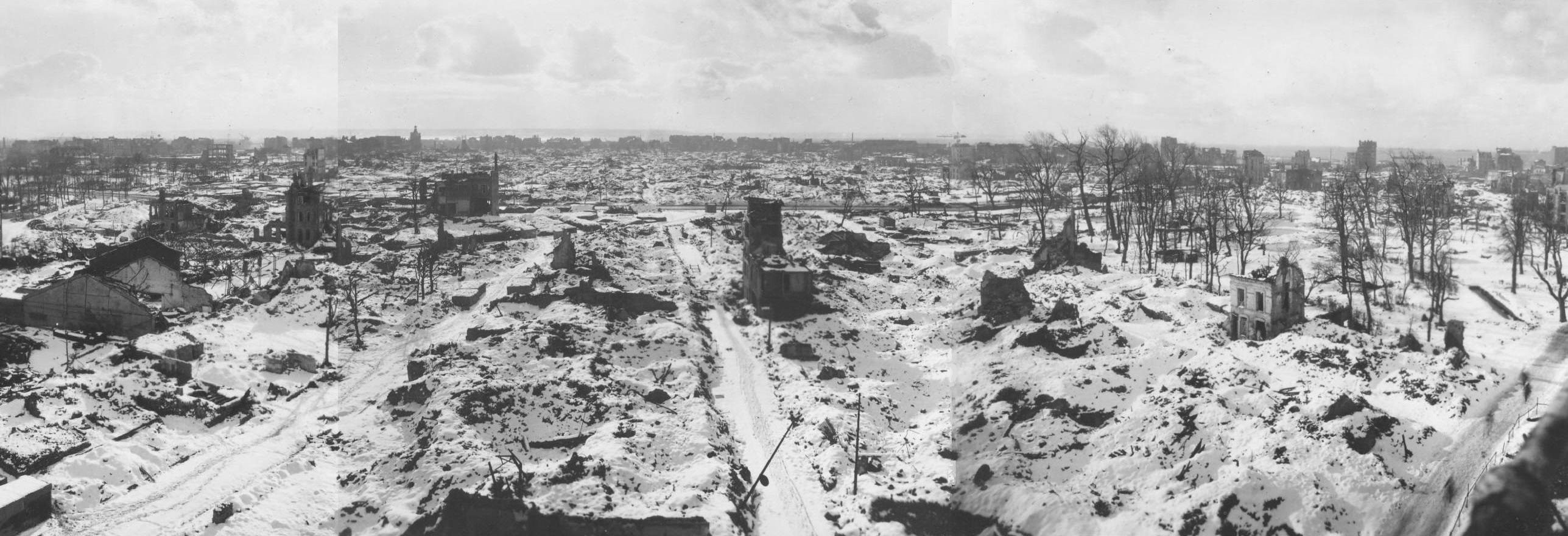
1944年被大轟炸摧毀的勒阿弗爾市中心
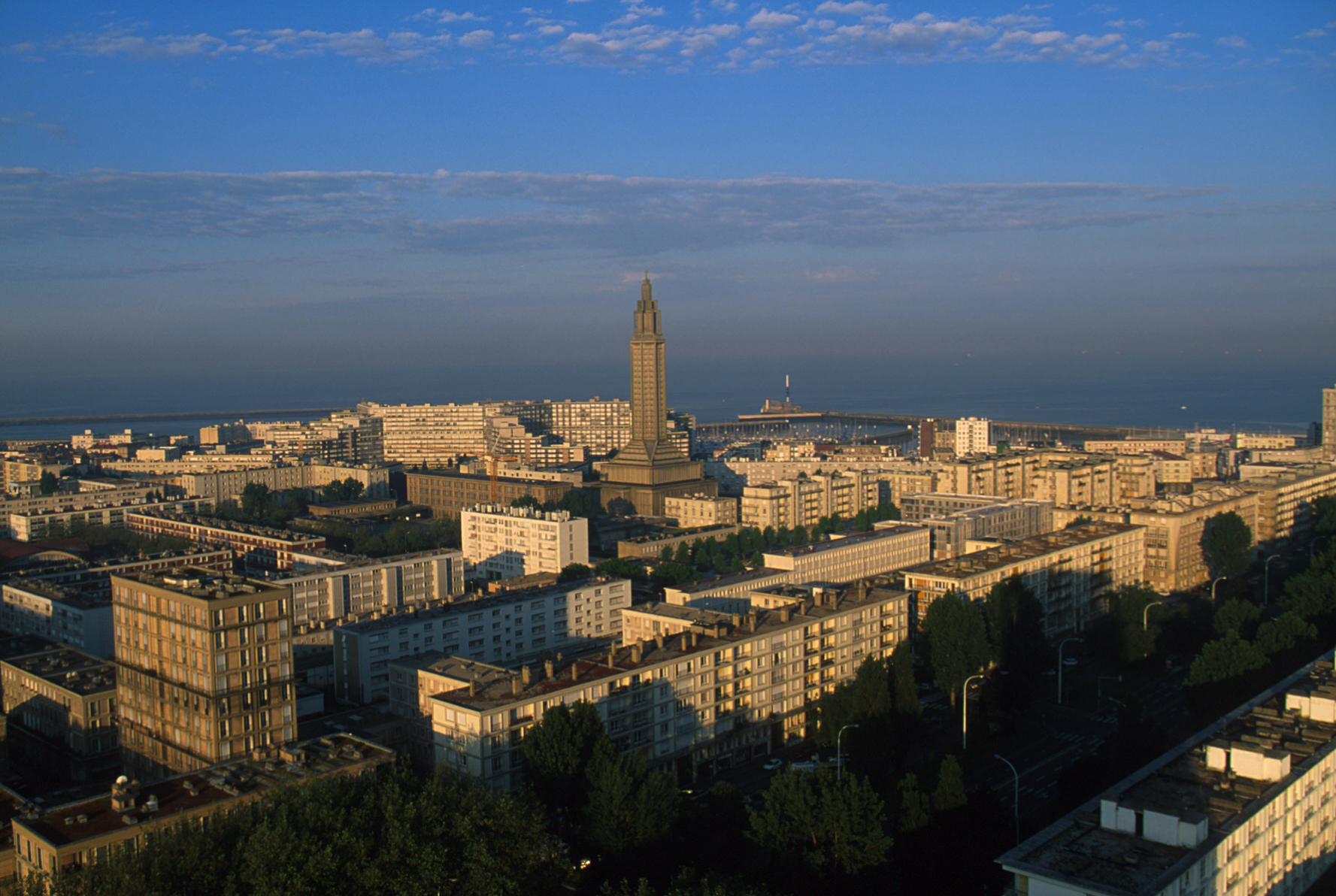
由奧古斯特·佩雷重建的勒阿弗爾市中心（1946-1964年）
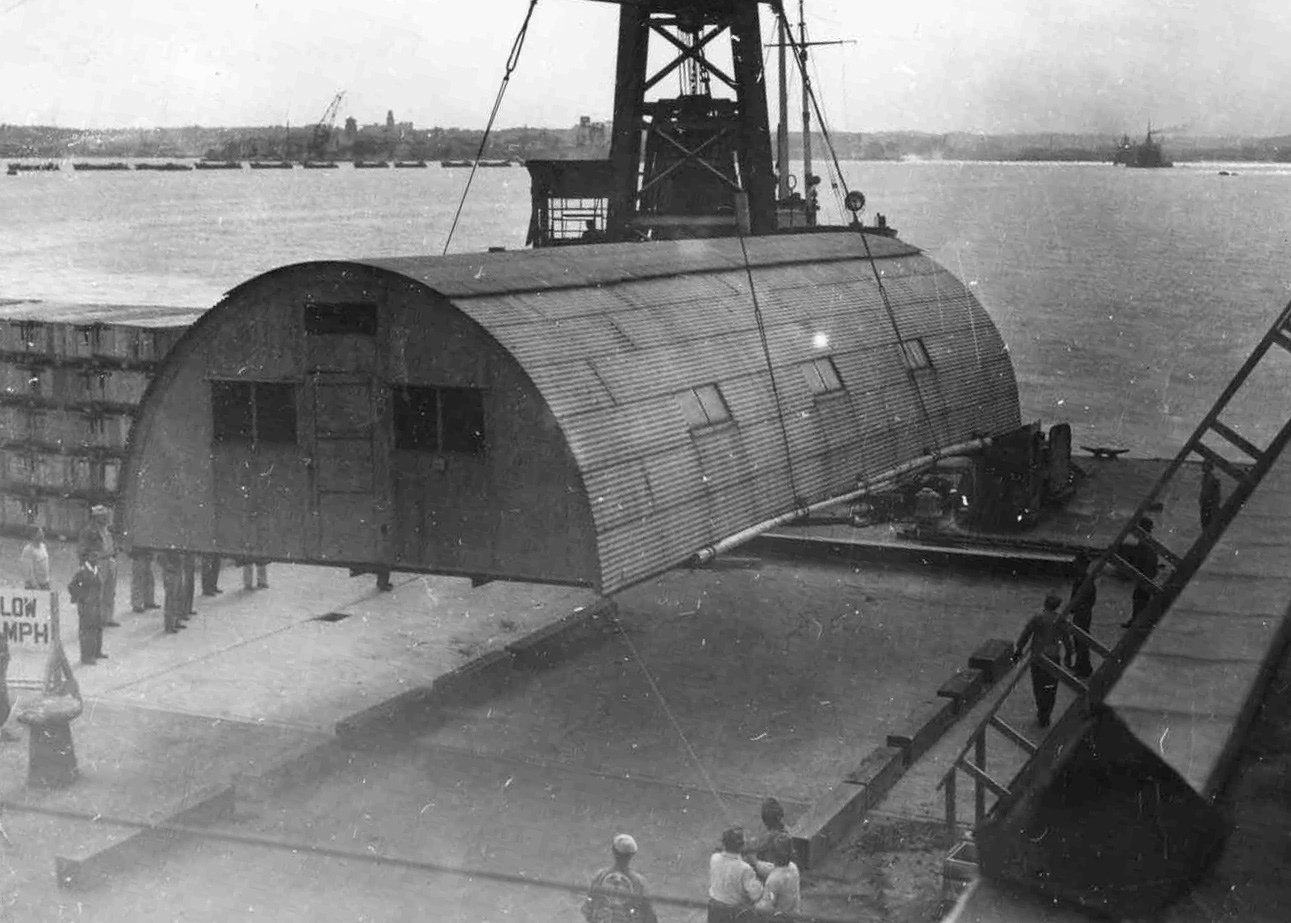
前往日本途中的昆塞特小屋(1945年)

第二次世界大战期間是推動建築技術創新的主要因素，進而推動了現代建築發展的可能性。由於戰時工業需求導致鋼鐵和其他建築材料短缺，因此人們開始採用新材料，如鋁已進行戰爭和戰後時建築的使用；部分臨時建築主要用於軍隊和政府。包括曾在一戰使用過的尼森小屋轉而發展成如昆塞特小屋等預製組件。更在戰後的幾年產生了實驗房屋的發展，包括以聚苯乙烯塑料作材料建築(1947–1950年)，或是巴克敏斯特·富勒的實驗性鋁製能源住宅。
戰爭造成的空前破壞是現代建築興起的另一個因素。全球主要城市的大部分地區，從柏林、东京、德累斯顿到鹿特丹和倫敦東部；法國的所有港口城市，特別是勒阿弗爾、布雷斯特、馬賽、瑟堡也都在大轟炸中被徹底摧毀。在美國，由於數百萬從戰爭中歸來的美國士兵需要住宅居住。因此自戰後開始，歐洲和美國的住房短缺也導致政府開始資助大型住房項目的設計、建設。
戰後時期最大的重建項目之一是勒阿弗爾市中心。由於大轟炸的因素，市中心133頃的建築物被夷為平地，12,500座建築物被毀，40,000人無家可歸。建築師奥古斯特·佩雷是使用鋼筋混凝土和預製材料的先驅，他設計並建造了一個全新的城市中心，包括公寓樓、文化、商業和政府大樓等。並在可行的情況下修復了歷史古蹟，他重建的城市於2005年被宣佈為聯合國教科文組織世界遺產。

居住单元的沙龍和露台，現位於巴黎的建築與遺產城（1952年）

戰後不久，年近六十歲的勒·柯布西耶受法國政府委託，在馬賽建造了一座新的公寓樓馬賽公寓。他稱該建築的住宅形式為居住单元，該術語源自他關於未來城市規劃的書。因此馬賽公寓的案例則遵循他的設計原則，其公寓為鋼筋混凝土結構，上面有17層，其中1～6層和9～17層是居住層。戶型變化很多，從供單身者住的到有8個孩子的家庭住的共23種。大樓則按住戶大小採用複式布局。馬賽公寓後來成為法國和德國其他城市類似建築的原型。此外於龍尚興建的廊香教堂，也使柯布西耶躋身戰後現代建築師的行列。
晚期現代主義建築通常被理解為包括設計本身在內的建築，於1968-1980年間開始發展，期風格的特點是大膽的形狀和尖銳的角落，比粗野主义略顯明確。

### 摩洛哥現代建築師小組
1950年代初期，法屬摩洛哥城市規劃主任米歇爾·埃科查德委託摩洛哥現代建築師小組（GAMMA）負責進行設計住房的規劃，該組織成員包括建築師艾利·阿扎古利、喬治·坎迪利斯、亞歷克西斯·約瑟克和沙德拉赫·伍茲，他們於卡萨布兰卡設計住房。
在1953年的國際現代建築大會(CIAM) 上，建設者工作坊（ATBAT）的非洲分部曾準備了一項關於卡薩布蘭卡貧民窟的研究，題為「最多人的棲息地」，主持人喬治·坎迪利斯和米歇爾·埃科恰德反對學說，認為建築師必須在他們的設計中考慮當地文化和氣候。這在世界各地的現代主義建築師之間引起了激烈的爭論，並最終引發了分裂和十次小組的創建。 
埃科恰德在中央車站住宅區的8x8公尺模型為他贏得了集體住房建築先驅的認可，儘管他的摩洛哥同事艾利·阿扎古利批評他成為法國殖民政權的一種工具，以及忽視摩洛哥人居住在高密度垂直住房中面對的經濟和社會性。

## 美國的戰後現代主義 (1945–1985)
國際建築風格首次出現在歐洲，特別是在1920年代後期的包豪斯運動中。1932年，該流派被現代藝術博物館（MoMA）館長亨利-罗素·希区柯克和菲力普·強生為其定名。1937年至 1941年間，隨著希特勒和納粹在德國的崛起，包豪斯運動的大部分領導人在美國找到了新家，並在美國現代建築的發展中發揮了重要作用。

### 早期
弗蘭克·勞埃德·賴特

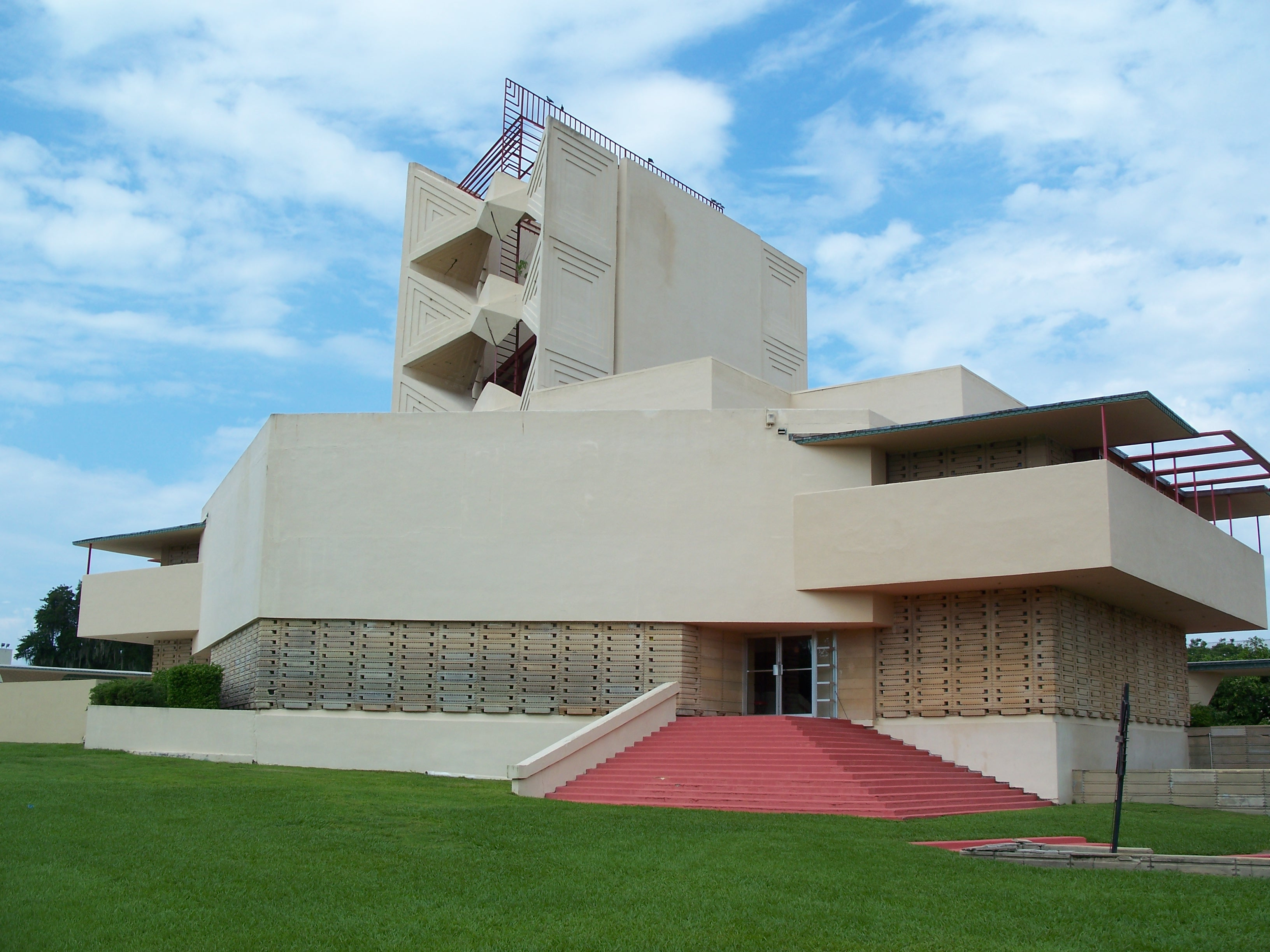
弗蘭克·勞埃德·賴特設計的佛羅里達南方學院菲佛教堂(1941–58年)
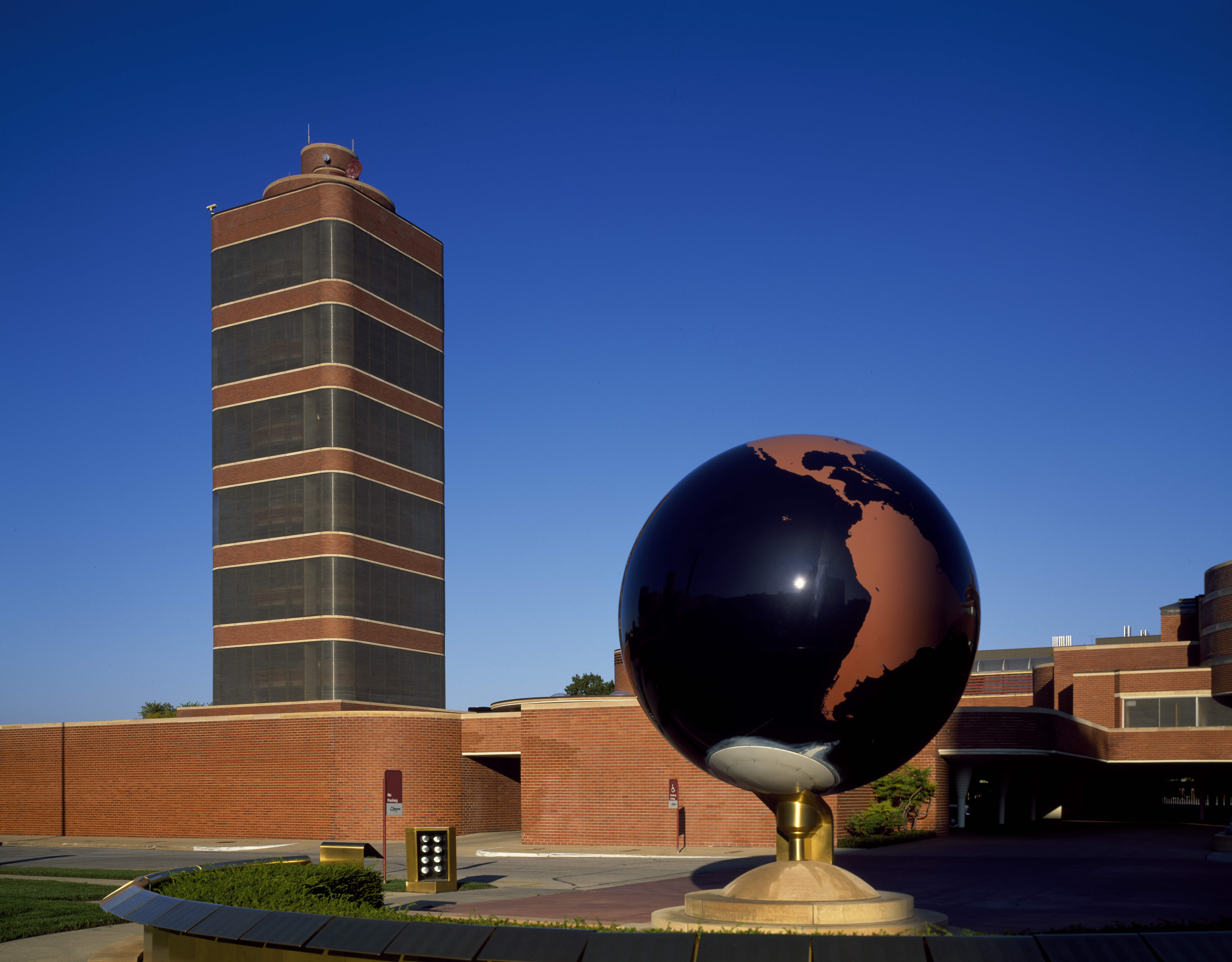
美國莊臣總部的塔樓（1944-50年）
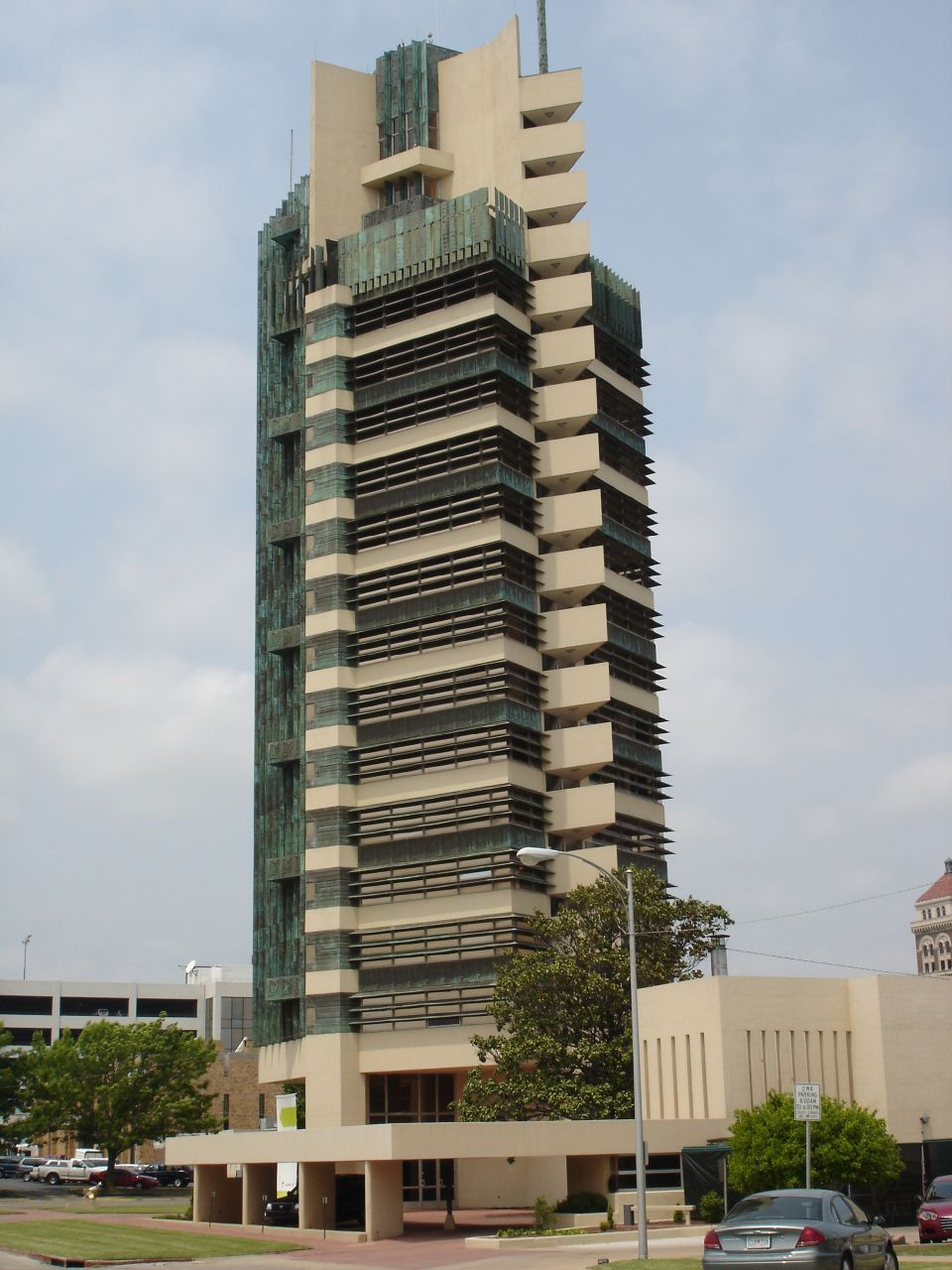
普萊斯大樓 (1956年)
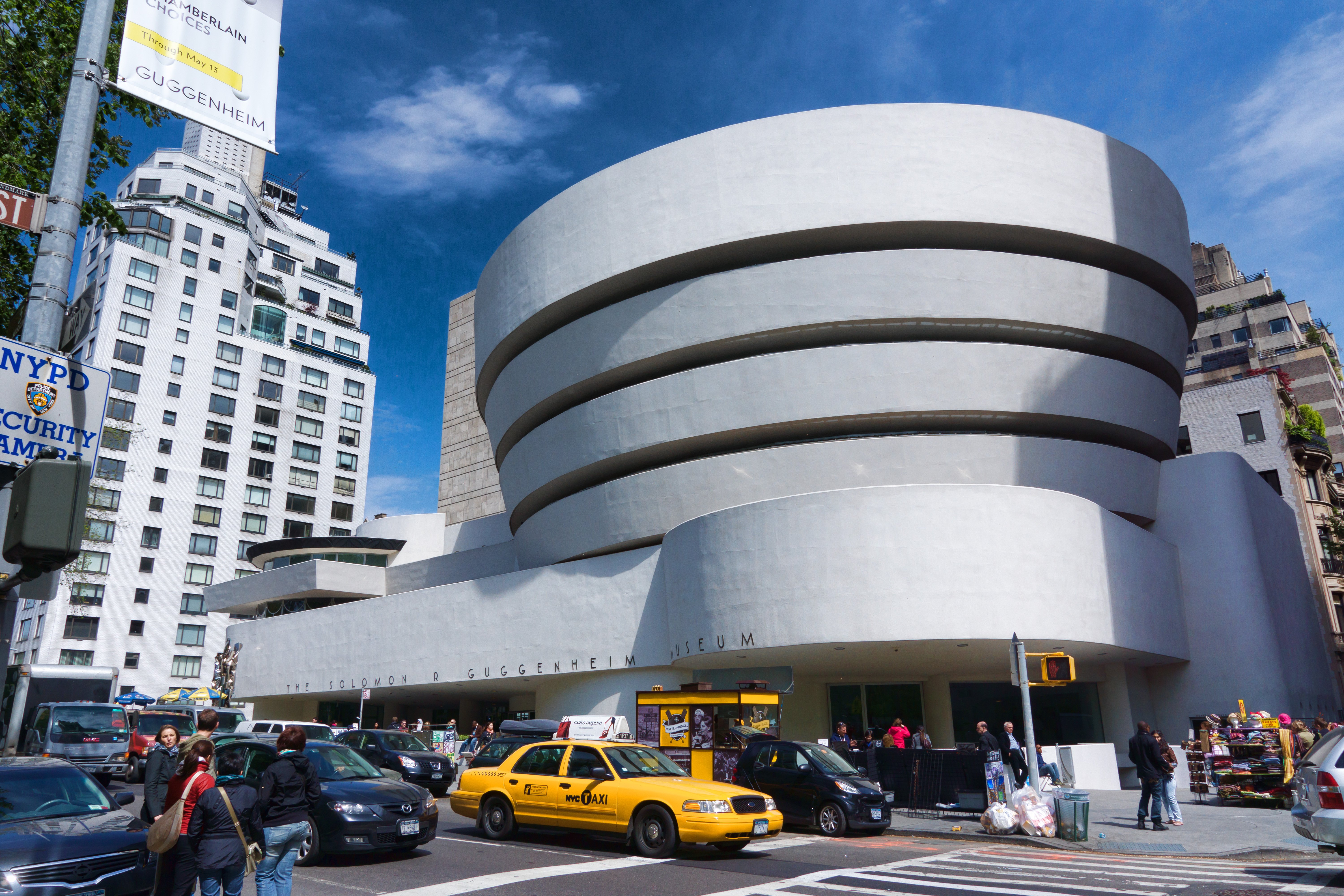
所羅門·古根漢美術館(1946–59年)

1947年，時年80歲的弗蘭克·勞埃德·賴特依舊投入於建築界，他最具原創性的晚期作品之一是位於佛羅里達州萊克蘭的佛羅里達南方學院校園，該校區於1941年開工，1943年完工。他設計了九座新建築，校園的風格被賴特描述為「太陽之子」。他寫道，他曾希望校園「從地下成長到陽光下，成為太陽的孩子。」
賴特在1940年代完成了幾個著名的項目，包括位於俄克拉荷馬州巴特爾斯維爾的美國莊臣總部和普萊斯大樓（1956年）1943年，他受藝術收藏家所罗门·罗伯特·古根海姆的委託，為他的現代藝術收藏設計一座博物館，該工程於1946年開始，但直到1959年才完工，賴特於該年去世。
瓦爾特·格羅佩斯與沃爾特·赫德納特

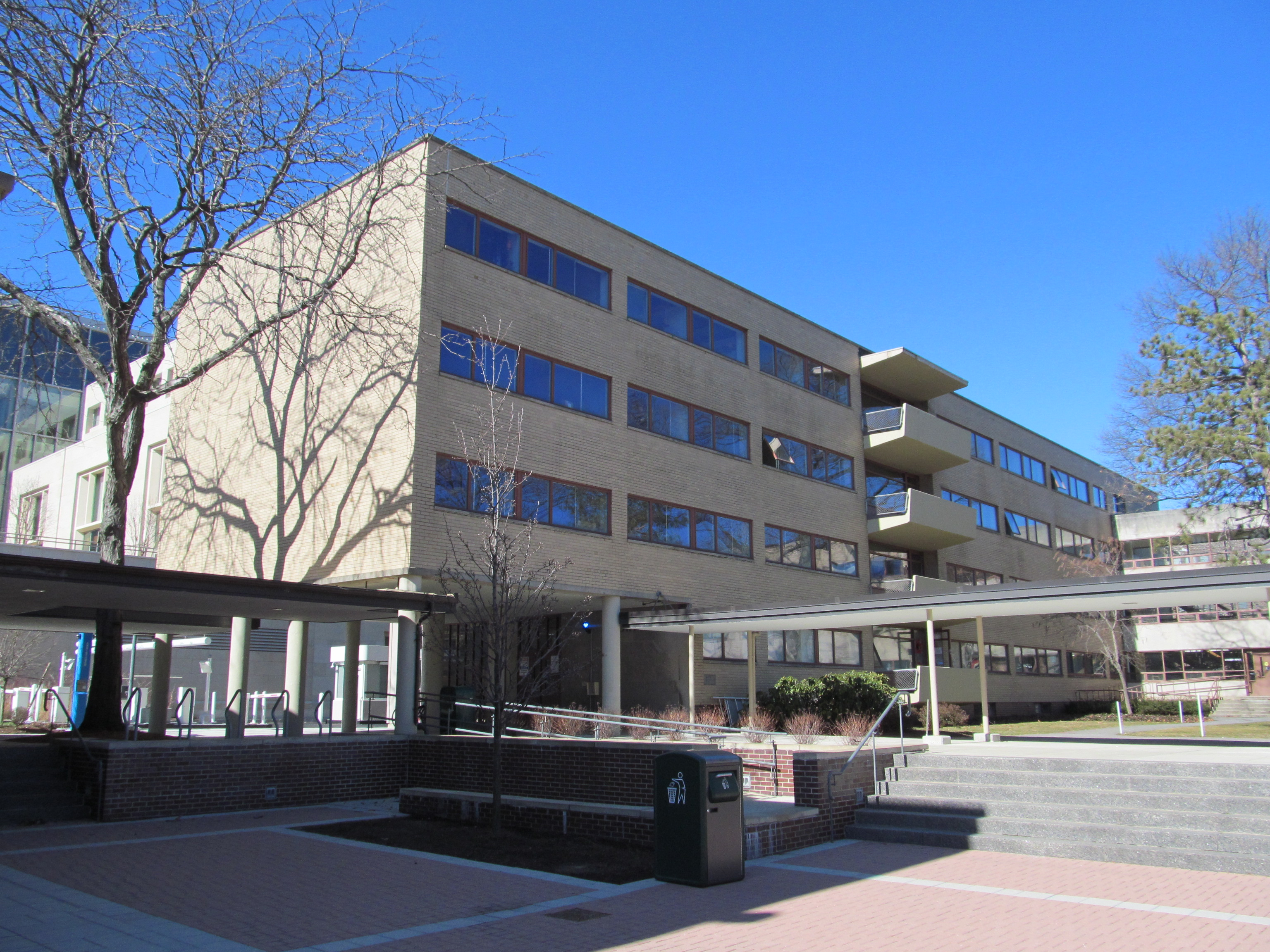
哈佛法学院故事廳
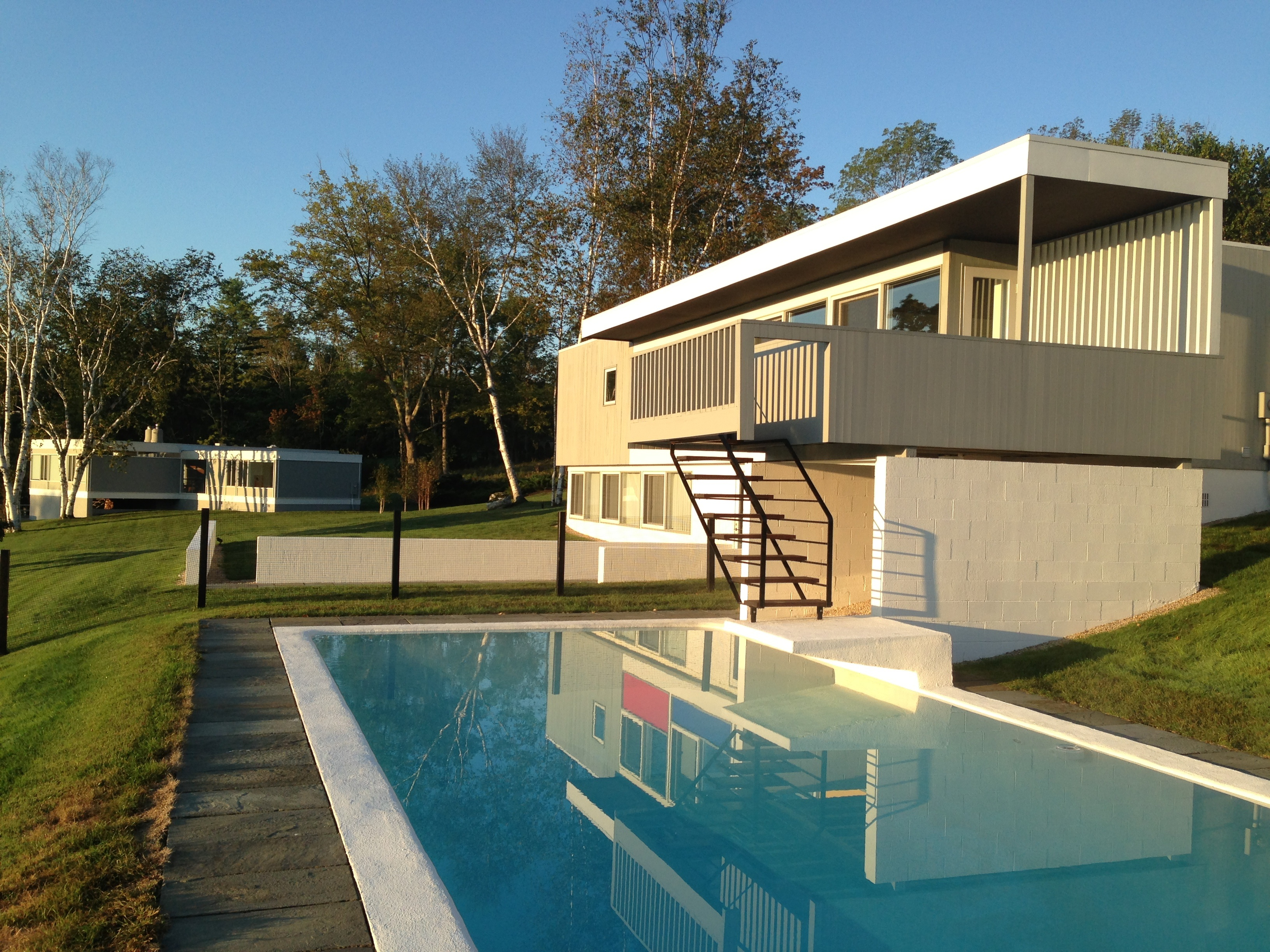
斯蒂爾曼之家（英语：Stillman House）（1950年）
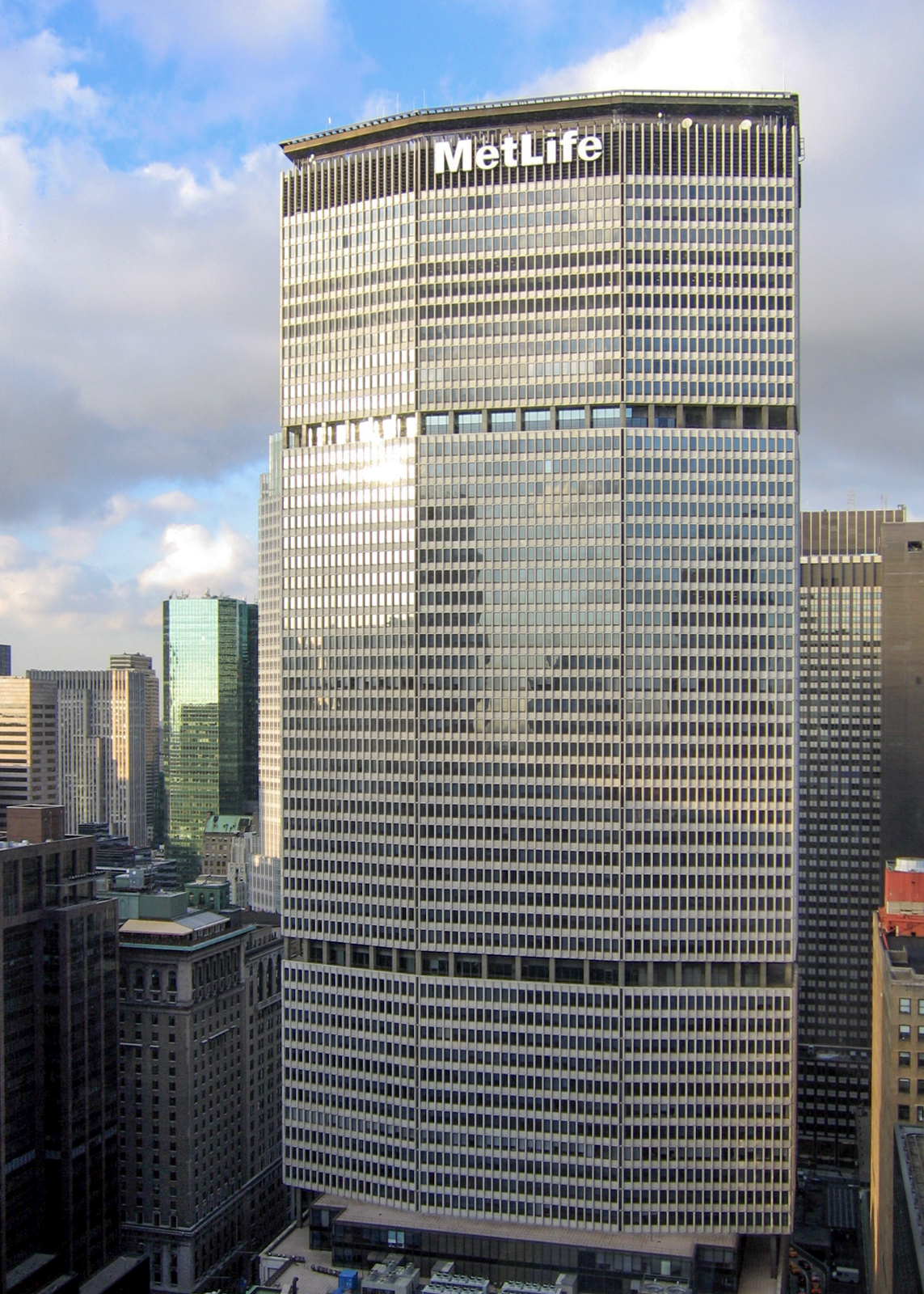
紐約大都会保险公司大厦（1958-63年）

包豪斯的創始人瓦爾特·格羅佩斯於1934年移居英國，之後應哈佛大學設計研究生院的沃爾特·赫德納特（Walter Hudnut）的邀請前往美國。格羅皮烏斯成為建築系主任。曾在包豪斯與他共事過的马塞尔·布劳耶也加入了他的行列，並在劍橋開設了一家辦事處。格羅佩斯和布勞耶的名聲吸引了許多學生。1941年，他們才收到一項重要的委託，並在匹茲堡附近的賓夕法尼亞州肯辛頓為工人設計住房。1945年，格羅佩斯和布勞耶與一群名為TAC（建築師協作）的年輕建築師合作。他們的知名作品包括設計哈佛法學院的建築、美國駐雅典大使館（1956-57年）和紐約泛美航空公司總部（現為大都會保險公司大廈）（1958-63年）。
路德維希·密斯·凡德羅

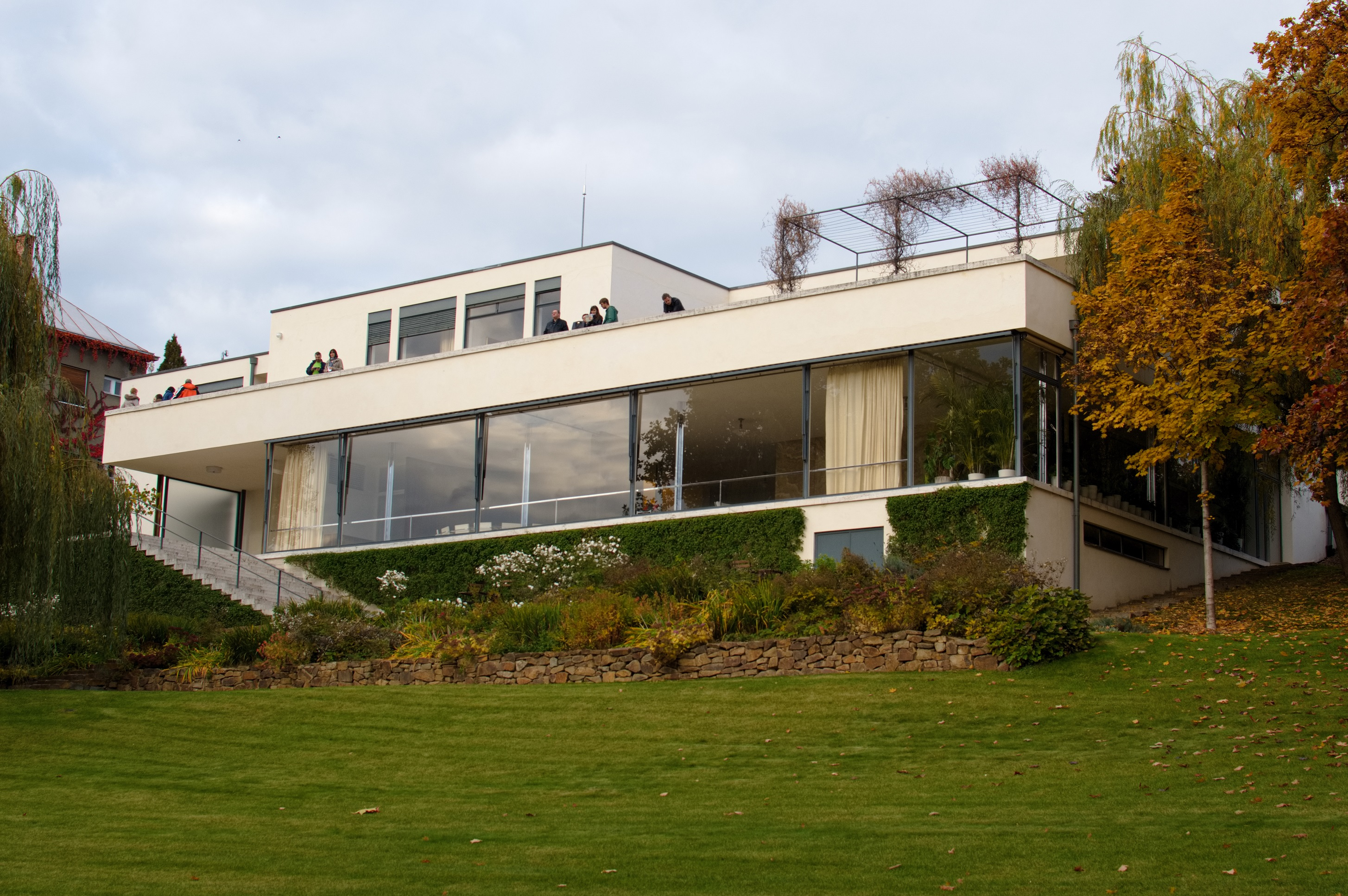
捷克共和國布爾諾的圖根哈特別墅（1928–30年）
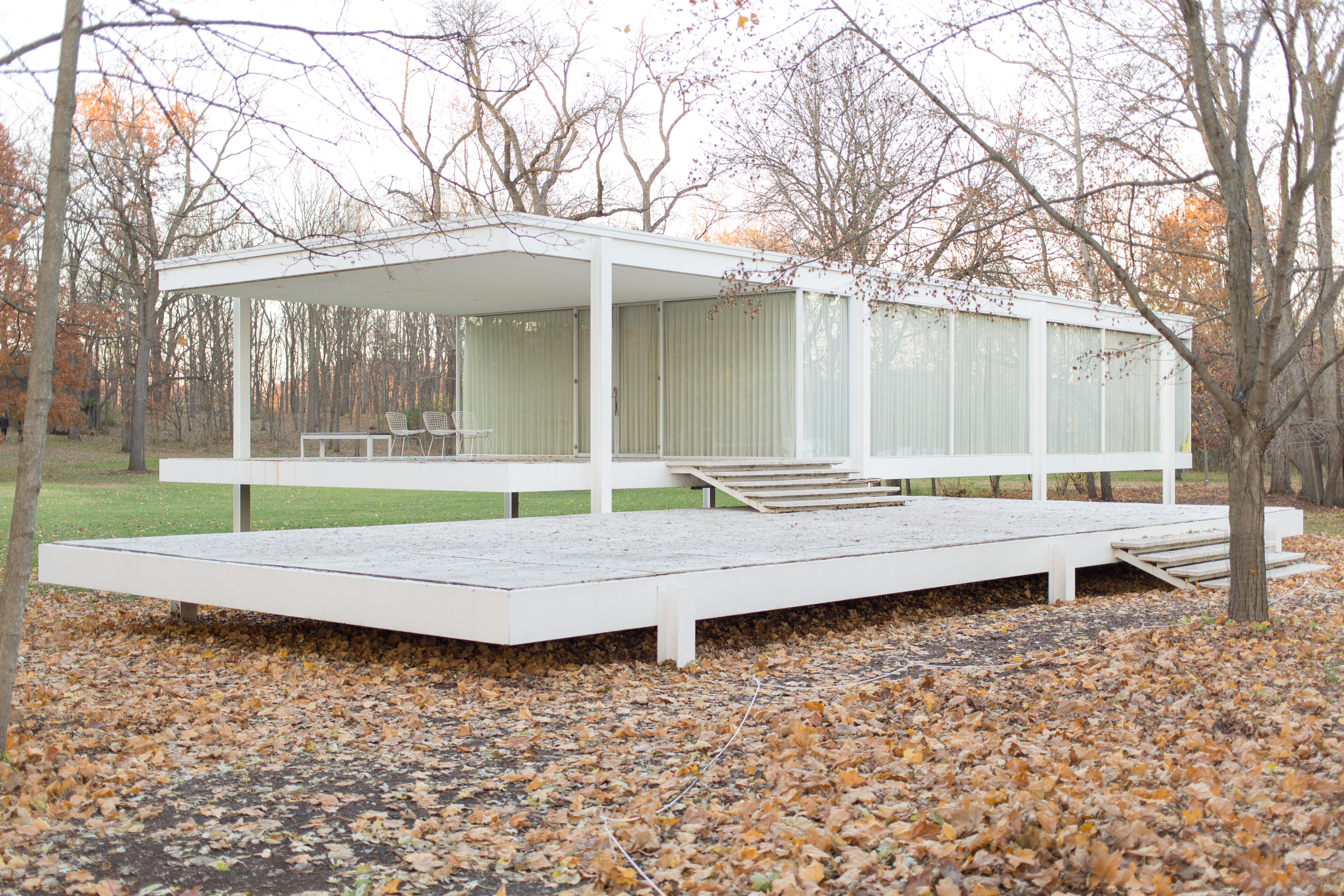
范斯沃斯宅 (1945–51年)
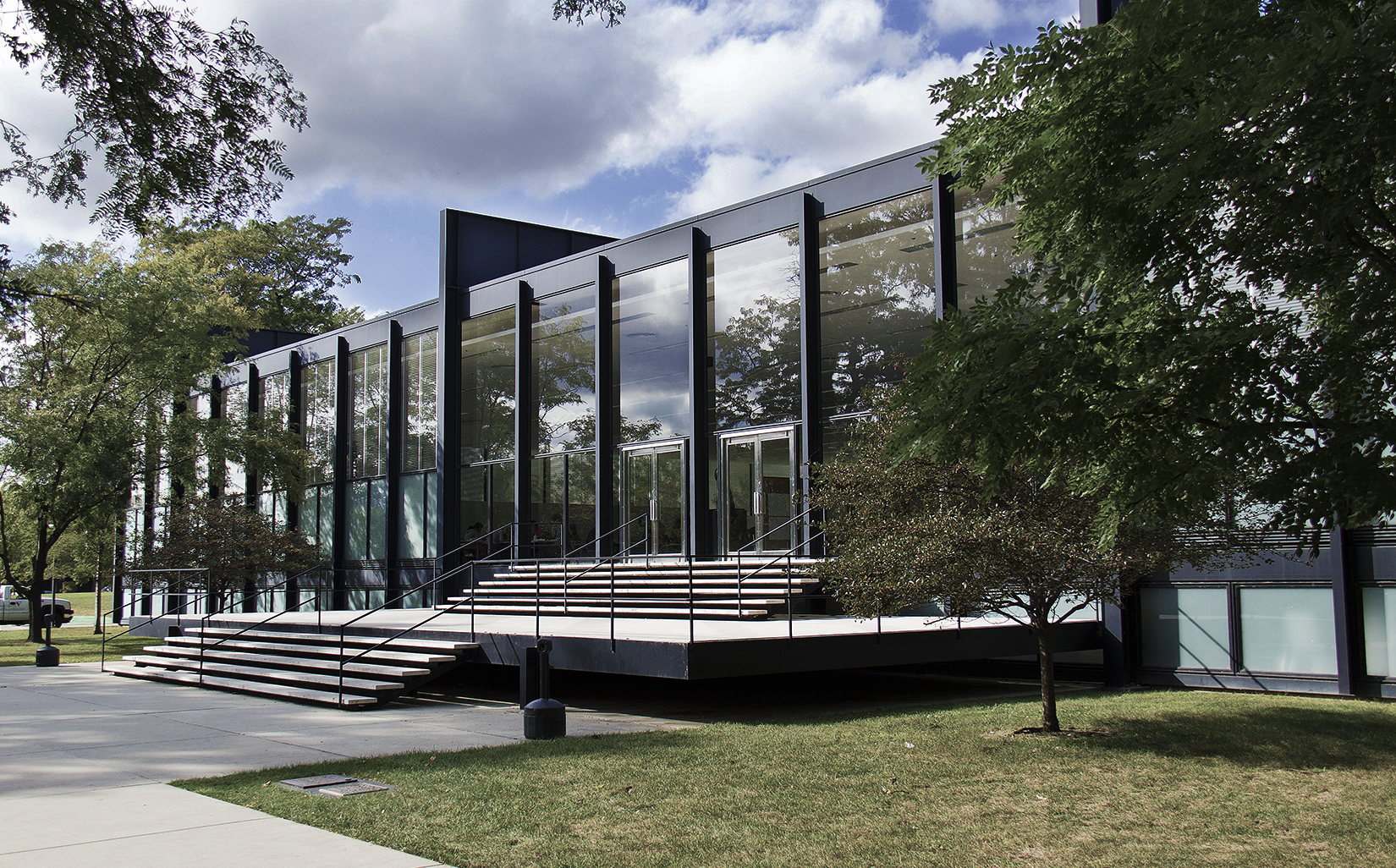
皇冠大廳（英语：S._R._Crown_Hall） (1956年)
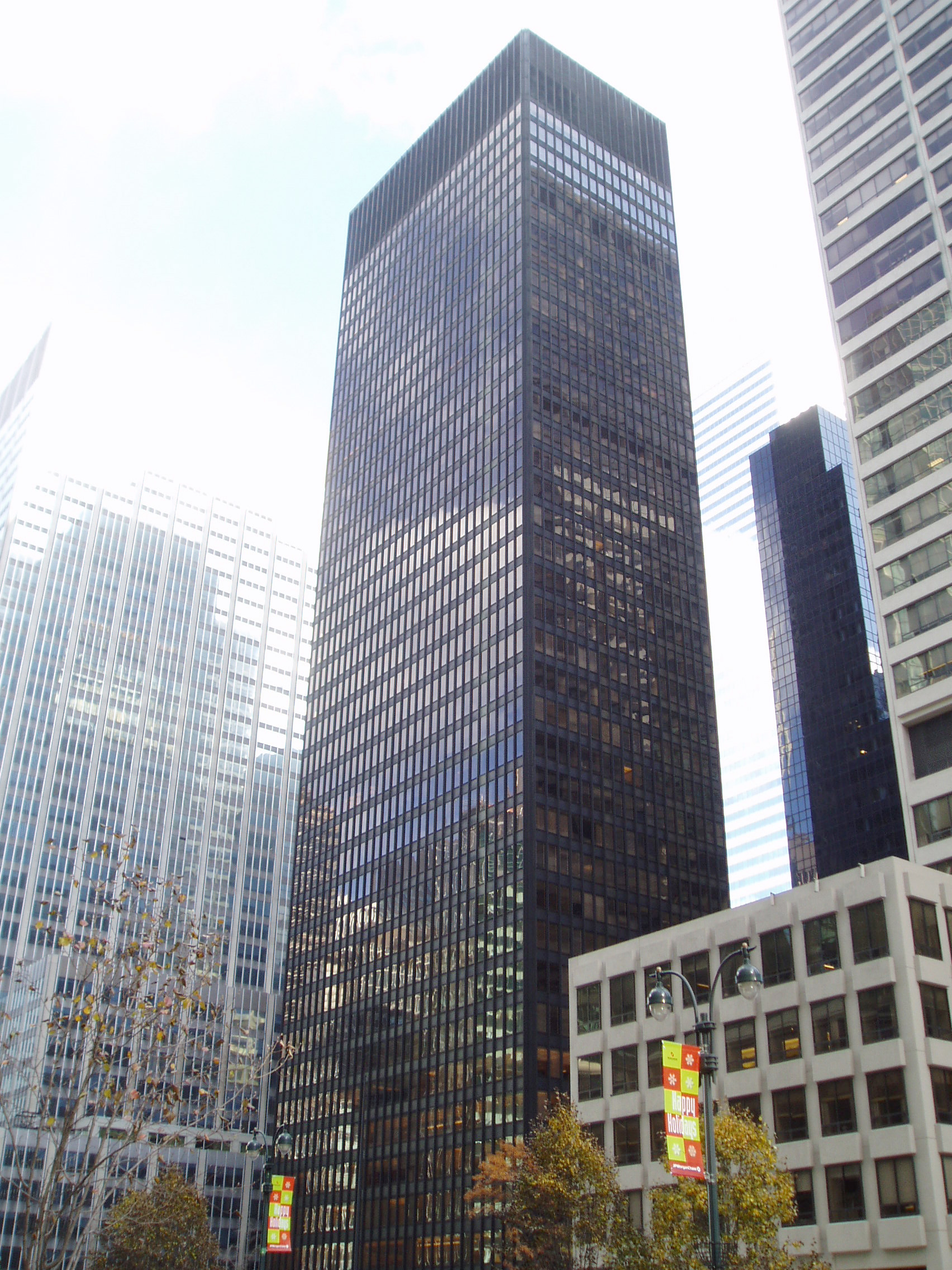
西格拉姆大厦（1958年）

1939年至1956年，前往美國的路德維希·密斯·凡德羅在伊利諾理工學院擔任院長，他為理工學院建造了現代主義風格的新建築，以及位於湖岸大道上的兩座高層公寓樓（1948-51年），成為全國高層建築的典範。其他戰後的主要作品包括位於伊利諾伊州普萊諾的范斯沃斯宅(1945–1951)、芝加哥會議中心 (1952–54) 和皇冠大廳（1950-56 年）和紐約市的西格拉姆大厦（1954-58年）。凡德羅於1962-68年返回德國，在柏林建造新的國家美術館。他的學生和追隨者包括菲力普·強生和埃罗·萨里宁，他們的作品深受他的思想影響。
理查德·诺伊特拉和查爾斯·伊姆斯和雷·伊姆斯

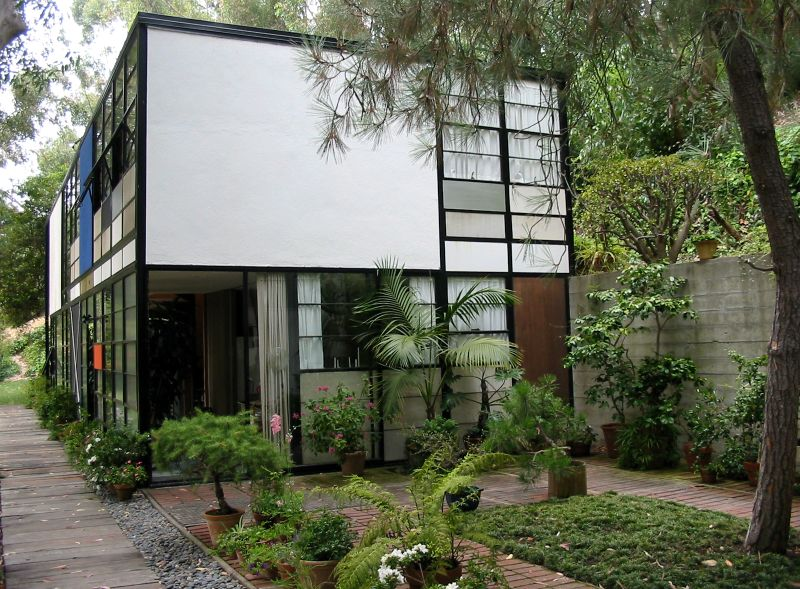
伊姆斯之家（英语：Eames House）、查爾斯·伊姆斯和雷·伊姆斯（英语：Charles_and_Ray_Eames） (1949年)
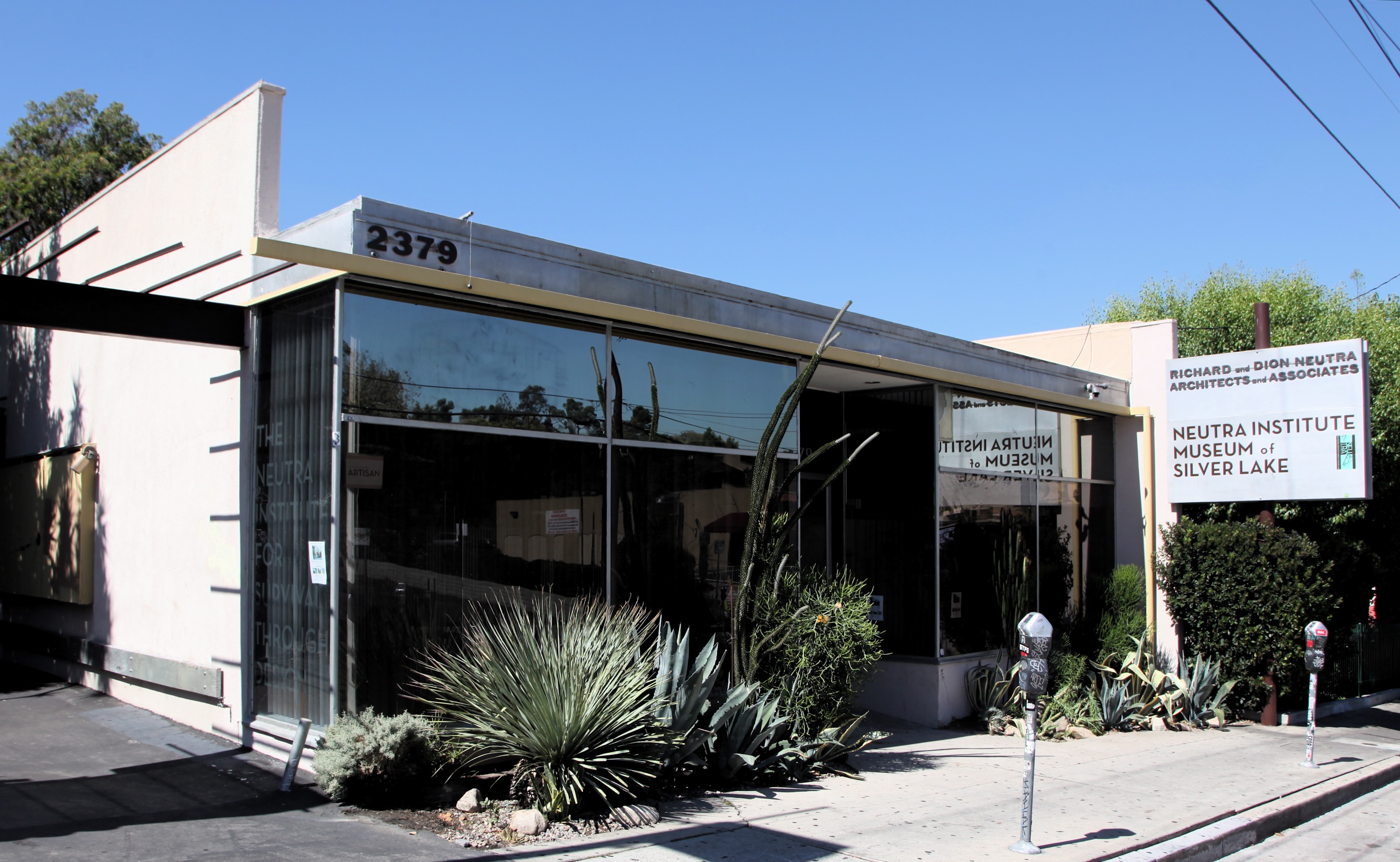
中立辦公樓（英语：Neutra Office Building），理查德·诺伊特拉(1950)
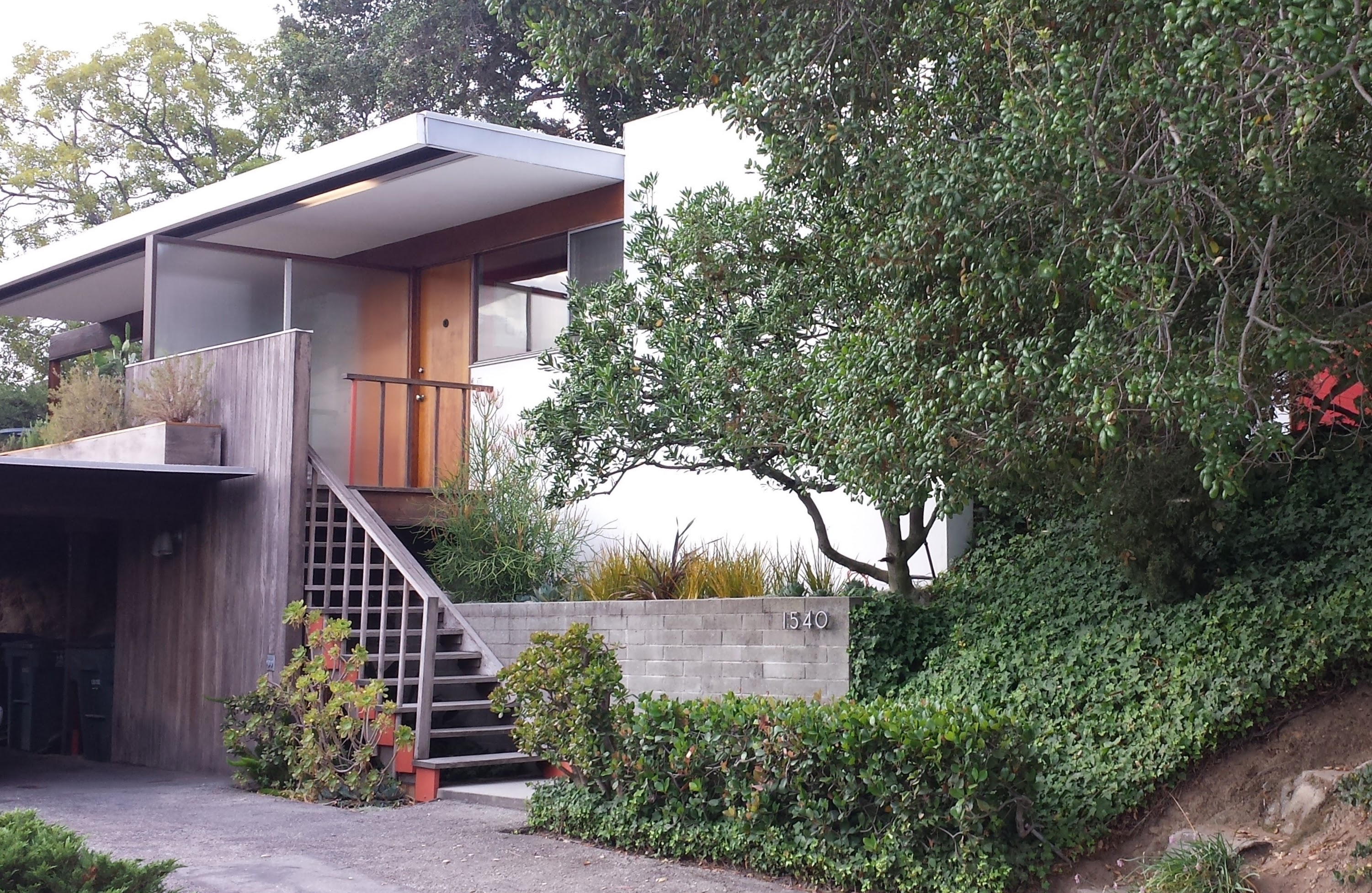
康斯坦斯·珀金斯故居，理查德·诺伊特拉 (1962)

在美國具有影響力的新風格住宅建築師包括理查德·诺伊特拉和查爾斯·伊姆斯和雷·伊姆斯。諾伊特拉最著名的作品是位於加利福尼亞州太平洋帕利塞德的埃姆斯住宅（1949年），由查理斯·伊姆斯與埃罗·萨里宁合作規劃。諾伊特拉在隨後以簡單的盒子為主題，繼續在洛杉磯建造有影響力的房屋。位於加利福尼亞州帕薩迪納的康斯坦斯·珀金斯故居是對單戶住宅的重新審視。它由木材、石膏和玻璃等廉價材料建造而成，建造成本不到18,000美元。
SOM建築設計事務所、華萊士·哈里森

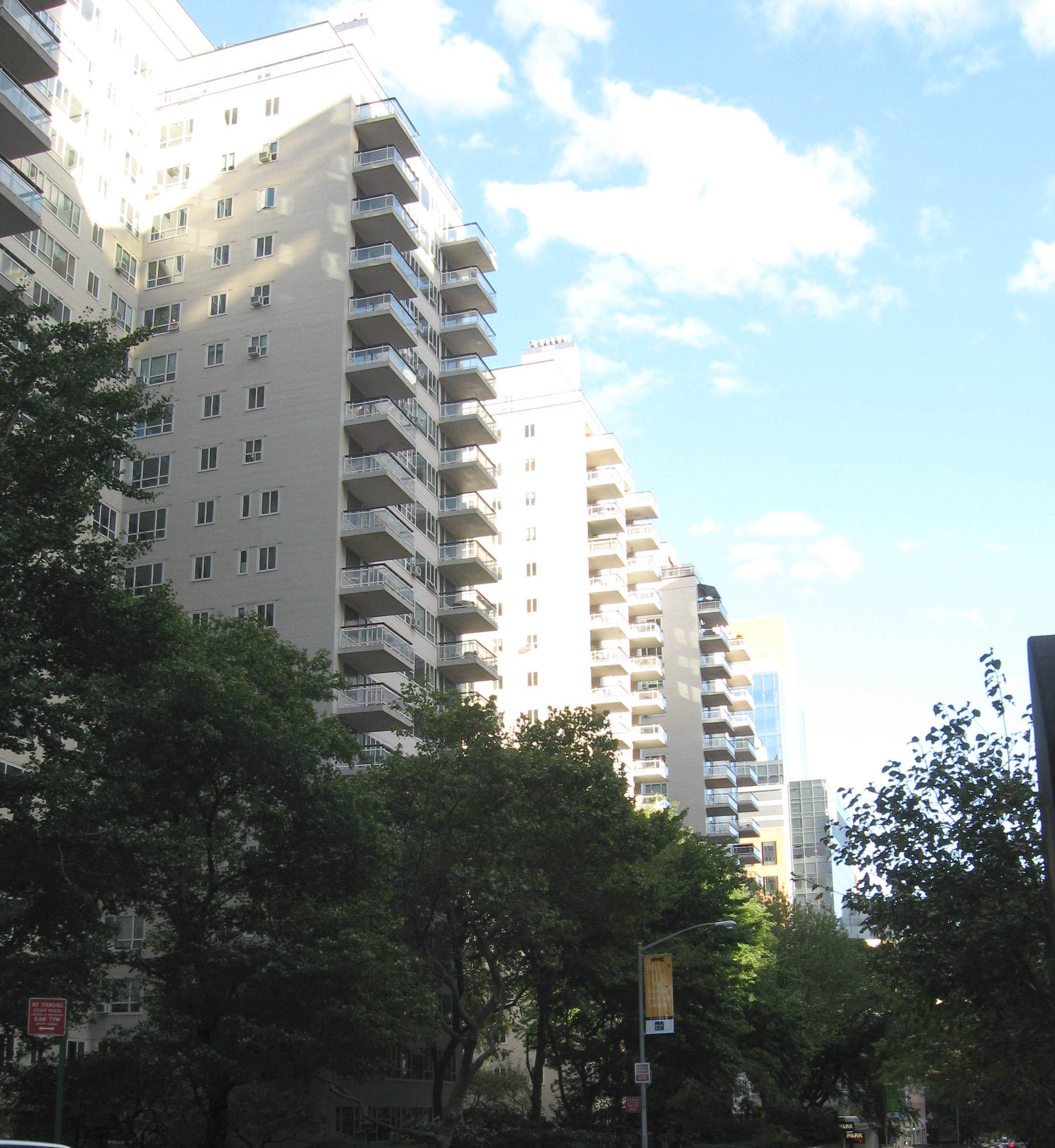
曼哈頓之家（英语：Manhattan_House）(1950-51年)
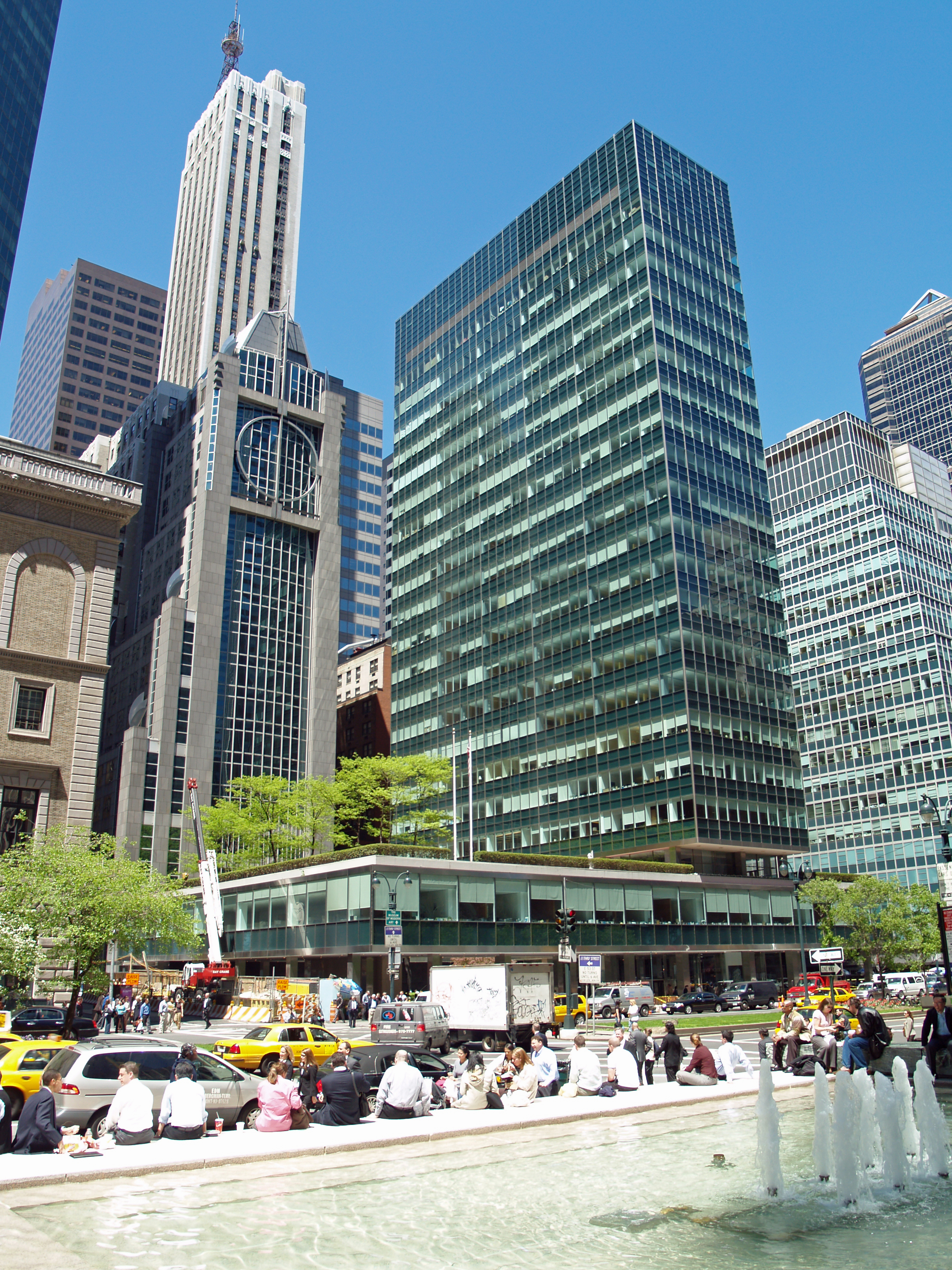
利華大廈(1951–52年)
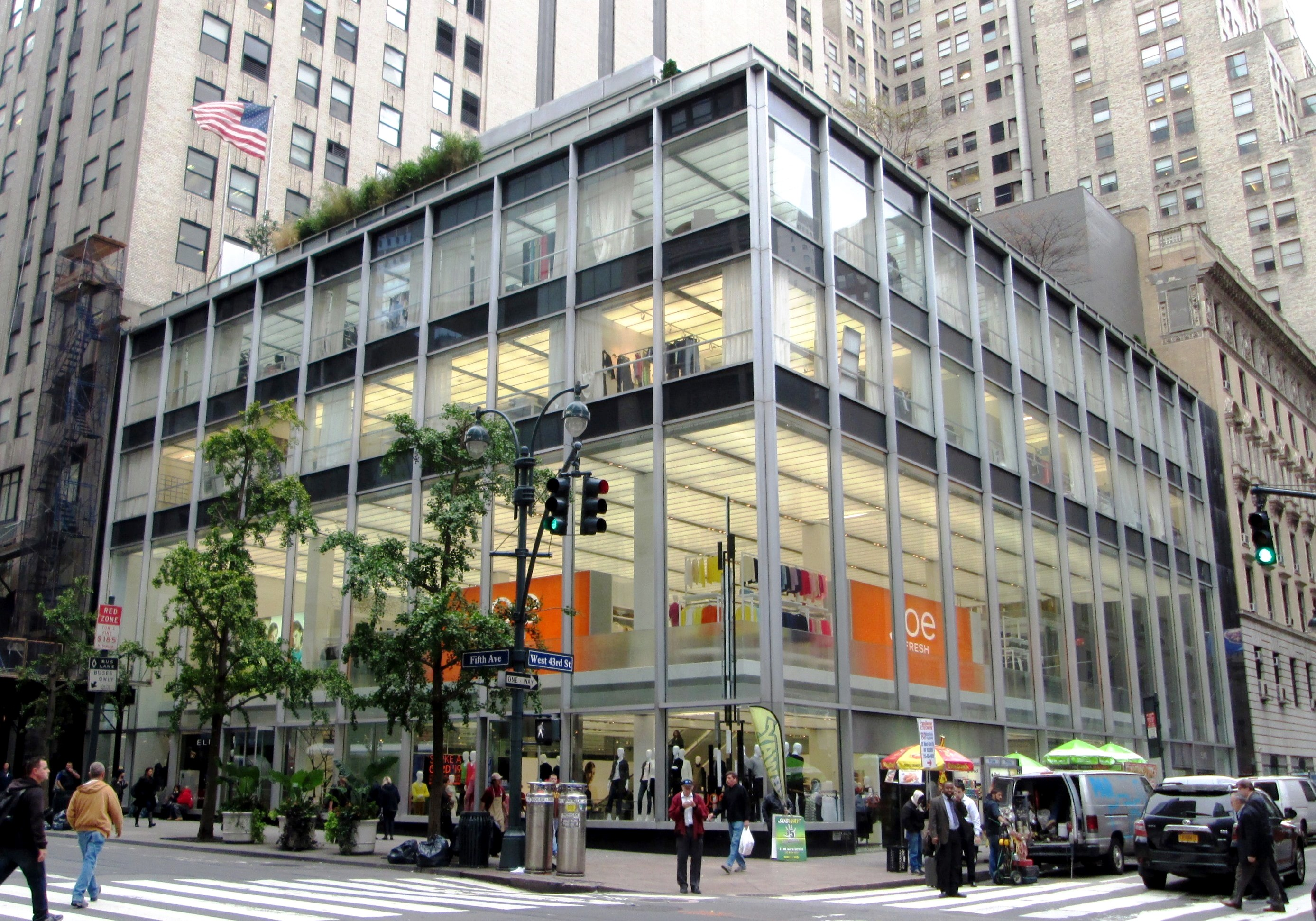
製造商信託公司大樓（英语：Manufacturers_Trust_Company_Building）（1954年）
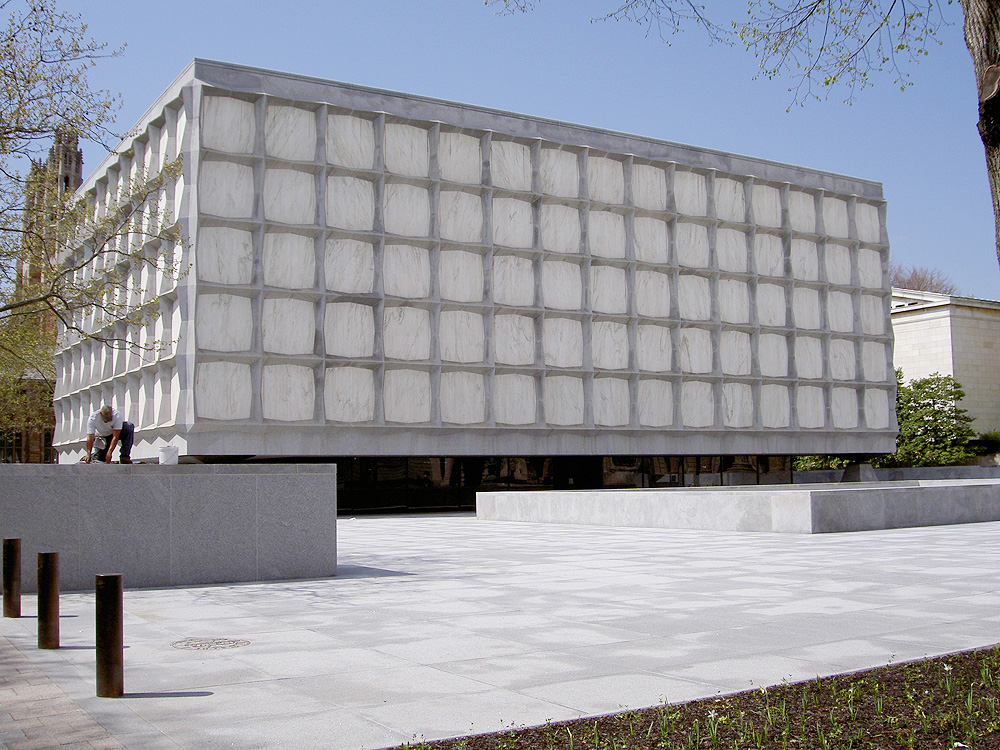
拜内克古籍善本图书馆(1963年)
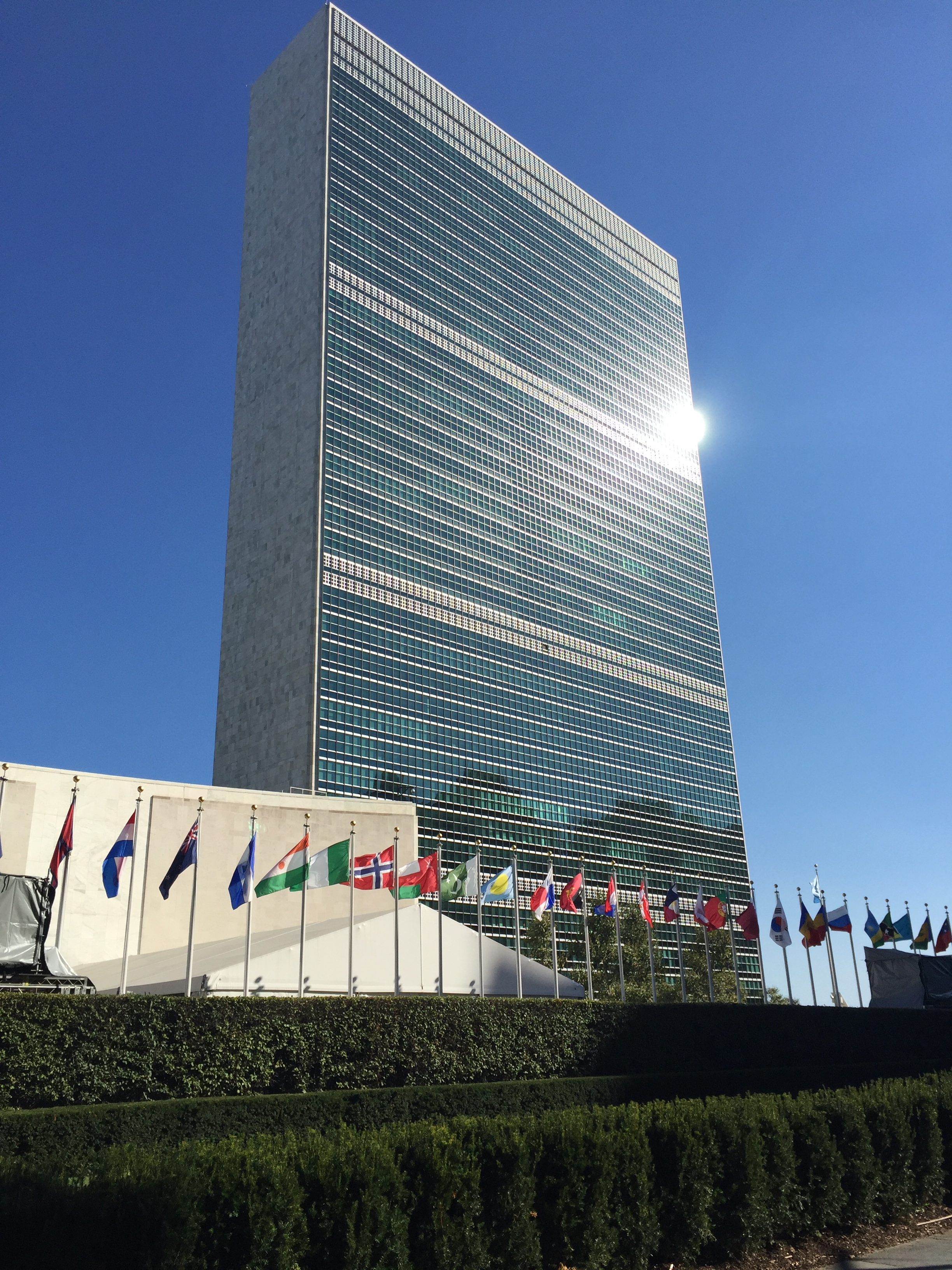
聯合國總部大樓，華萊士·哈里森（英语：Wallace Harrison），奧斯卡·尼邁耶和勒·柯布西耶（1952年)
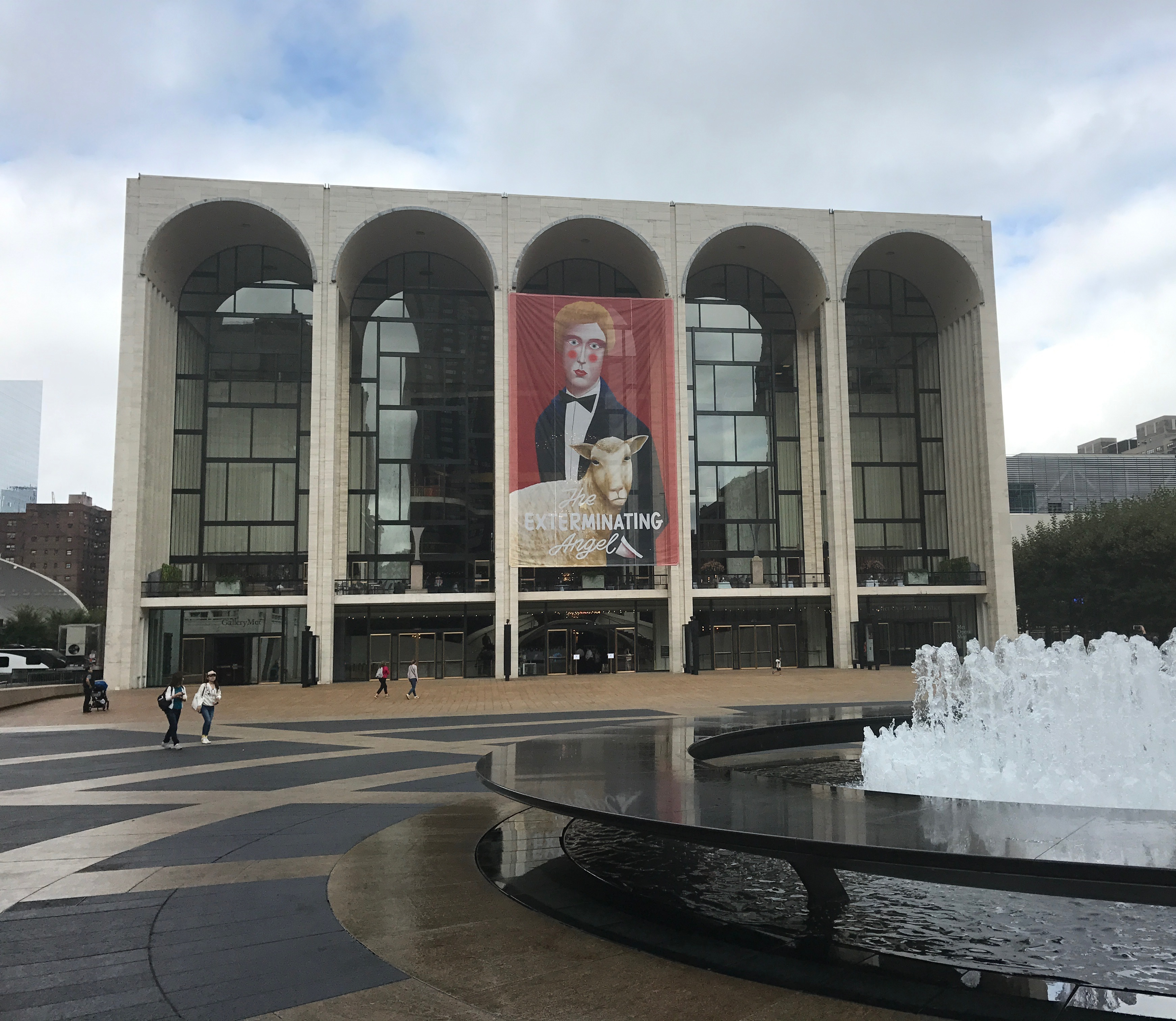
林肯中心，華萊士·哈里森 (1966年)

戰後許多著名的現代建築都是由兩家大型建築機構建造的，它們匯集了龐大的設計師團隊來完成非常複雜的計畫。SOM建築設計事務所由路易斯·斯基德莫爾和納撒尼爾·奧因斯於1936年在芝加哥創立，1939年，工程師約翰·美林加入，它的第一個大項目是位於田納西州橡樹嶺的橡树岭国家实验室，1964年，該公司有18名合夥人兼所有者、54名合夥人和 750 名建築師、技術人員、設計師、裝飾師和景觀設計師。他們的風格很大程度上受到凡德羅作品的啟發，
他們的建築很快在紐約的天際線中佔有一席之地，包括曼哈頓之家(1950-51)、利華大廈(1951–52) 和製造商信託公司大樓（1954年）。該公司後來的建築包括拜内克古籍善本图书馆(1963)、威利斯大廈(1973) 和世界貿易中心一號大樓（2013年）。
華萊士·哈里森在紐約現代建築史上發揮了重要作用；作為洛克菲勒家族的建築顧問，他設計了洛克菲勒中心，並與他的搭檔馬克斯·阿布拉莫維茨共同擔任聯合國總部大樓的建造和總建築師；哈里森也領導了國際建築師委員會，他和他的公司設計的建築物還包括大都會歌劇院、林肯中心和約翰·甘迺迪國際機場的總體規劃。

### 晚期
菲力普·強生

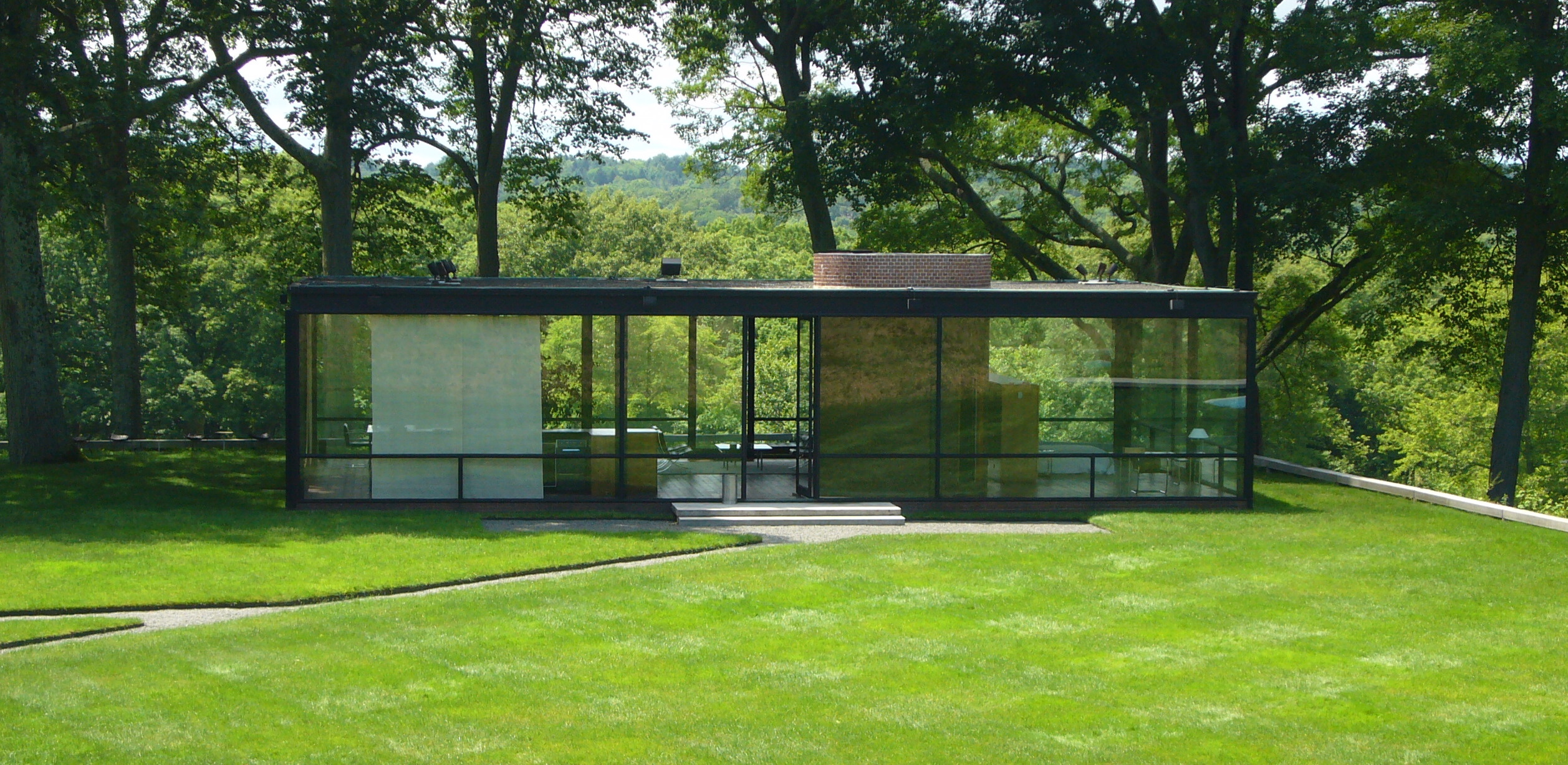
玻璃屋 (1953年)
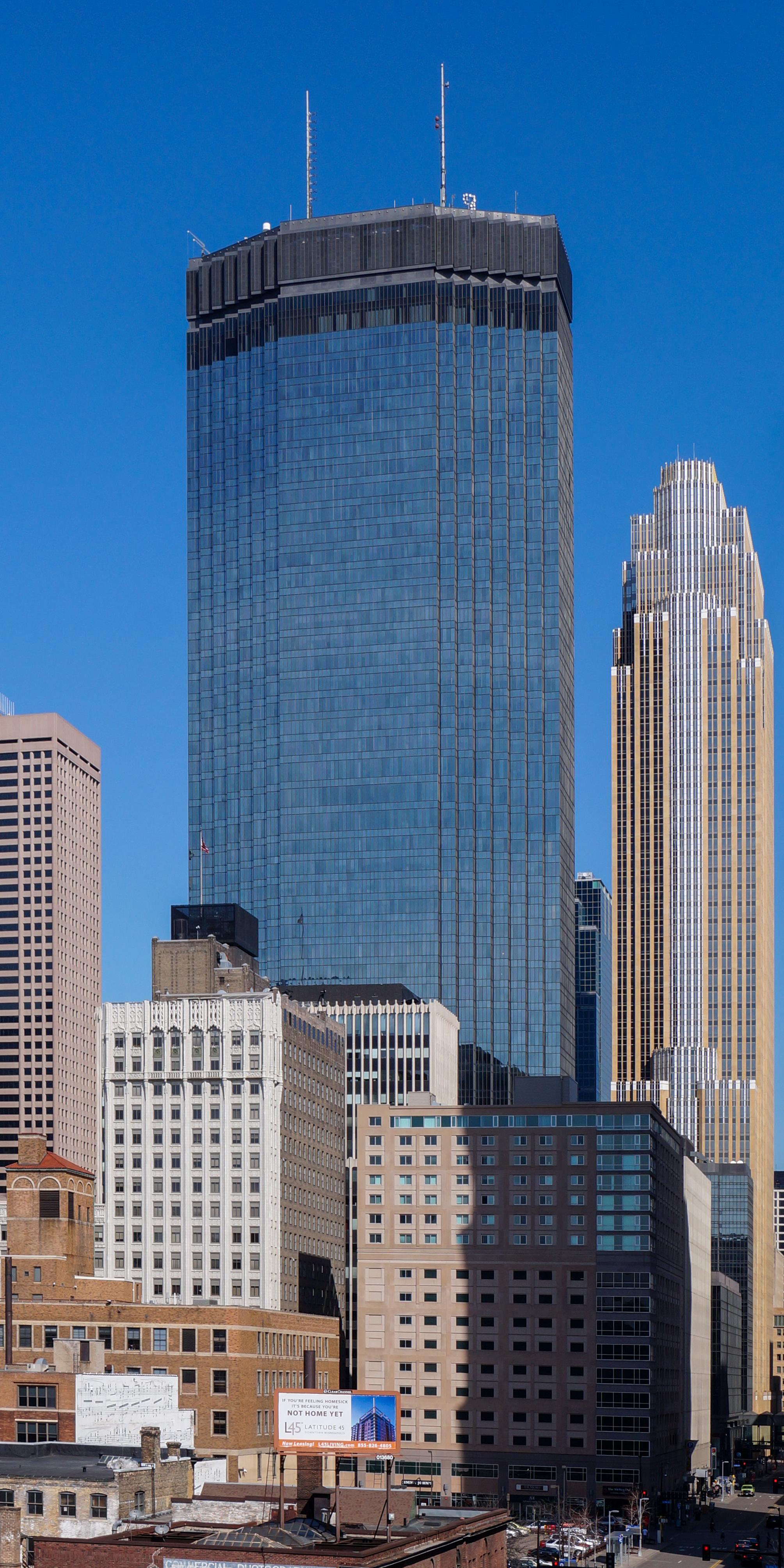
IDS中心 (1969–72年)
水晶大教堂 (1977–80年)
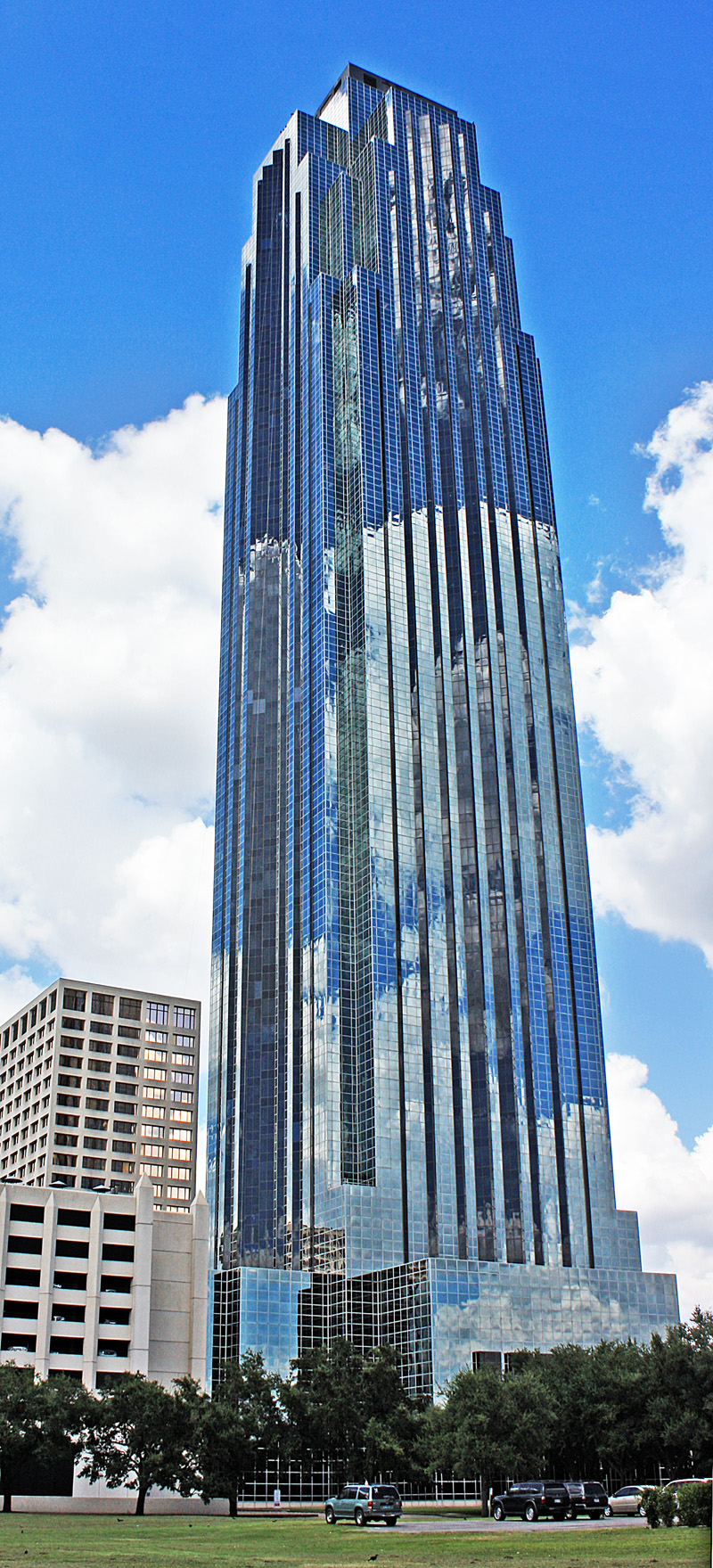
威廉斯大廈 (1981–1983年)
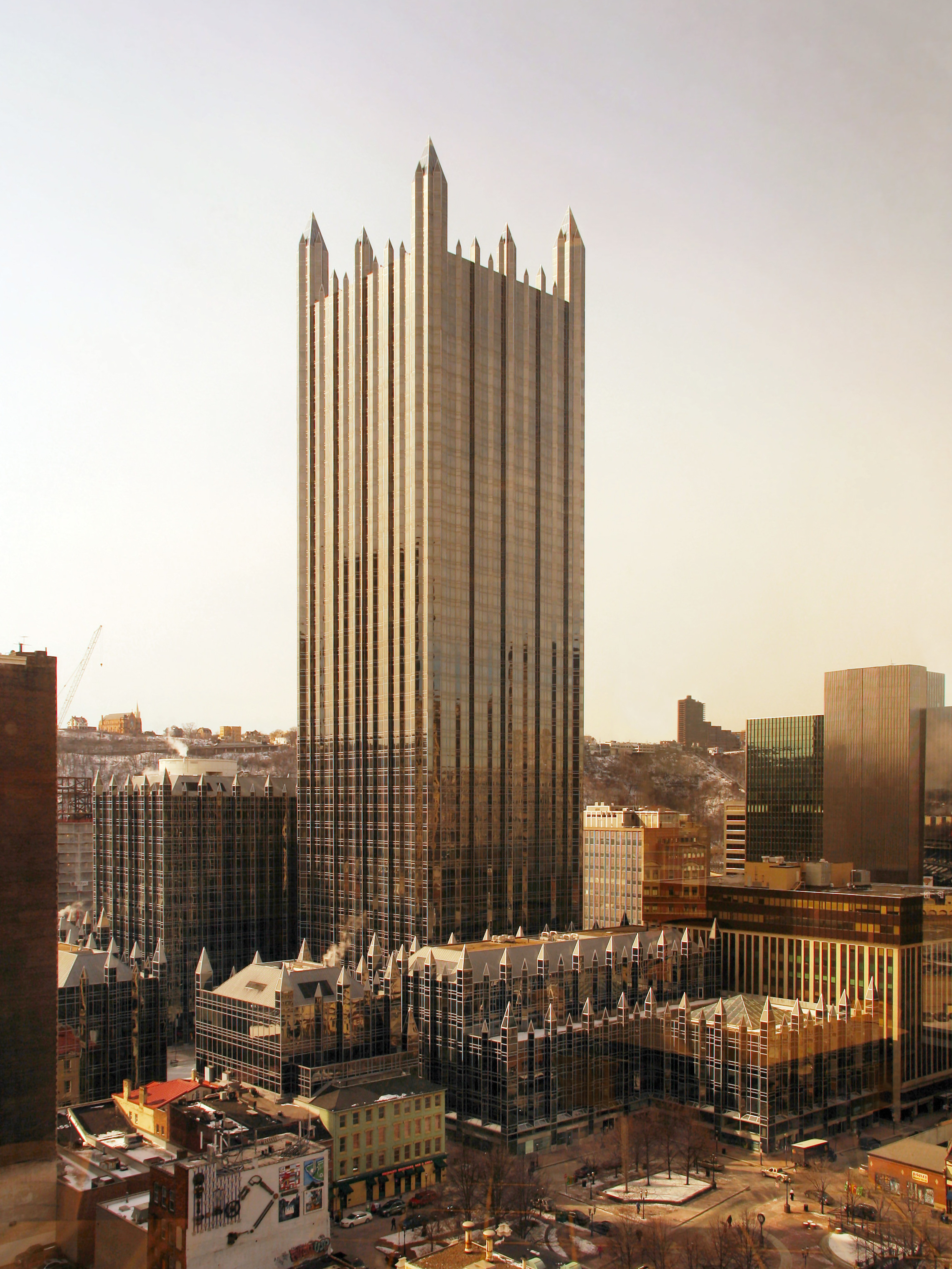
PPG廣場 (1981–84年)

菲力普·強生是美國現代建築中最年輕、也是最後一位主要人物之一。他在師從格羅佩斯後，於1946年至1954年間擔任大都會藝術博物館建築與現代設計系主任。1947年，他曾出版了一本關於凡德羅的書。強生的代表作是1953年位於康涅狄格州新迦南的玻璃屋，該建築也是他自己的住所，自1955年起，強生開始朝著自己的風格前進，其建築風格逐漸轉向表現主義，背離現代建築的正統觀念。
他所設計的最後一棟現代建築是AT&T大樓（後來被稱為索尼大廈），儘管這座建築被認為標誌著美國後現代建築的開端，但在實質上仍是一座現代主義的摩天大樓。
埃罗·萨里宁

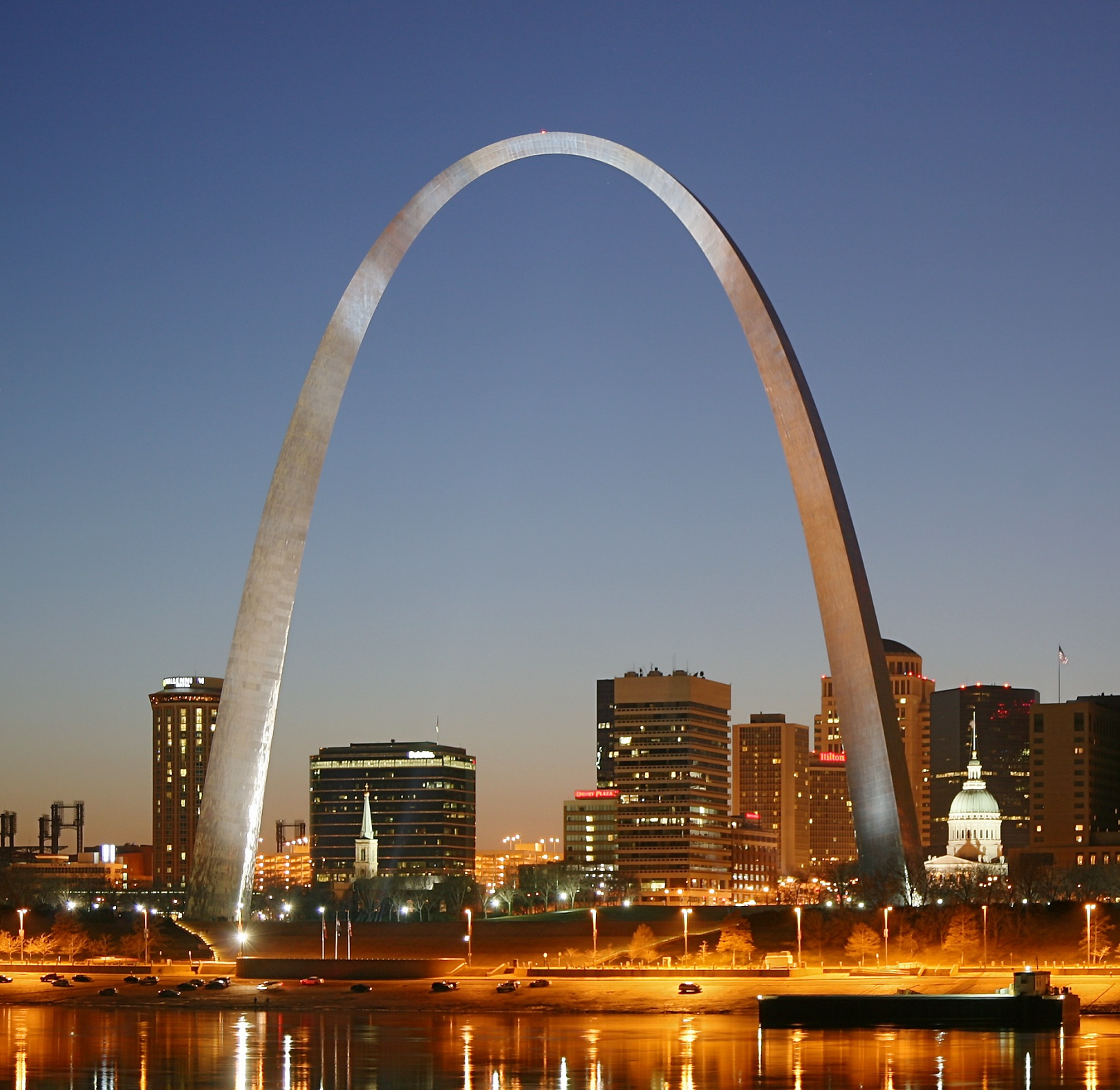
密蘇里州聖路易斯的大拱門（1948-65年）
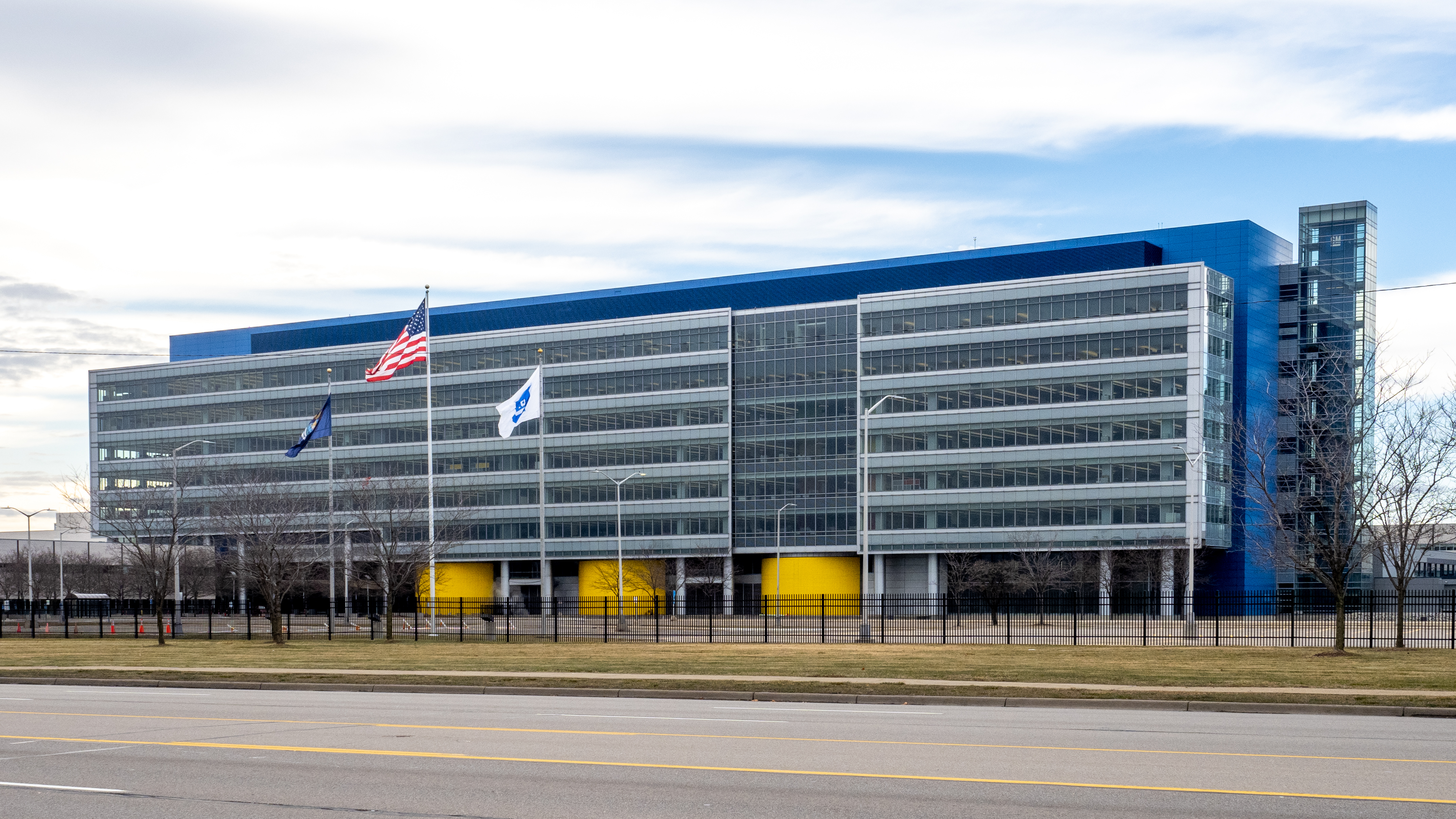
通用汽車技術中心（英语：General_Motors_Technical_Center）主樓 (1949–55年)
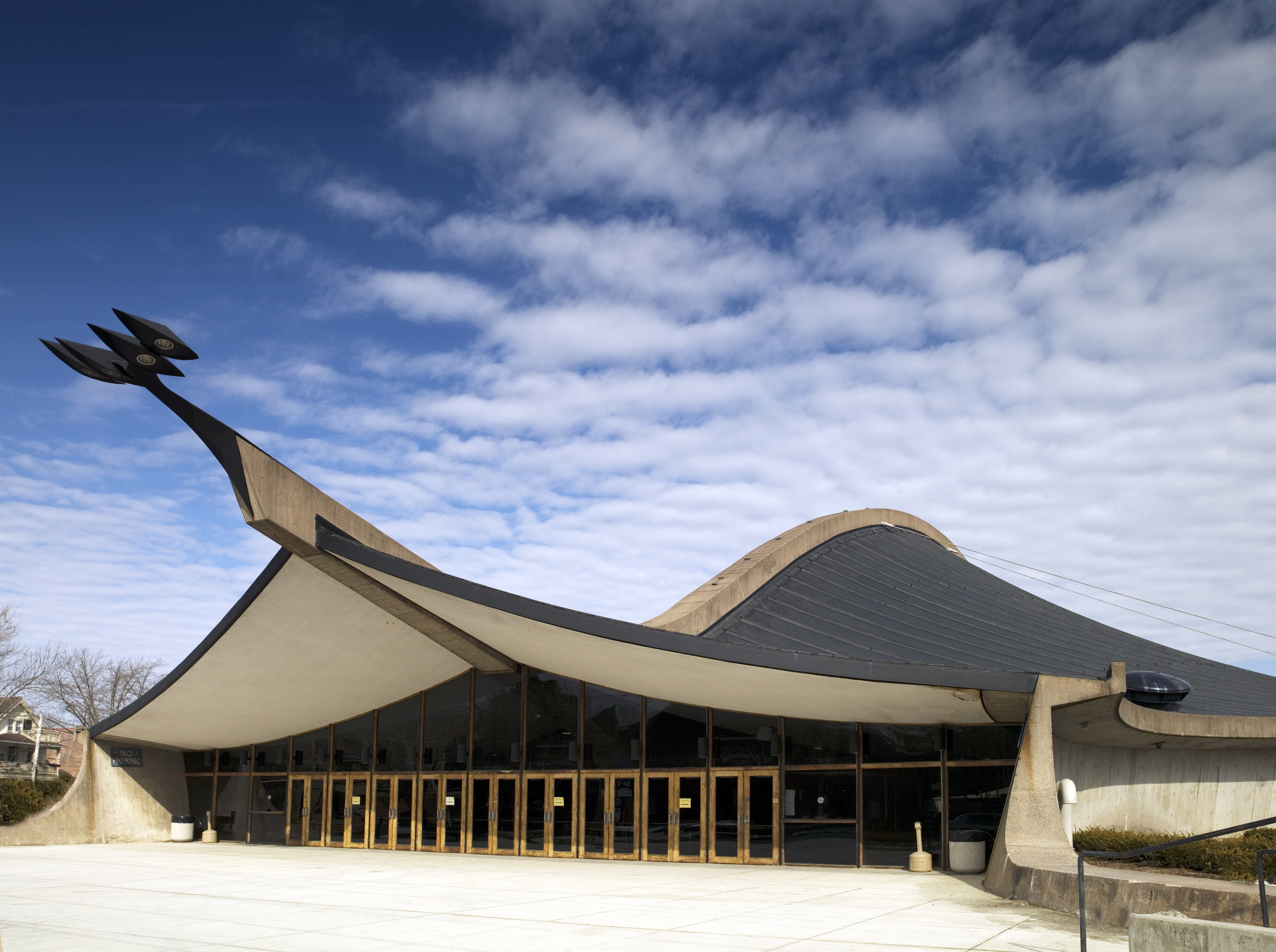
英格爾斯溜冰場（英语：Ingalls Rink） (1953–58年)
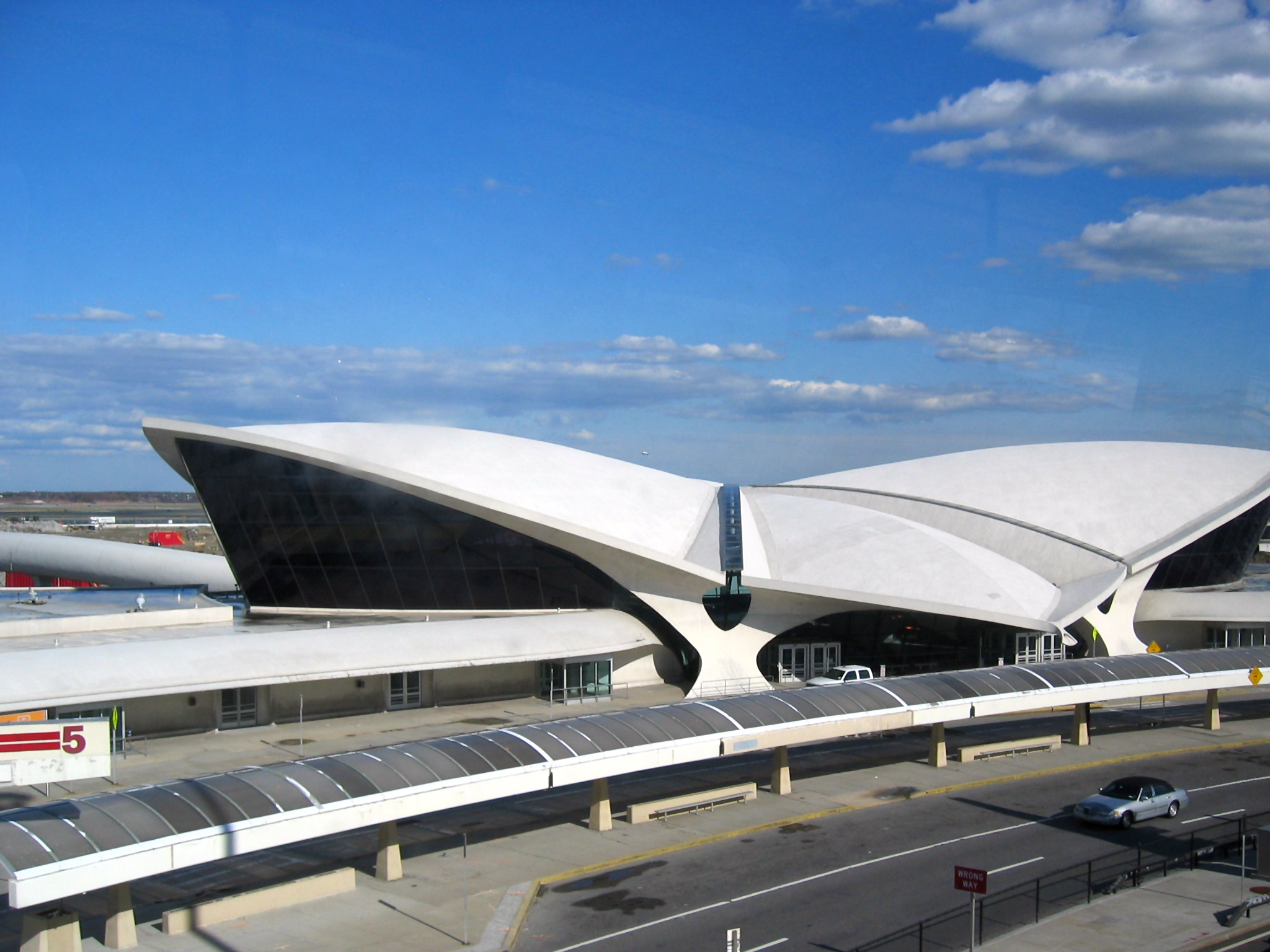
約翰·甘迺迪國際機場TWA航站樓(1956–62年)

埃罗·萨里宁是新藝術運動時期最知名的芬蘭建築師埃列爾·薩里寧的兒子，他們於1923年移居美國，埃羅當時在父親任教的學院學習藝術和雕塑，然後在大茅舍藝術學院及耶魯大學學習建築之前在巴黎學習。與傳統的現代建築相比，埃羅的建築設計則更像是巨大的雕塑作品；他在建築物的設計經常曲線和拋物線，就像鳥的飛翼一般呈現。1948年，他萌生了在密蘇里州聖路易斯建造一座192公尺高的不銹鋼拱形紀念碑聖路易斯拱門的想法，最終該建築於1965年10月28日竣工。成為聖路易舉世聞名的地標性建築。
埃羅在戰後期間設計了許多作品，包括位於密歇根州沃倫的通用汽車技術中心(1949-55年)、IBM 研究中心(1957-61年) 和英格爾斯溜冰場（1956-59年）以及TWA航站樓(1956–1962年)。他宣稱在發想建築的意圖，是設計相當與眾不同且令人難忘的建築。
路易·康

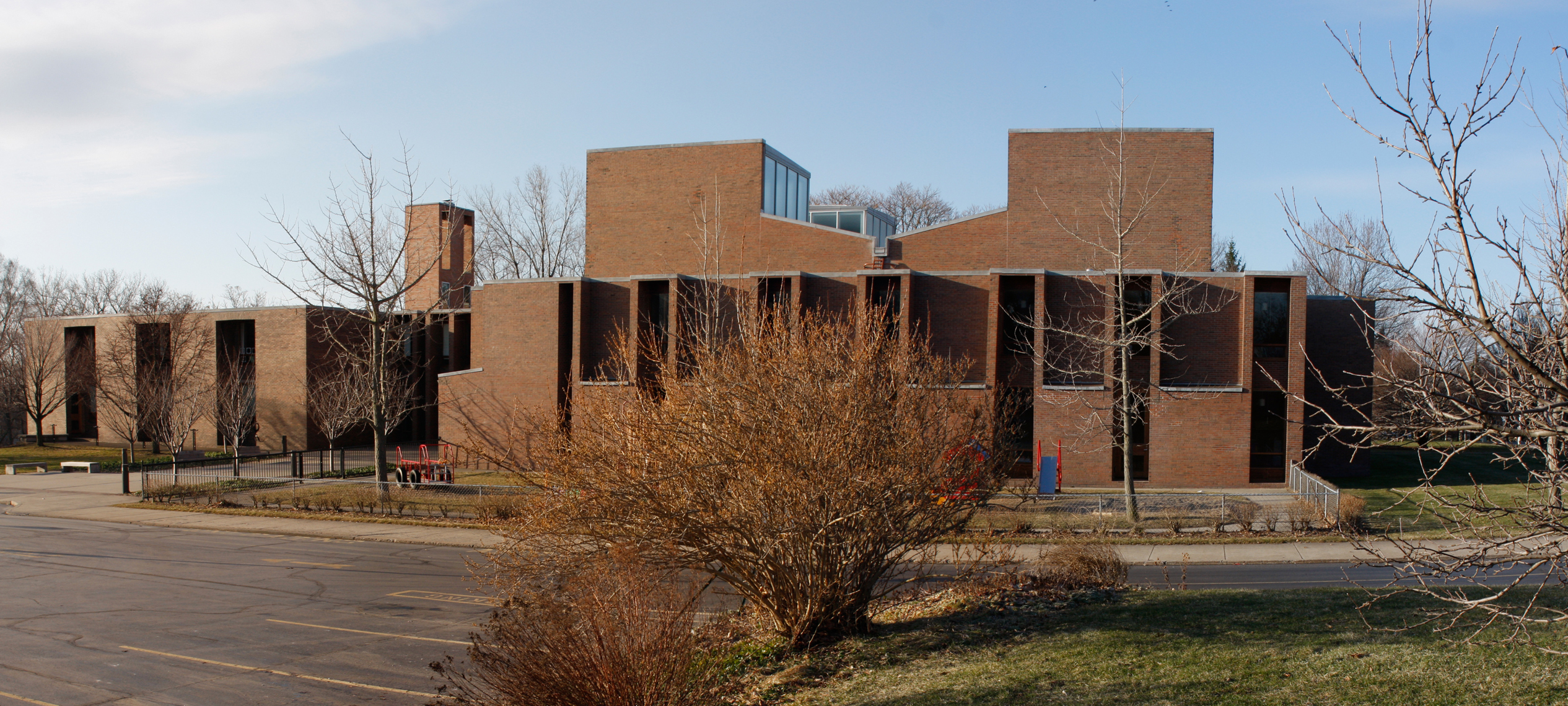
羅切斯特第一神論教堂（英语：First_Unitarian_Church_of_Rochester_(building)）（1962年）
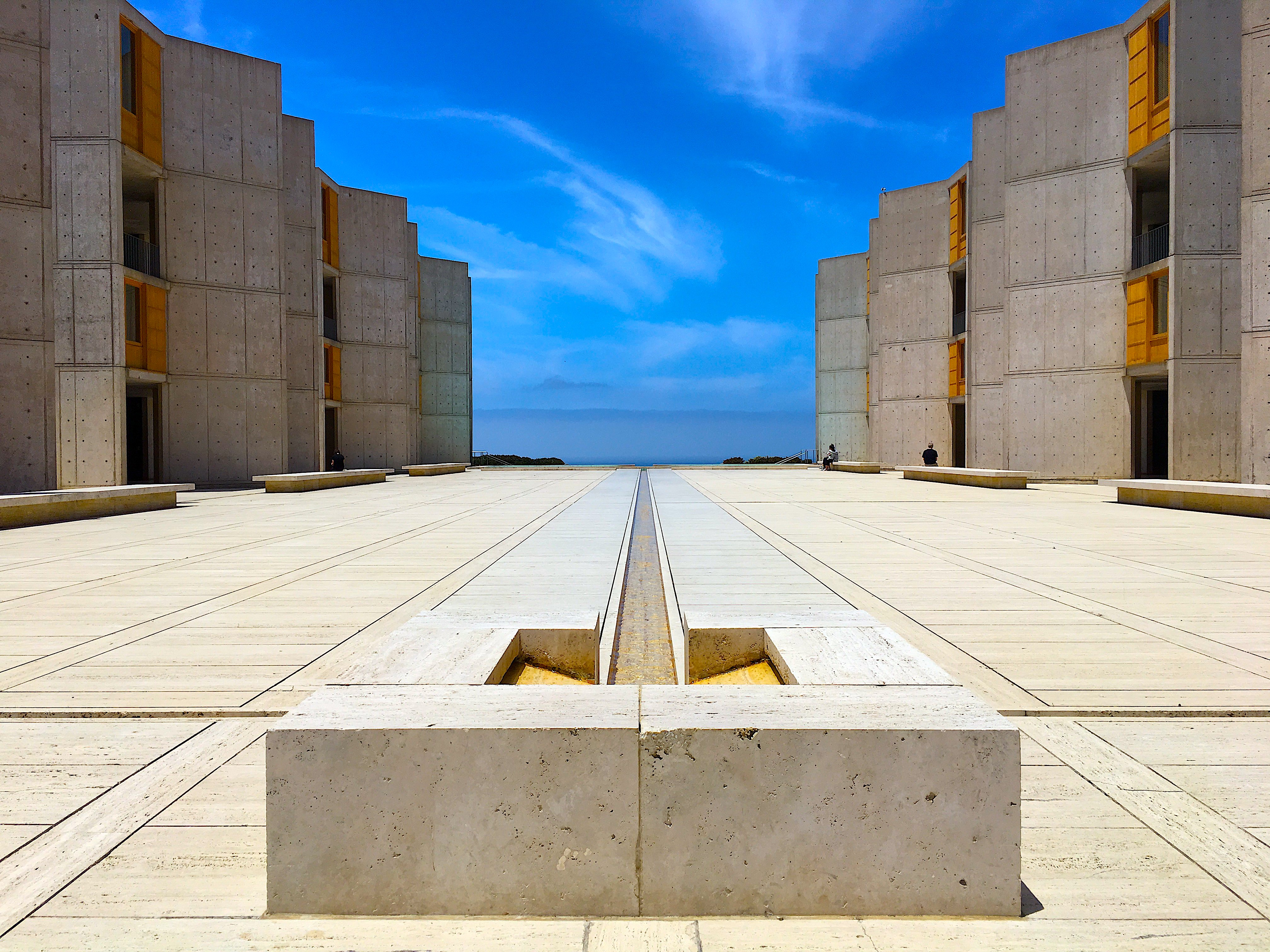
索尔克研究所 (1962–63年)
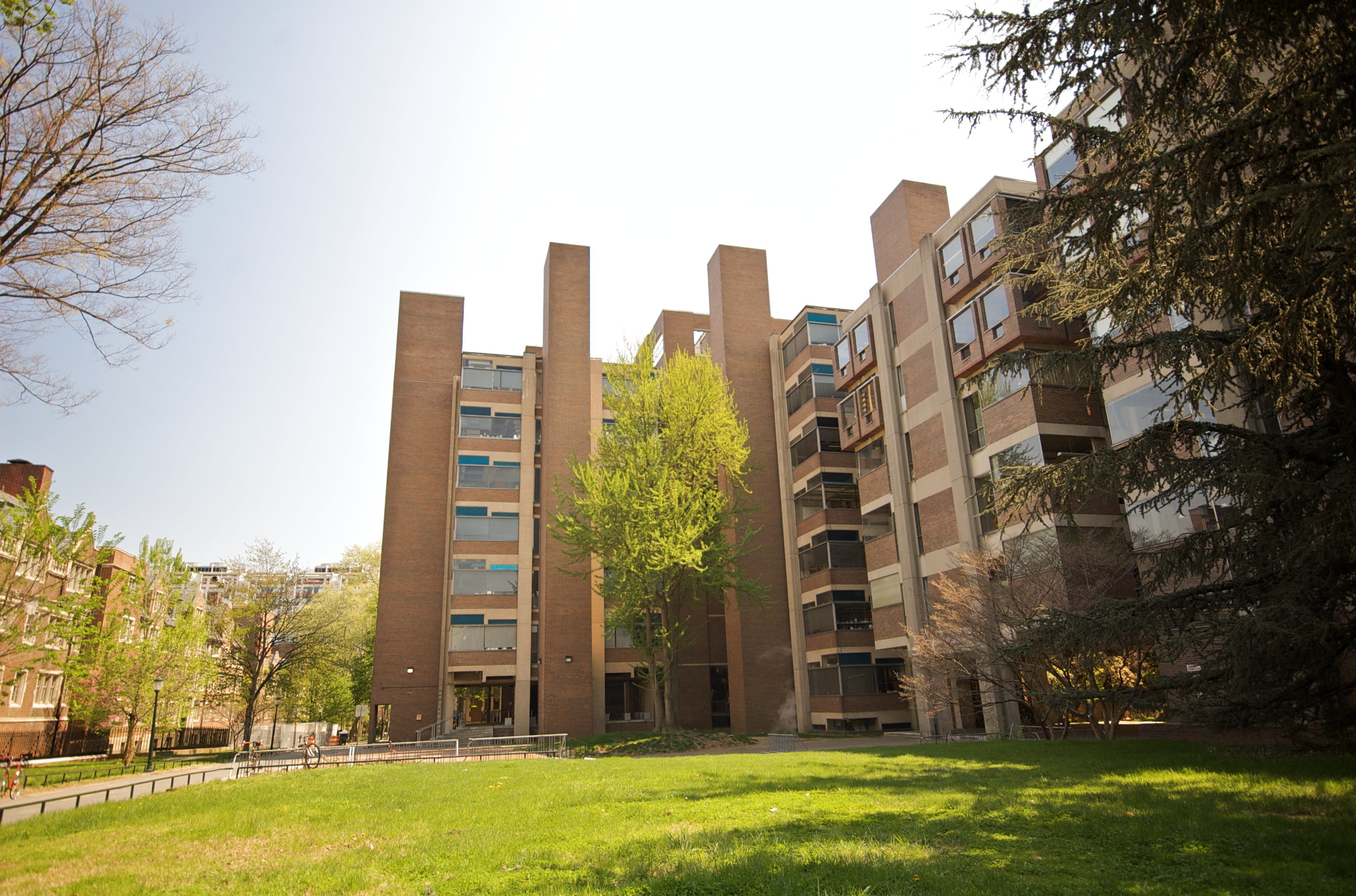
理查茲醫學研究實驗室（英语：Richards Medical Research Laboratories）(1957–61年)
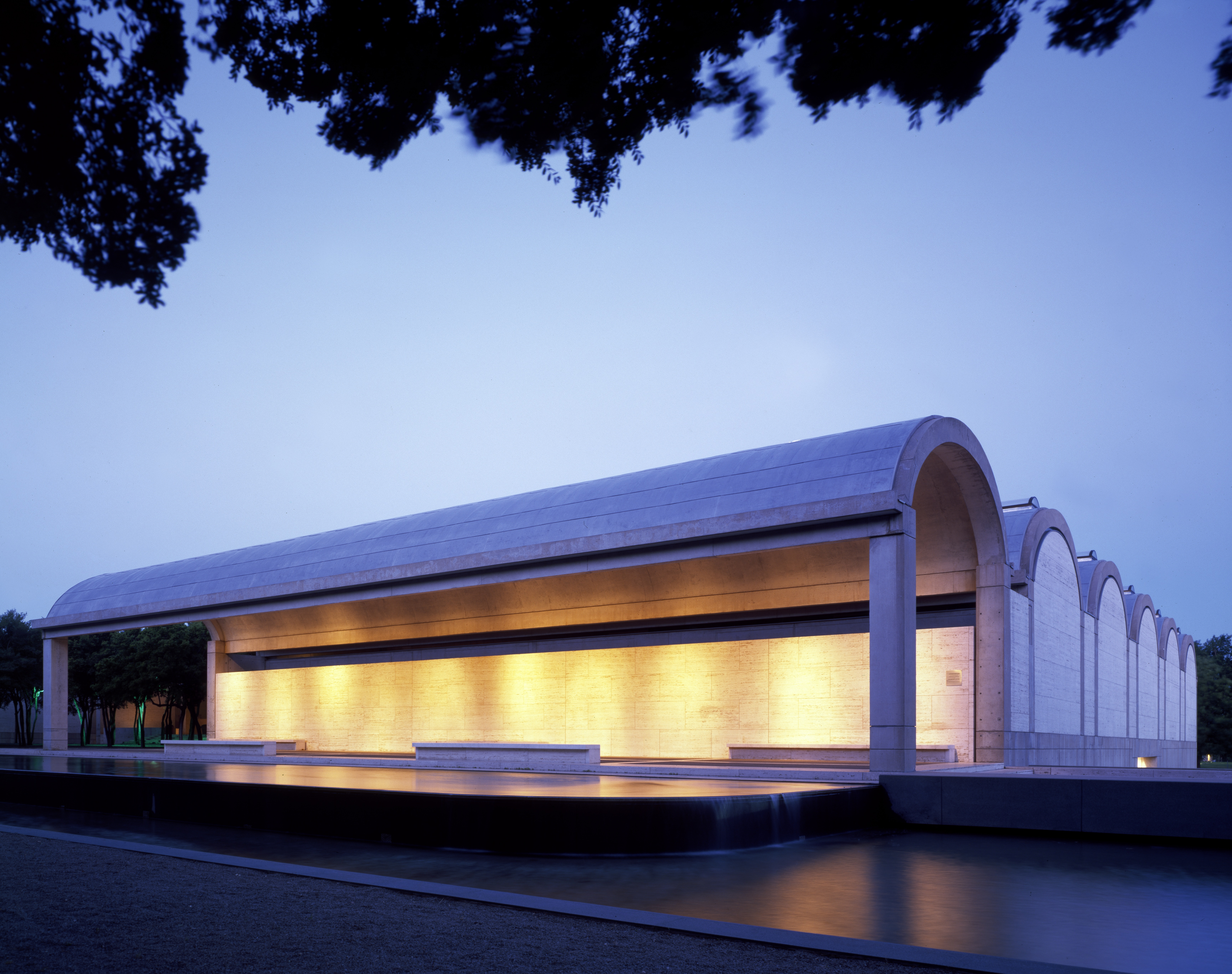
金博爾藝術博物館（英语：Kimbell_Art_Museum）（1966-72年）
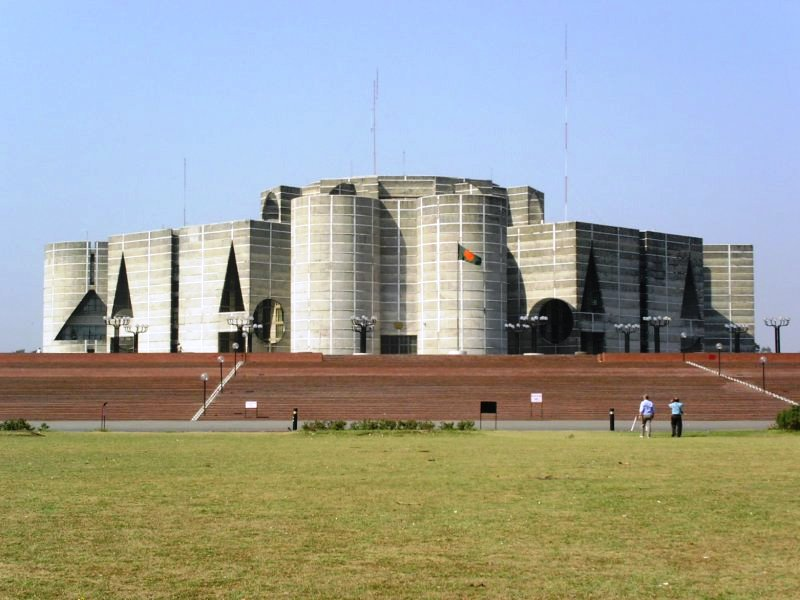
国民议会厅 (1962–74)

路易·康是另一位美國建築師，他摒棄了凡德羅的新建築觀念和其他流行國際風格的教條。反而借鑒了各種各樣的風格和文化汲取靈感並運用於自己的作品。1947年至1957年，他是耶魯大學的建築學教授，他的學生也包括埃羅·薩里寧。其思想也影響包括菲力普·強生、山崎實和愛德華·杜雷爾·斯通等人。與凡德羅不同，路易主要以混凝土和磚塊作為建築的結構，使得建築看起來宏偉而堅固。
卡恩在美國的著名建築包括羅切斯特第一神論教堂（1962年）、金博爾藝術博物館（1966-72年）。他也在印度的哈里亞納邦和旁遮普邦首府昌迪加爾設計政府大樓。卡恩生平的最後一件作品是位於巴基斯坦的国民议会厅，這是世界上最大的立法建築群之一。
貝聿銘

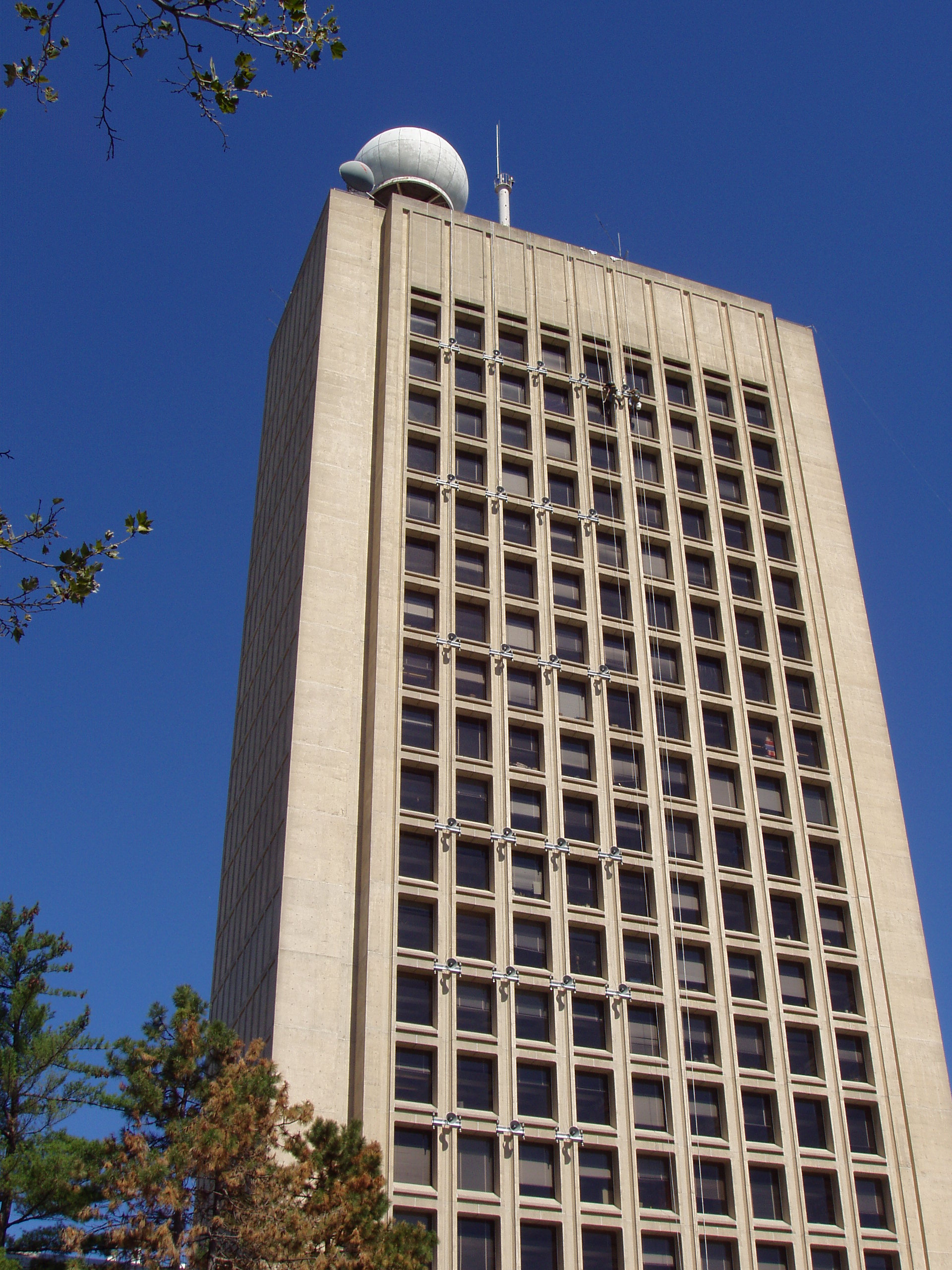
綠色大樓（英语：Green Building (MIT)）(1962–64年)
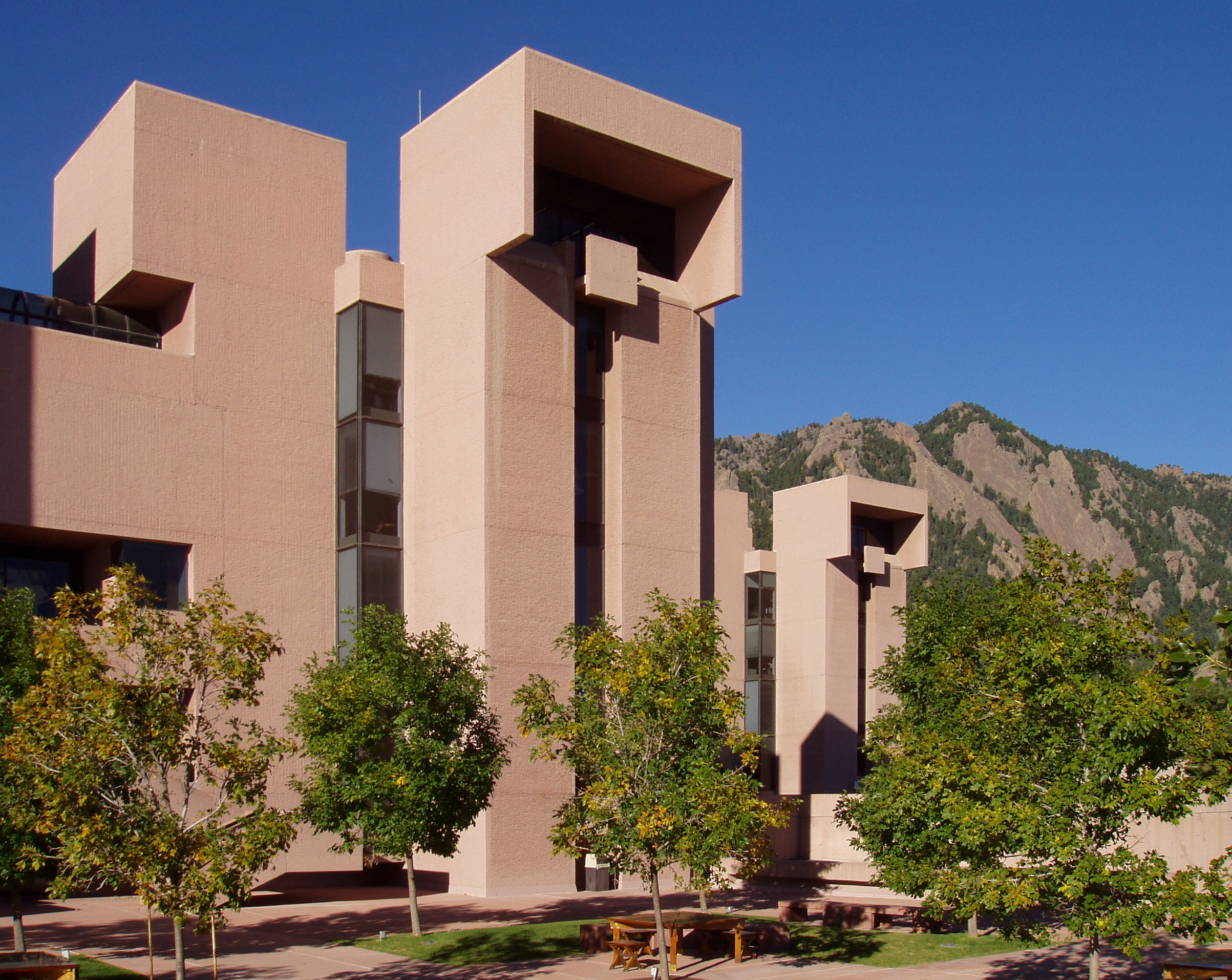
美國國家大氣研究中心 (1963–67年)
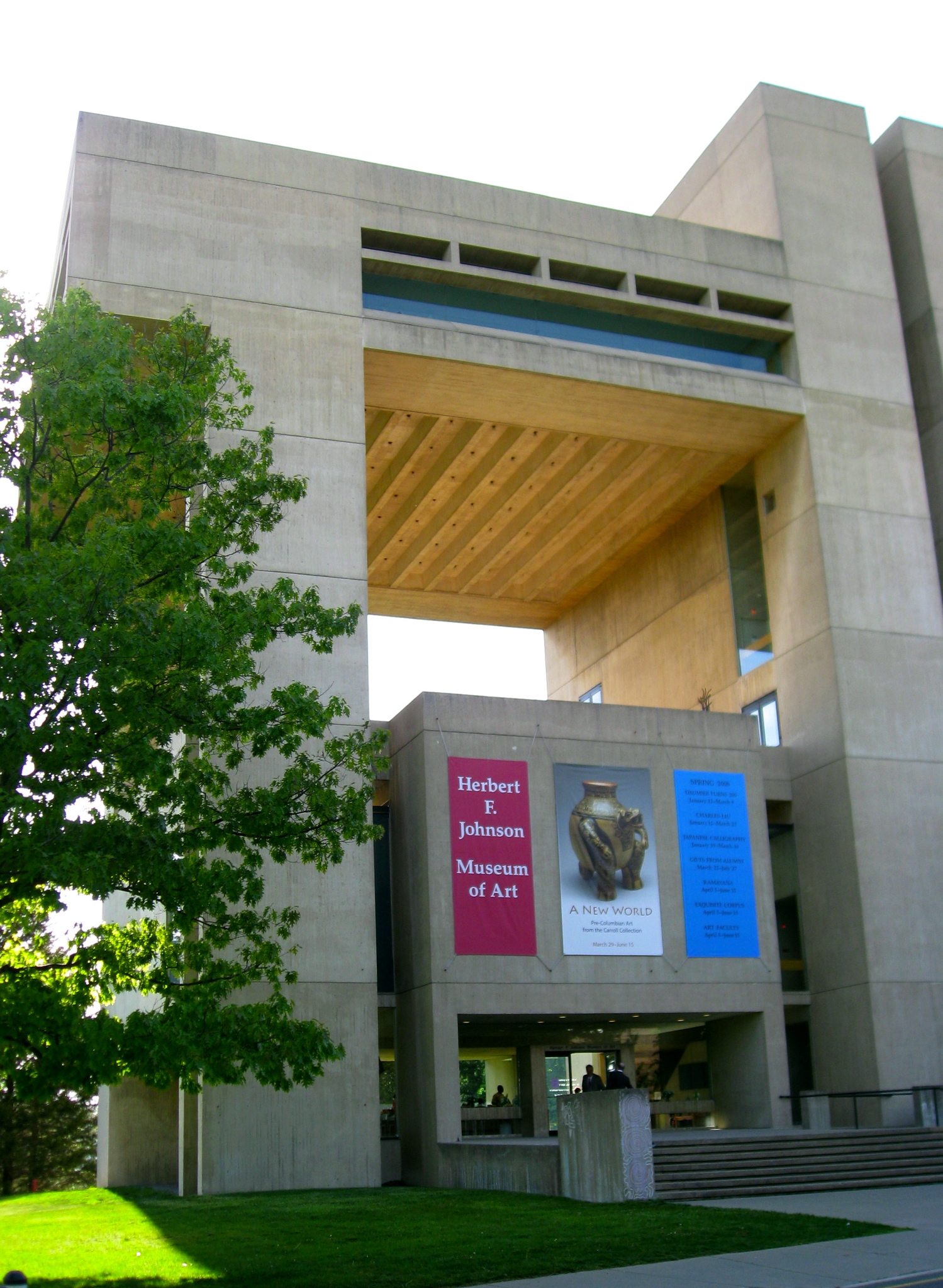
赫伯特·F·约翰逊艺术博物馆 (1973年)
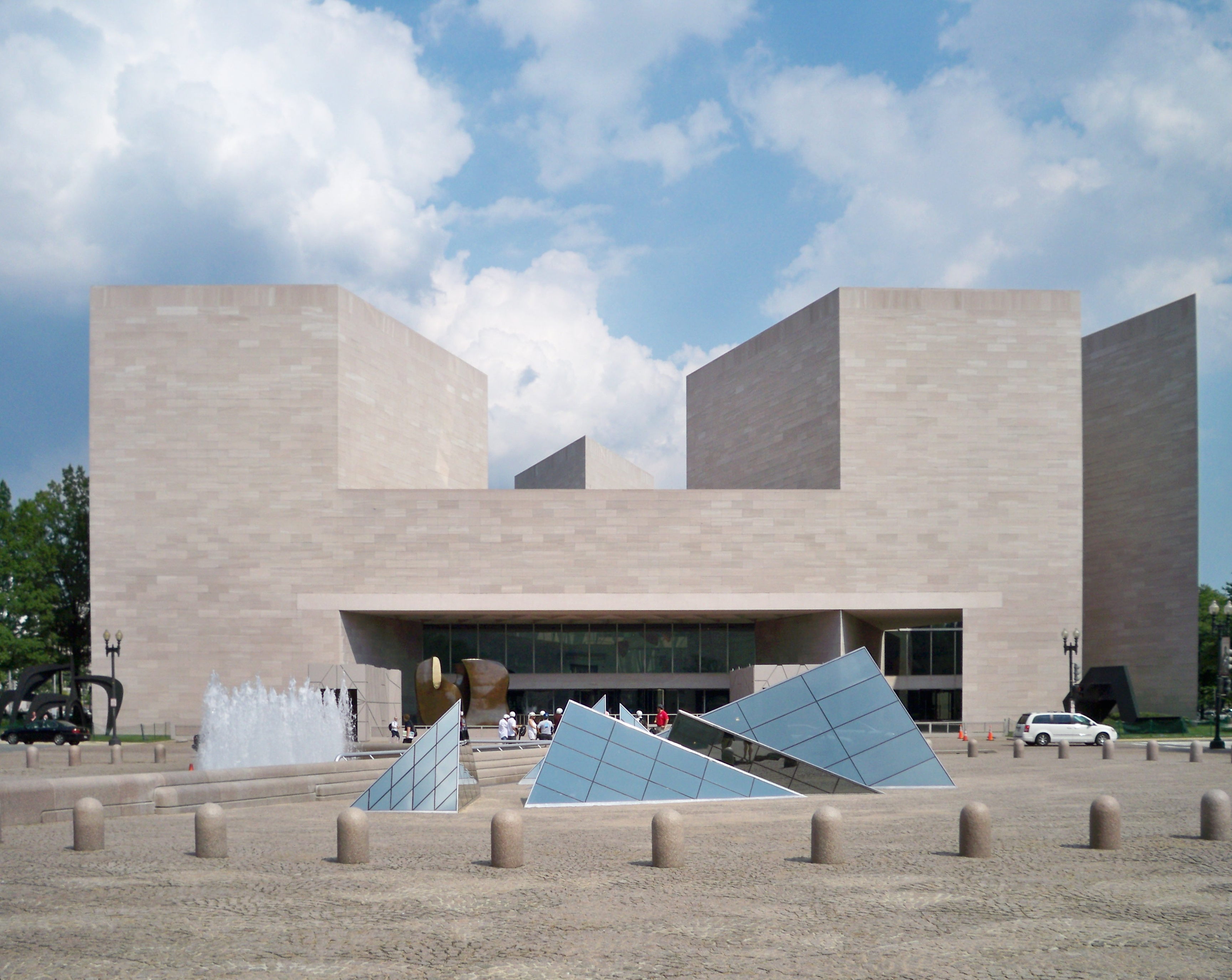
華盛頓國家美術館新東翼 (1978年)
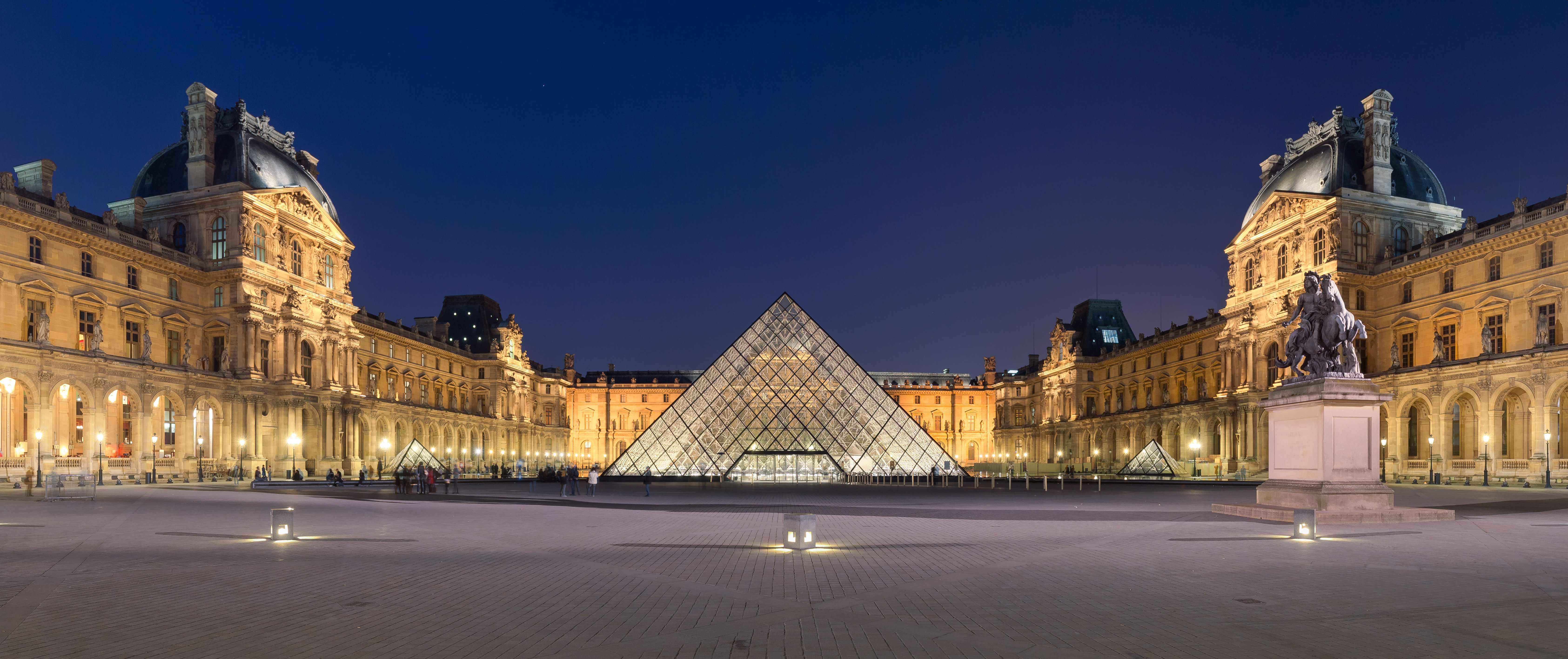
卢浮宫金字塔(1983–89年)

貝聿銘是晚期現代主義的重要人物，也是後現代建築的開山之作。他出生於中國，並在美國麻省理工學院學習建築。由於勒·柯布西耶1935年曾到訪校園進行了為期兩天的訪問，使得貝聿銘的建築理念產生了重大影響。1930年代後期，貝聿銘就讀哈佛大學設計研究生院，師從格羅佩斯和馬瑟·布勞耶而深入參與現代主義。
戰後，貝聿銘為紐約房地產開發商威廉·傑肯多夫從事大型項目設計，在脫離後創辦了自己的公司。其公司所設計的首批建築之一是麻省理工學院的綠色大樓。1963年至1967年間，貝聿銘在科羅拉多州博爾德郊外的落基山脈山腳下的一片開闊地帶設計了美國國家大氣研究中心。
在晚期現代主義崛起的時代，貝聿銘也積極投入於藝術博物館、摩天大樓等建築項目；並採用了相當創新的型式設計。貝聿銘憑藉其在赫伯特·F·约翰逊艺术博物馆(1973年)的設計確立了自己的地位，並參與了華盛頓國家美術館新東翼、卢浮宫金字塔等眾多文化設施的設計。
法茲勒·拉赫曼·汗

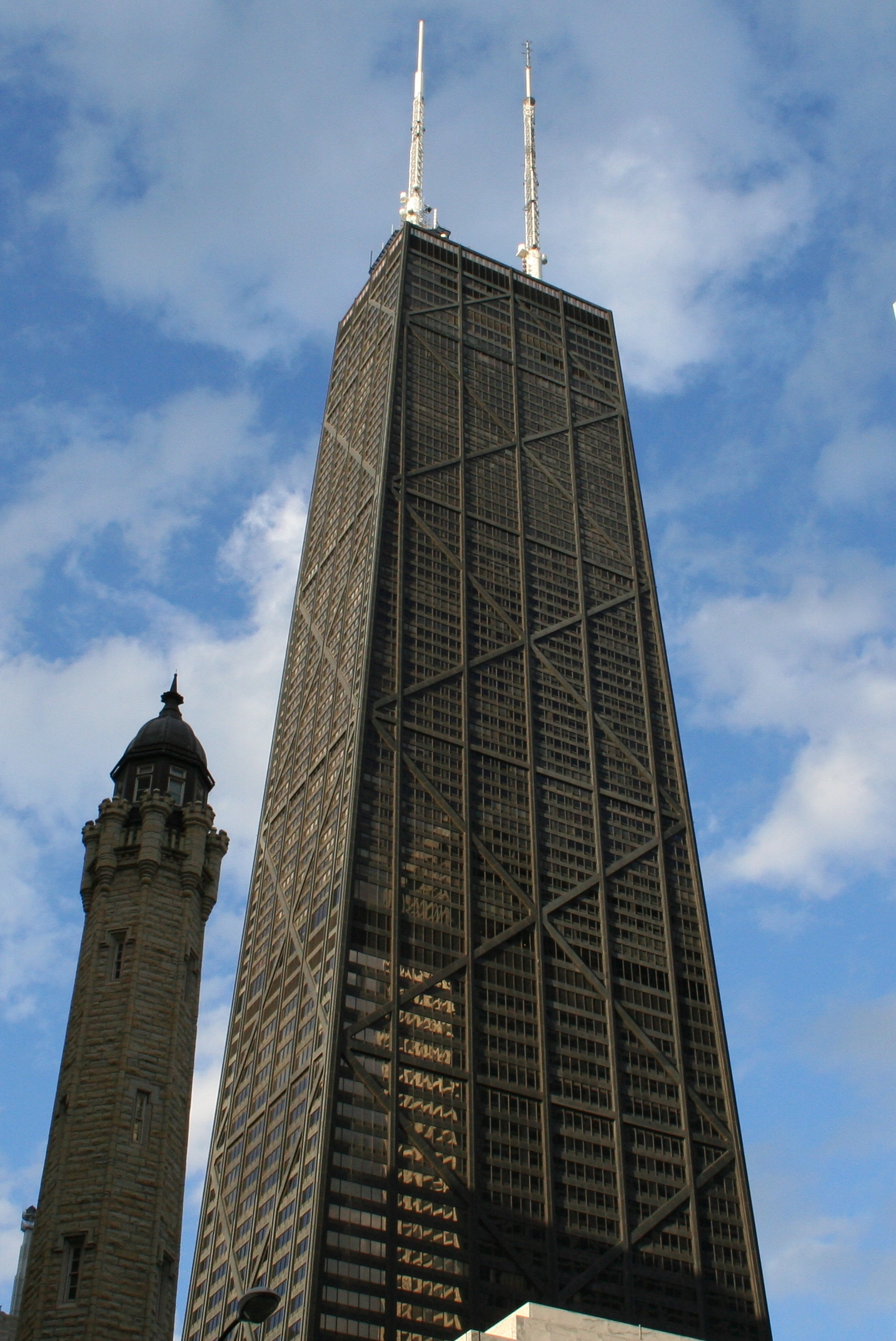
約翰·漢考克中心，是世界第一座使用X型支撐創建桁架管設計的高層建築
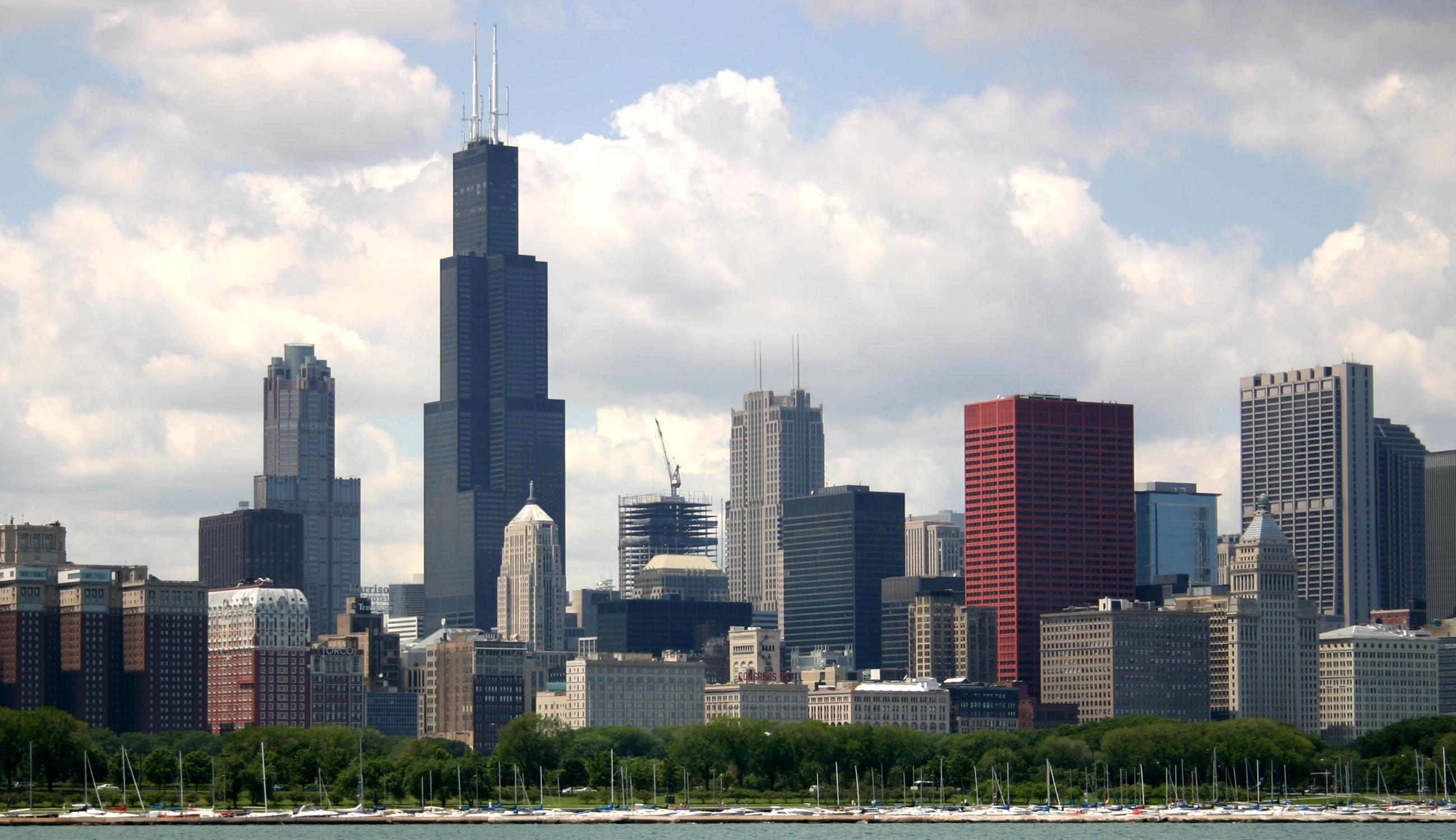
威利斯大廈是世界第一座使用束管設計的建築。

1955年，法兹勒·拉赫曼·汗受僱於建築公司SOM建築設計事務所而開始於芝加哥工作。他於1966年成為SOM建築設計事務所的合伙人。並在餘生與建築師布鲁斯·格雷厄姆並肩工作。拉赫曼·汗在建築結構中有效使用材料的設計方法和概念。並發明被稱之為核心筒的垂直於地面的空心圓柱體，該結構有利於結構受力，抵抗風、地震、衝擊等橫向載荷。並在他的第一座採用管狀結構的建築是德威特廣場公寓樓。並設計包括包括威利斯大廈和約翰·漢考克中心等摩天大樓。，他的創新今天仍然是現代摩天大樓設計和建造的基礎。
拉赫曼·汗認為工程師需要更廣闊的人生觀：「技術人不能迷失在自己的技術中，要懂得欣賞生活，而生活就是藝術、戲劇、音樂，最重要的是人。」可汗的個人文件現由芝加哥藝術學院的瑞爾森和伯納姆圖書館保存。展示了包括拉赫曼·汗的手稿、草圖、錄音帶、幻燈片和其他的文獻資料。
山崎實

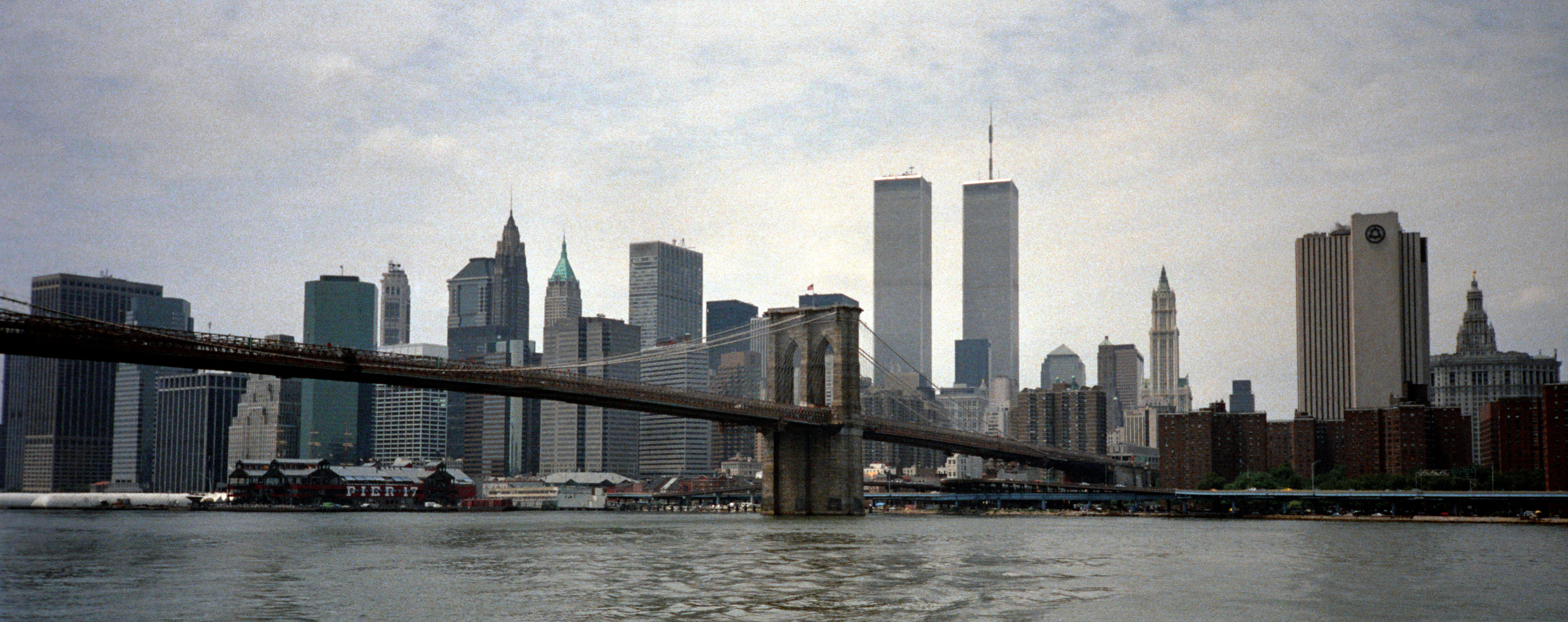
山崎實位於曼哈顿下城的世界貿易中心(1973-2001年)
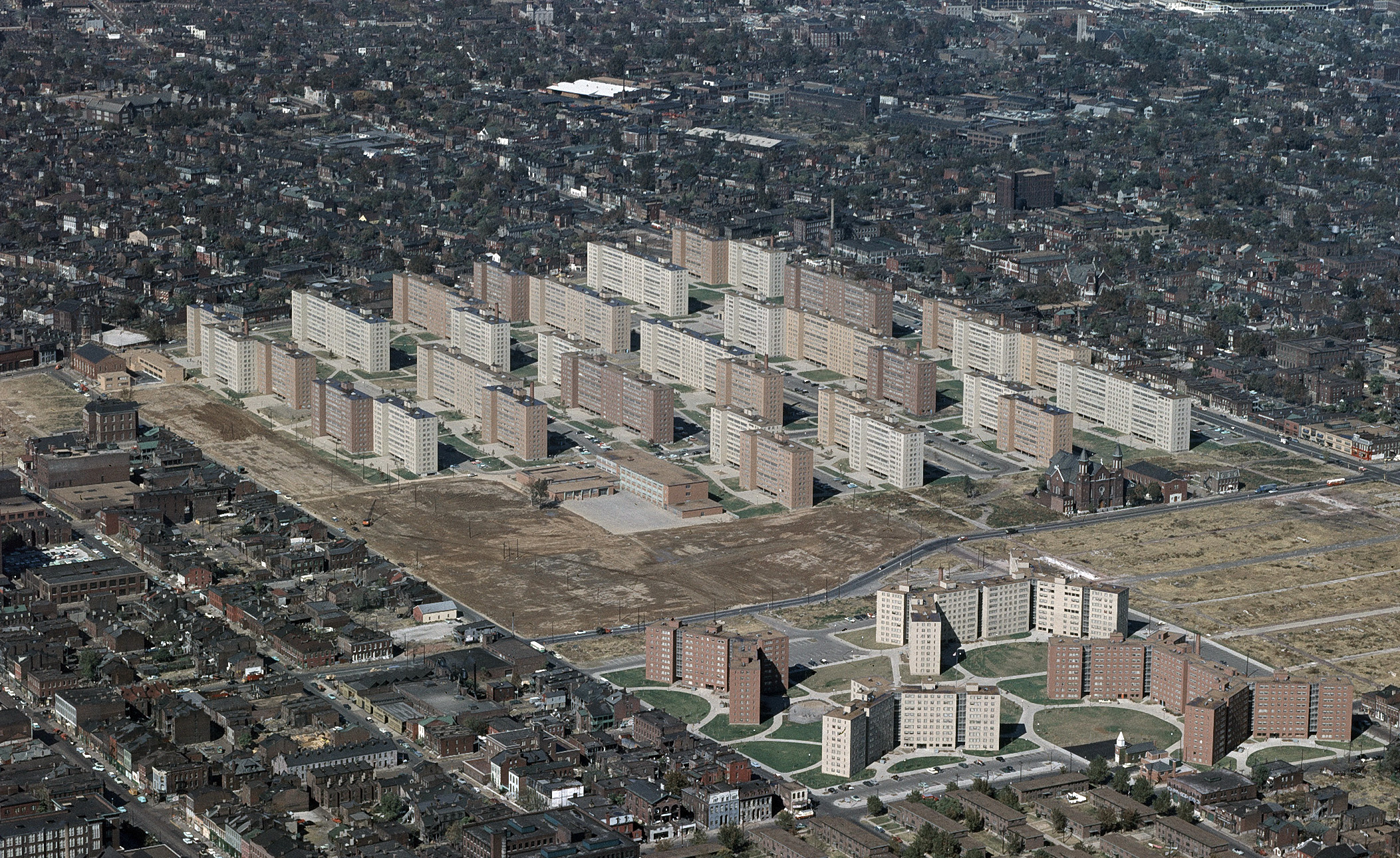
聖路易斯普魯伊特-伊戈公寓（1955-1976年）
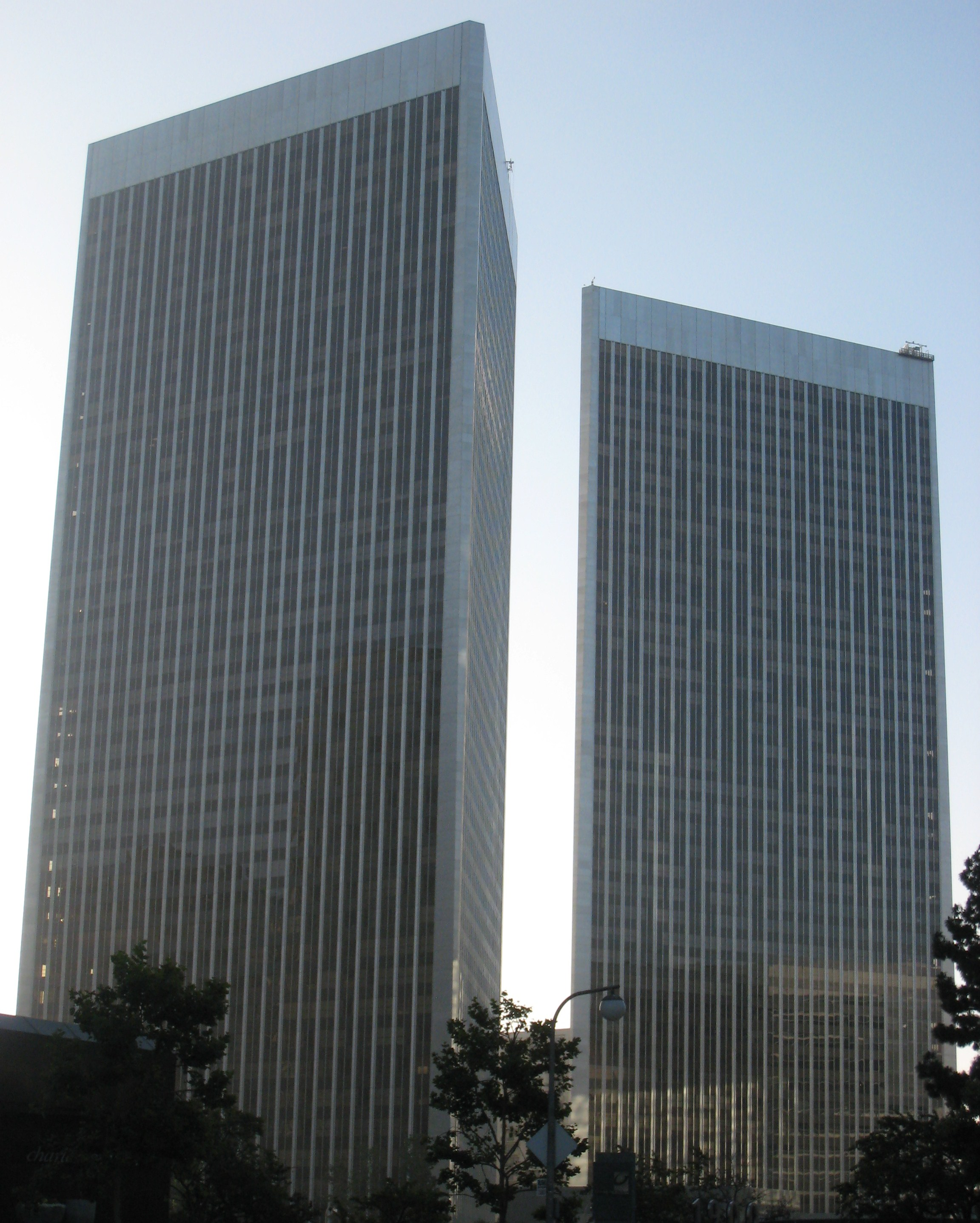
世紀廣場大廈（英语：Century Plaza Towers） (1975年)
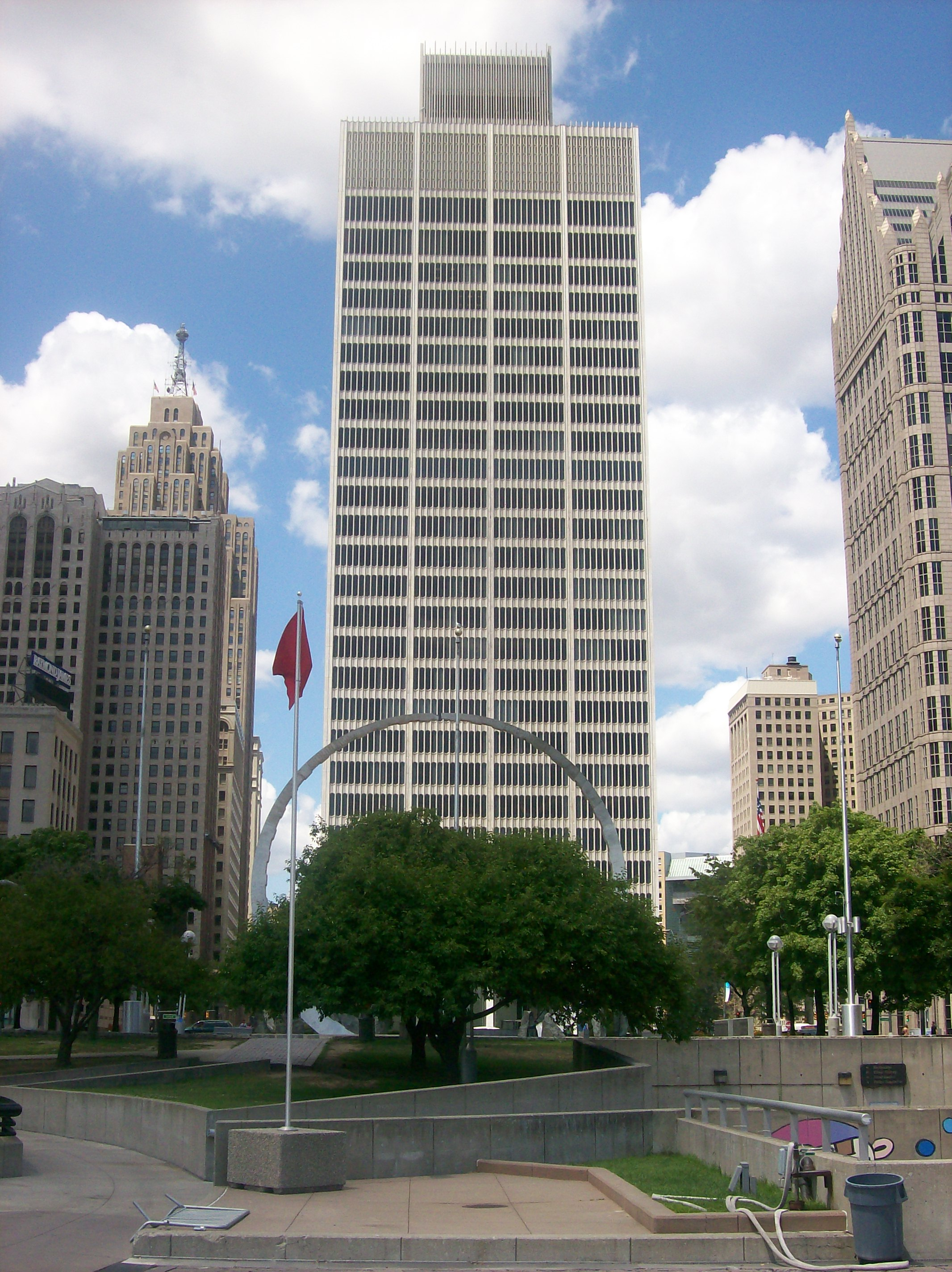
伍德沃德大道一號（英语：One Woodward Avenue） (1962年)

山崎實被譽為「新形式主義」的代表建築師，他曾實施多個獨特的工程解決方案以解決複雜的結構問題（包括電梯井道、每層樓佔用的空間）而取得成功。在此期間，他曾建造了許多辦公大樓，他的建築風格深受哥特式建筑的尖拱啟發的細節，並使用極窄的垂直窗戶為特徵。其最知名的作品為位於紐約市的世界貿易中心。該建築是由兩棟1,360英尺（410公尺）的塔樓所構成。其建築物的窄窗風格也則是源於他個人的恐高症和希望樓內的人有足夠的安全感的願望。該建築群是美國建築中反映出勒·柯布西耶的建築道德觀的典型建築，同時也反映出山崎對於現代主義的趨勢。
此外，山崎和他的工程師在設計世界貿易中心時，則決定使用一個新的兩級電梯的系統。該系統中共有有兩個專門用來換電梯的空中大廳。使得這兩個層樓裡的人們可以從大面積的高速電梯裡換到區間電梯。山崎也設計了普魯伊特-伊戈公寓，這是美國有史以來最大的住房項目，由於市場狀況不佳和建築物本身破舊不堪，該建築於1976年完全拆除。

## 歐洲

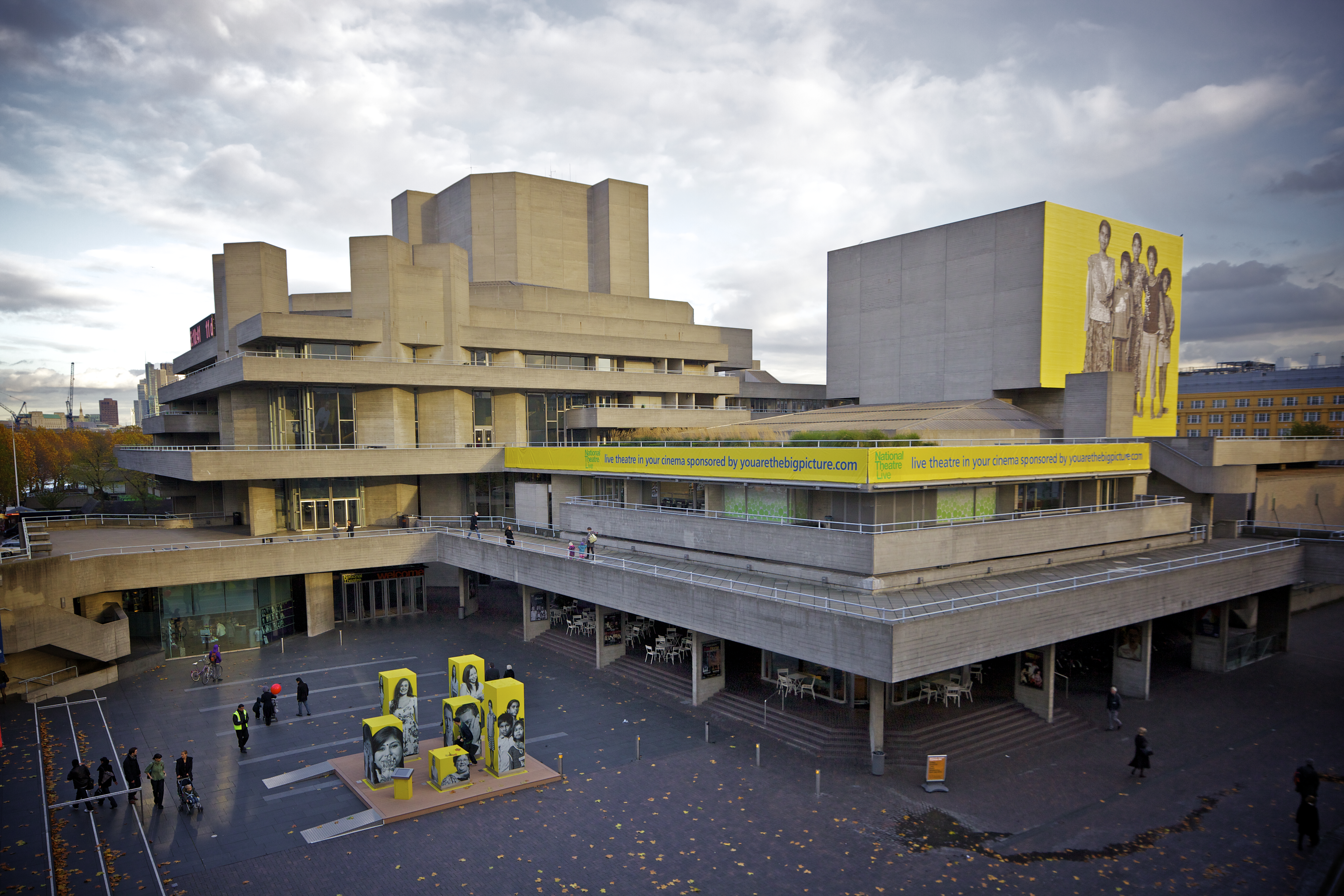
倫敦皇家國家劇院，丹尼斯·拉斯頓（英语：Denys Lasdun） (1967–76年)
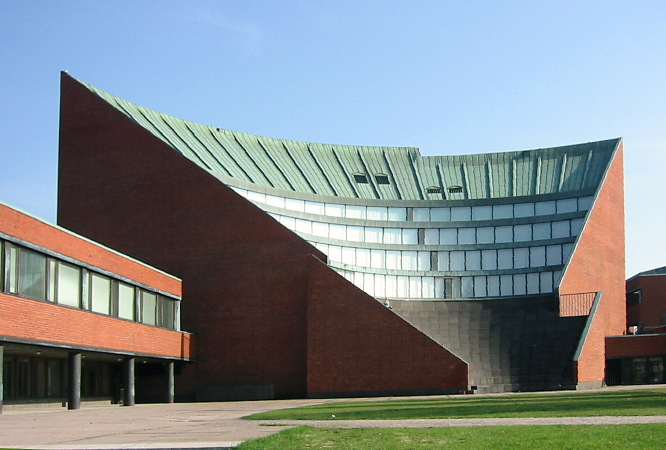
赫爾辛基科技大學禮堂,阿尔瓦尔·阿尔托 (1964年)
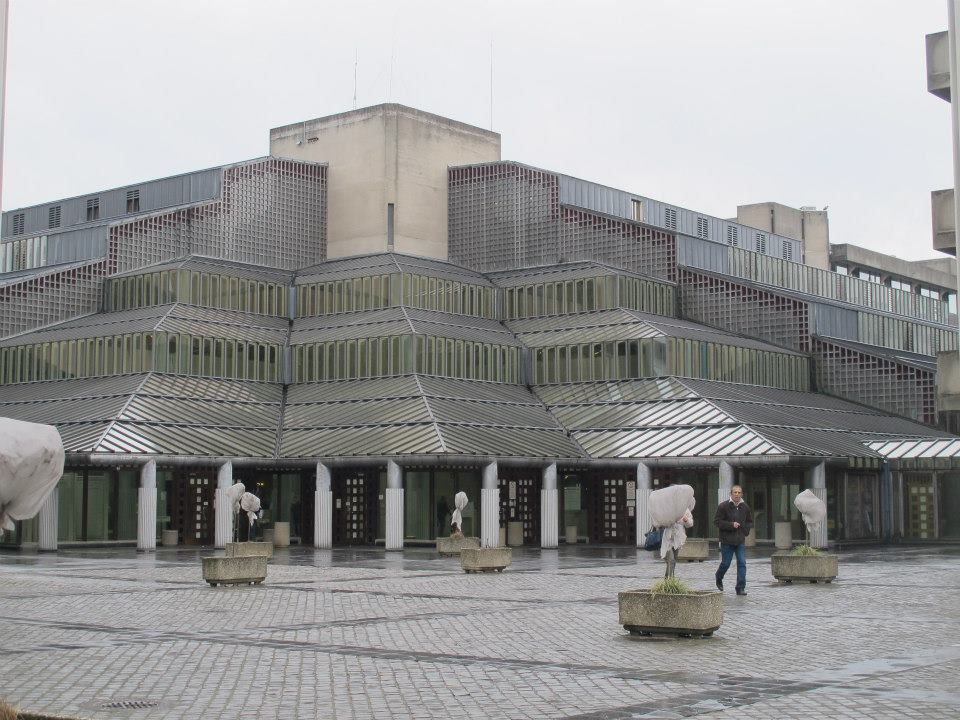
列日大學醫院中心，查爾斯·范登霍夫（英语：Charles Vandenhove） (1962–82年)
瑪格基金會（英语：Fondation Maeght），何塞普·路易斯·塞特（英语：Josep Lluis Sert）（1964年）
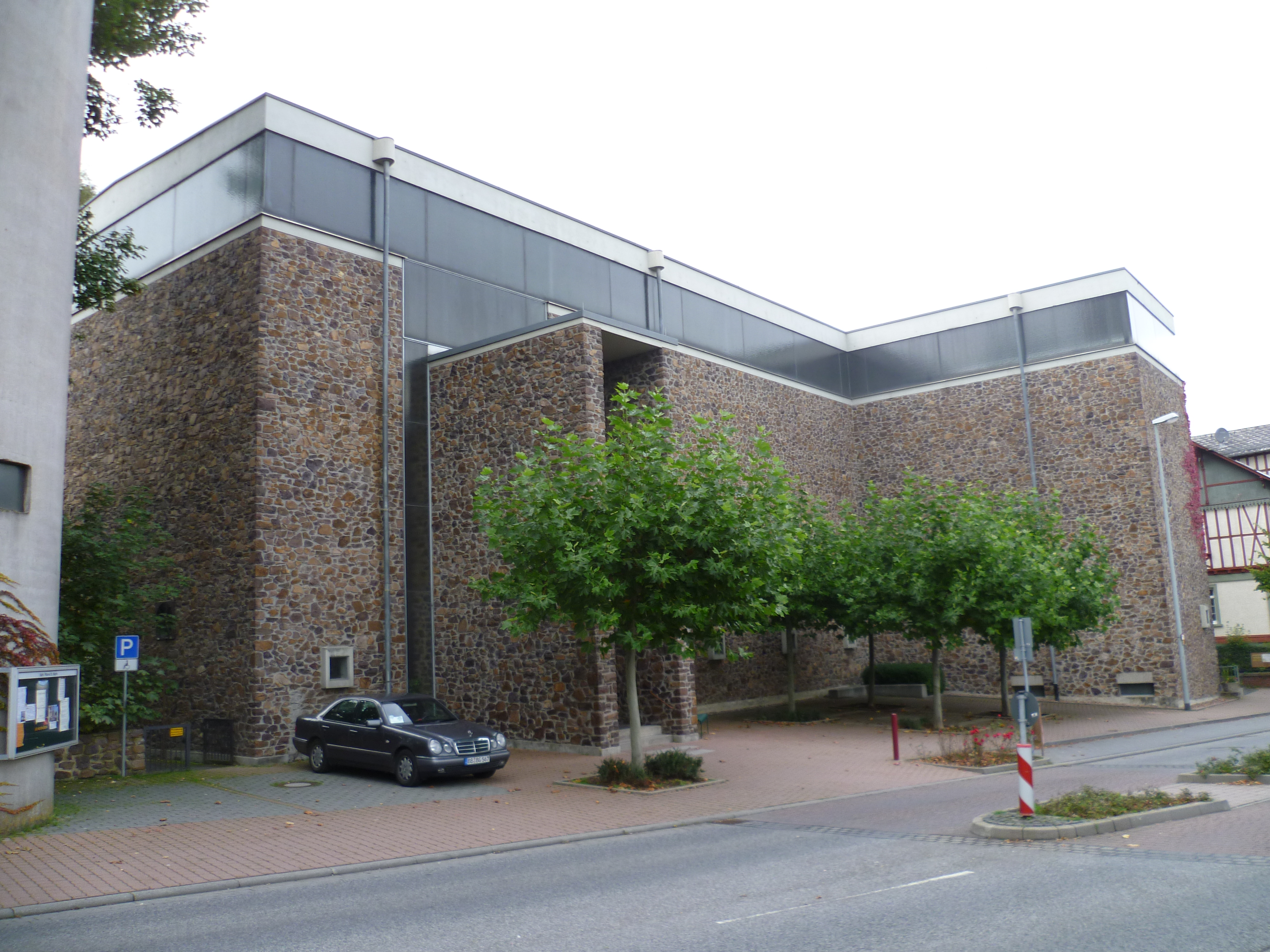
伊德斯坦聖馬丁教堂（英语：St. Martin, Idstein），約翰內斯·克拉恩（英语：Johannes Krahn） (1965年)
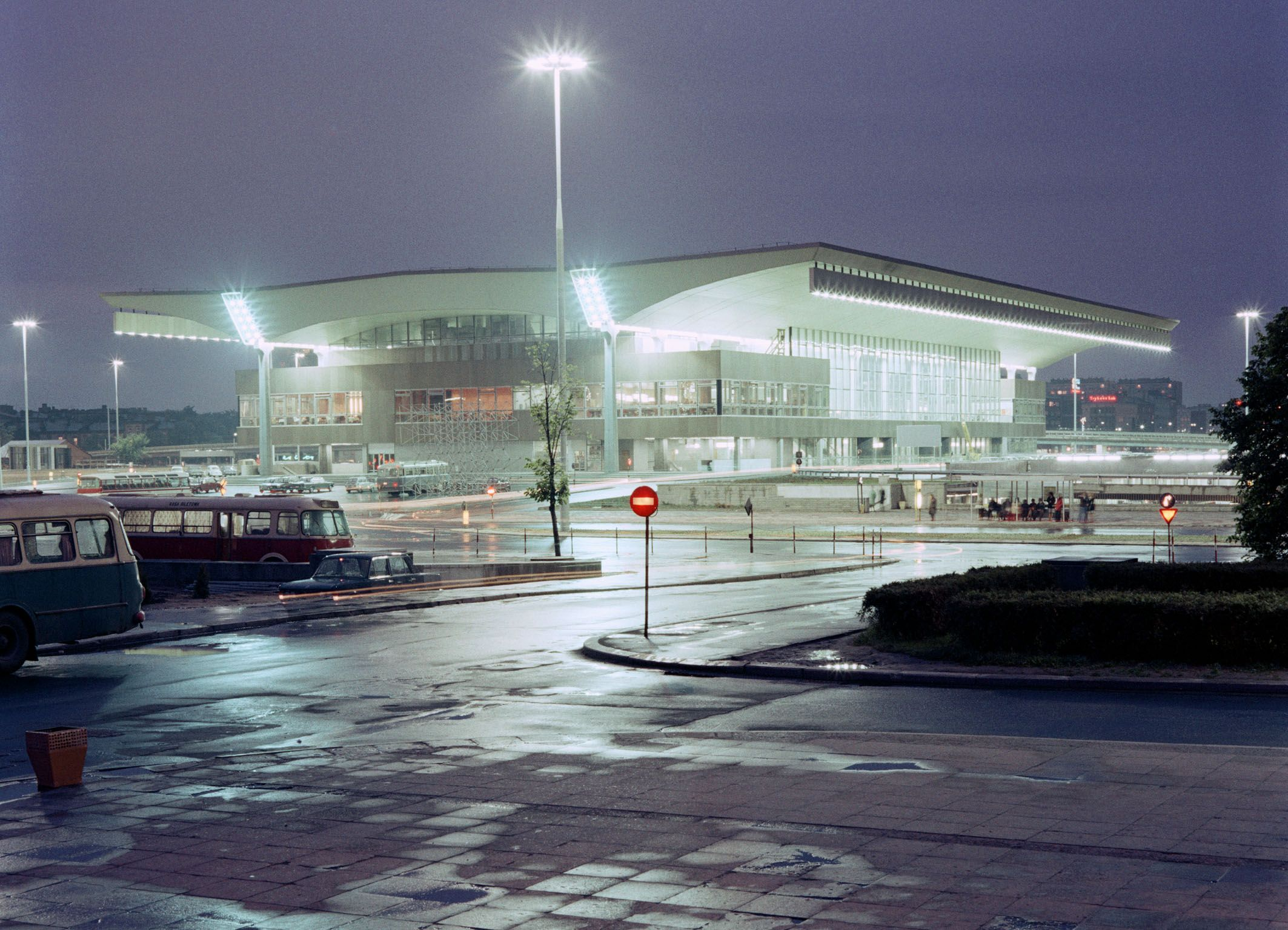
华沙中央车站，阿森紐斯·羅曼諾維奇（葡萄牙语：Arseniusz Romanowicz） (1975年)
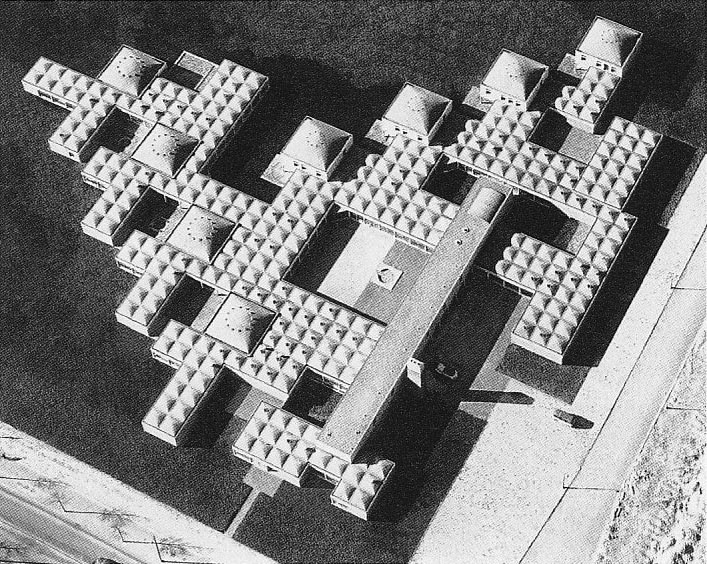
阿姆斯特丹市政孤兒院，阿爾多·凡·艾克（英语：Aldo_van_Eyck）（1960年）

在法國，勒·柯布西耶仍然是最著名的建築師，他最著名的晚期作品是位於里昂附近山坡的拉圖雷特修道院，修道院由未加工的混凝土建成，樸素而沒有裝飾，靈感來自他第一次去意大利旅行時參觀的中世紀修道院。
在英國，現代主義的主要人物包括威尔斯·寇特斯 (1895-1958)、F. R. S.約克 (1906-1962)、詹姆士·史特靈 (1926-1992) 和丹尼斯·拉斯頓 (1914-2001)。拉斯最著名的作品是位於泰晤士河南岸的皇家國家劇院（1967-1976年）。在比利時的重要人物是查爾斯·范登霍夫，他為列日的大學醫院中心建造了一系列重要的建築。芬蘭最有影響力的建築師則為阿尔瓦尔·阿尔托，他將自己的現代主義版本以北歐景觀、光線和材料為主題。尤其是對於木材的使用。第二次世界大戰後，他在美國教授建築學。在丹麥，阿纳·雅各布森則是著名的現代主義者，除了建築外，他還設計了一些列獨特的椅子等家具。
意大利最著名的現代主義者是吉奧·龐蒂，他經常與鋼筋混凝土專家結構工程師皮埃爾·奈爾維合作，他們最著名的設計是米蘭的倍耐力大廈（1958-196年），該建築自完工幾十年來一直是意大利最高的建築。
最著名的西班牙現代主義者是加泰羅尼亞建築師何塞普·路易斯·塞特，他在西班牙、法國和美國取得了巨大成功。他後來著名的作品包括法國普羅旺斯聖保羅的瑪格基金會（1964 年）和馬薩諸塞州劍橋的哈佛科學中心。他曾擔任哈佛設計學院建築學院院長。
雖著德國在二戰後開始重建城市，著名的德國現代主義者約翰內斯·克拉恩為城市建造了幾座重要的博物館和教堂，該建築物巧妙地結合了石材、混凝土和玻璃。繼承該風格的主要奧地利建築師包括古斯塔夫·佩契爾，他後來的作品包括德國波恩的德意志聯邦共和國藝術和展覽中心（1989年）。

## 拉丁美洲

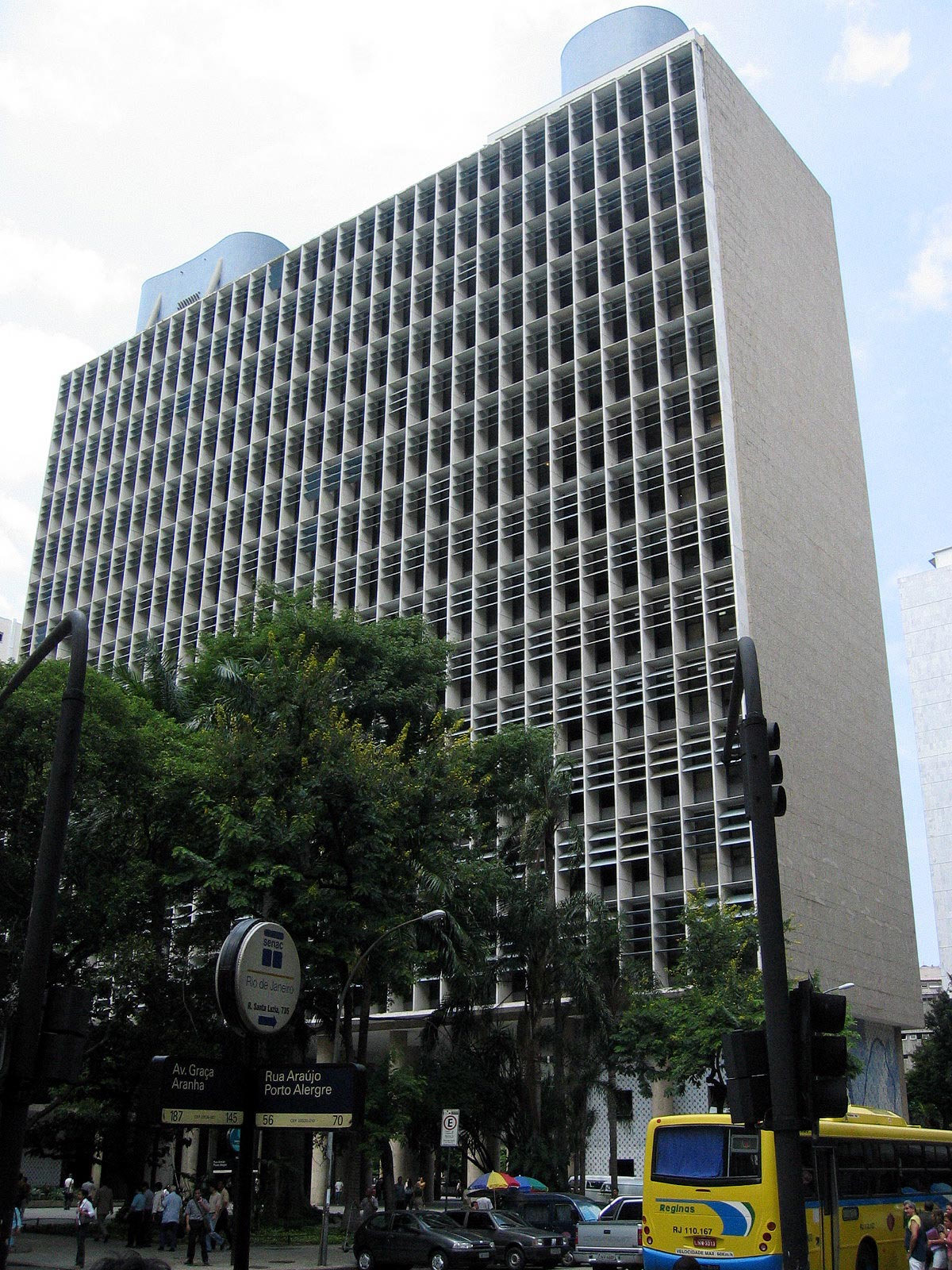
里約熱內盧衛生和教育部，盧西奧·科斯塔(1936–43年)
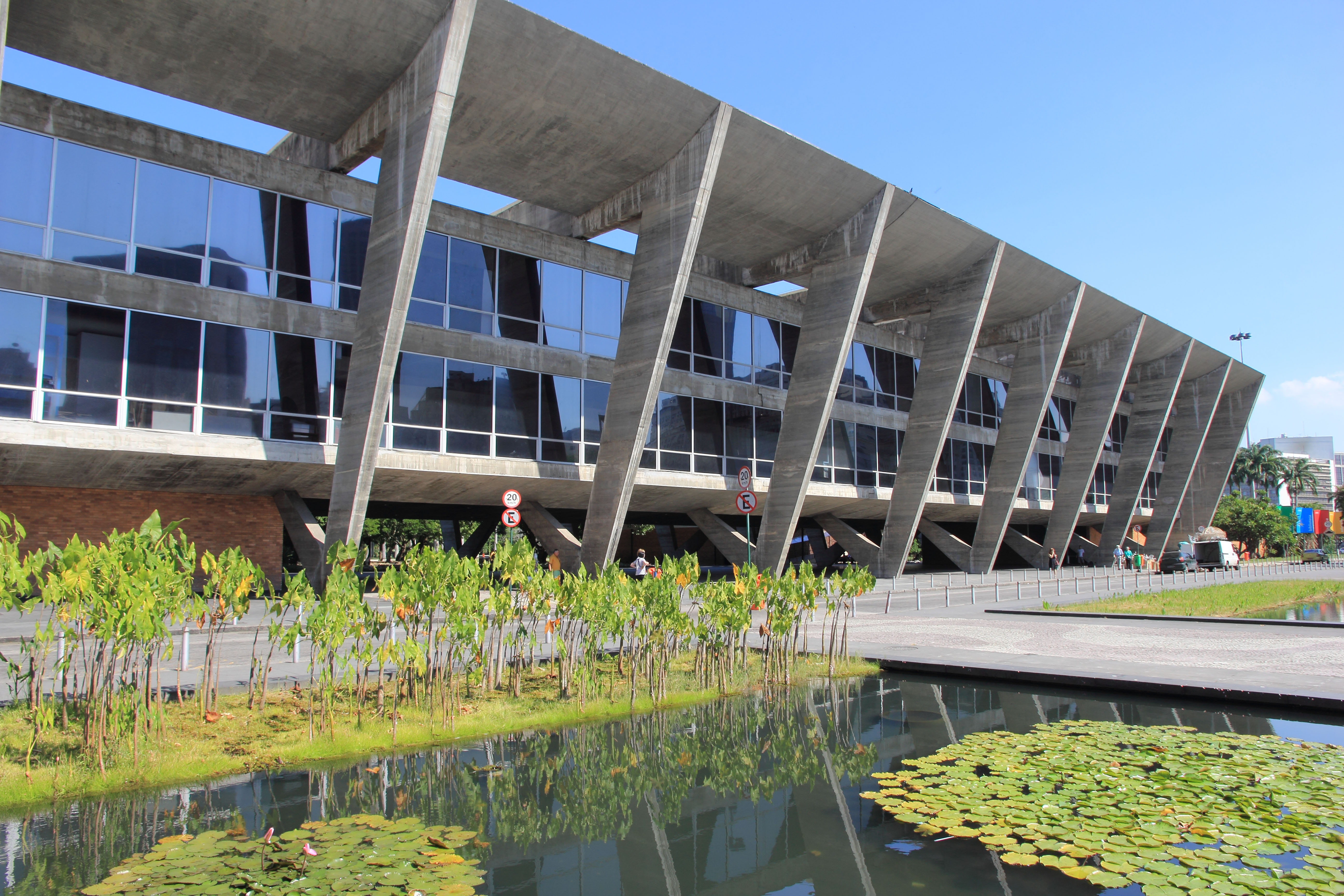
里約熱內盧現代藝術博物館（英语：Museum_of_Modern_Art,_Rio_de_Janeiro） ，阿方索·愛德華多·雷迪（英语：Affonso Eduardo Reidy） (1960年)
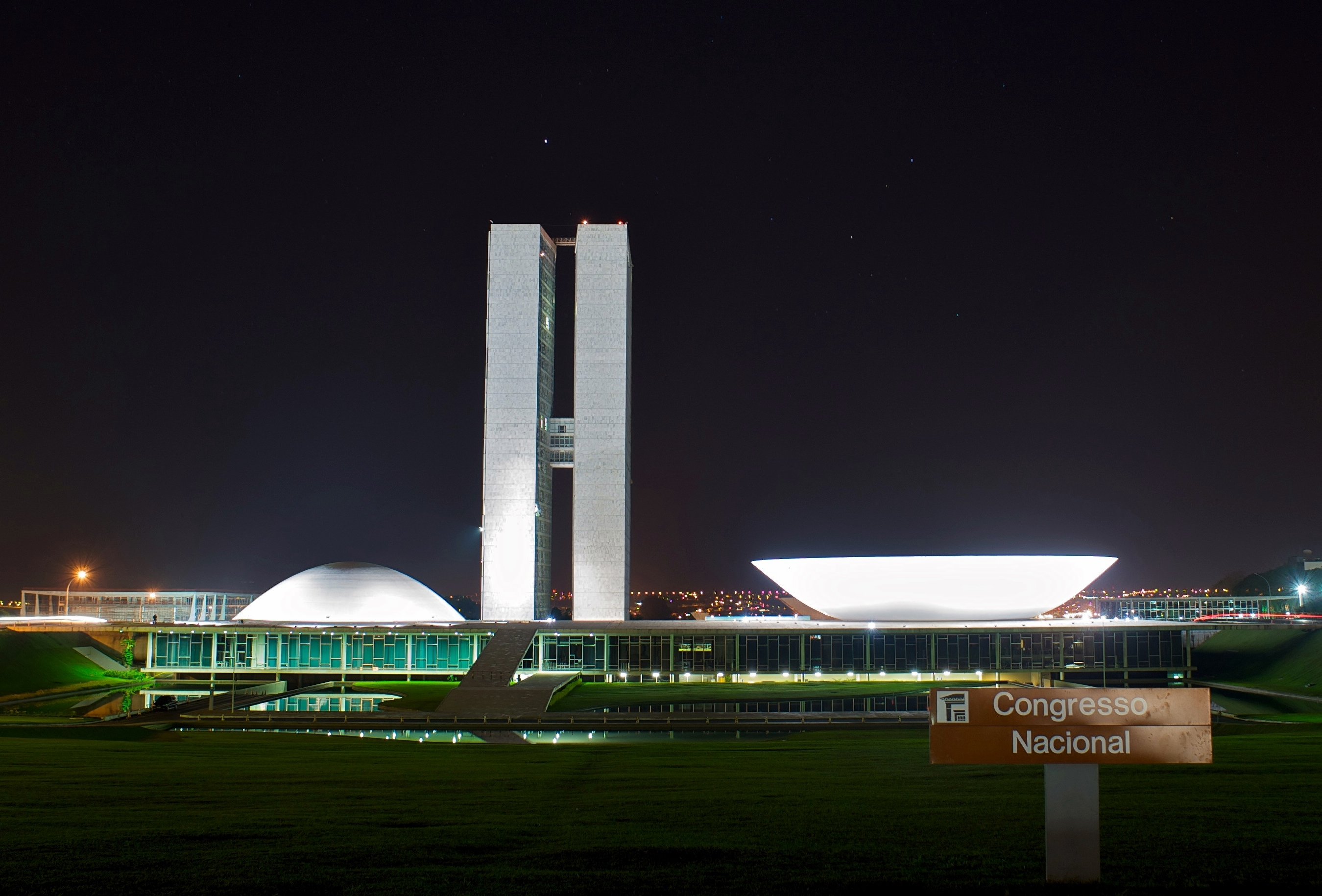
巴西國民議會，奧斯卡·尼邁耶 (1956–61年)
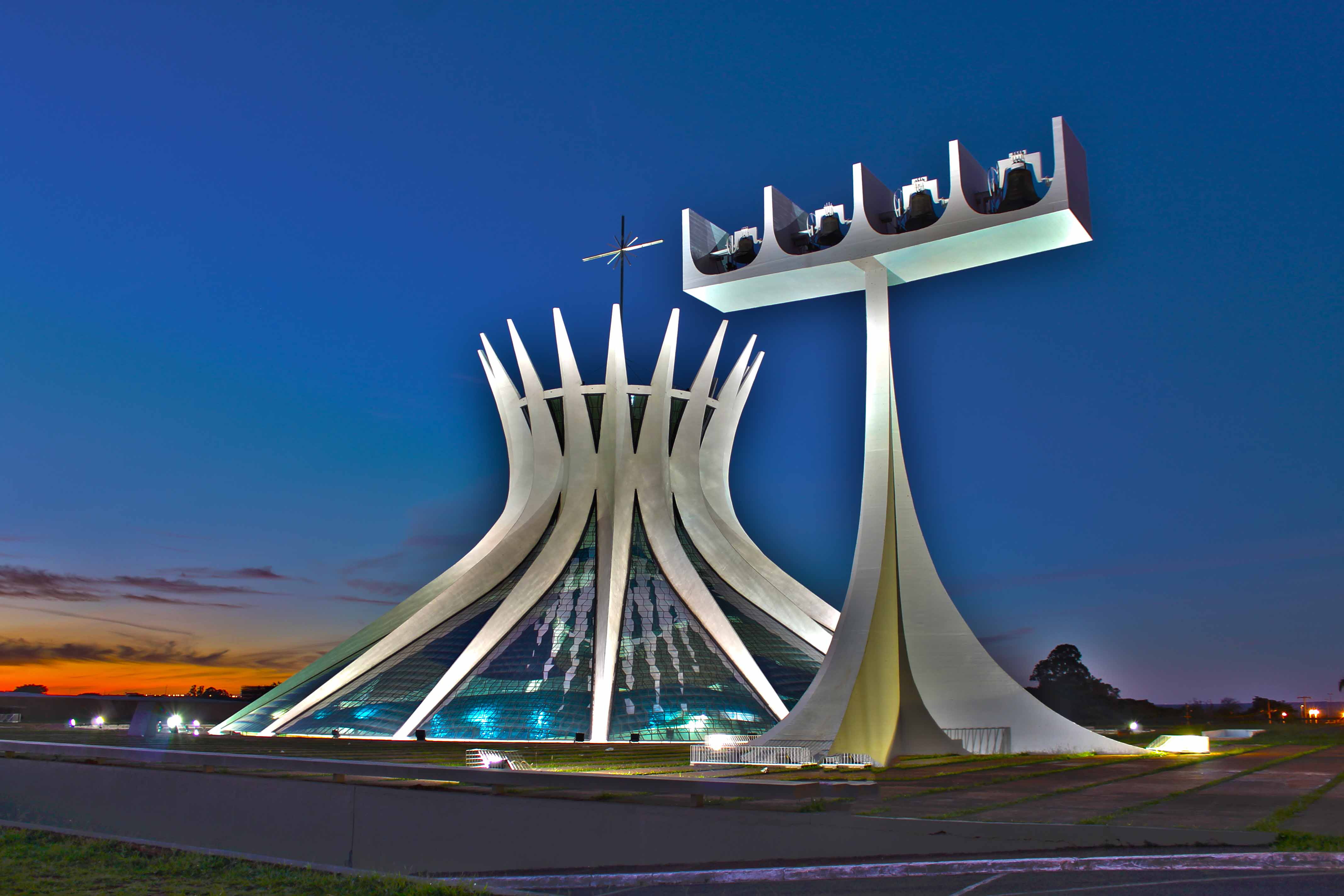
巴西利亞大教堂，奧斯卡·尼邁耶 (1958–1970年)
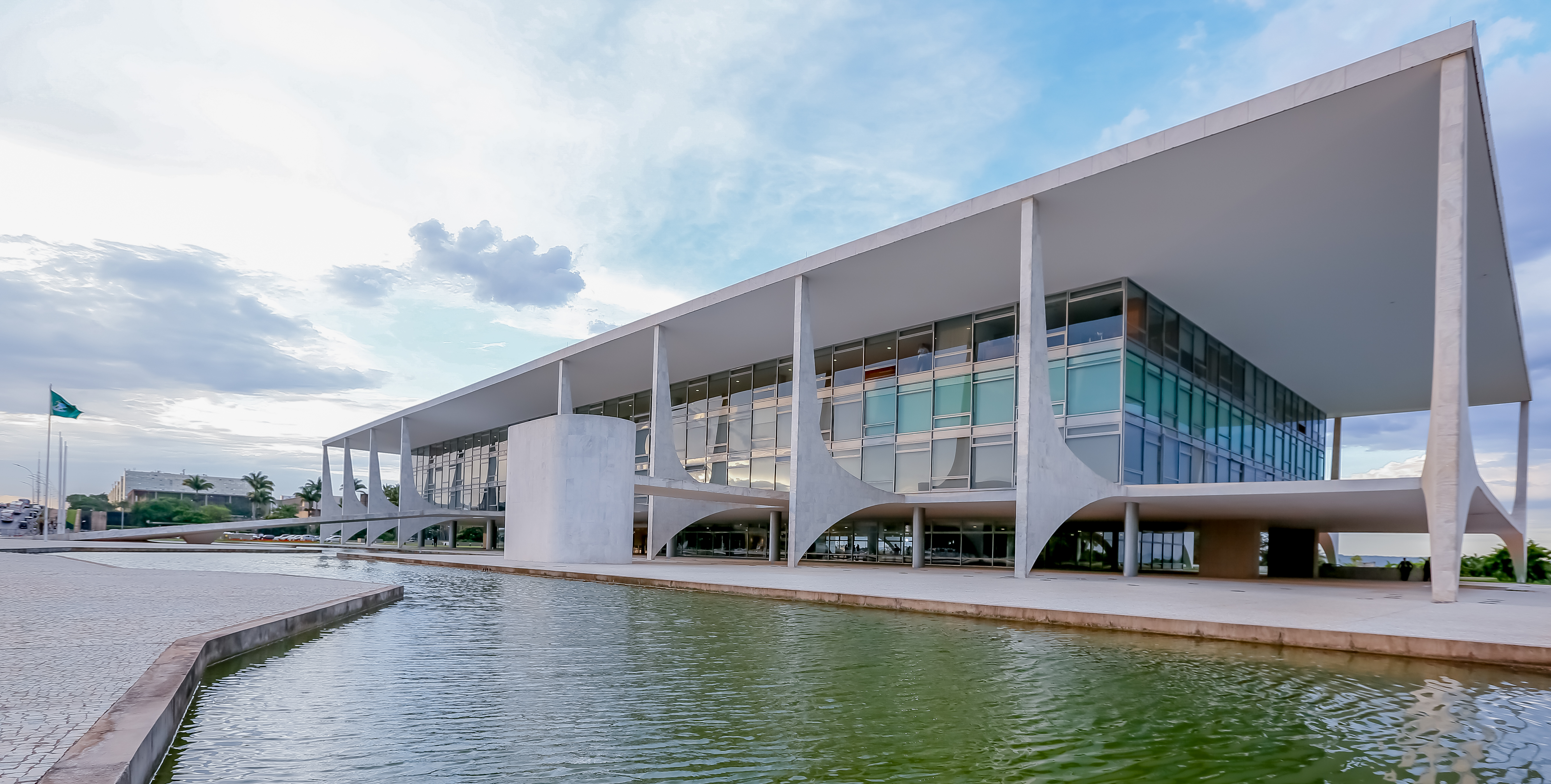
普拉納托宮，奧斯卡·尼邁耶 (1958–1960年)
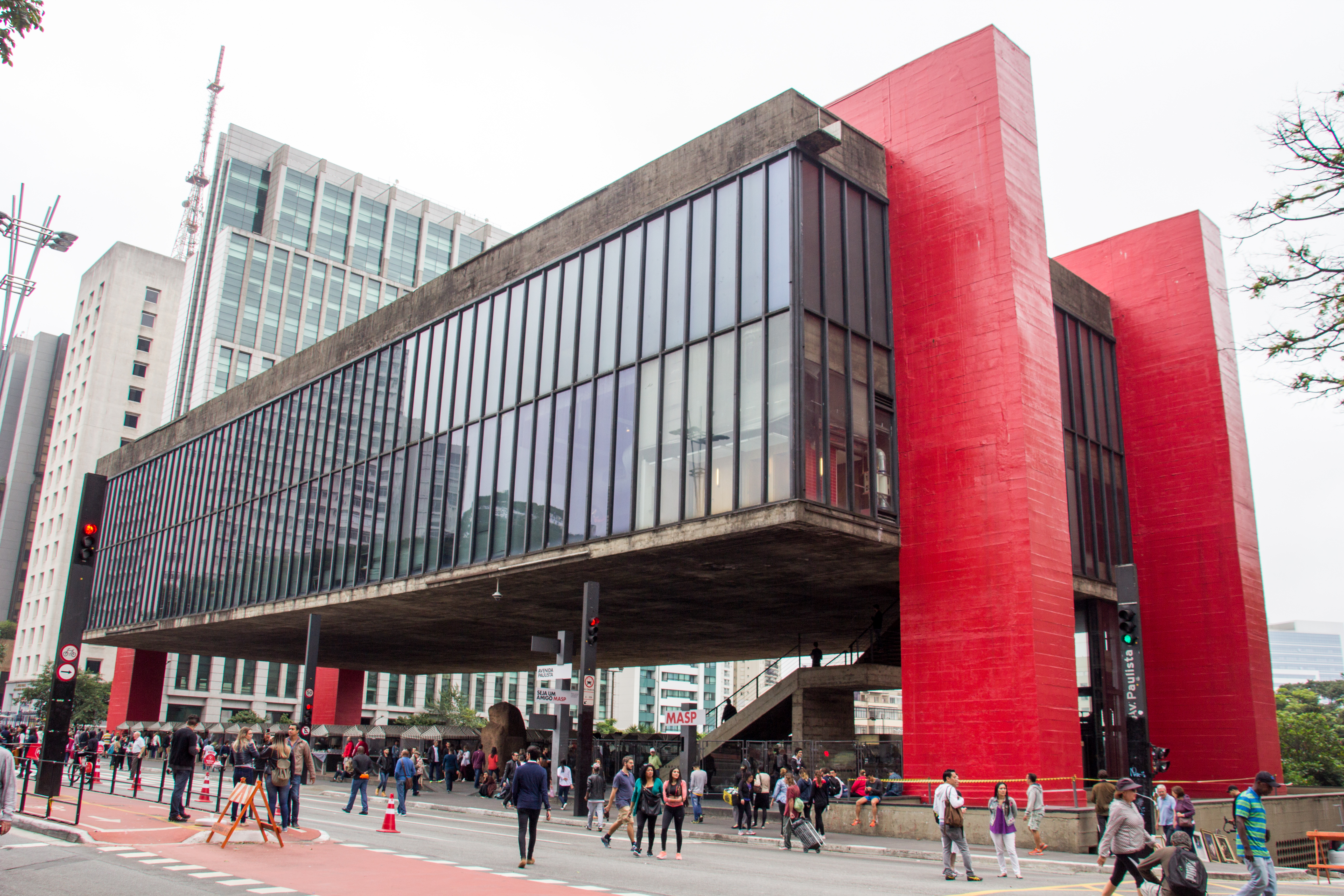
聖保羅藝術博物館，莉娜·博·巴尔迪 (1957–68年)
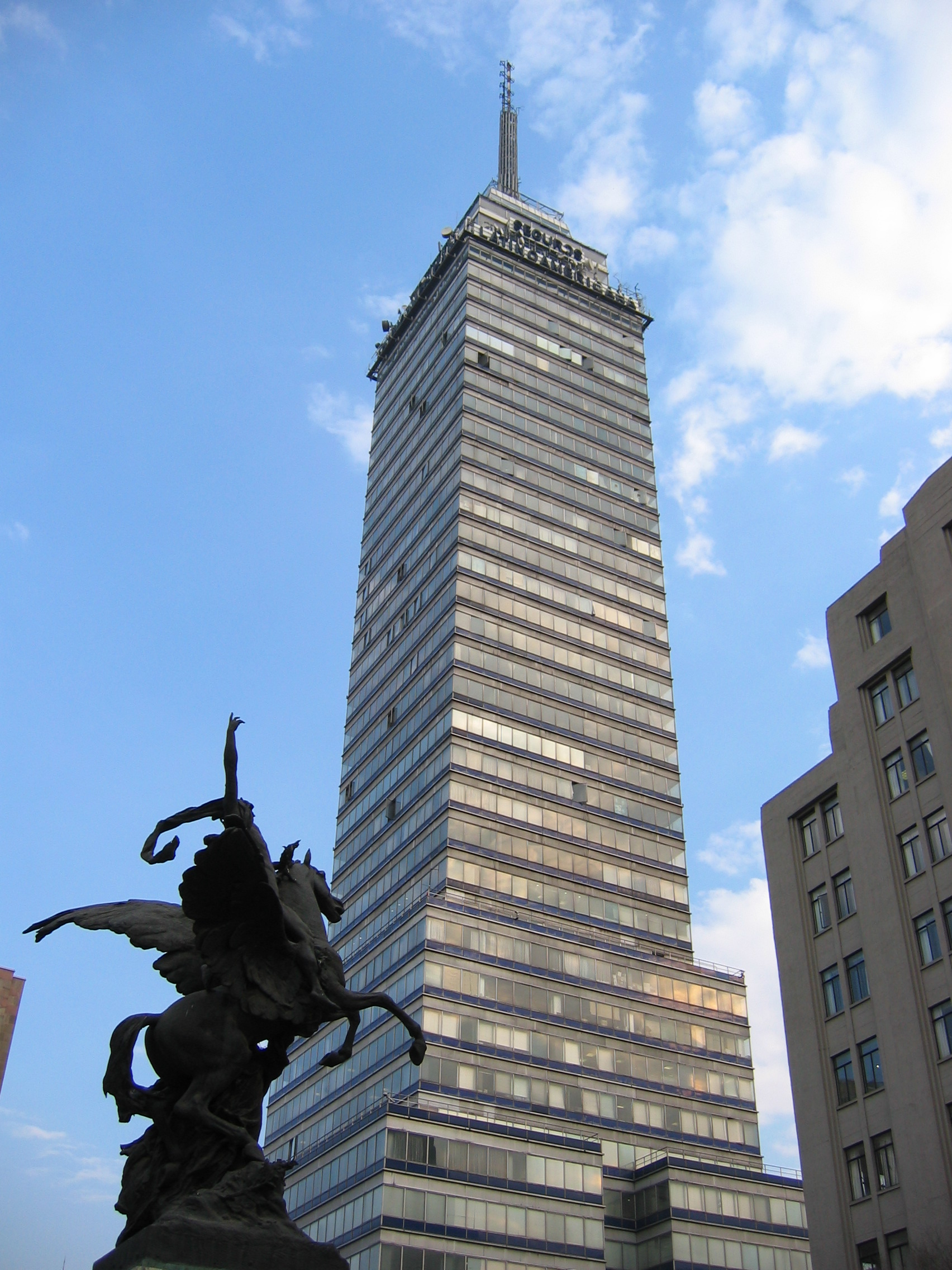
拉丁美洲塔，奧古斯托·H·阿爾瓦雷斯（英语：Augusto H. Alvarez）(1956年)
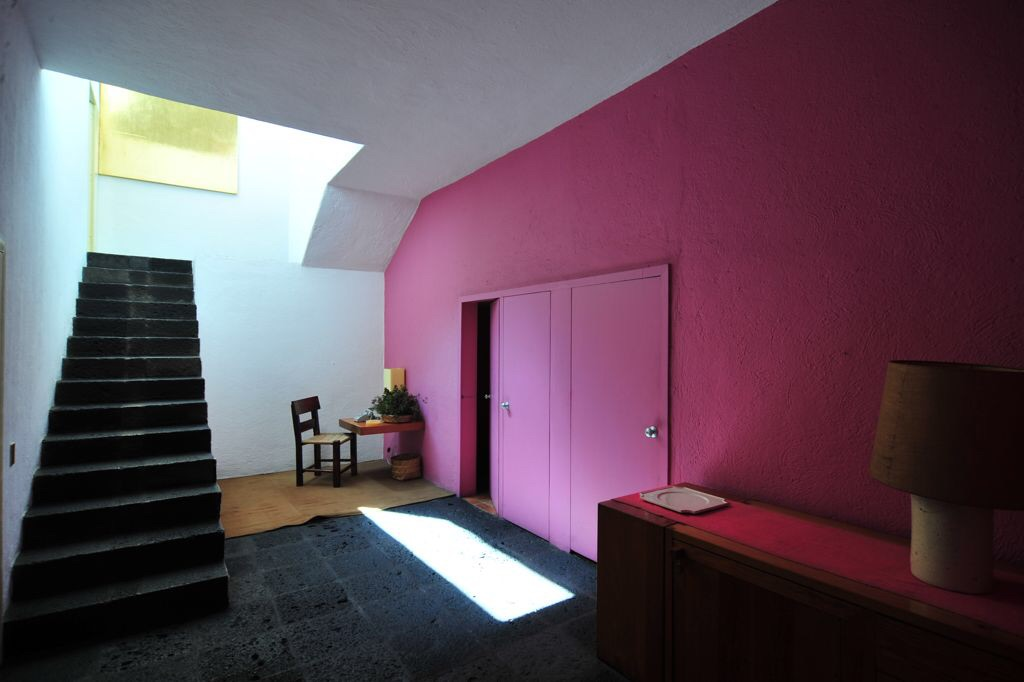
路易斯·巴拉甘故居和工作室（英语：Luis Barragán House and Studio），路易斯·巴拉甘（1948年）

建築歷史學家有時將拉丁美洲現代主義稱為「熱帶現代主義」。這反映了建築師將現代主義適應熱帶氣候以及拉丁美洲的社會政治背景。
通過盧西奧·科斯塔（1902-1998年）和奧斯卡·尼邁耶（1907-2012年）的作品，巴西成為 1930 年代後期現代建築的典範。他們兩人自負責設計里約熱內盧教育和衛生部 (1936-43) 以及 1939年紐約世界博覽會巴西館開始合作。在戰後全面負責巴西規模最龐大得現代主義項目計劃；新首都巴西利亞的總體規劃。他們以以十字形佈局，主要政府大樓位於中心。尼邁耶則在其中負責設計政府大樓，包括總統府；國民議會、等政府機關、大教堂、十八個部門和巨大的住宅區，現代主義既被用作建築原則，又被用作組織社會的指導方式。
1964年巴西政變後，尼邁耶移居法國，在那裡他設計了法國共產黨總部（1965-1980年）。
墨西哥在戰後也經歷了突出的現代主義運動。重要人物包括費利克斯·坎德拉，他專門研究不尋常的拋物線形式的混凝土結構。另一個重要人物是馬里奧·帕尼，他設計了墨西哥城國家音樂學院(1949年)和托雷徽記 (1988年)；帕尼還在1950年代與胡安·奧高曼、歐亨尼奧·佩斯查德和恩里克·德爾·多明格斯一起參與了墨西哥城大學城的建設。由奧古斯托·H·阿爾瓦雷斯設計的拉丁美洲塔（1956年），是墨西哥城最早的現代主義摩天大樓之一，佩德罗·拉米雷斯·巴斯克斯和拉斐爾·米哈雷斯·阿爾塞雷卡為1968年奧運會設計了奧林匹克體育場。
路易斯·巴拉甘墨西哥現代主義的另一位有影響力的人物。他在墨西哥城的原始混凝土住宅和工作室在外面看起來像一座碉堡，而在裡面卻有著非常簡單的形式、純淨的色彩、充足的自然光線，這座房子於2004年被聯合國教科文組織列為世界遺產。

## 亞洲、大洋洲

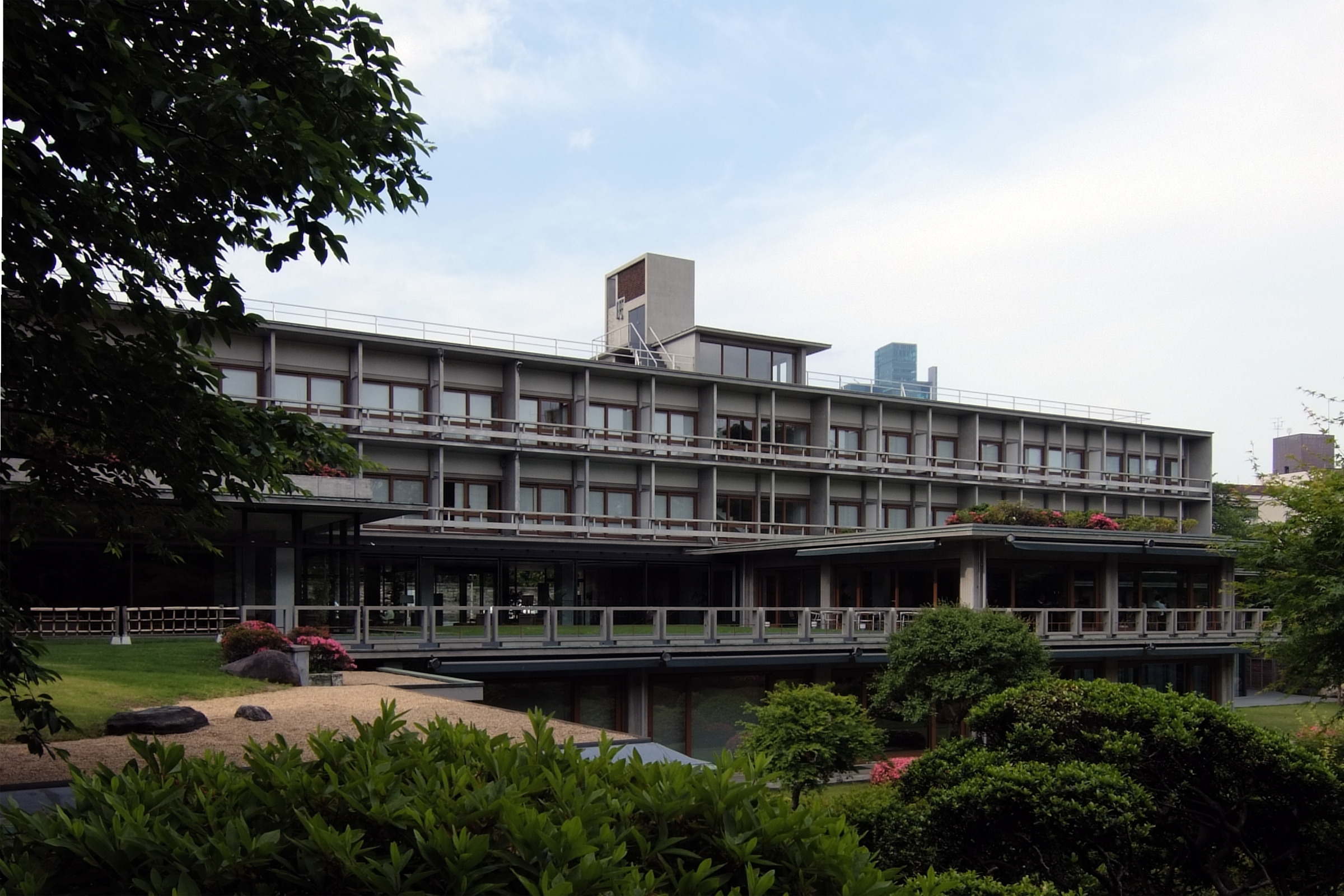
日本國際之家，前川国男(1955年)
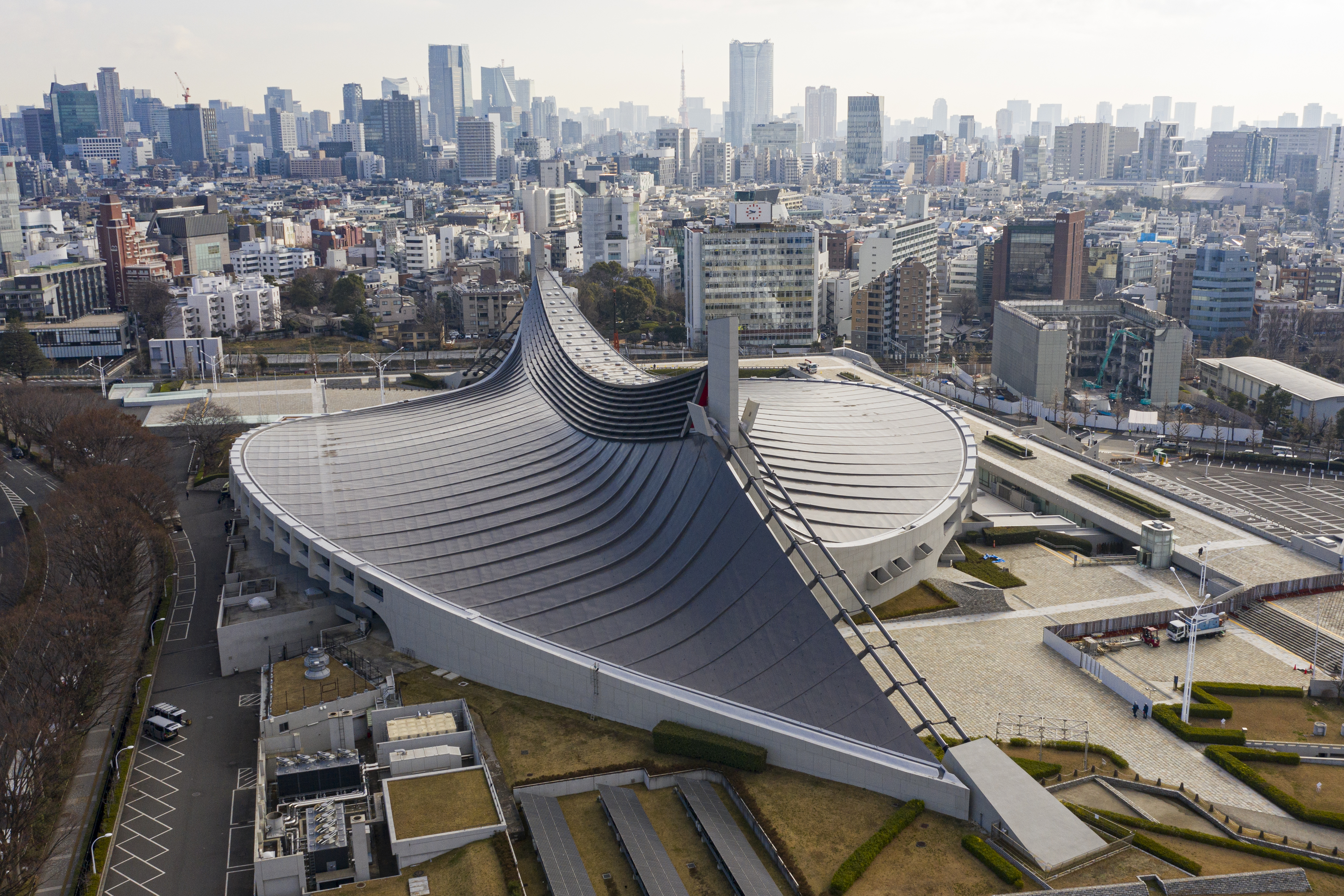
國立代代木競技場，丹下健三 (1964年)
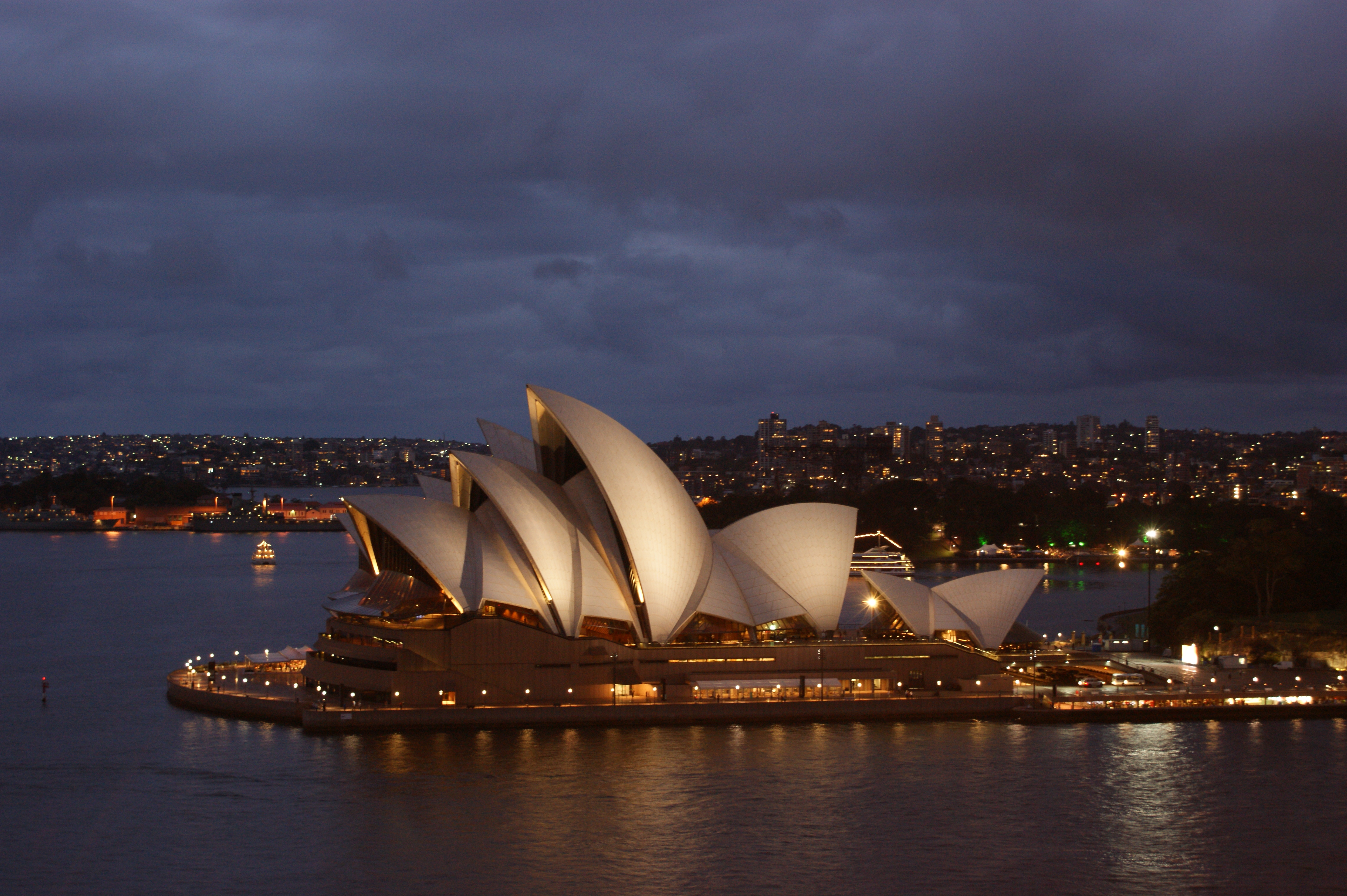
雪梨歌劇院，约恩·乌松 (1973年)
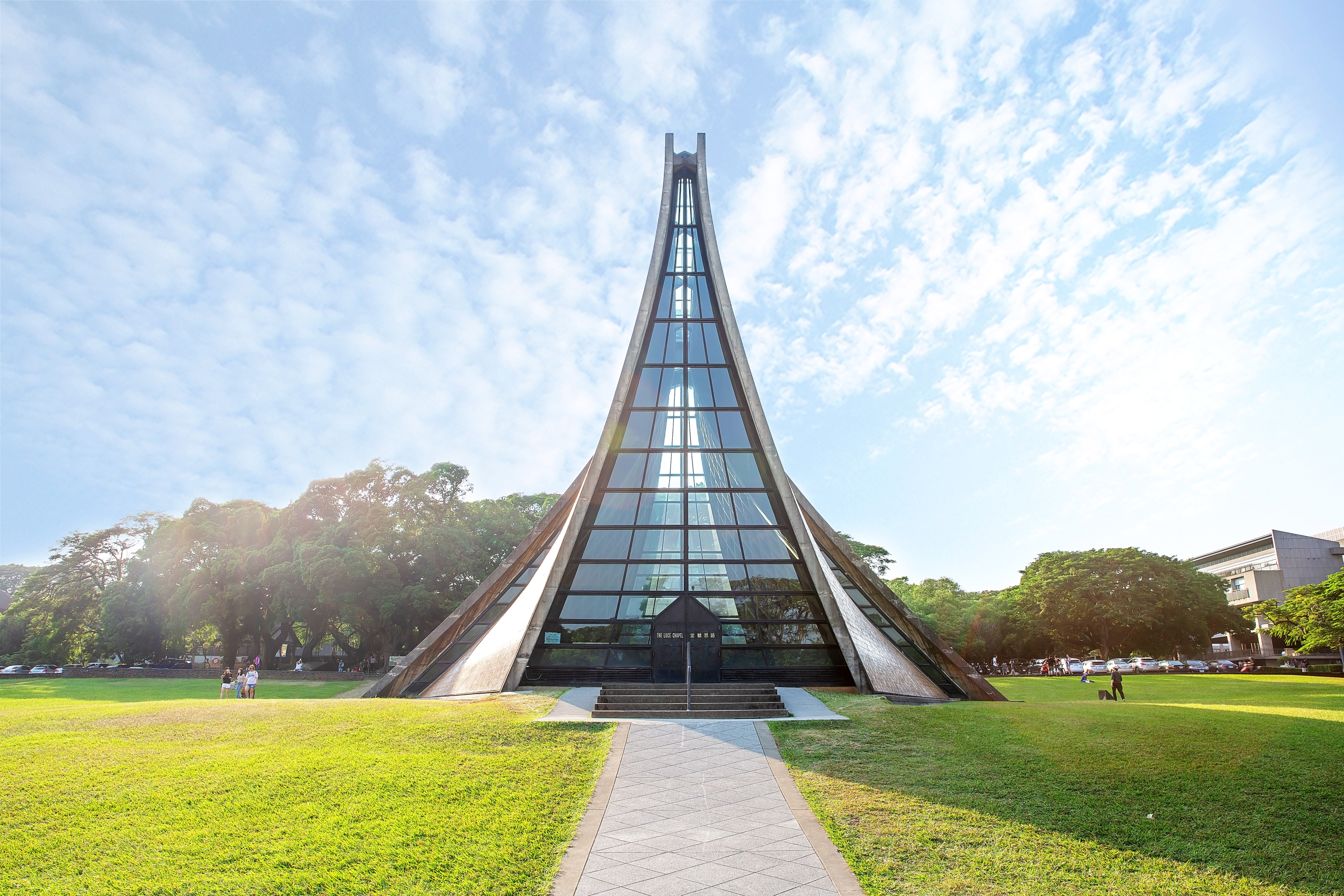
路思義教堂，貝聿銘、陳其寬(1963年)
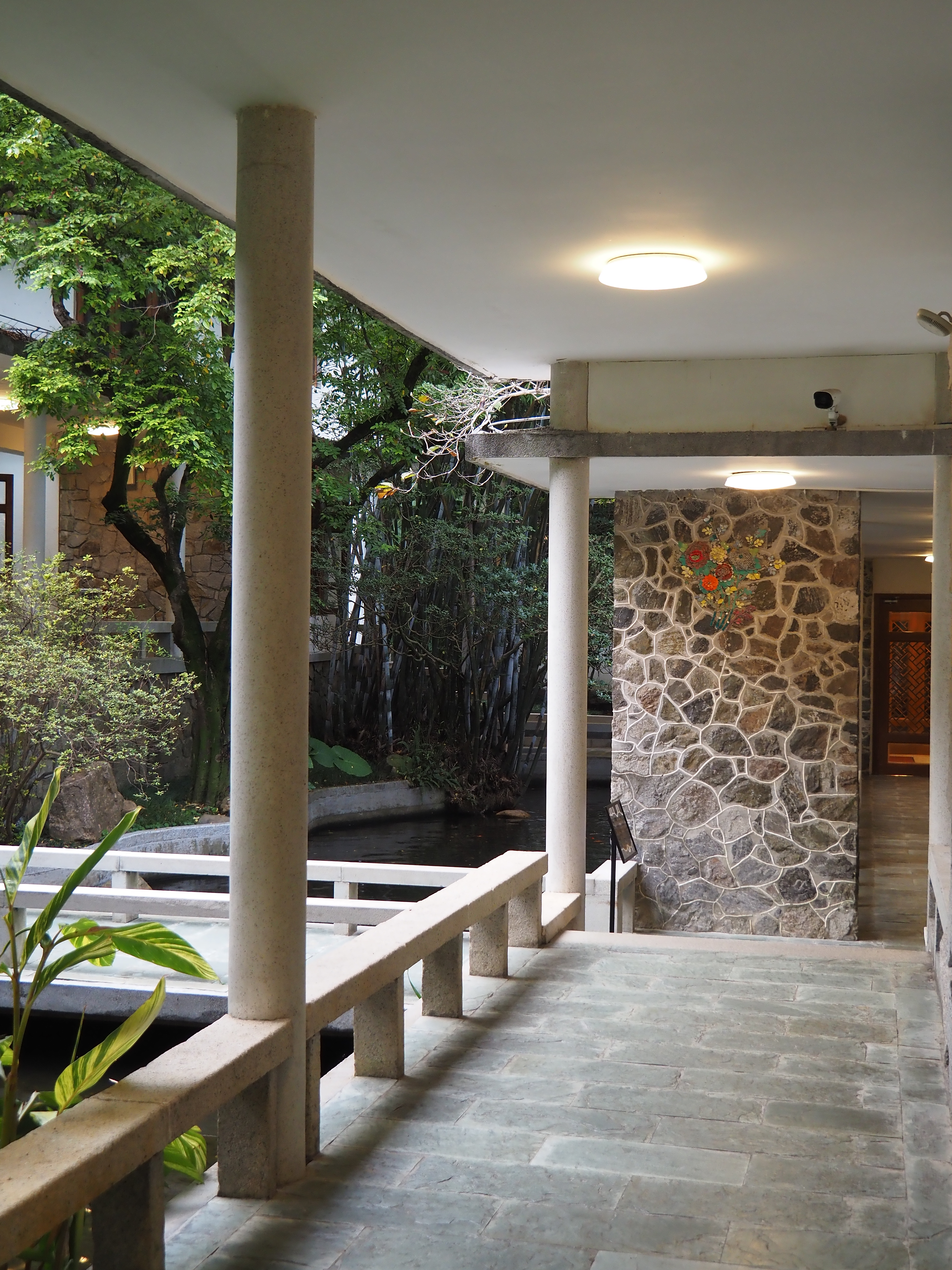
山庄旅舍，莫伯治(1965年)
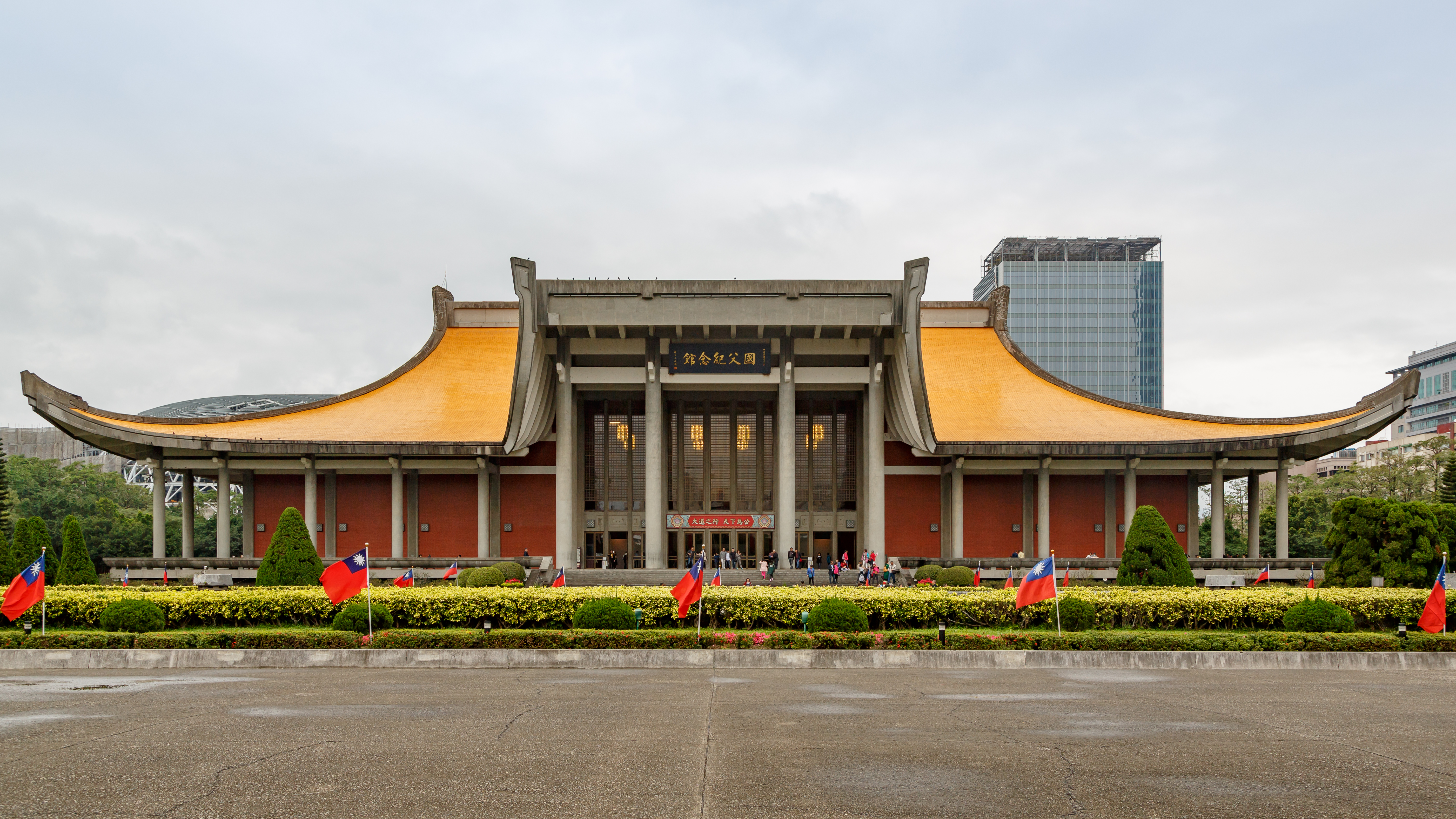
國父紀念館，王大閎(1972年)

與歐洲一樣，日本在戰後因許多城市遭到轟炸，住房嚴重短缺，需要更換420萬套住房。因此，日本建築師結合了傳統風格和技術而興建大量現代建築。日本最重要的現代主義者之一是前川国男，他在巴黎曾為勒·柯布西耶工作直至1930年。他在東京的自宅則是日本現代主義的早期里程碑，將傳統風格與他與勒·柯布西耶一起工作時獲得的想法相結合。他的其他著名建築包括東京和京都的音樂廳以及東京的國際日本之家，幾乎為純粹的現代主義風格。
丹下健三於1938年至1945年期間在前川國男的工作室工作，之後開設了自己的建築公司。他的生涯代表作包括廣島和平紀念資料館、東京的國立代代木競技場以及東京都廳舍等。
在西方後現代思潮流行風靡之下，臺灣於1950年起便開始興建大量現代建築，並以意識到本土地域性的表現，具有在地特色與文化自明性的脈絡為特色（例如中國宮殿式建築），該時期最為知名的建築師則包括王大閎、陳仁和、陳其寬、修澤蘭、沈祖海、楊卓成、高而潘等人。香港部分，則是在委託本地以及為數不少的外國建築師設計了大量標誌性的建築，其中最為知名則為木下一設計之怡和大廈。
丹麥建築師约恩·乌松曾與阿尔瓦尔·阿尔托短暫合作，研究了勒·柯布西耶的作品，並前往美國會見了弗蘭克·勞埃德·賴特。1957年，他設計了世界上最著名的現代主義建築之一；雪梨歌劇院。他以其建築的雕塑品質及其與景觀的聯繫而聞名。由於雪梨歌劇院在興建過程中，在製造外殼和獲得聲學效果方面遇到相當大的技術困難。最終導致烏松於1966年辭職，歌劇院直到 1973年才完工，比原定竣工時間晚了10年。
在印度，後殖民國家在贾瓦哈拉尔·尼赫魯總理的領導下推動了現代主義建築，最著名的是邀請勒·柯布西耶設計昌迪加爾市。此時期重要的印度現代主義建築師包括巴克里希纳·多西、查爾斯·科雷亞、拉傑·雷瓦爾、阿希特·康文德和哈比卜·拉赫曼。在斯里蘭卡，傑佛瑞·巴瓦和明妮特·德·席爾瓦則是當代推動現代主義的關鍵人士。
巴基斯坦獨立後的現代建築融合了伊斯蘭和現代建築風格，同時也受到莫臥兒王朝、印度伊斯蘭和國際建築設計的影響。1960年代和70年代是具有現代建築意義的時期。包括領袖陵、巴基斯坦决议日纪念塔、費薩爾清真寺都建於這一時期。

## 非洲

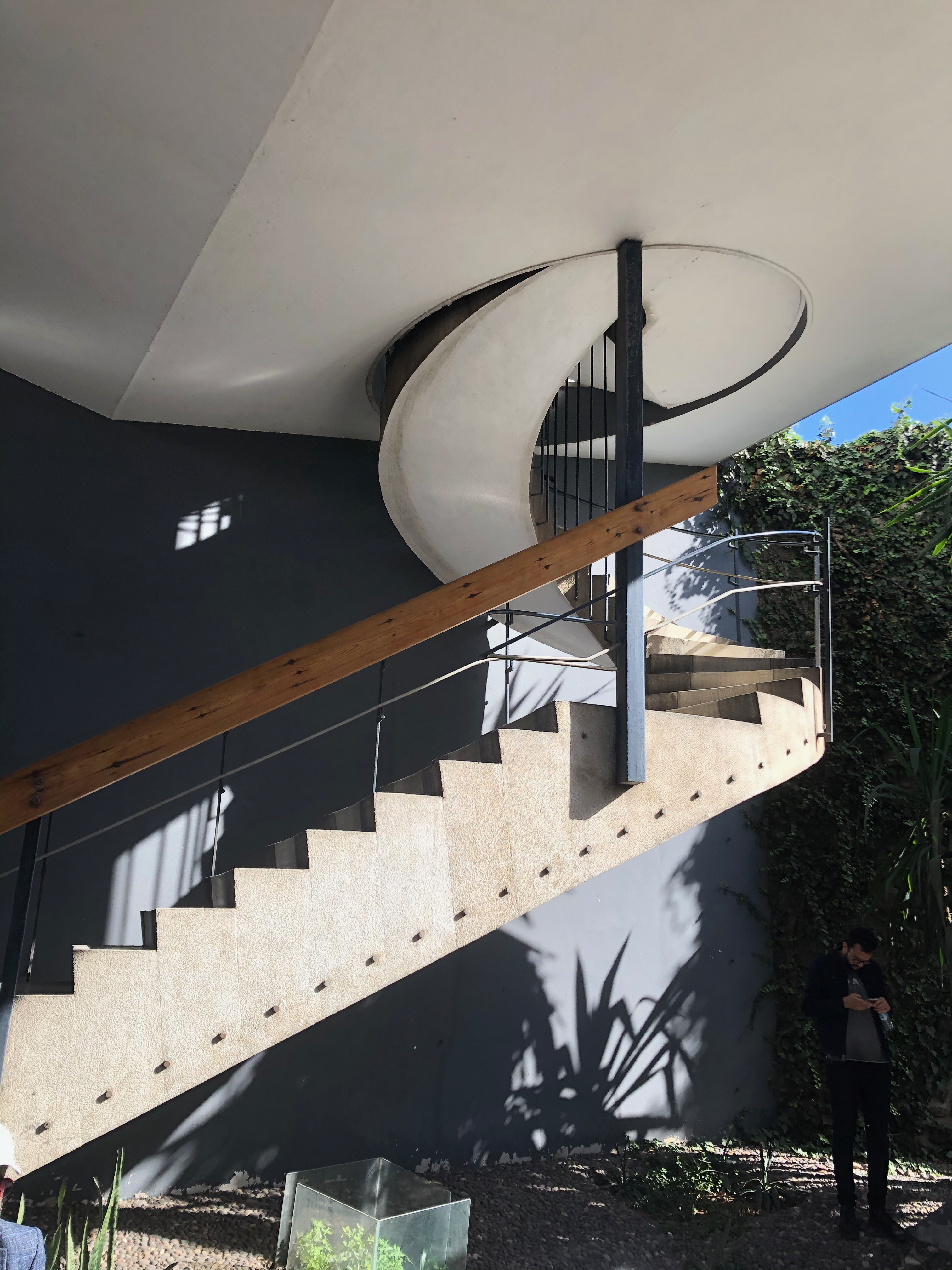
文森特·蒂姆西特工作室（英语：Vincent_Timsit_Workshop）
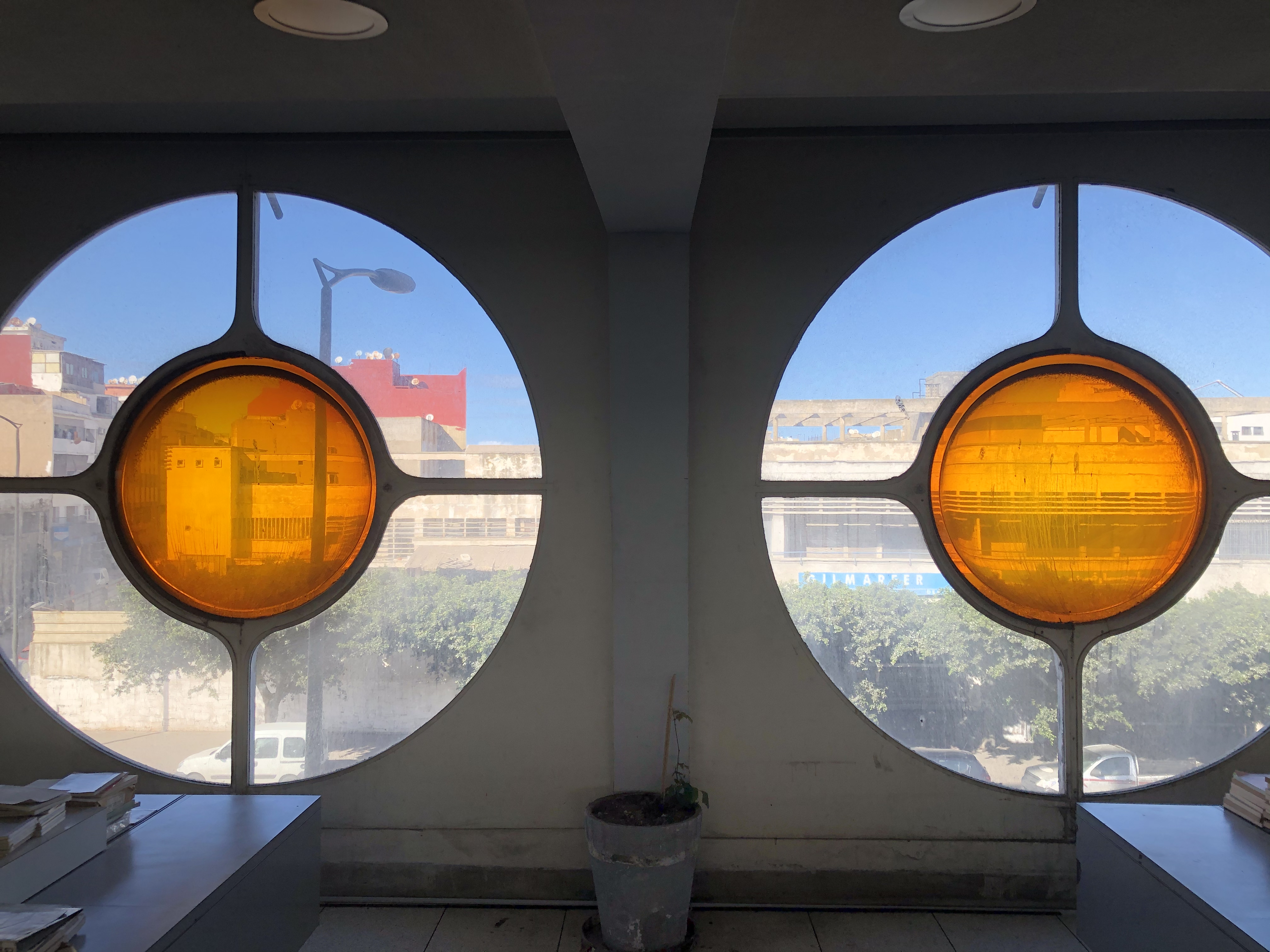
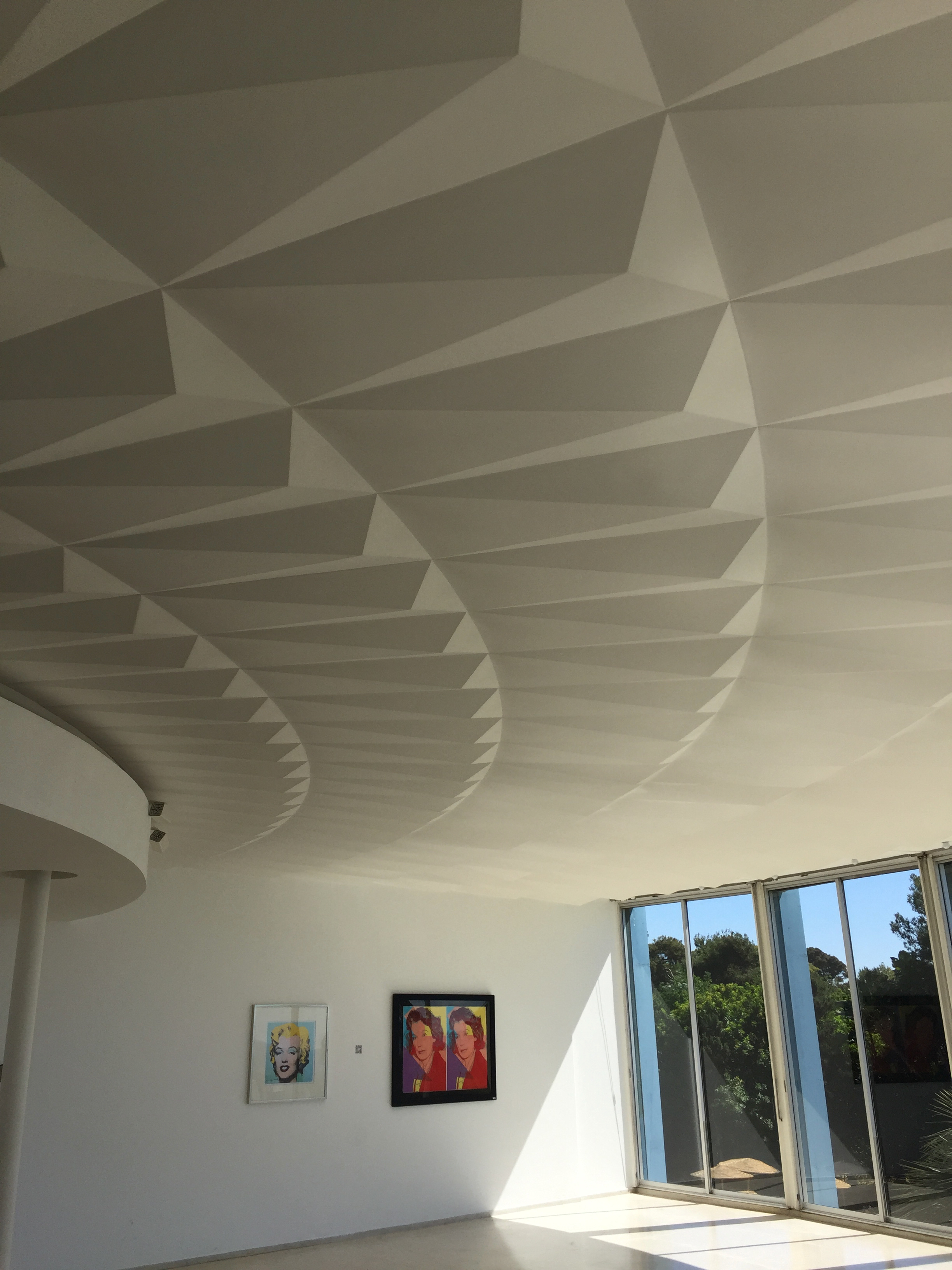
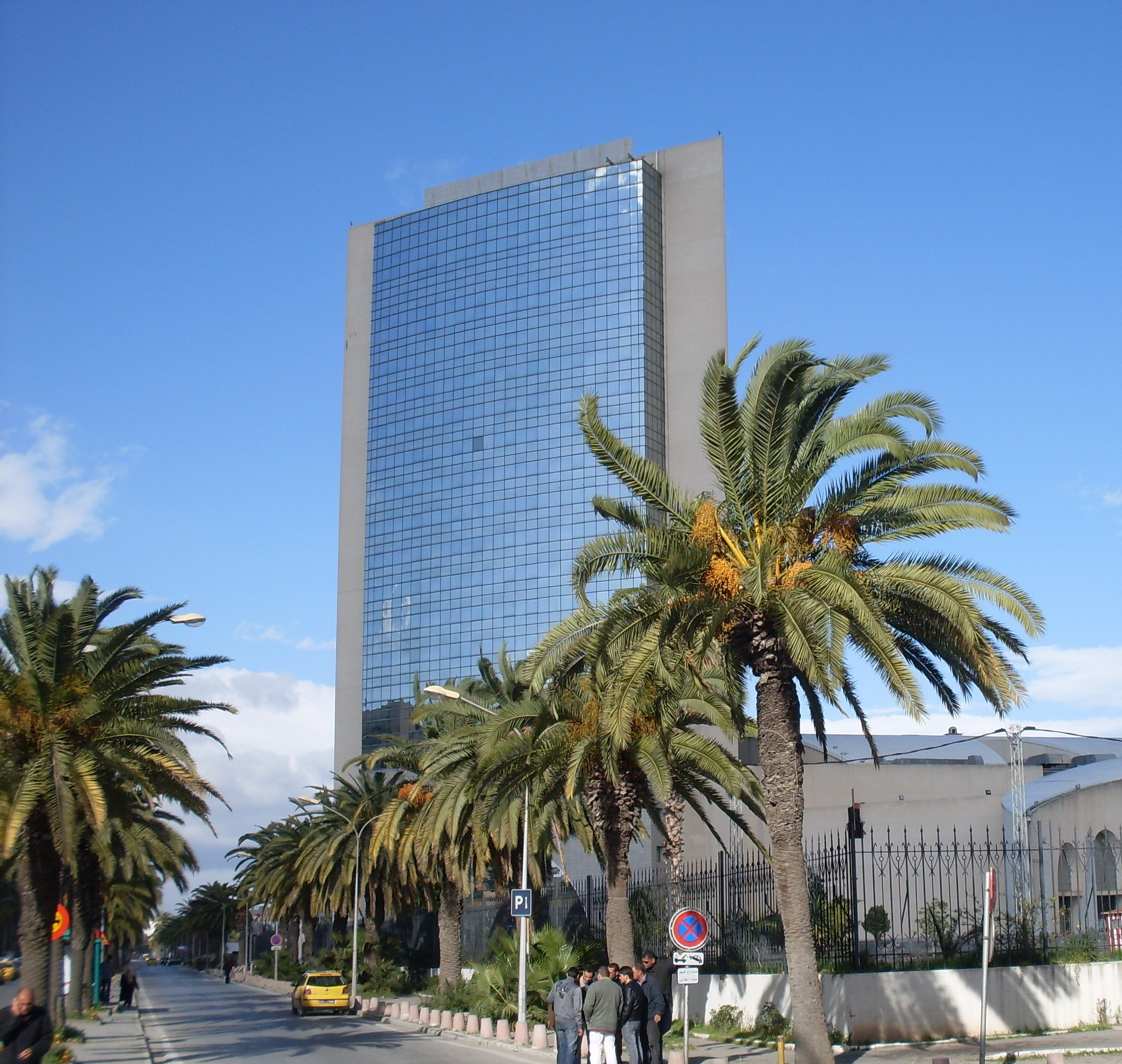
環法自行車賽大樓

摩洛哥一些著名的現代主義建築師是艾利·阿扎古利和讓-弗朗索瓦·澤瓦科。阿斯馬拉是厄立特里亚的首都，以其意大利殖民時期的現代主義建築而聞名。

## 現代主義建築範例

1971年落成的法国共产党总部
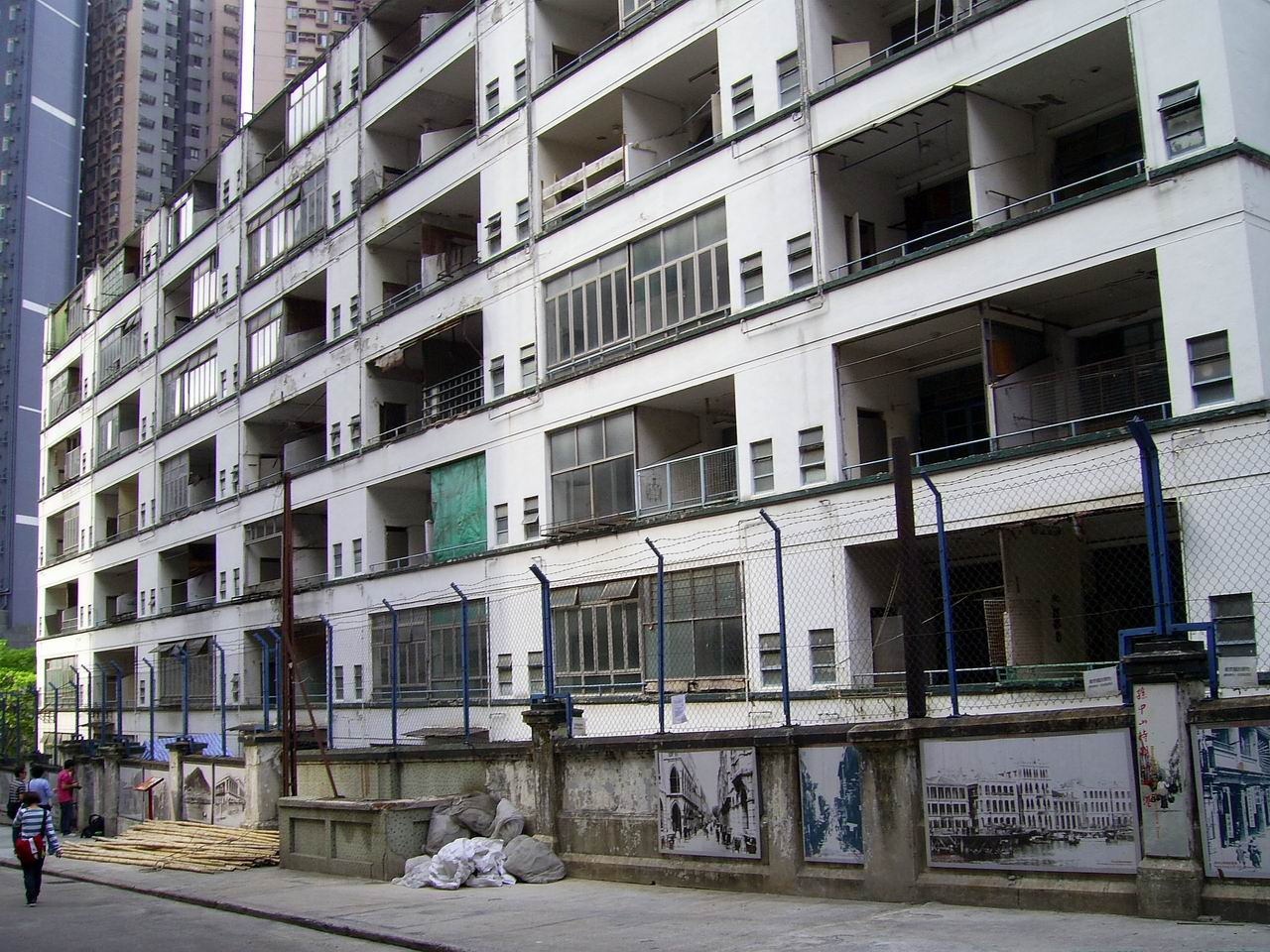
香港1951年落成的荷李活道警察宿舍
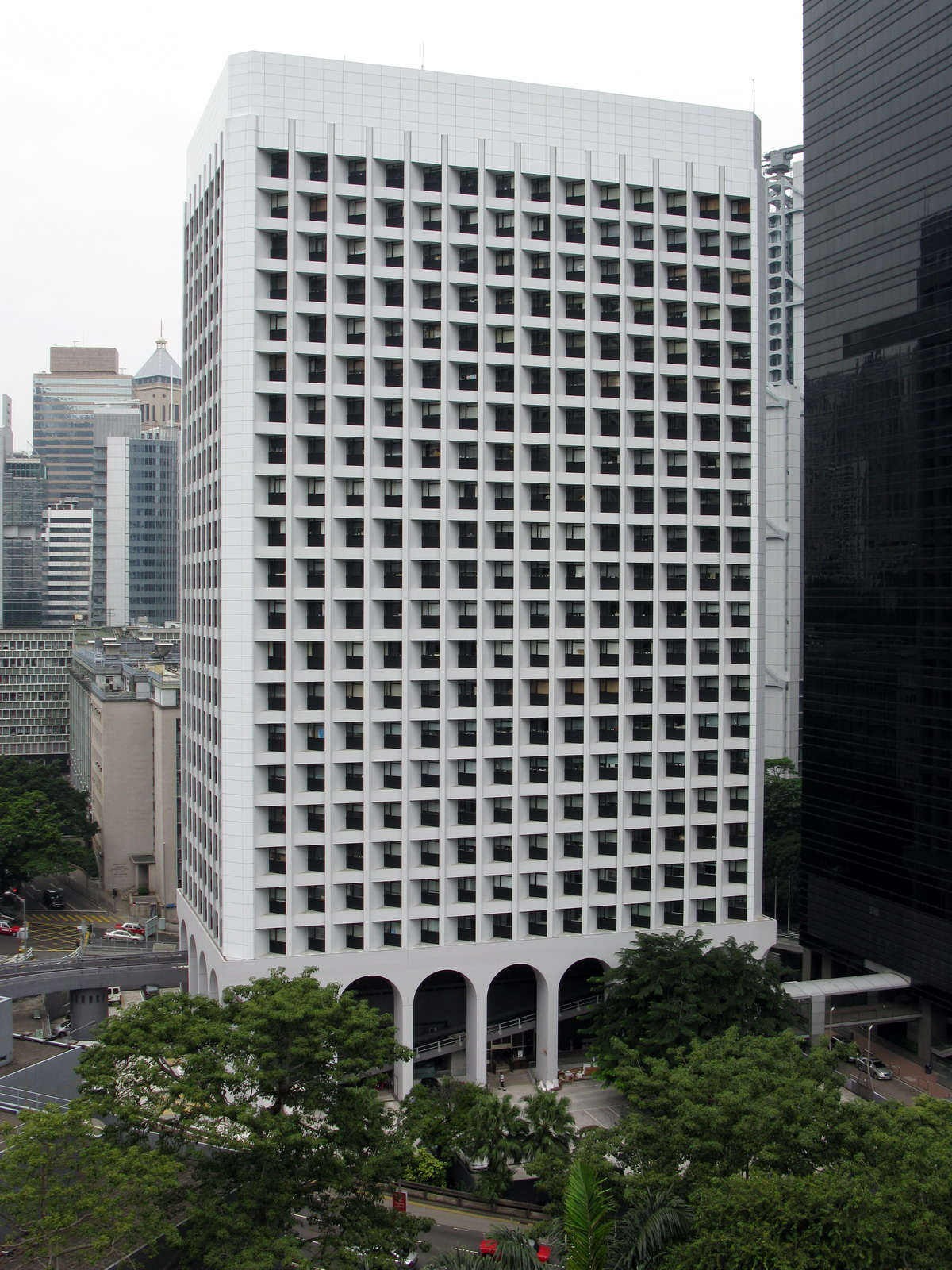
香港1969年落成的美利大廈
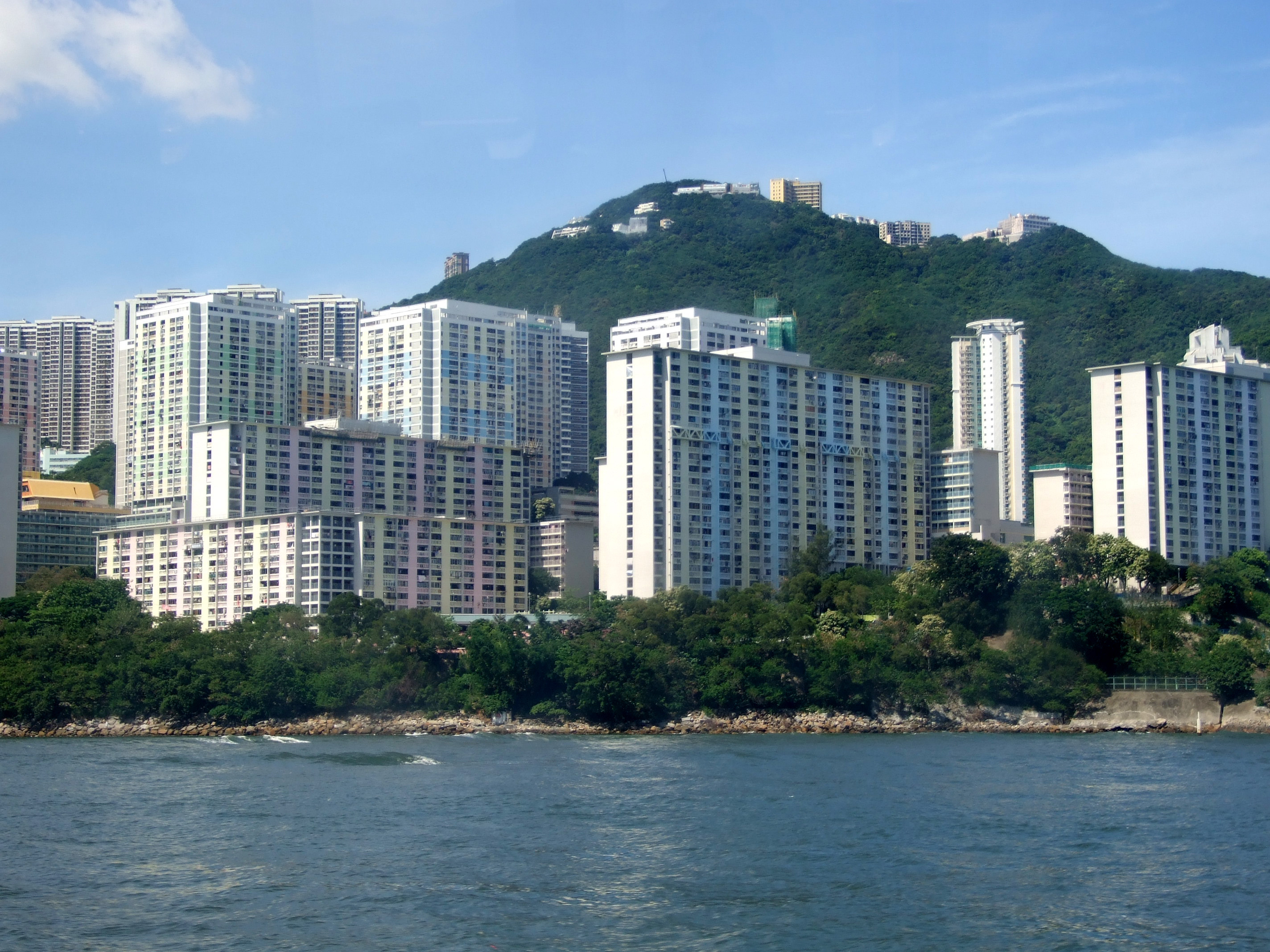
香港1960代落成的華富邨
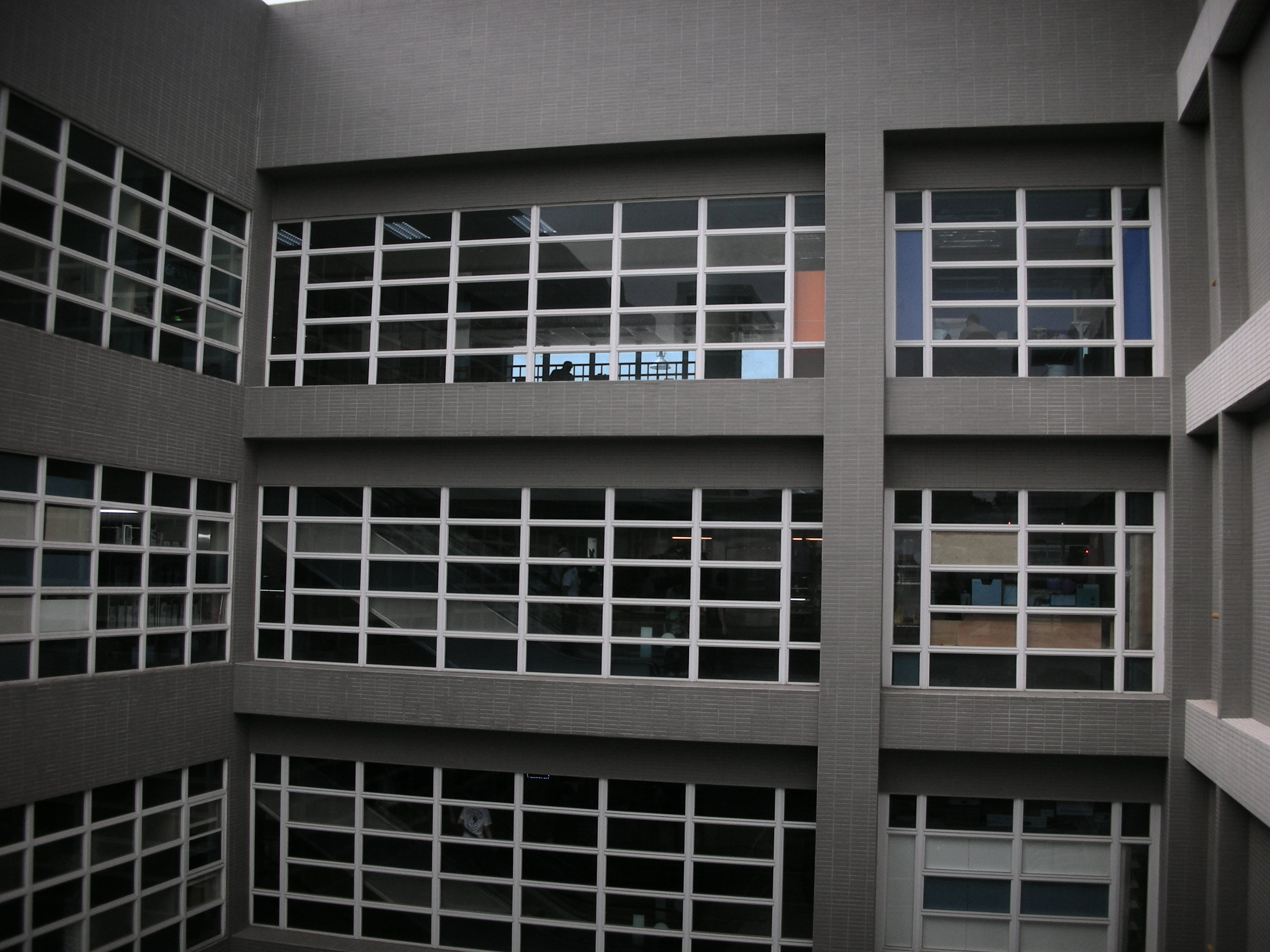
台灣新光華商場
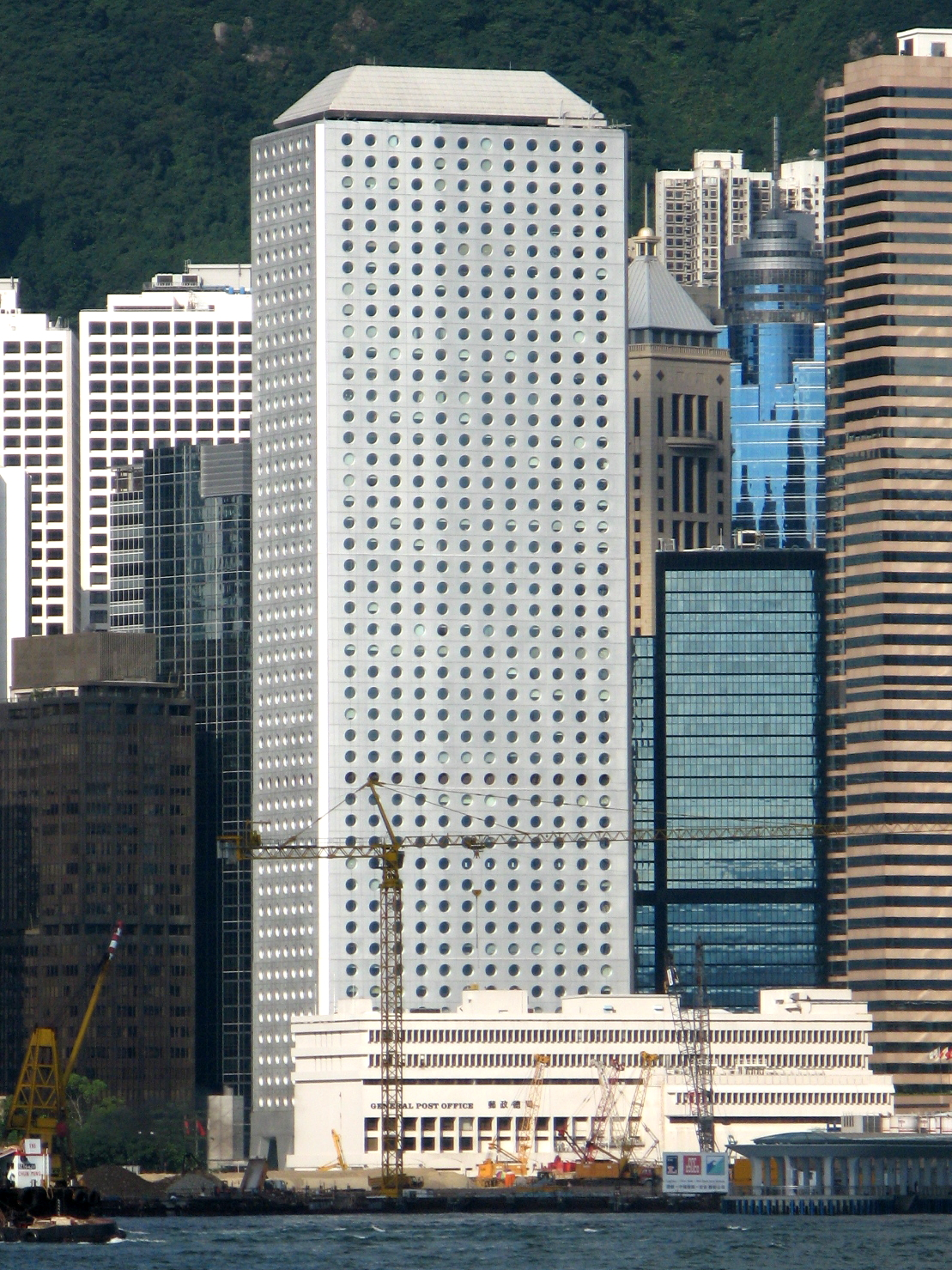
香港1973年落成的康樂大廈
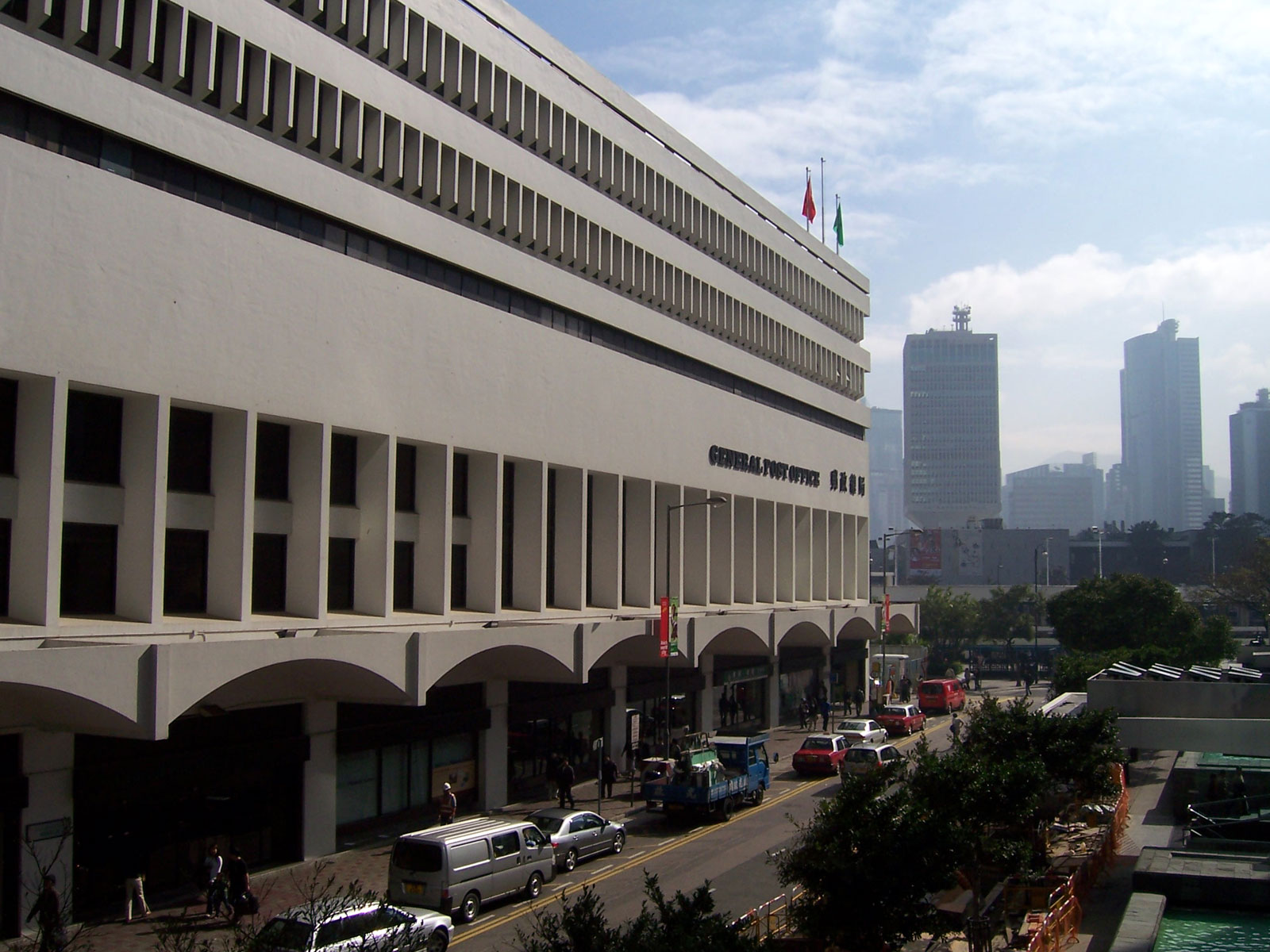
1976落成的第四代香港郵政總局
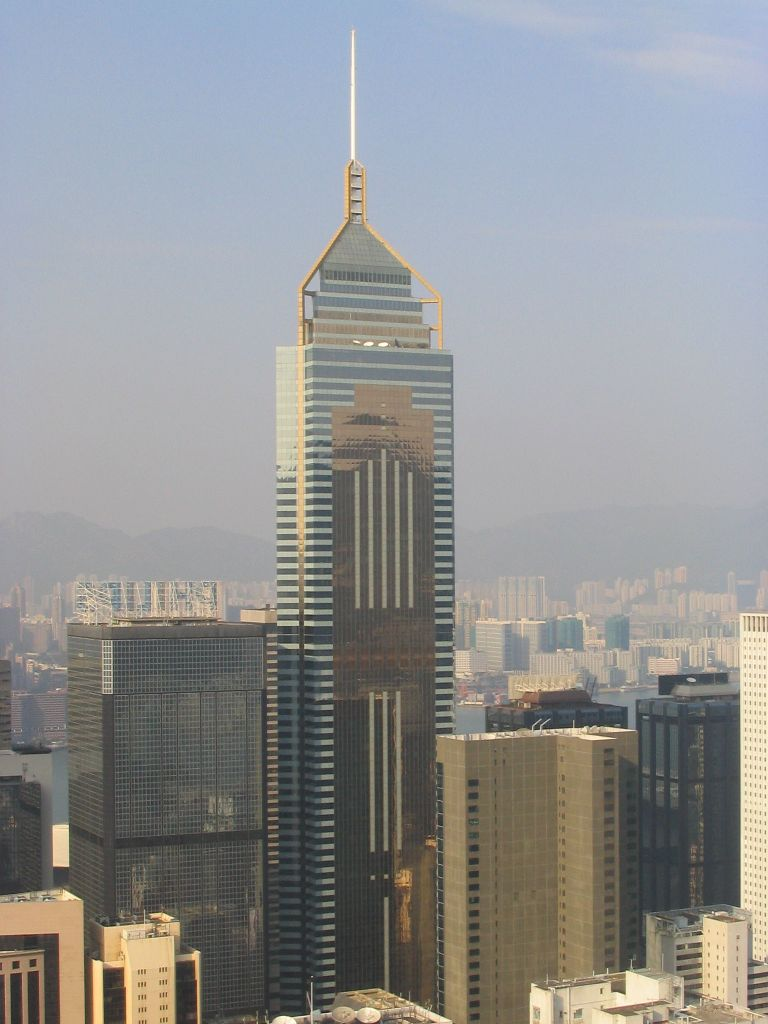
香港1992年落成的中環廣場

## 保存
一些現代建築作品或收藏品已被聯合國教科文組織指定為世界遺產。除了與新藝術風格相關的早期實驗外，這些還包括本文上文提到的許多結構：烏得勒支的里特费尔德的施罗德住宅、魏玛、德绍和贝尔瑙的包豪斯建筑及其遗址、柏林現代住宅群落、特拉维夫白城、阿斯馬拉、巴西利亚、墨西哥國立自治大學大學城、加拉加斯大学城，悉尼歌劇院和弗羅茨瓦夫的百年紀念廳，以及勒·柯布西耶的建筑作品和弗兰克·劳埃德·赖特的20世纪建筑作品。
多科摩國際、世界古蹟基金會等私人組織正在努力保護和記錄現代建築。2006年，世界古蹟基金會發起了現代主義風險項目，這是一項宣傳和保護計劃。而MAMMA組職則正在努力記錄和保護摩洛哥的現代主義建築。

## 参看
- 现代主义
- 现代艺术
- 功能主義建築
- 現代家具（英语：Modern_furniture）
- 有機建築
- 批判性地域主義（英语：Critical_regionalism）
- 互補建築（英语：Complementary_architecture）
- 新都市主義

## 外部連結
- Harrison, Stuart. . ArchitectureAU. Review of the exhibition Modernism & Modernist SA Architecture: 1934–1977. 20 November 2019  [17 April 2021]. （原始内容存档于2020-08-10）.
- Six Building Designers Who Are Redefining Modern Architecture （页面存档备份，存于）, an April 2011 radio and Internet report by the Special English service of the Voice of America.
- Architecture and Modernism
- "Preservation of Modern Buildings" edition of AIA Architect （页面存档备份，存于）
- Brussels50s60s.be （页面存档备份，存于）, Overview of the architecture of the 1950s and 1960s in Brussels
- A Grand Design: The Toronto City Hall Design Competition （页面存档备份，存于） Modernist designs from the 1958 international competition